# Mainz

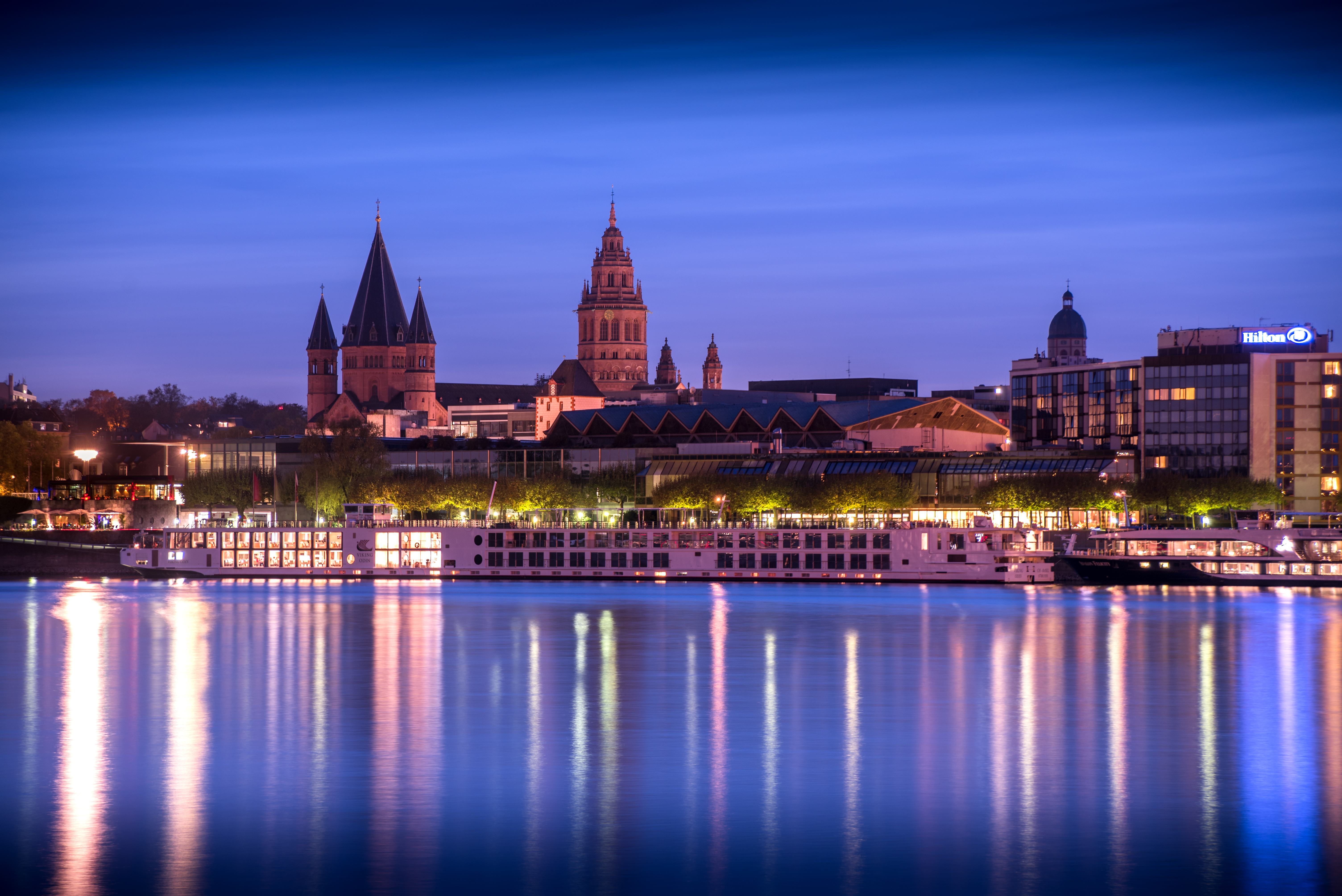
Blick auf Mainz mit dem Dom vom gegenüberliegenden Rheinufer

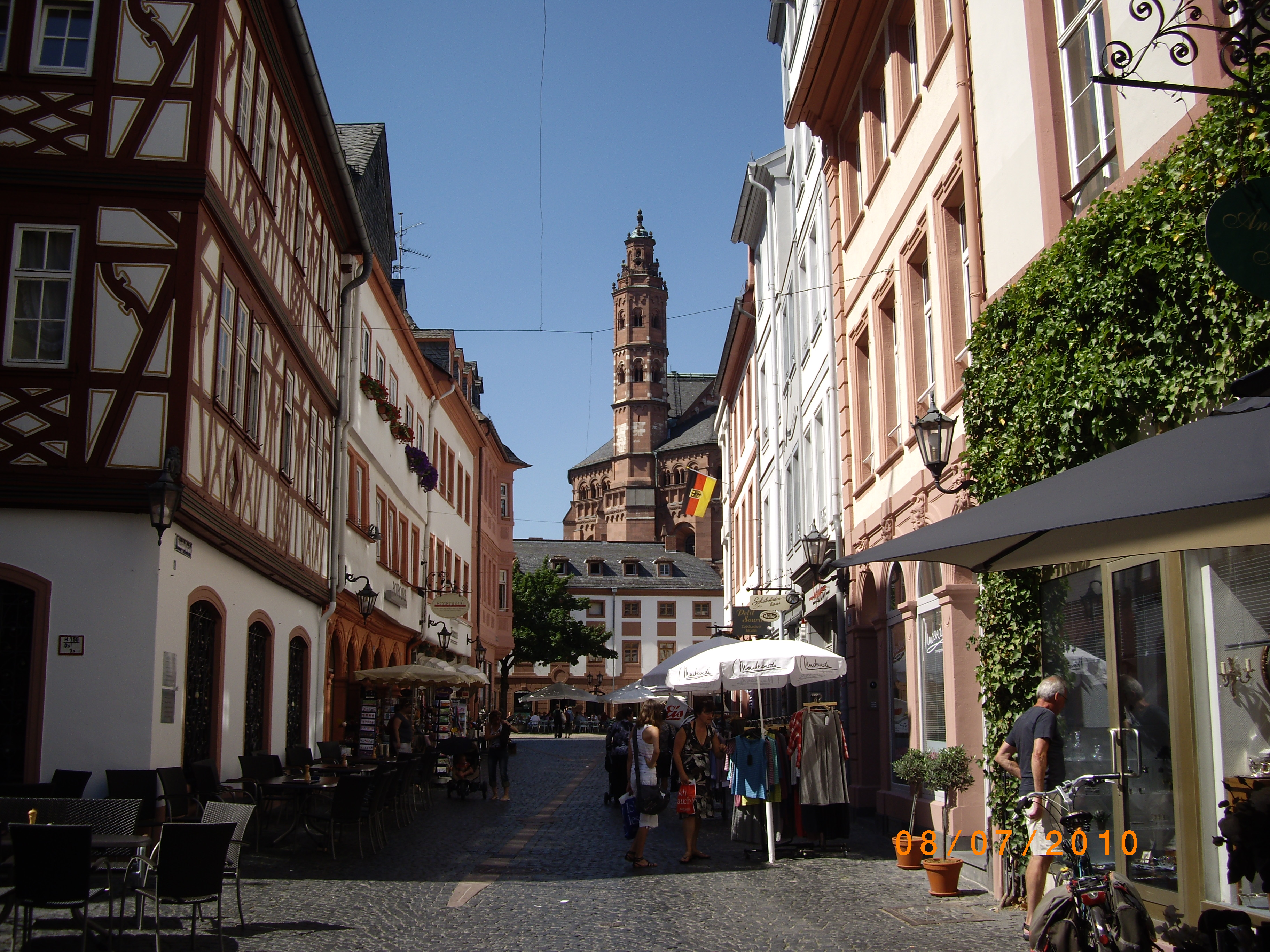
Die Mainzer Altstadt mit Teilen des Doms im Hintergrund

Mainz (ⓘ) (lateinisch Mogontiacum) ist die Landeshauptstadt des Landes Rheinland-Pfalz und mit 224.684 Einwohnern zugleich dessen größte Stadt. Mainz ist kreisfrei, eines der fünf rheinland-pfälzischen Oberzentren und Teil des Rhein-Main-Gebiets. Mit der angrenzenden hessischen Landeshauptstadt Wiesbaden bildet sie ein länderübergreifendes Doppelzentrum mit rund 500.000 Einwohnern auf 301,67 Quadratkilometern. Mainz und Wiesbaden sind neben Berlin und Potsdam die einzigen beiden Landeshauptstädte deutscher Bundesländer mit einer gemeinsamen Stadtgrenze. Im Verbund mit den jüdischen Gemeinden der oberrheinischen Städte Speyer und Worms wurden die Monumente dieser SchUM-Städte am 27. Juli 2021 in das UNESCO-Weltkulturerbe aufgenommen.
Die zu römischer Zeit gegründete Stadt ist Sitz der Johannes Gutenberg-Universität, des römisch-katholischen Bistums Mainz sowie mehrerer Fernseh- und Rundfunkanstalten, wie des Südwestrundfunks (SWR) und des Zweiten Deutschen Fernsehens (ZDF). Mainz ist eine Hochburg der rheinischen Fastnacht.

## Name der Stadt

### Entwicklung des Stadtnamens
Im Laufe der Geschichte veränderte sich der Name der Stadt mehrmals, von einer verbindlichen Schreibweise kann erst seit dem 18. Jahrhundert gesprochen werden. Der römische Name „Mogontiacum“ lässt sich von der keltischen Gottheit Mogon ableiten (Mogont-i-acum = „Mogons Land“). Mogontiacum wurde in der Historiographie erstmals von dem römischen Historiker Tacitus in seinem Anfang des 2. Jahrhunderts entstandenen Werk Historien im Zusammenhang mit dem Bataveraufstand schriftlich erwähnt. Auch abweichende Schreibweisen und Abkürzungen waren zu Zeiten der römischen Herrschaft bereits geläufig: „Moguntiacum“ oder verkürzt als „Moguntiaco“ in der Tabula Peutingeriana.
Im Mittellateinischen wurde der Name ab dem 6. Jahrhundert verkürzt und fortan „Moguntia“ bzw. „Magantia“ geschrieben und ausgesprochen. Im 7. Jahrhundert änderte sich der Stadtname zu „Mogancia“, „Magancia urbis“ bzw. „Maguntia“, im 8. Jahrhundert zu „Magontia“. Im 11. Jahrhundert war der Name wieder bei „Moguntiacum“ bzw. „Moguntie“ angekommen. Überhaupt wurde der Stadtname häufig nicht von wirklicher Sprachentwicklung, sondern von der jeweils herrschenden „Mode“ der Aussprache beeinflusst. Das 12. Jahrhundert bezeichnete die Stadt als „Magonta“, „Maguntia“, „Magontie“, und „Maguntiam“. Eine arabische Weltkarte aus gleicher Zeit nennt sie „maiansa“. Von 13./14. bis zum 15. Jahrhundert wandelte sich der Name von „Meginze“ zu „Menze“, wobei das die Namensentwicklung in lateinischen Quellen ist. Deutschsprachige Quellen sprechen 1315 von „Meynce“, 1320 von „Meintz“, 1322 von „Maentze“, 1342 von „Meintze“, 1357 wieder von „Meintz“ und 1365 von „Mayntz“. Der damals entstandene Familienname „Mayntz“ ist heute noch in dieser Schreibweise gebräuchlich. Später nannte man sich auch Mainzer. In der jüdischen Literatur des Mittelalters taucht auch die Bezeichnung Magenza auf. Bis heute lautet der Name im Italienischen „Magonza“.
Im 15. Jahrhundert taucht zum ersten Mal die Schreibweise „Maintz“ auf. Geläufiger sind zu dieser Zeit aber noch die Schreibweisen „Menze“, „Mentz(e)“, „Meintz“ oder „Meyntz“. Die Namensformen mit ai oder ay setzten sich seit dem 16. Jahrhundert und endgültig in der Barockzeit durch. Seit dem 18. Jahrhundert gibt es dann auch kaum noch Änderungen des Stadtnamens. Eine Ausnahme bildet die französische Namensform Mayence während der französischen Besetzung 1792/93 und während der Zugehörigkeit zu Frankreich von 1798 bis 1814.
Im rheinhessischen Dialekt gibt es zwei Varianten des Stadtnamens, Meenz und Määnz, über deren Korrektheit in der Bevölkerung unterschiedliche Ansichten bestehen. Untersuchungen haben herausgefunden, dass die Schreib- und Ausspracheform Meenz (mit geschlossenem e-Laut ausgesprochen) in der Altstadt bevorzugt, die andere Variante Määnz (mit offenem e-Laut) eher in der Neustadt, den Vororten und dem rheinhessischen Umland verwendet wird.

## Geographie

### Überblick

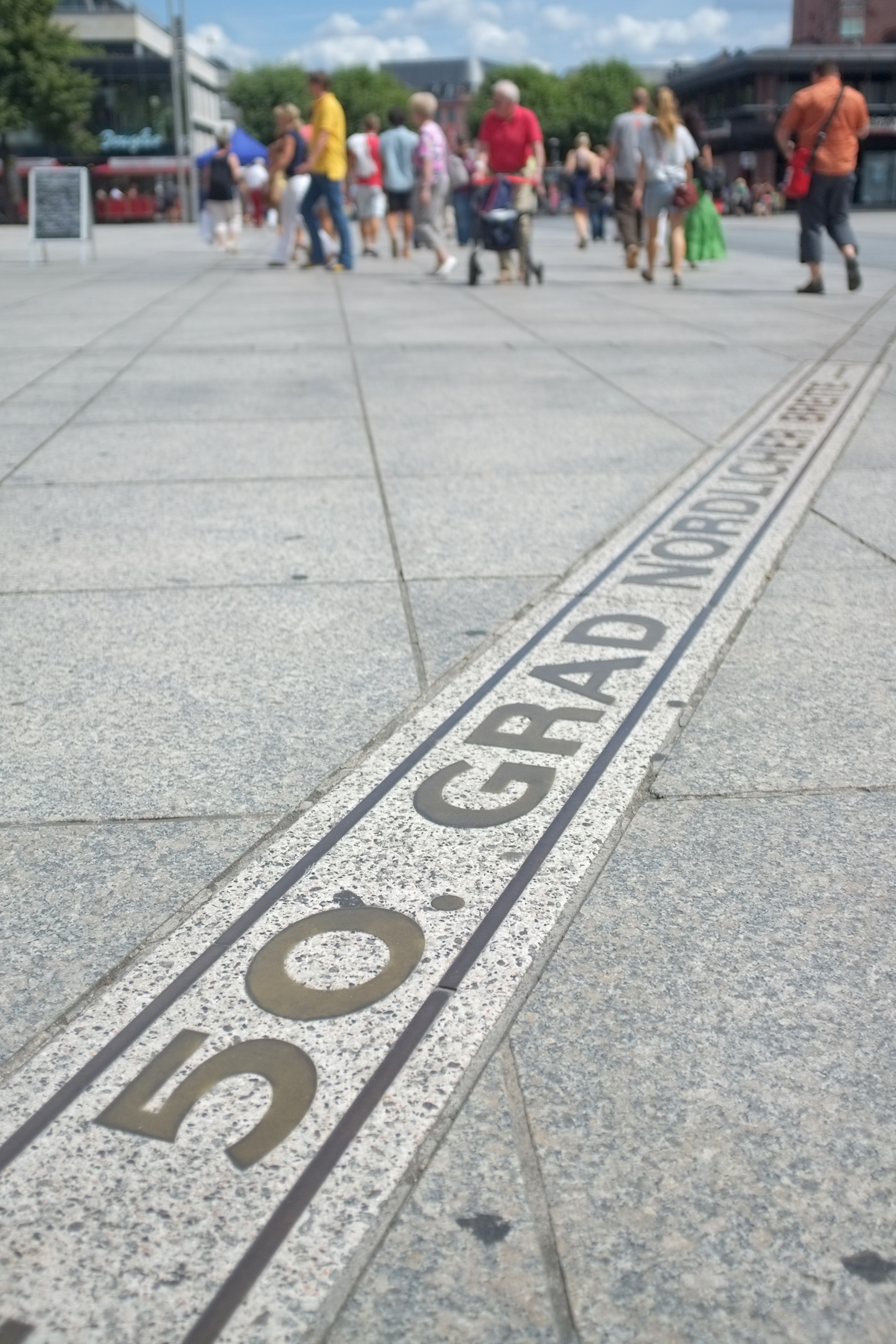
50. Breitengrad auf dem Gutenbergplatz

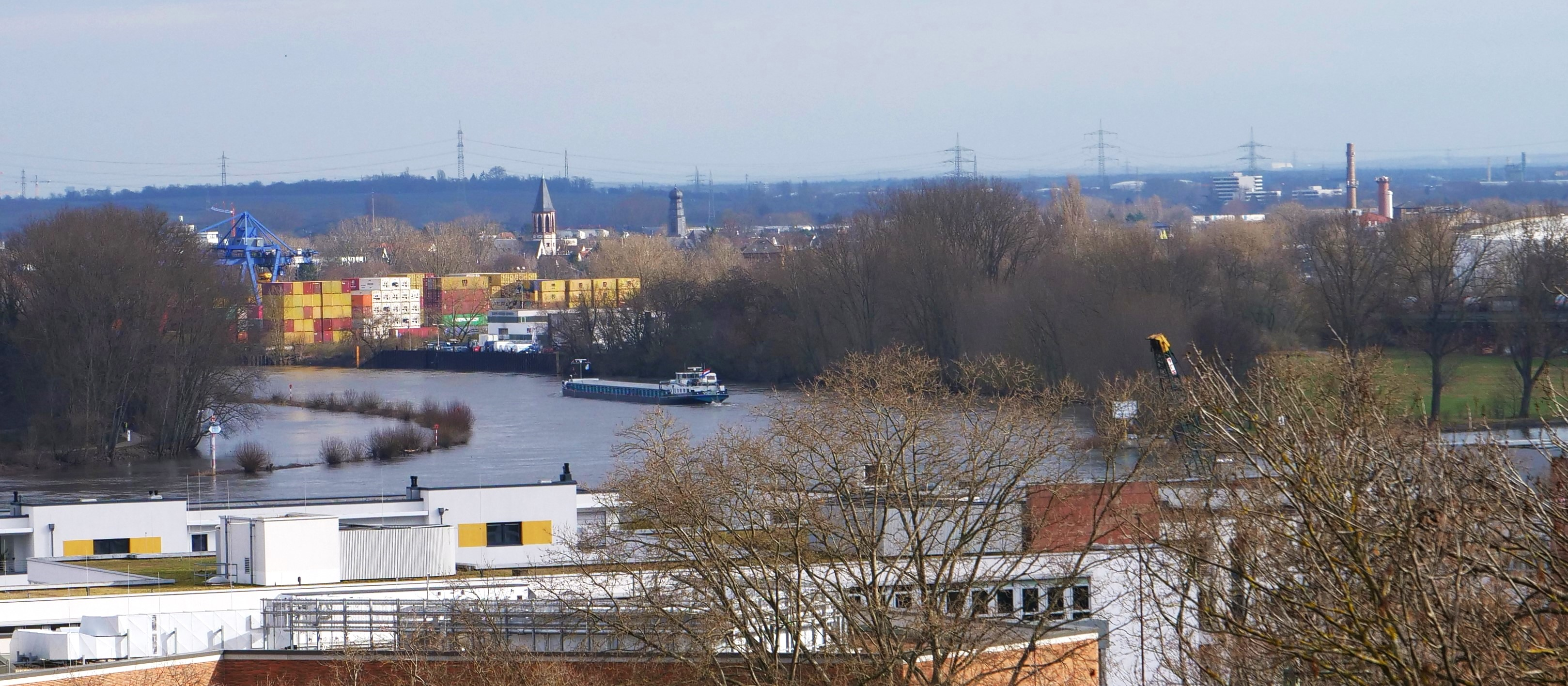
Mainmündung in den Rhein – Blick von der Mainzer Zitadelle auf Gustavsburger Kirchtürme

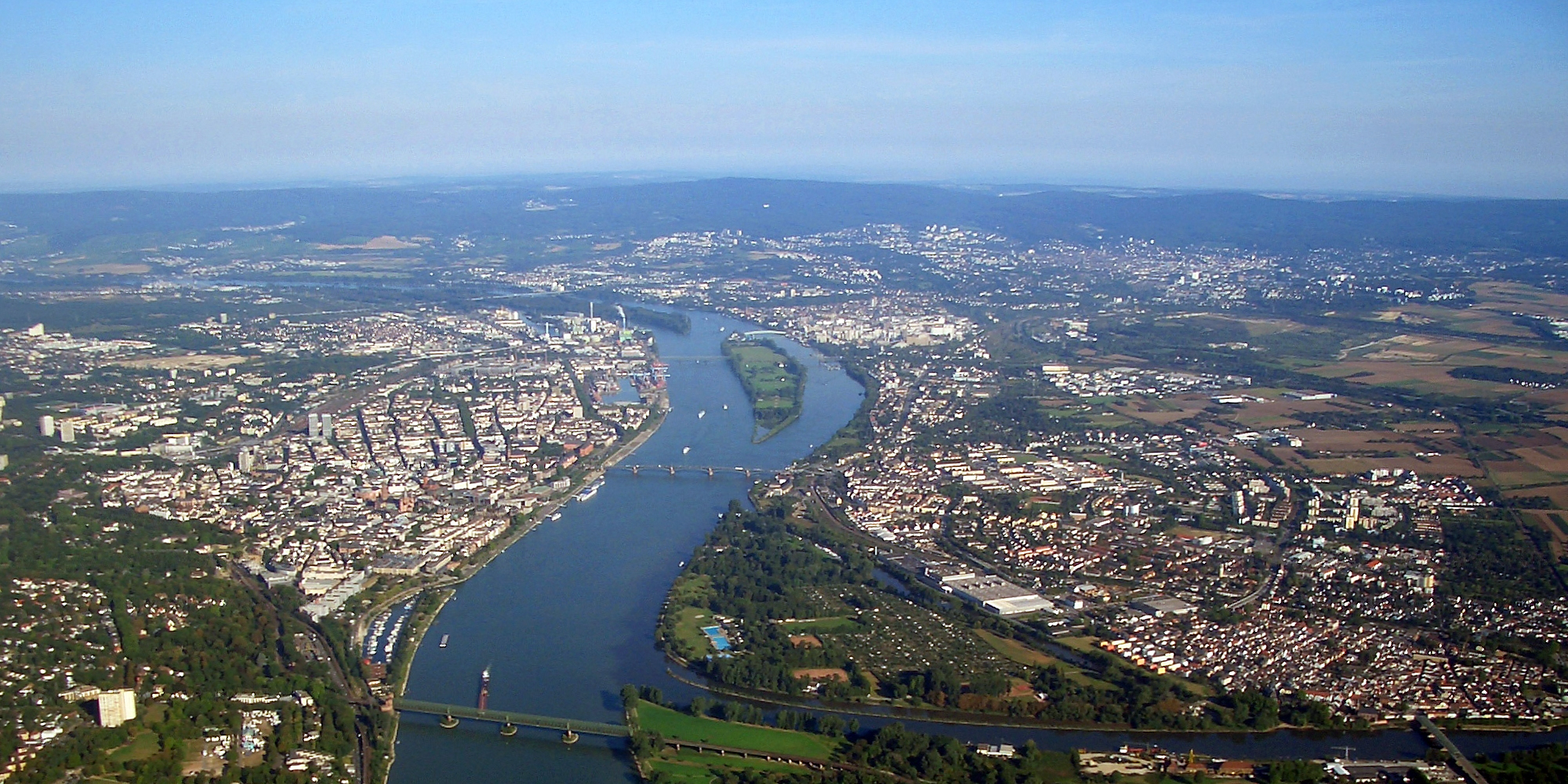
Luftbild von Mainz (linke Rheinseite) und Mainz-Kostheim mit Mainz-Kastel (rechte Rheinseite)

Mainz befindet sich auf einer Höhe von 82 m ü. NHN am Rhein bis 245 m ü. NHN im Ortsbezirk Ebersheim. Die Stadt liegt am westlichen (linken) Ufer des Rheins, der die östliche Stadtgrenze bildet, mit Rheinkilometer 500 ungefähr auf halbem Wege zwischen Bodensee und Nordsee. Im Süden und Westen wird die Stadt im Mainzer Becken vom Rande der rheinhessischen Hochfläche begrenzt und im Norden dehnt sich ein vom Rhein zurückgewichenes Ufervorland aus. Durch Mainz hindurch läuft der 50. Breitengrad nördlicher Breite.

### Lage
Die Stadt Mainz liegt gegenüber der Mündung des Mains am Oberrhein. Im näheren Umkreis liegen – außer dem unmittelbar benachbarten Wiesbaden – die Großstädte Frankfurt am Main, Offenbach am Main, Darmstadt, Ludwigshafen am Rhein und Mannheim.
Eine politische Besonderheit bilden die sechs ehemaligen rechtsrheinischen Stadtteile Mainz-Amöneburg, Mainz-Kastel und Mainz-Kostheim („AKK“) sowie Mainz-Bischofsheim, Mainz-Ginsheim und Mainz-Gustavsburg („BGG“). Nach dem Zweiten Weltkrieg wurden aufgrund der Grenzziehung zwischen der amerikanischen und der französischen Besatzungszone die AKK-Stadtteile der treuhänderischen Verwaltung der Stadt Wiesbaden übergeben bzw. wurden als Bischofsheim und Ginsheim-Gustavsburg selbständige Kommunen im hessischen Landkreis Groß-Gerau. Die AKK-Stadtteile gehören bis heute nach dem Lebensgefühl vieler Einwohner noch immer zu Mainz, was sich unter anderem in der auf Mainz ausgerichteten Infrastruktur äußert. Die Stadt Mainz bezeichnet sie als „de facto zu Mainz“ gehörig. Aufgrund der rechtlich nie ganz abgeschlossenen Gebietsübertragung nach Wiesbaden tragen sie in ihrem amtlichen Namen noch immer das Präfix „Mainz-“ (siehe auch AKK-Konflikt und rechtsrheinische Stadtteile von Mainz).

### Nachbargemeinden
Folgende Städte und Gemeinden grenzen an die Stadt Mainz. Sie werden im Uhrzeigersinn beginnend im Norden genannt:
- rechtsrheinisch (Hessen):
Landeshauptstadt Wiesbaden (kreisfreie Stadt, einschließlich Mainz-Amöneburg, Mainz-Kastel und Mainz-Kostheim)
 sowie Ginsheim-Gustavsburg (Landkreis Groß-Gerau).
- linksrheinisch die zum Landkreis Mainz-Bingen gehörigen Gemeinden:
Bodenheim, Gau-Bischofsheim und Harxheim (alle Verbandsgemeinde Bodenheim),
Zornheim, Nieder-Olm, Ober-Olm, Klein-Winternheim und Essenheim (alle Verbandsgemeinde Nieder-Olm),
Ingelheim am Rhein mit den Stadtteilen Wackernheim und Heidesheim am Rhein
sowie Budenheim (verbandsfreie Gemeinde).

### Stadtgliederung

#### Prinzipien

Mainzer Ortsbezirke

Das Stadtgebiet von Mainz ist in 11 Gemarkungen und 15 Ortsbezirke aufgeteilt.
Jeder Ortsbezirk hat einen aus jeweils 13 direkt gewählten Mitgliedern bestehenden Ortsbeirat und einen ebenfalls direkt gewählten Ortsvorsteher, der Vorsitzender des Ortsbeirats ist.
Der Ortsbeirat ist zu allen wichtigen Fragen, die den Ortsbezirk betreffen, zu hören. Die endgültige Entscheidung über eine Maßnahme obliegt dann jedoch dem Gemeinderat der Stadt Mainz. Zudem bestehen sieben Planungsbereiche, 65 Stadtbezirke sowie 183 statistische Bezirke, die gleichzeitig den Stimmbezirken entsprechen.
Die Ortsbezirke Altstadt, Hartenberg-Münchfeld, Neustadt und Oberstadt entsprechen (ohne das vorher zu Gonsenheim gehörende Münchfeld) dem ehemaligen Ortsbezirk Mainz-Innenstadt, der 1989 aufgelöst worden war.

#### Ortsbezirke
| Nr. | Ortsbezirk             | Wappen | Fläche in km² | Einwohner (Haupt- wohnsitz) | Einwohner (Neben- wohnsitz) | Einwohner (Summe H. + N.) | Einwohner pro km² | Ausländer (Haupt- wohnsitz) | Ausländer- anteil in % | Anmerkung Gemeindeteile Wohnplätze usw.            |
| --- | ---------------------- | ------ | ------------- | --------------------------- | --------------------------- | ------------------------- | ----------------- | --------------------------- | ---------------------- | -------------------------------------------------- |
| 15  | Altstadt               |        | 2,414         | 17.710                      | 505                         | 18.215                    | 7.336             | 3.573                       | 20,2                   |                                                    |
| 16  | Neustadt               |        | 3,661         | 30.242                      | 439                         | 30.681                    | 8.261             | 7.139                       | 23,6                   |                                                    |
| 24  | Oberstadt              |        | 5,868         | 23.153                      | 391                         | 23.544                    | 3.946             | 5.403                       | 23,3                   |                                                    |
| 25  | Hartenberg-Münchfeld   |        | 3,427         | 18.923                      | 440                         | 19.363                    | 5.522             | 4.564                       | 24,1                   |                                                    |
| 31  | Mombach                |        | 6,316         | 13.831                      | 96                          | 13.927                    | 2.190             | 3.973                       | 28,7                   |                                                    |
| 41  | Gonsenheim             |        | 9,127         | 25.247                      | 268                         | 25.515                    | 2.766             | 4.774                       | 18,9                   | Draisberghof Kriegersmühle Wendelinusheim          |
| 42  | Finthen                |        | 11,061        | 14.707                      | 101                         | 14.808                    | 1.330             | 2.524                       | 17,2                   | Am Geiersköpfel Layenhof                           |
| 51  | Bretzenheim            |        | 10,651        | 19.717                      | 294                         | 20.011                    | 1.851             | 3.180                       | 16,1                   | Alte Ziegelei Heilig Geist Gewann Zahlbach         |
| 52  | Marienborn             |        | 3,015         | 4.454                       | 45                          | 4.499                     | 1.477             | 1.015                       | 22,8                   | Chausseehaus Hinter dem Chausseehaus               |
| 53  | Lerchenberg            |        | 2,411         | 6.621                       | 145                         | 6.766                     | 2.746             | 1.442                       | 21,8                   |                                                    |
| 54  | Drais                  |        | 3,078         | 3.085                       | 52                          | 3.137                     | 1.002             | 273                         | 8,8                    |                                                    |
| 61  | Hechtsheim             |        | 14,043        | 15.505                      | 150                         | 15.655                    | 1.104             | 2.430                       | 15,7                   | Baumschule im Speß                                 |
| 62  | Ebersheim              |        | 9,833         | 5.987                       | 54                          | 6.041                     | 609               | 873                         | 14,6                   |                                                    |
| 71  | Weisenau               |        | 4,056         | 15.756                      | 156                         | 15.912                    | 3.884             | 4.272                       | 27,1                   | Am Großberg Lothary-Aue                            |
| 72  | Laubenheim             |        | 8,789         | 9.092                       | 111                         | 9.203                     | 1.034             | 1.281                       | 14,1                   | Gutshof Laubenheimer Höhe Kilianshof in der Striet |
|     | Landeshauptstadt Mainz |        | 97,750        | 224.030                     | 3.247                       | 227.277                   | 2.292             | 46.716                      | 20,9                   |                                                    |

Anmerkung: Die Kennzahlen beziehen sich auf die Einwohner mit Hauptwohnsitz im jeweiligen Gebietsteil.

#### Eingemeindungen

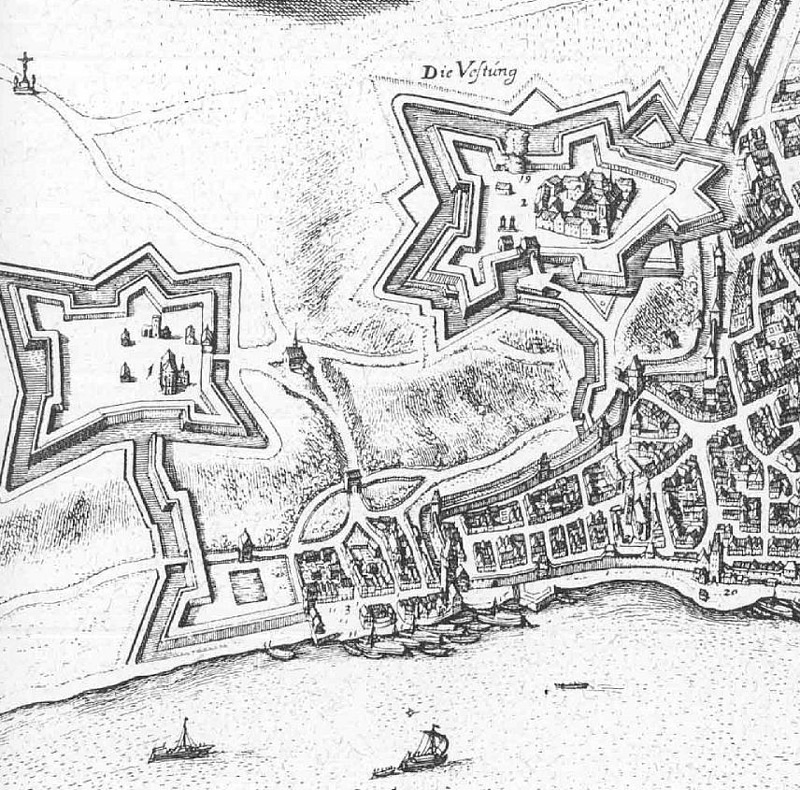
Ausschnitt aus der Merian'schen Stadtansicht von 1655. Vilzbach wird hier noch innerhalb der Befestigungen gezeigt und betitelt (3): Filtzbach so ietz gebrochen

Die Tabelle unter diesem Abschnitt listet ehemals selbständige Gemeinden und Gemarkungen auf, die im Rahmen der Eingemeindungen in die Stadt Mainz eingegliedert wurden. Die Abtrennung der rechtsrheinischen Stadtteile nach dem Zweiten Weltkrieg wurde durch weitere Eingemeindungen von 1969 wieder ausgeglichen. Ab 1962 entstand mit dem Lerchenberg sogar ein völlig neuer Stadtteil.
| Jahr            | Orte                                                          | Zuwachs in Hektar |
| --------------- | ------------------------------------------------------------- | ----------------- |
| 13. Jahrhundert | Selenhofen                                                    | ca. 5             |
| 1294            | Vilzbach                                                      | ?                 |
| 23. Mai 1805    | Zahlbach                                                      | 120               |
| 1. April 1907   | Mombach                                                       | 608               |
| 1. April 1908   | Kastel mit Amöneburg a)                                       | 1.332             |
| 1. Januar 1913  | Kostheim a)                                                   | 953               |
| 1. Januar 1930  | Bretzenheim, Weisenau                                         | 1.733             |
| 1. Januar 1930  | Bischofsheim b), Ginsheim-Gustavsburg b)                      | 2.407             |
| 1. April 1938   | Gonsenheim                                                    | 1.058             |
| 16. April 1964  | Lerchenberg                                                   | 241               |
| 7. Juni 1969    | Drais, Ebersheim, Finthen, Hechtsheim, Laubenheim, Marienborn | 4.778             |

### Klima

Schwankungen der Niederschläge in Mainz

#### Überblick
Der Jahresniederschlag beträgt 613 mm und liegt damit im unteren Viertel der in Deutschland erfassten Werte. Der trockenste Monat ist der Februar, am meisten Regen fällt im Juni. In diesem Monat ist der Niederschlag im Schnitt 1,6mal so hoch wie im Februar. Die Niederschläge variieren kaum und sind gleichmäßig übers Jahr verteilt.
Die mittlere jährliche Durchschnittstemperatur lag in der Periode 1961 bis 1990 bei 10,1 °C und damit deutlich über dem deutschen Durchschnitt.

#### Klimadiagramm für die Stadt
|                       | Jan | Feb | Mär  | Apr  | Mai  | Jun  | Jul  | Aug  | Sep  | Okt  | Nov | Dez |   |      |
| Mittl. Tagesmax. (°C) | 4,7 | 6,4 | 11,3 | 16,4 | 20,4 | 23,8 | 26,0 | 25,7 | 20,7 | 14,5 | 8,6 | 5,3 | ⌀ | 15,4 |
| Mittl. Tagesmin. (°C) | 0,0 | 0,2 | 3,1  | 6,3  | 10,1 | 13,3 | 15,3 | 14,9 | 11,2 | 7,3  | 3,6 | 0,9 | ⌀ | 7,2  |
|                       |     |     |      |      |      |      |      |      |      |      |     |     |   |      |
| Niederschlag (mm)     | 38  | 36  | 38   | 38   | 50   | 58   | 56   | 53   | 41   | 43   | 48  | 46  | Σ | 545  |

| 0,0 |

| 0,2 |

| 3,1 |

| 6,3 |

| 10,1 |

| 13,3 |

| 15,3 |

| 14,9 |

| 11,2 |

| 7,3 |

| 3,6 |

| 0,9 |

| 0,0 |

| 0,2 |

| 3,1 |

| 6,3 |

| 10,1 |

| 13,3 |

| 15,3 |

| 14,9 |

| 11,2 |

| 7,3 |

| 3,6 |

| 0,9 |

#### Klimanotstand
In seiner Sitzung am 25. September 2019 hat der Mainzer Stadtrat den Klimanotstand ausgerufen. Ein gemeinsamer Ergänzungsantrag von Stadtratsmitgliedern mehrerer Parteien stimmte mit großer Mehrheit und einzig mit Gegenstimmen von der AfD dem entsprechenden Antrag zu. Laut Antrag sollen alle künftigen Entscheidungen, Projekte und Prozesse der Verwaltung unter einen Klimaschutzvorbehalt gestellt werden, um damit die Ziele des Pariser Klimaabkommens von 2015 zu erreichen.

## Geschichte

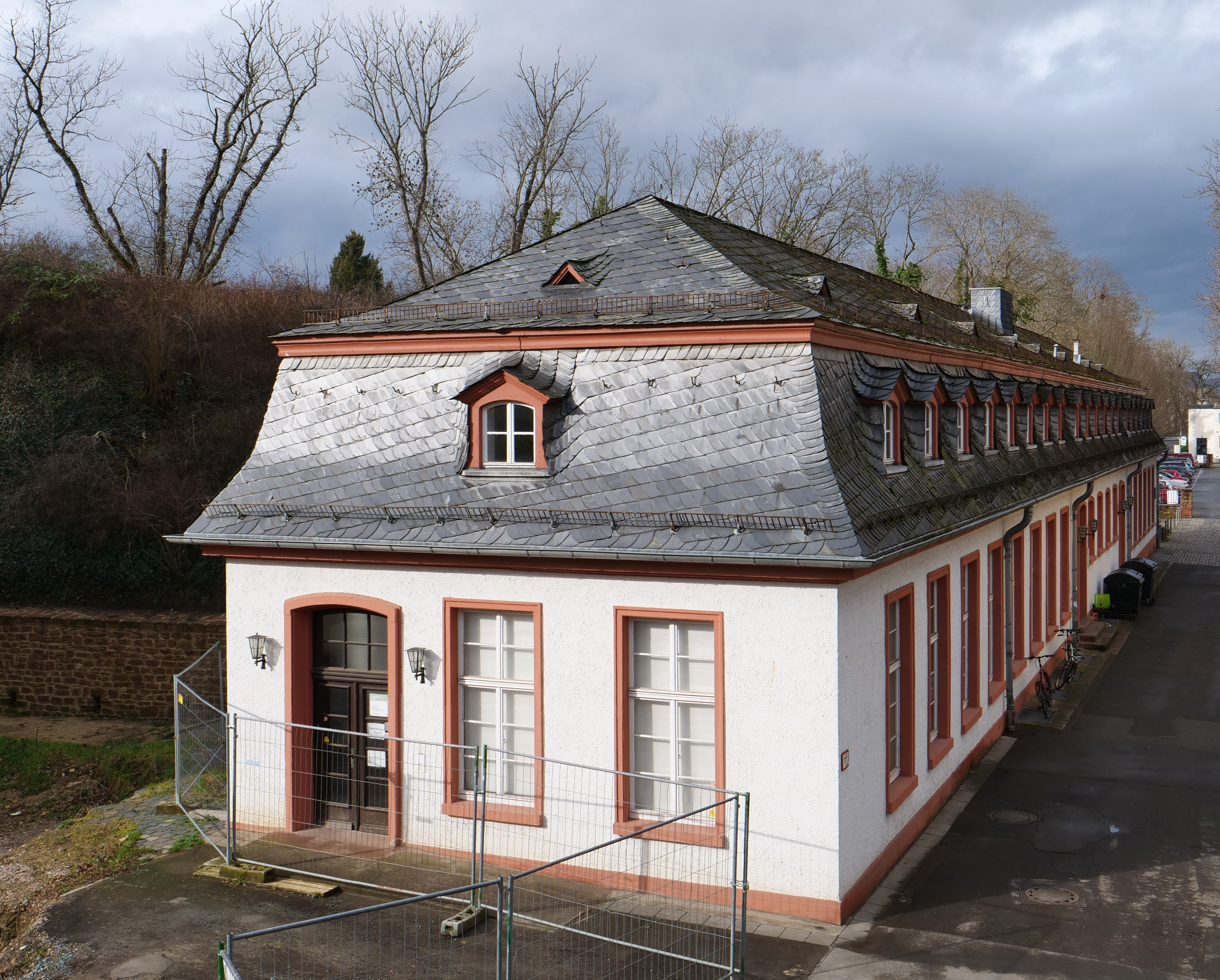
Gebäude des Stadthistorischen Museums auf der Zitadelle Mainz

### Territoriale Zugehörigkeit von Mainz
- 13/12 v. Chr–spätestens 470: Römisches Reich, Weströmisches Reich
- ab ca. 470: Fränkisches Reich
- ab  843: Ostfrankenreich
- 780/82 bis 1244: Erzbischöfliche Stadt
- 1244–1462: Freie Stadt
- 1462–1792: Kurfürstentum Mainz
- ab Oktober 1792 unter französischer Besatzung
- März – Juli 1793: Mainzer Republik
- Juli 1793 – Dezember 1797: Kurfürstentum Mainz
- Dezember 1797–1804: Erste Französische Republik (ab 1798 Département Donnersberg)
- 1804 – Mai 1814: Französisches Kaiserreich (Département Donnersberg)
- Mai – Juni 1814: Generalgouvernement Mittelrhein
- Juni 1814–1816: provisorische österreichisch-preußische Administration
- 1816–1918: Großherzogtum Hessen
- 1919–1945: Volksstaat Hessen
- seit 1946: Rheinland-Pfalz[19]

### Vorgeschichte und römische Zeit

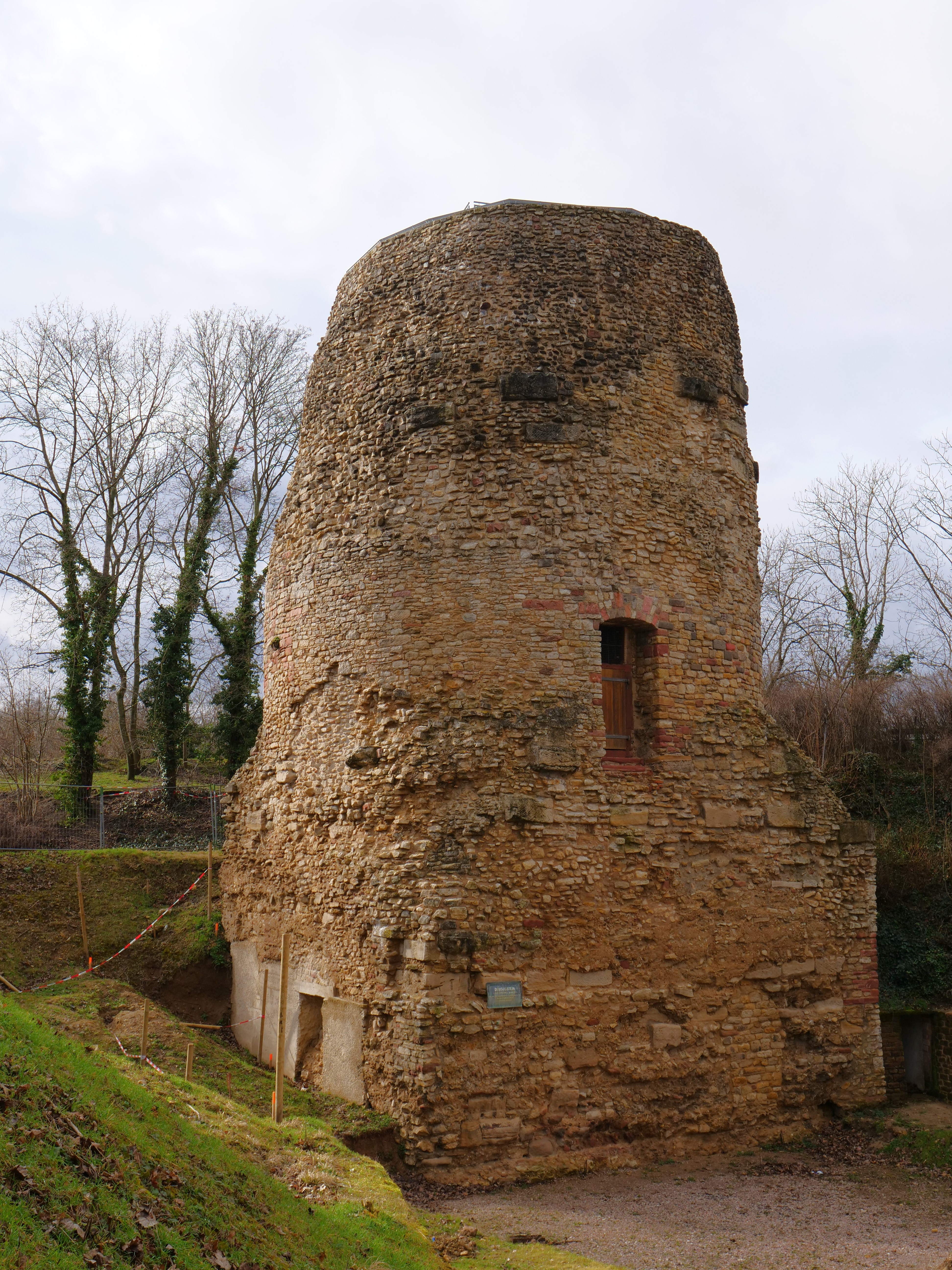
Drususstein auf der Drususbastion der Zitadelle Mainz

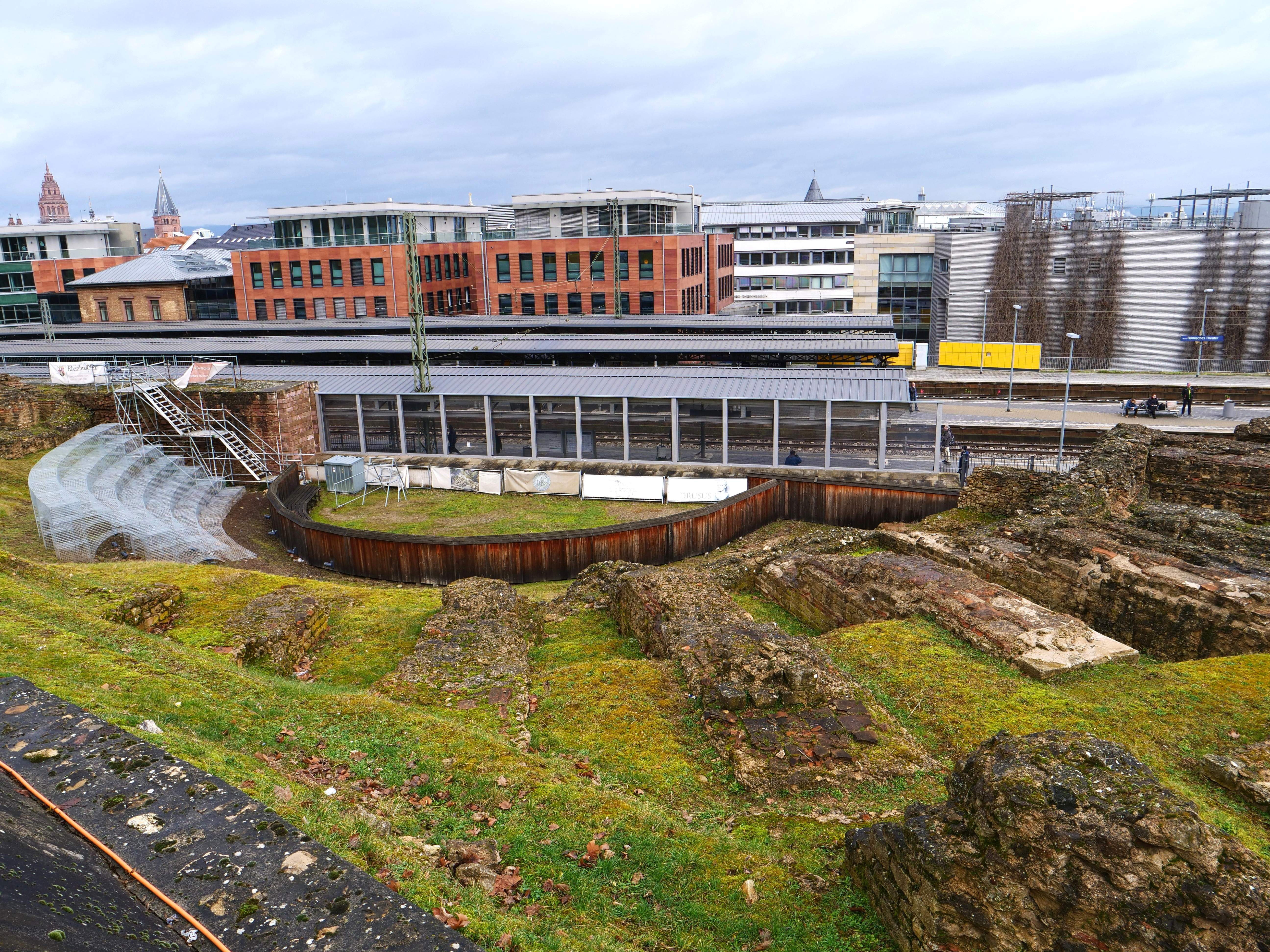
Ausgrabungsstätte und Bahnhof Römisches Theater

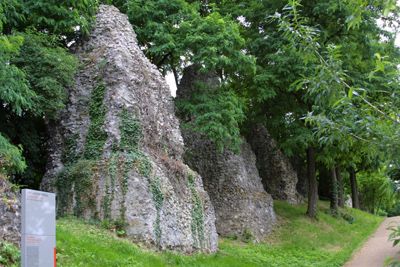
Relikte aus römischer Zeit: Die sogenannten Römersteine als Relikte der alten Wasserversorgung

Das Stadtgebiet des heutigen Mainz war schon zur letzten Eiszeit vor 20.000 bis 25.000 Jahren eine Raststätte für Jäger, wovon bei Ausgrabungen im Jahr 1921 entdeckte Relikte zeugen.
Erste dauerhafte Ansiedelungen im Mainzer Stadtgebiet sind jedoch keltischen Ursprungs. Die Kelten waren in der zweiten Hälfte des ersten Jahrtausends v. Chr. die dominierende Kraft am Rhein. Aus diesen keltischen Siedlungen und der mit ihnen im Zusammenhang stehenden keltischen Gottheit Mogon (in etwa vergleichbar dem griechisch-römischen Apollon) leiteten die nach dem Gallischen Krieg (52 v. Chr.) am Rhein eintreffenden Römer die Bezeichnung „Mogontiacum“ für ihr neues Legionslager ab. Lange Zeit wurde angenommen, dass dieses Lager um 38 v. Chr. gegründet wurde. Neuere Forschungen haben jedoch ergeben, dass die Gründung des Lagers (und damit letztlich der Stadt Mainz) erst später, nämlich um 13/12 v. Chr. durch Drusus, erfolgte.
Nachdem das Doppellegionslager Mogontiacum gegründet worden war, wurde das Lager, das im Bereich des heutigen Kästrichs liegt, sehr schnell von einzelnen Ansiedelungen (lat. cannabae) umgeben. Die beiden Legionen brauchten Handwerker und Gewerbetreibende zur Aufrechterhaltung ihrer Einsatzfähigkeit. Diese Ansiedlungen sind der Ausgangspunkt der urbanen Entwicklung von Mainz. Die Stadt gehörte anschließend etwa 500 Jahre lang zum Imperium Romanum und war ab ca. 89 n. Chr. Hauptstadt der Provinz Germania superior und, ab dem 4. Jahrhundert, Germania prima. Im Unterschied zu Köln, der Hauptstadt der zweiten germanischen Provinz, scheint Mogontiacum dabei allerdings nicht zur colonia erhoben worden zu sein. Vor allem die große Rheinbrücke machte den Ort dabei wirtschaftlich und strategisch bedeutend. In der zweiten Hälfte des 3. Jahrhunderts entstand die erste Stadtmauer. Spätestens ab der Mitte des 4. Jahrhunderts bestand in der Stadt eine christliche Gemeinde unter Leitung eines Bischofs. Bereits seit etwa 350 scheint keine Legion mehr in Mainz stationiert gewesen zu sein.

### Mittelalterliche Bischofsstadt

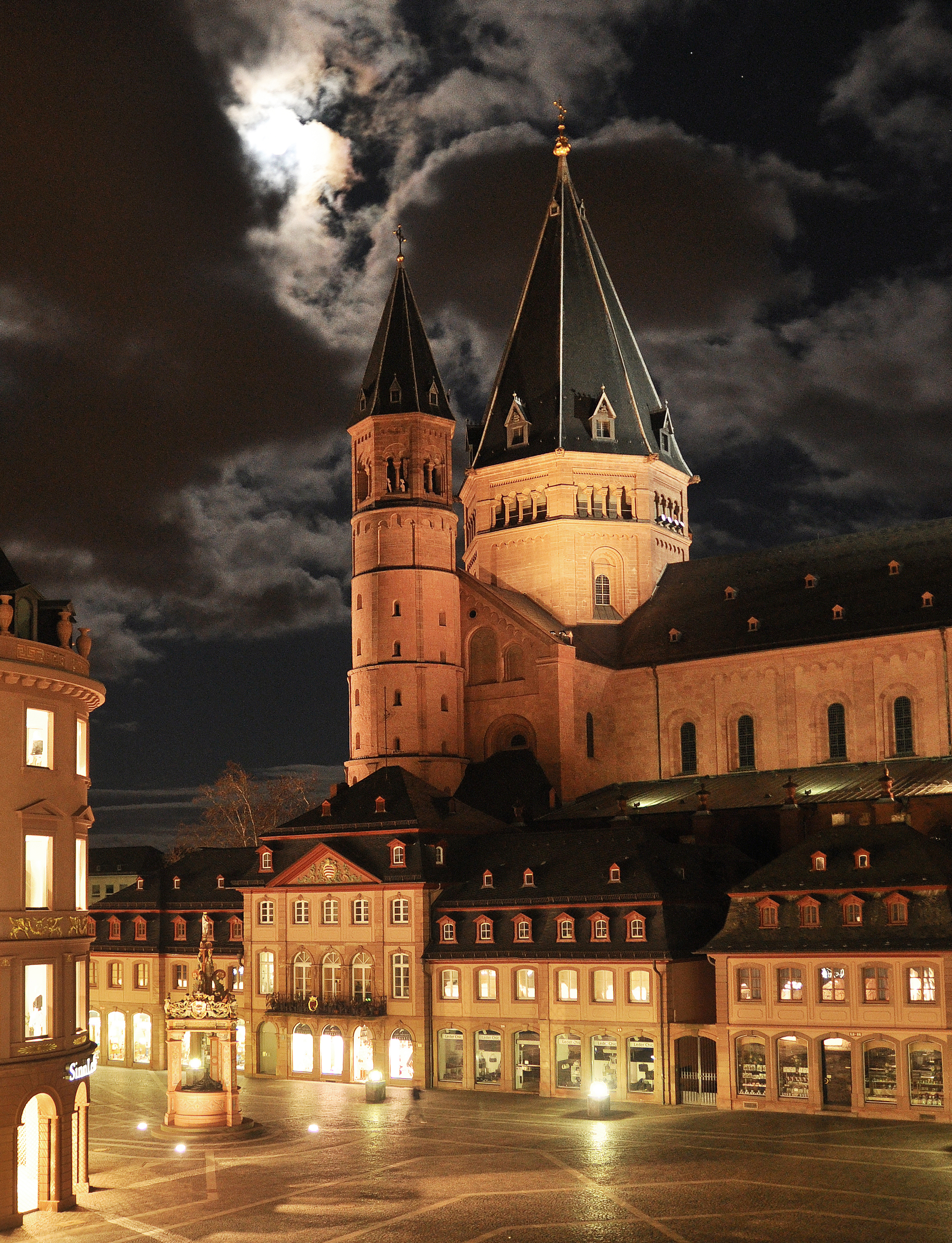
Dom St. Martin zu Mainz, davor die Domhäuser, Anno 1771 und der Renaissance-Ziehbrunnen, 1526 gestiftet von Erzbischof Albrecht.

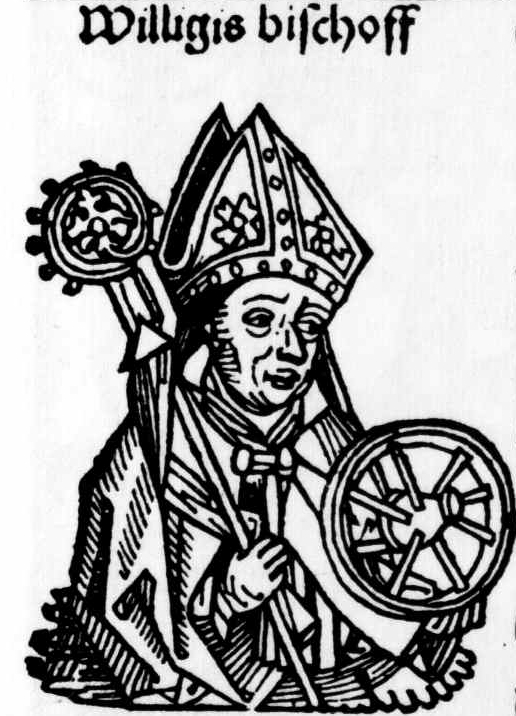
Darstellung von Erzbischof Willigis, dem Erbauer des Mainzer Doms

Um 406 wurde Mainz von Vandalen, Alanen und Sueben erobert und geplündert. Nach der Zeit der so genannten Völkerwanderung, in der Westrom zerfiel, begann allmählich der Aufstieg der Stadt, die spätestens um 480 endgültig unter fränkische Herrschaft gelangte. Die Funktion als Umschlagplatz für Handelsgüter aller Art (später vor allem Messewaren, die für Frankfurt bestimmt waren) beschleunigte die Stadtentwicklung. Besiedelt blieb vor allem der Raum zwischen dem alten Römerlager und dem Rhein.
Am Ende dieser Entwicklung stand eine herausragende Bedeutung auf kultureller, religiöser und politischer Ebene. Ab Mitte des 8. Jahrhunderts wurde von Mainz aus durch Erzbischof Bonifatius aktiv die Christianisierung des Ostens, vor allem der Sachsen, betrieben. 782 ist Mainz zum Erzbistum erhoben worden. Die Kirchenprovinz entwickelte sich in der Folge zur größten jenseits der Alpen. Im 9. und 10. Jahrhundert erwarb sich Mainz den Titel Aurea Moguntia. Der Einfluss der Mainzer Erzbischöfe ließ diese zu Reichserzkanzlern, Landesherren des kurmainzischen Territoriums und Königswählern (Kurfürsten) aufsteigen. Erzbischof Willigis (975–1011) ließ den Mainzer Dom als Zeichen seiner Macht errichten und war zeitweise als Reichsverweser der bestimmende Mann im Reich. Im Zuge dieses Aufstieges der geistlichen Macht in weltlichen Angelegenheiten war die Stadt Mainz selber unter die Kontrolle ihres Erzbischofs gefallen.
Das Hochmittelalter brachte für die Bürger erstmals besondere Privilegien, die ihnen von Erzbischof Adalbert I. von Saarbrücken (1110–1137) verliehen wurden. Sie beinhalteten vor allem Steuerfreiheiten und das Recht, sich nur innerhalb der Stadt vor Gericht verantworten zu müssen. Nach der Ermordung des Erzbischofs Arnold von Selenhofen im Jahr 1160 wurden diese Privilegien jedoch wieder rückgängig gemacht. Zudem wurden die Stadtmauern auf Befehl Kaiser Friedrich Barbarossas geschleift. Obgleich derart gezeichnet, war Mainz schon bald wieder Zentrum der Reichspolitik. Friedrich Barbarossa lud schon 1184 die Elite des Reiches zu einem Hoftag anlässlich der Schwertleite seiner Söhne nach Mainz, der einigen Chronisten als größtes Fest des Mittelalters gilt. Schon 1188 kam er erneut nach Mainz, um dort auf dem „Hoftag Jesu Christi“ zum Dritten Kreuzzug aufzubrechen. Neben Speyer und Worms galt Mainz als eine der SchUM-Städte und als Geburtsstätte der aschkenasischen Kultur.
1212 krönte Siegfried II. von Eppstein den Stauferkaiser Friedrich II. im Mainzer Dom zum König. Friedrich II. kehrte 1235 nach Mainz zurück, um dort einen Reichstag abzuhalten. Auf diesem wurde am 15. August der „Mainzer Landfriede“ erlassen.

### Freie Stadt

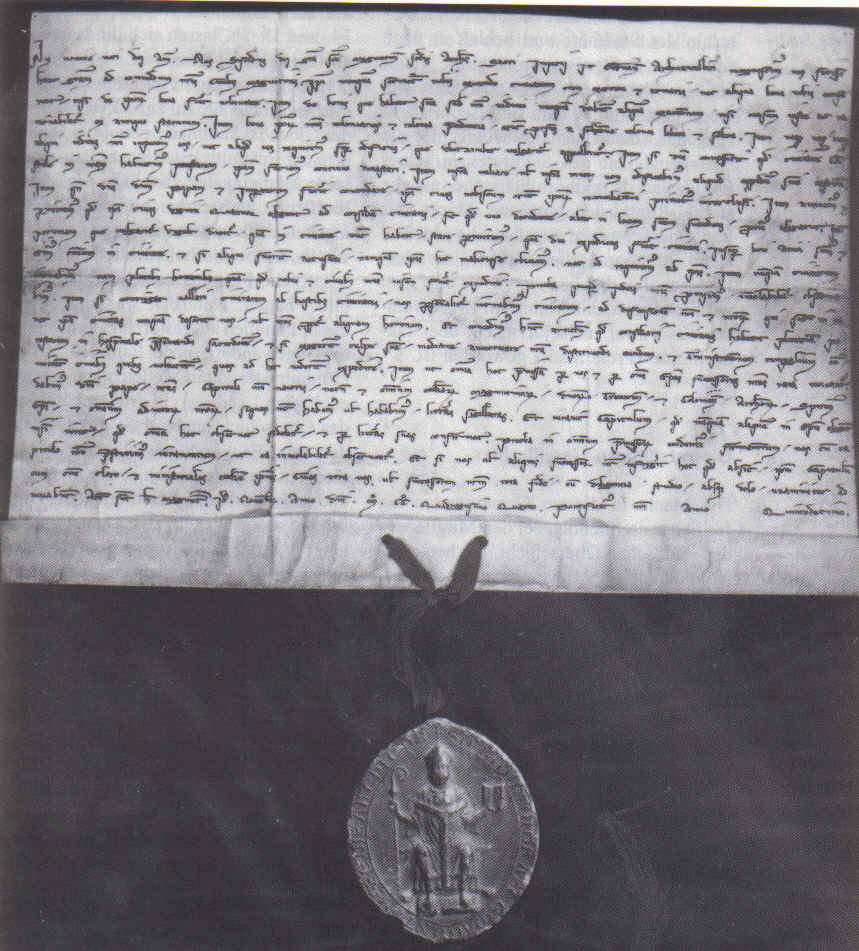
Das Freiheitsprivileg Siegfrieds von Eppstein

In den Auseinandersetzungen, die zwischen den Staufern und ihren Gegnern in den 1240er-Jahren immer heftiger wurden, ließen sich die Mainzer Bürger von beiden Seiten umwerben. Die Folge dieser Politik war, dass die Bürger als Preis für ihre Unterstützung 1244 von Erzbischof Siegfried III. von Eppstein ein umfassendes Stadtprivileg erhielten. Der Erzbischof war danach nur noch formal Oberhaupt der Stadt, die Selbstverwaltung, Gerichtsbarkeit und die Entscheidungsgewalt über neue Steuern ging auf die Bürgerschaft bzw. den 24-köpfigen Stadtrat über. Außerdem entband das Privileg die Bürger von ihrem Gefolgszwang in allen kriegerischen Auseinandersetzungen, die nicht die Stadtverteidigung betrafen. Von diesem Zeitpunkt an war Mainz eine „Freie Stadt“.
Die Zeit als Freie Stadt (bis 1462) gilt als Höhepunkt der Stadtgeschichte. Der politische Einfluss der Bürgerschaft erreichte während dieser Zeit die höchste kommunale und überregionale Bedeutung, wovon die Gründung des Rheinischen Städtebundes 1254 ein deutliches Zeugnis ablegt. Handel und Gewerbe konnten in dieser Zeit nicht zuletzt unter dem Schutz des Städtebunds und der Garantie des Mainzer Landfriedens von 1235 florieren. Mainz stieg zu einem wichtigen Wirtschaftsstandort auf.
Ab 1328 begann durch Konflikte mit dem Erzbischof der Niedergang des freien Bürgertums und seiner Privilegien. In der Mainzer Stiftsfehde schlugen sich die Bürger auf die Seite des Erzbischofs Diether von Isenburg, der sich sowohl Kaiser als auch Papst zum Gegner gemacht hatte. Die Stadt wurde 1462 durch Adolf II., den Konkurrenten Diethers um das Erzbischofsamt, eingenommen. Adolf II. ließ sich von den Mainzer Bürgern daraufhin alle Privilegien aushändigen und beendete die Zeit der Freien Stadt. Mainz wurde kurfürstliche Residenzstadt und entwickelte sich in der Folge zur Adelsmetropole ohne eigene politische Bedeutung.

### Kurfürstliche Residenzstadt

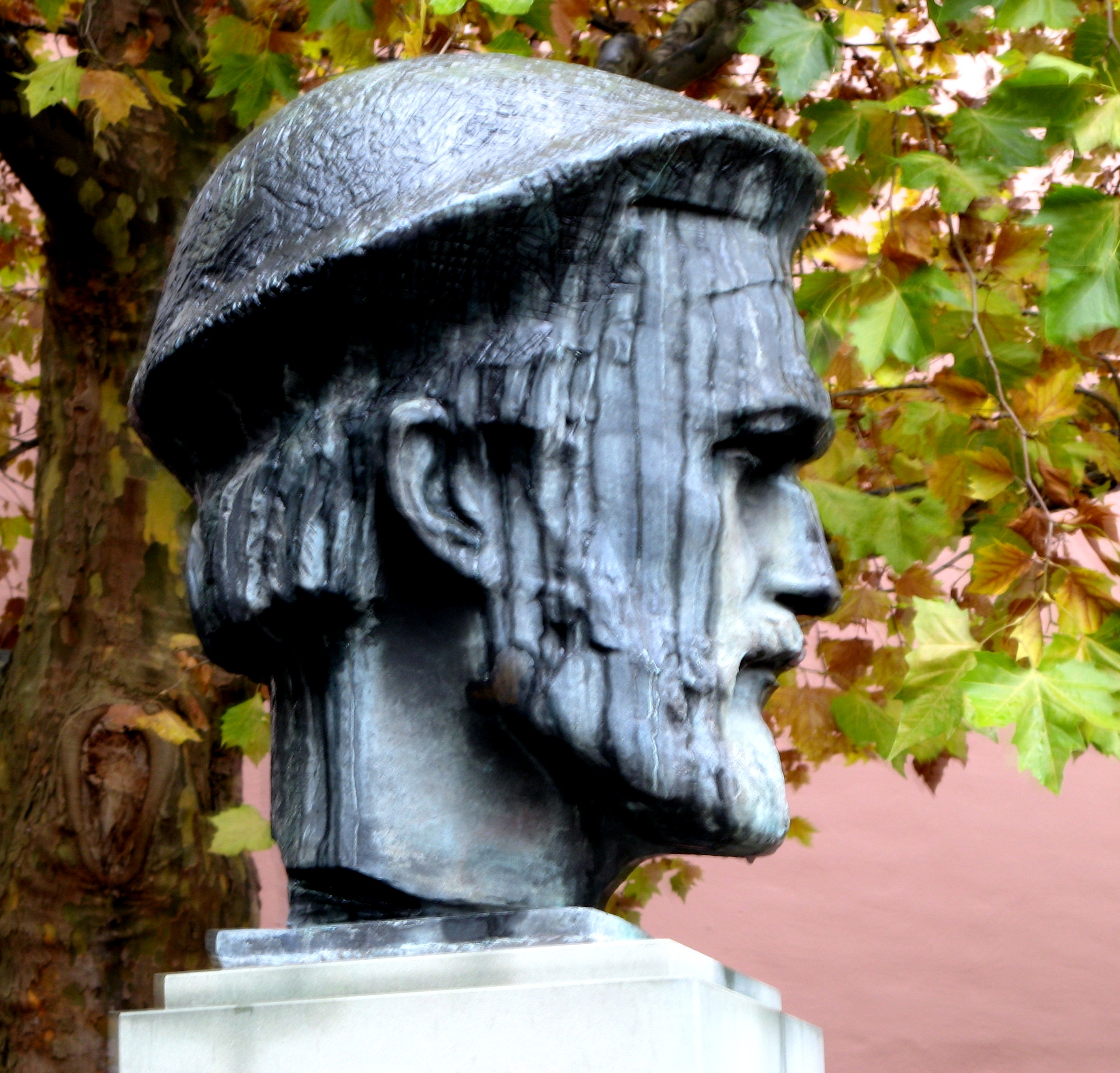
Johannes-Gutenberg-Denkmal vor dem Gutenberg-Museum

Als seinen Nachfolger empfahl Adolf II. dem immer mächtiger werdenden Mainzer Domkapitel ausgerechnet wieder Diether von Isenburg. Dieser gründete 1477 die schon von Adolf II. geplante Universität.
Die 1517 begonnene Reformation hatte zunächst gute Aussichten in Mainz. Der dort um 1450 von Johannes Gutenberg erfundene Buchdruck mit beweglichen Lettern ermöglichte eine rasche Ausbreitung der reformatorischen Schriften und der Mainzer Erzbischof und Kardinal Albrecht von Brandenburg stand ihren Ideen zunächst aufgeschlossen gegenüber. Letztendlich konnte sie sich aber in Mainz nicht durchsetzen. Zweimal wählte das Domkapitel mit knapper Mehrheit katholische Erzbischöfe. Mit Ausnahme von Garnisonsgemeinden durfte sich bis 1802 keine evangelische Gemeinde in der Stadt bilden.

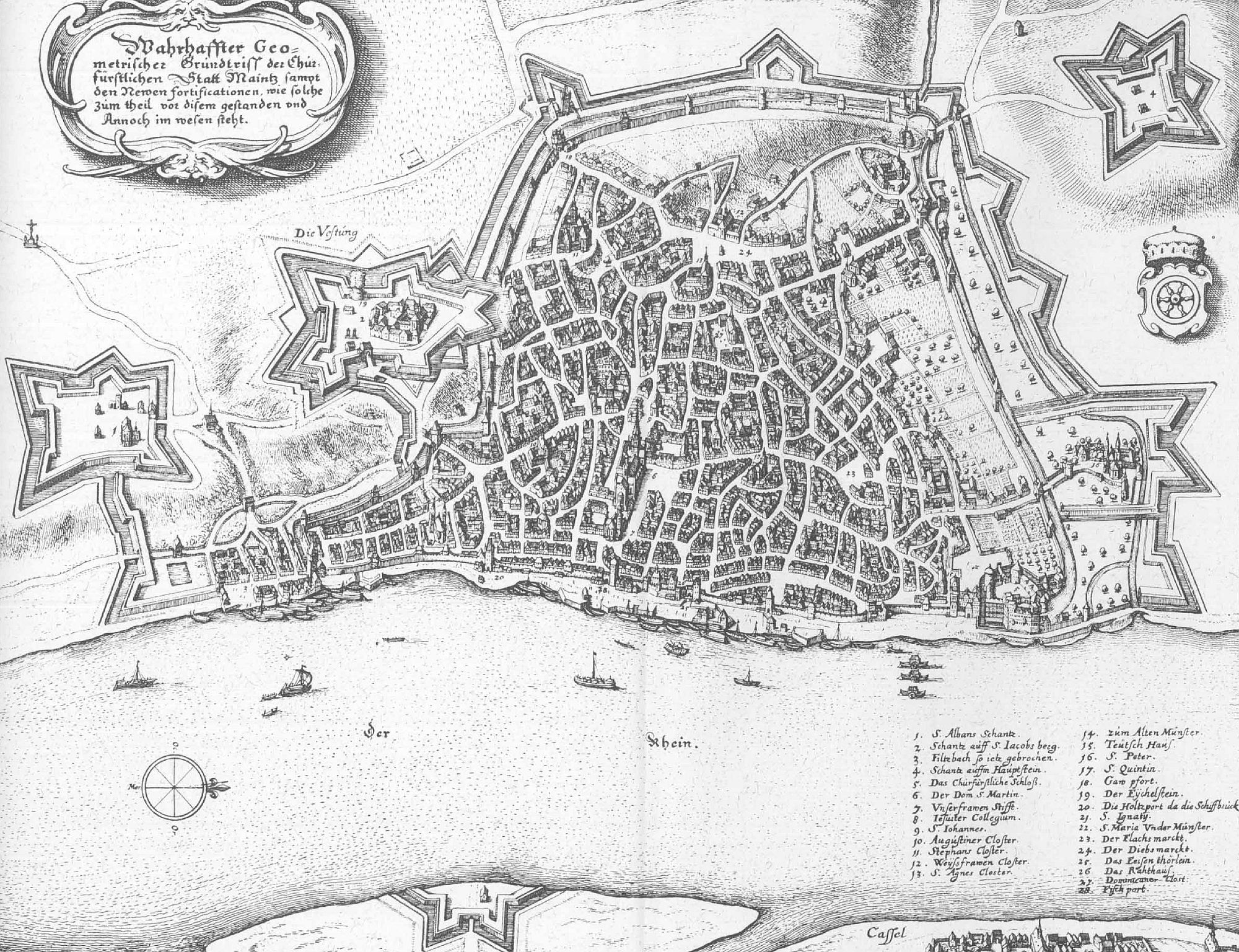
Mainz – Auszug aus der Topographia Hassiae von Matthäus Merian dem Jüngeren 1655

Die mittelalterliche Stadtbefestigung war ab der Mitte des 16. Jahrhunderts einer moderneren Festungsanlage gewichen, die schließlich die ganze Stadt umfasste. Außerhalb dieser Festung durften keine Steinbauten entstehen, um anrückenden Truppen keinen Schutz zu bieten. Deshalb konnte sich die Stadt nur in den innerhalb der Mauern verbliebenen Freiflächen entwickeln, was das Wachstum der Stadt bis in das 20. Jahrhundert hinein stark begrenzte.
Trotz dieser Festung wurde Mainz im Dreißigjährigen Krieg von der schwedischen Armee kampflos eingenommen. Maßgeblich zur Beendigung des Krieges trug Johann Philipp von Schönborn bei, der 1647 Erzbischof von Mainz wurde und unter dessen Pontifikat die Stadt sich schnell wieder von den Verheerungen des Krieges erholen konnte. Nach diesem Krieg wurde die Gerichtsbarkeit im Kurfürstentum Mainz neu geordnet und ab 1682 die allgemeine Schulpflicht eingeführt, die sonst bereits seit 1649 bestand.
In der nun aufkommenden Barockzeit entstanden glanzvolle Bauten in der Stadt, die auch heute noch zum Stadtbild gehören. Mit der Amtszeit des Kurfürsten Emmerich Joseph von Breidbach zu Bürresheim (1763–1774) erhielt die Aufklärung auch auf politischer Ebene Einzug in die „Stadt des Adels“.

### Ende der alten Ordnung

Karte von Mainz und Umland (um 1790)

Die Ideen der Aufklärung führten in Frankreich schließlich zur Revolution. 1790 war es zum sogenannten Mainzer Knotenaufstand gekommen. Nachdem Frankreich in den Koalitionskriegen 1792 das linke Rheinufer einschließlich Mainz erobert hatte, musste Fürstbischof Friedrich Karl Joseph von Erthal aus der Stadt fliehen. Die Besatzungsmacht veranlasste im März 1793 die Gründung der „Mainzer Republik“ und ließ erste freie Wahlen abhalten, doch diese endete bereits im Juli desselben Jahres nach der preußischen Belagerung und Beschießung der Stadt und dem Abzug der Franzosen. Eine französische Belagerung 1795 war nicht erfolgreich, doch der Abzug der österreichischen Festungsbesatzung nach dem Frieden von Campo Formio führte Ende 1797 zur nächsten französischen Besetzung der Stadt. Der Adel verschwand aus Mainz und ließ die Stadt bürgerlich werden. Wie alle linksrheinischen Gebiete wurde auch Mainz von Frankreich annektiert und als Mayence Hauptstadt des französischen Département du Mont-Tonnerre (benannt nach dem Donnersberg) unter Verwaltung des französischen Präfekten Jeanbon St. André.

### Im Großherzogtum Hessen

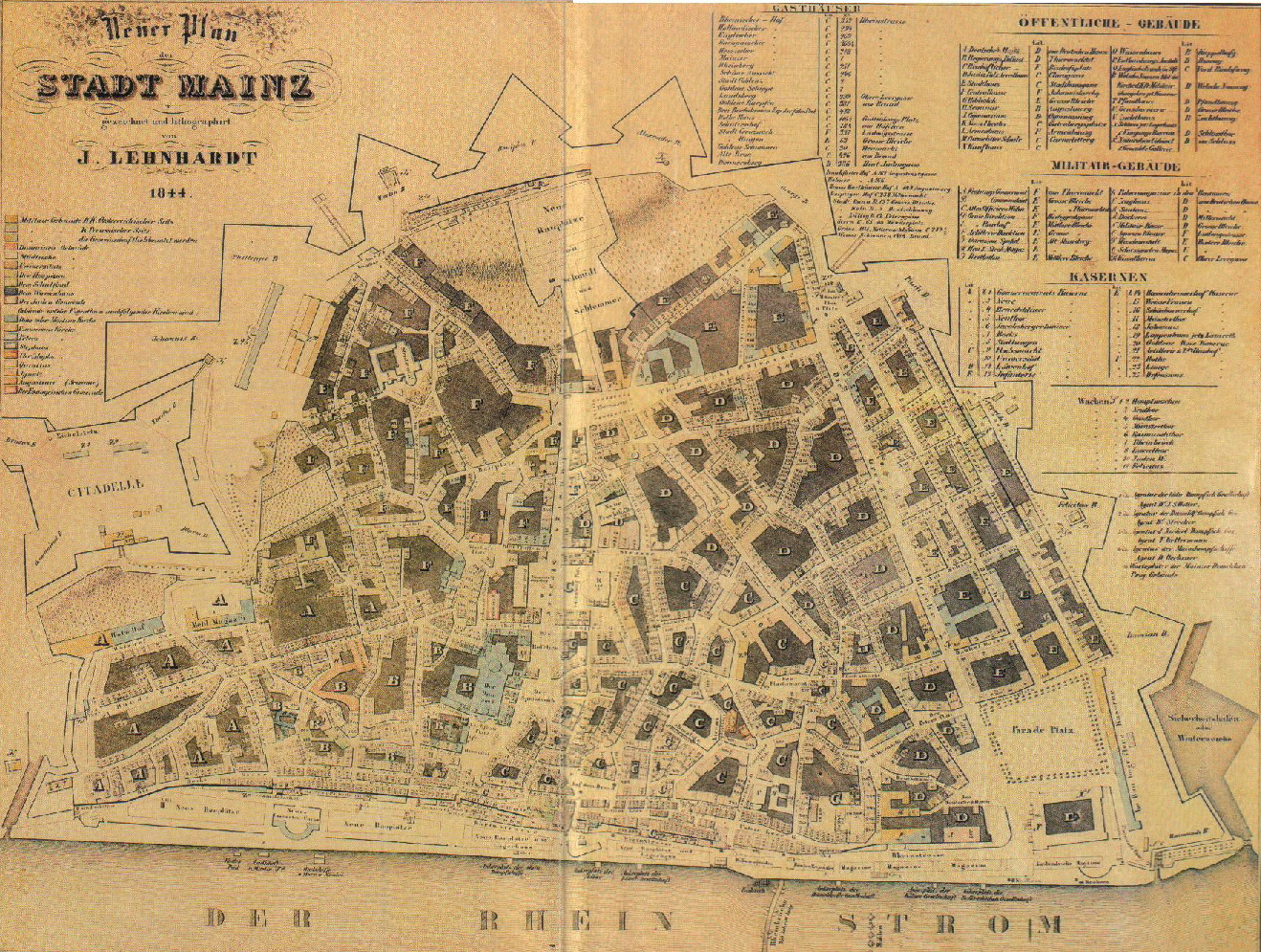
Bundesfestung Mainz um 1844. Lithografie von J. Lehnhardt

Durch den Verlust ihrer Residenzfunktion provinzialisierte die seit 1816 zum Großherzogtum Hessen gehörende Stadt im 19. Jahrhundert sehr stark. Bedeutende überregionale Ereignisse sind in der Stadtgeschichte zu dieser Zeit daher kaum zu finden. Allerdings war Mainz zu dieser Zeit Sitz der Mainzer Zentraluntersuchungskommission im Rahmen der Demagogenverfolgung infolge der Karlsbader Beschlüsse. Von nachwirkender Bedeutung ist die sich ab 1837 entwickelnde Mainzer Fastnacht.
Die Festungsfunktion (nun Bundesfestung des Deutschen Bundes) behinderte außerdem die Ausdehnung der Stadt und die Entwicklung der Einwohnerzahlen. Bis zum Ende der Festung hatte die Stadt fast nie mehr als 30.000 Einwohner. Bei Mainz lagen um 1856 siebzehn Rheinmühlen zusammengekettet und an den Pfeilerresten einer Römerbrücke verankert. Als ab den 1850er-Jahren die letzten freien Räume innerhalb der Festung, wie beispielsweise der Kästrich, bebaut und das Rheinufer in den 1880er-Jahren nach Nordosten verschoben wurde, konnte die Einwohnerzahl innerhalb der Altstadt nennenswert ansteigen. Jedoch konnte die Stadt aufgrund der Festungsfunktion lange nicht so wachsen wie beispielsweise Wiesbaden.
Die bedeutendste Entwicklung der Stadt geschah jedoch durch die Einverleibung des „Gartenfelds“ bzw. der Neustadt. Diese neu errichtete Stadtmauererweiterung löste ab 1872 einen Bauboom und Bevölkerungszuwachs in der Gründerzeit aus, der allerdings durch den Börsenkrach 1873 vorerst ausgebremst wurde. Möglich gemacht wurde diese Erweiterung nicht zuletzt durch den Bedeutungsverlust der Festung (von da an diente die Festung Metz als Bollwerk des Deutschen Reiches gegenüber Frankreich) nach dem Deutsch-Französischen Krieg von 1870/71. Ab 1886 setzte sich dann zunehmend die Bautätigkeit in der Neustadt (und mit Verlegung des Hauptbahnhofs weg vom Rheinufer auch in dieser Zeit im Lauterenviertel) fort.
Erst kurz vor dem Ersten Weltkrieg wurden die alten Festungsstrukturen endgültig abgerissen, sodass die Stadt nun auch außerhalb der bisherigen Mauern expandieren konnte. Die dadurch und durch die umfangreichen Eingemeindungen ausgelöste Expansion der Stadt führte zu weiterem Bevölkerungswachstum.
1852 wurde auf einem Acker bei Mainz ein 1,7 Kilogramm schwerer Steinmeteorit des Typs L6 gefunden. Der Fundort ist heute bebaut und liegt in der Nähe der Pariser Straße.
Nachdem Mainz bereits im Jahr 1860 den 4. Deutschen Feuerwehrtag ausgerichtet hatte, fand vom 3. bis 6. September 1904 in Mainz der 16. Deutsche Feuerwehrtag statt. Er war der erste nach der Jahrhundertwende.

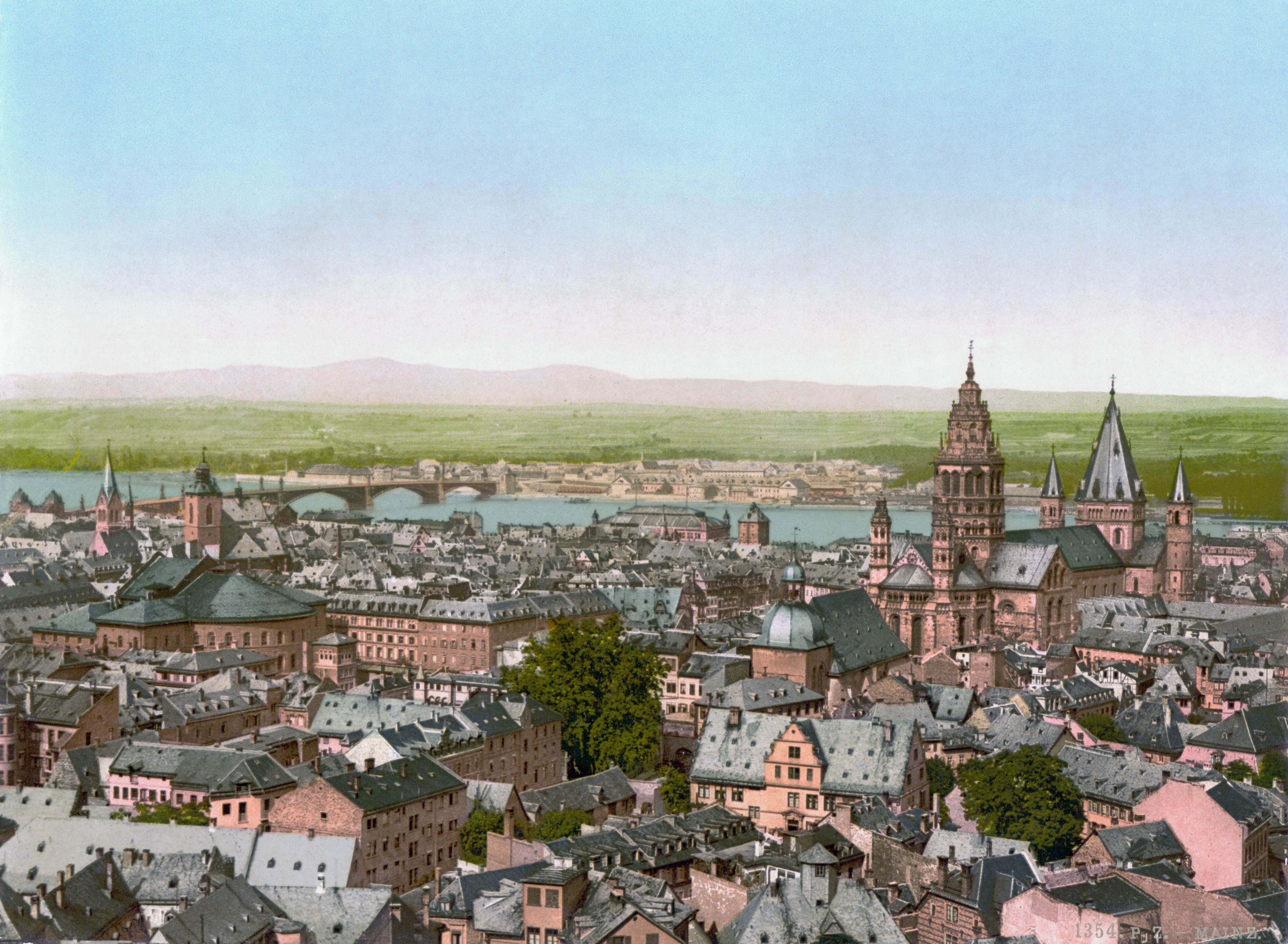
Stadtansicht von Mainz um 1900

### Modernes Mainz
Nach Abriss der Stadtmauern begann ein kurzer Aufschwung, der vom Ersten Weltkrieg beendet wurde. Die Goldenen Zwanziger gingen am besetzten Mainz vorbei. Nach dem Ende der Besatzungszeit kam es zu umfangreichen Eingemeindungen (siehe Tabelle oben), die das Stadtgebiet verdoppelten. Am 1. November 1938 wurde Mainz kreisfrei – wie auch Offenbach am Main, Gießen, Darmstadt und Worms.
Der Nationalsozialismus konnte in Mainz zunächst nicht Fuß fassen. Noch zur Machtergreifung am 30. Januar 1933 demonstrierten mehr Menschen gegen das neue System als dafür. Dennoch wurde die 3000 Mitglieder umfassende jüdische Gemeinde von Mainz fast vollständig deportiert. Die Stadt blieb vom Zweiten Weltkrieg bis 1942 verschont. Die ersten schwereren Bombenangriffe steigerten sich zum schlimmsten Angriff am 27. Februar 1945, als Mainz durch britische Bomber fast völlig zerstört wurde und ca. 1200 Menschen getötet wurden. Durch Brandbomben war ein Feuersturm entfacht worden. Am Ende des Krieges war die nördliche Altstadt zu etwa 80 % zerstört, die südliche aber beinahe ganz erhalten. Am 21. März 1945 wurde Mainz schließlich von US-Truppen im Rahmen der Operation Undertone besetzt. Der andernorts in Deutschland noch fortgesetzte Krieg endete am 8. Mai mit der Bedingungslosen Kapitulation der Wehrmacht.

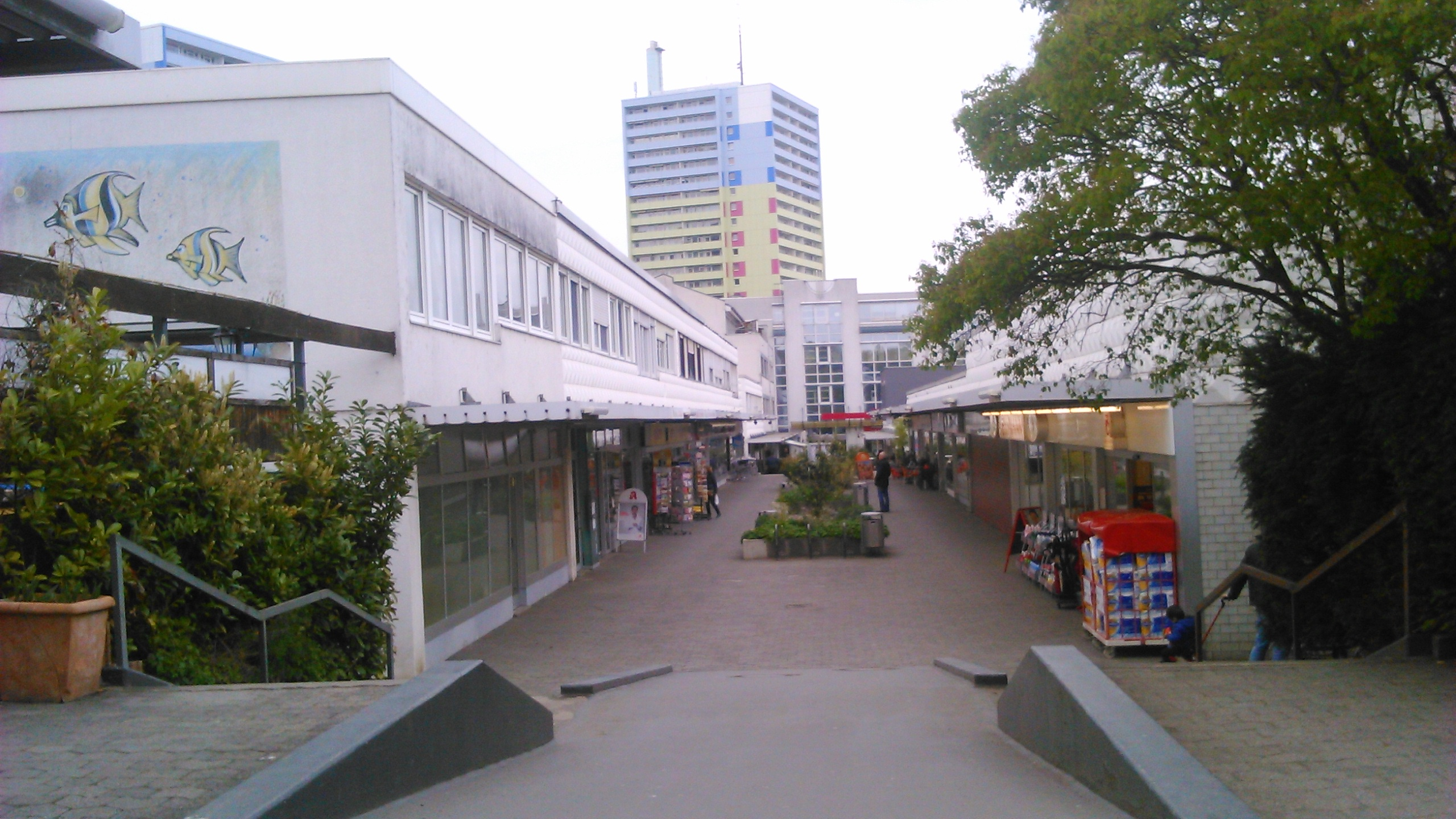
Der Lerchenberg wurde in den 1960er-Jahren als Stadtteil neu angelegt

Nach dem Krieg wurde Mainz erneut von den Franzosen besetzt. Die Grenze zwischen französischer und amerikanischer Besatzungszone bildete auf der Höhe von Mainz der Rhein, weswegen die rechtsrheinischen Stadtteile abgetrennt wurden. Einem Vorschlag aus dem Wiesbadener Regierungspräsidium folgend wurden die Stadtteile nördlich der Mainmündung, Amöneburg, Kastel und Kostheim, nach Wiesbaden eingemeindet, was ein Grund für die heutige Rivalität zwischen beiden Städten ist. Die rechtsrheinischen Stadtteile südlich des Mains, Bischofsheim, Ginsheim und Gustavsburg, wurden wieder selbstständige Gemeinden im Landkreis Groß-Gerau. Die Neubildung der Länder Hessen und Rheinland-Pfalz zementierte diese Teilung. Schon 1946 wurde die 1798 aufgehobene Universität wieder errichtet. Mainz wurde 1946 durch die Verordnung Nr. 57 der französischen Besatzungsverwaltung zur Hauptstadt des neu gebildeten Landes Rheinland-Pfalz bestimmt und nahm diese Funktion 1950 anstelle des bisherigen provisorischen Regierungssitzes Koblenz auf. So konnte Mainz den fast 150-jährigen Prozess der Provinzialisierung beenden. Nach dem Zweiten Weltkrieg war die Einwohnerzahl auf etwa 76.000 gefallen. Erst Mitte der 1960er-Jahre erreichte sie wieder den Vorkriegswert.
1962 beging die Stadt ihre 2000-Jahr-Feier, die auf der damaligen (unbelegten) Auffassung beruhte, dass die Römer unter Agrippa bereits 38 v. Chr. ein Militärlager am Zusammenfluss von Rhein und Main gegründet hatten. Die Entstehung von Mainz-Lerchenberg als neuem Stadtteil nach 1962 sowie großflächige Eingemeindungen rund um Mainz 1969 beendeten die durch den Zweiten Weltkrieg entstandene Stagnation in der Stadtentwicklung und boten umfassende Ausbau- und Entwicklungsmöglichkeiten. Mit der Ansiedlung des ZDF auf dem Lerchenberg begann ab 1976 der Ausbau zur Medienstadt, später folgte die Ansiedlung eines Studios des SWR und zeitweise des Sendezentrums von Sat.1. Diese Entwicklung wurde durch das mit zahlreichen Aktivitäten gefeierte Gutenbergjahr 2000 verstärkt. Neben anderen städtebaulichen Programmen wie beispielsweise der Altstadtsanierung ist Mainz seit dem vorgenannten Jahr auch am Bund-Länder-Programm „Soziale Stadt“ beteiligt. Von 1969 bis Ende 1995 war das kreisfreie Mainz zudem Sitz der Kreisverwaltung Mainz-Bingen, ehe dieser nach Ingelheim verlegt wurde.
Am 25. März 2010 verlieh der Stifterverband für die Deutsche Wissenschaft der Stadt Mainz den Titel „Stadt der Wissenschaft“ des Jahres 2011. Von der Stadt wurden deshalb in Zusammenarbeit mit den Mainzer Hochschulen, den Vereinen und Bildungseinrichtungen zahlreiche Veranstaltungen, Ausstellungen und Vorträge durchgeführt.
Am 23. Dezember 2010 ereignete sich gegen 02:36 Uhr ein Erdbeben der Stärke 3,5 auf der Richterskala. Das Epizentrum lag im Stadtteil Lerchenberg. Größere Schäden richtete das Erdbeben nicht an. Ein Nachbeben (2,8 auf der Richterskala) um 06:52 Uhr folgte. Im benachbarten Wiesbaden wurde ein Wert von 3,2 auf der Richterskala erreicht.
Im September 2010 wurde in der Mainzer Neustadt feierlich und unter Beisein des Bundespräsidenten die Neue Synagoge eröffnet. Mitte 2011 öffnete nach zweijähriger Bauzeit die Coface-Arena in den Feldern bei Bretzenheim als neue Spielstätte des 1. FSV Mainz 05 (heute MEWA Arena). Im Dezember 2016 wurde nach 2,5-jähriger Bauzeit und mit Kosten in Höhe von 90 Millionen Euro im Rahmen des bundesweit größten Straßenbahnprojektes die „Mainzelbahn“ in Betrieb genommen. Seitdem verbinden die Linien 51 und 53 den Hauptbahnhof über Bretzenheim und Marienborn mit dem Lerchenberg. Am 15. April 2018 fand erstmals ein Bürgerentscheid in Mainz statt. Etwas mehr als 40 % der etwa 161.000 abstimmungsberechtigten Einwohner nahmen daran teil und stimmten mit 77 % gegen ein vom Stadtrat mehrheitlich beschlossenes Bauprojekt, den „Bibelturm“, als neu zu bauendem Teil des Gutenbergmuseums.

### Einwohnerentwicklung
In der ersten Hälfte des 19. Jahrhunderts hatte Mainz zwischen 20.000 und 30.000 Einwohnern. Durch die Industrialisierung und die Erweiterung des Stadtgebiets um die heutige Neustadt wuchs diese Zahl in den folgenden Jahrzehnten und hatte sich zwischen 1850 und 1900 mehr als verdoppelt. Im Jahr 1908 erreichte die Stadt erstmals die Grenze von 100.000 Einwohnern, wodurch sie zur Großstadt wurde. Seit 1952 hat Mainz dauerhaft mehr als 100.000 Einwohner, diese Zahl stieg in den folgenden Jahrzehnten auch durch mehrere Eingemeindungen an. Seit 2011 wird auch die Grenze von 200.000 Einwohnern dauerhaft überschritten. Ende 2017 hatten 215.058 Einwohner ihren Hauptwohnsitz in Mainz. Im Sommer 2019 überschritt die Einwohnerzahl (Haupt- und Nebenwohnsitz) laut Angaben der Stadt die Schwelle von 220.000 Einwohnern. Zum 31. Dezember 2023 hatten laut Statistischem Landesamt Rheinland-Pfalz 222.889 Einwohner ihren Hauptwohnsitz in Mainz.
| Mainz: Einwohnerzahlen von 2012 bis 2024 | Mainz: Einwohnerzahlen von 2012 bis 2024 | Mainz: Einwohnerzahlen von 2012 bis 2024 | Mainz: Einwohnerzahlen von 2012 bis 2024 | Mainz: Einwohnerzahlen von 2012 bis 2024 |
| ---------------------------------------- | ---------------------------------------- | ---------------------------------------- | ---------------------------------------- | ---------------------------------------- |
| Jahr                                     |                                          |                                          |                                          | Einwohner                                |
| 2012                                     | 2012                                     |                                          | 202.756                                  | 202.756                                  |
| 2015                                     | 2015                                     |                                          | 209.779                                  | 209.779                                  |
| 2020                                     | 2020                                     |                                          | 217.123                                  | 217.123                                  |
| 2022                                     | 2022                                     |                                          | 221.516                                  | 221.516                                  |
| 2024                                     | 2024                                     |                                          | 224.684                                  | 224.684                                  |
| Quelle(n): statistik.rlp.de              |                                          |                                          |                                          |                                          |

## Politik

### Organisation

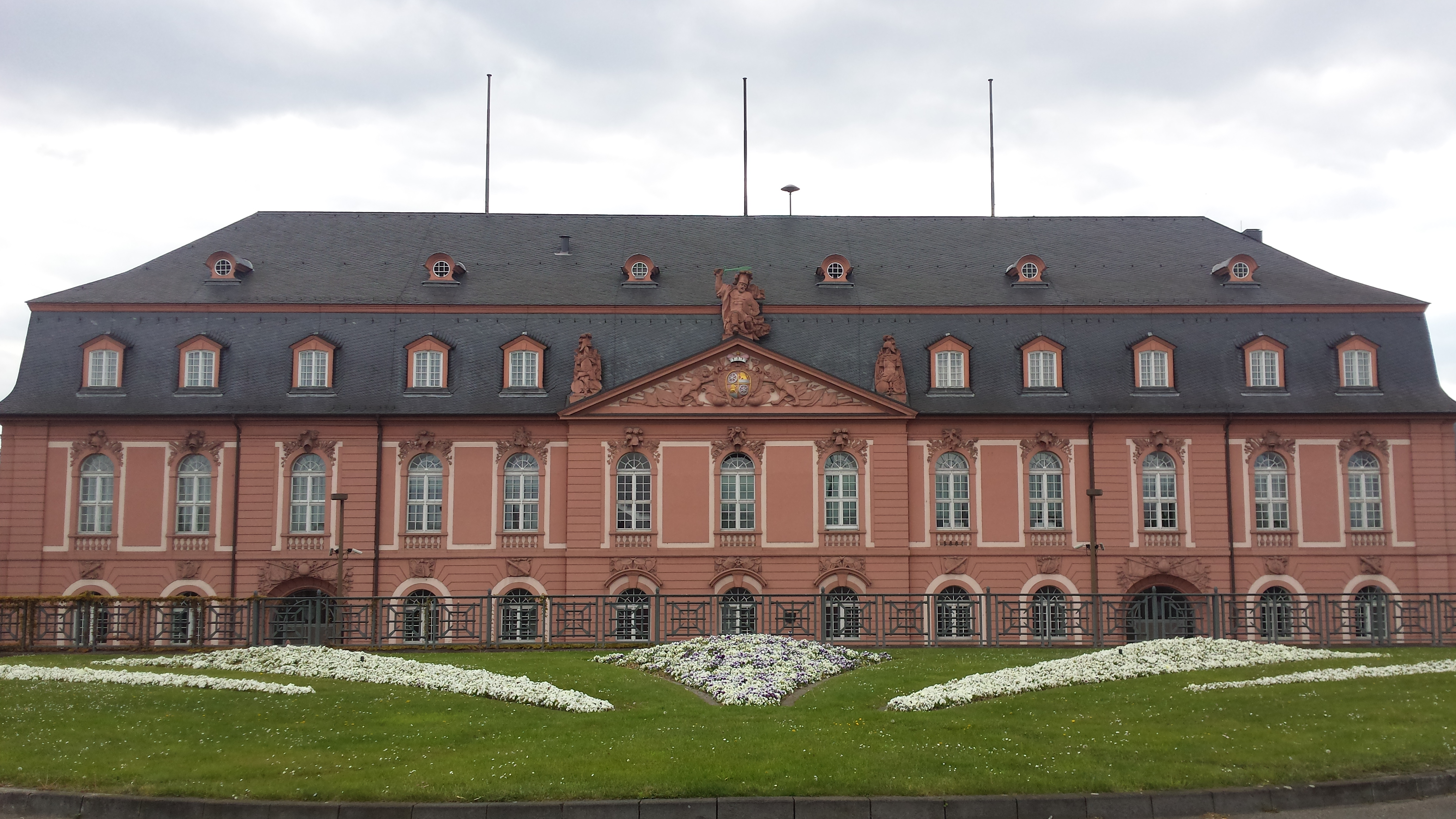
Staatskanzlei Rheinland-Pfalz, Frühjahr 2017

Die Stadt Mainz ist eine kreisfreie Stadt gemäß der Kommunalordnung des Landes Rheinland-Pfalz. Der Oberbürgermeister wird direkt gewählt; seine Amtszeit beträgt acht Jahre.
Die Stadt gehört zum Bundestagswahlkreis Mainz, dem neben Mainz auch Teile des Landkreises Mainz-Bingen angehören. Bei der Bundestagswahl 2025 gewann Ursula Groden-Kranich (CDU) das Direktmandat, zog aufgrund der 2023 beschlossenen Wahlrechtsreform dennoch nicht in den Bundestag ein. Aus dem Bundestagswahlkreis Mainz gehört Daniel Baldy (SPD) dem Deutschen Bundestag an, er hatte das Direktmandat in der vorherigen Legislatur ab 2021 inne.
Auf Landesebene ist Mainz derzeit in drei (bis 2021 zwei) Landtagswahlkreise unterteilt. Der Wahlkreis Mainz I umfasst seit einer Neuzuschneidung zur Landtagswahl 2021 die innerstädtischen Stadtteile. Hier gewann Katharina Binz (Grüne) 2021 das Direktmandat von Johannes Klomann (SPD). Bretzenheim, Gonsenheim, Hechtsheim, Mombach und Weisenau gehören zum Wahlkreis Mainz II; direkte Abgeordnete ist Doris Ahnen (SPD). Der neue Wahlkreis Mainz III umfasst die Stadtteile Drais, Ebersheim, Finthen, Laubenheim, Lerchenberg und Marienborn sowie im Landkreis Mainz-Bingen die Verbandsgemeinde Bodenheim. Als erster Wahlkreisabgeordneter des neuen Wahlkreises wurde Patric Müller (SPD) gewählt.

### Stadtrat
| Jahr | Grüne | CDU | SPD | FDP | Linke | AfD | ÖDP | PARTEI | FW a) | Piraten | Volt | BIG | Pro MZ b) | REP | Gesamt |
| ---- | ----- | --- | --- | --- | ----- | --- | --- | ------ | ----- | ------- | ---- | --- | --------- | --- | ------ |
| 2024 | 15    | 14  | 12  | 3   | 4     | 4   | 2   | 1      | 2     | –       | 3    | –   | –         | –   | 60     |
| 2019 | 17    | 14  | 12  | 4   | 4     | 3   | 2   | 1      | 1     | 1       | 1    | 0   | –         | –   | 60     |
| 2014 | 12    | 18  | 17  | 3   | 3     | 2   | 2   | –      | 1     | 1       | –    | –   | 1         | –   | 60     |
| 2009 | 13    | 18  | 14  | 6   | 2     | –   | 4   | –      | –     | –       | –    | –   | –         | 3   | 60     |
| 2004 | 9     | 23  | 17  | 5   | –     | –   | 2   | –      | –     | –       | –    | –   | –         | 4   | 60     |

- Linke: 4
- PARTEI: 1
- SPD: 12
- Grüne: 15
- Volt: 3
- ÖDP: 2
- FW: 2
- FDP: 3
- CDU: 14
- AfD: 4

Der Stadtrat von Mainz besteht aus 60 ehrenamtlichen Ratsmitgliedern, die zuletzt bei der Kommunalwahl 2024 in einer personalisierten Verhältniswahl gewählt wurden, und dem hauptamtlichen Oberbürgermeister als Vorsitzendem. Seit den Wahlen 2019 sind die Grünen stärkste Fraktion im Stadtrat und lösten damit die CDU nach 25 Jahren in dieser Rolle ab (Details siehe Tabelle). Im Dezember 2009 wurde erstmals in Mainz eine Ampelkoalition aus SPD, FDP und Grünen gebildet. Sie wurde sowohl nach den Kommunalwahlen 2014 als auch nach den Wahlen 2019 fortgeführt. In Folge der Kommunalwahl 2024 gibt es im Stadtrat seit dem 22. November 2024 eine Kenia-Koalition aus Grünen, CDU und SPD. Die bisherige Ampelkoalition hatte bei den Wahlen keine Mehrheit im Stadtrat erhalten.

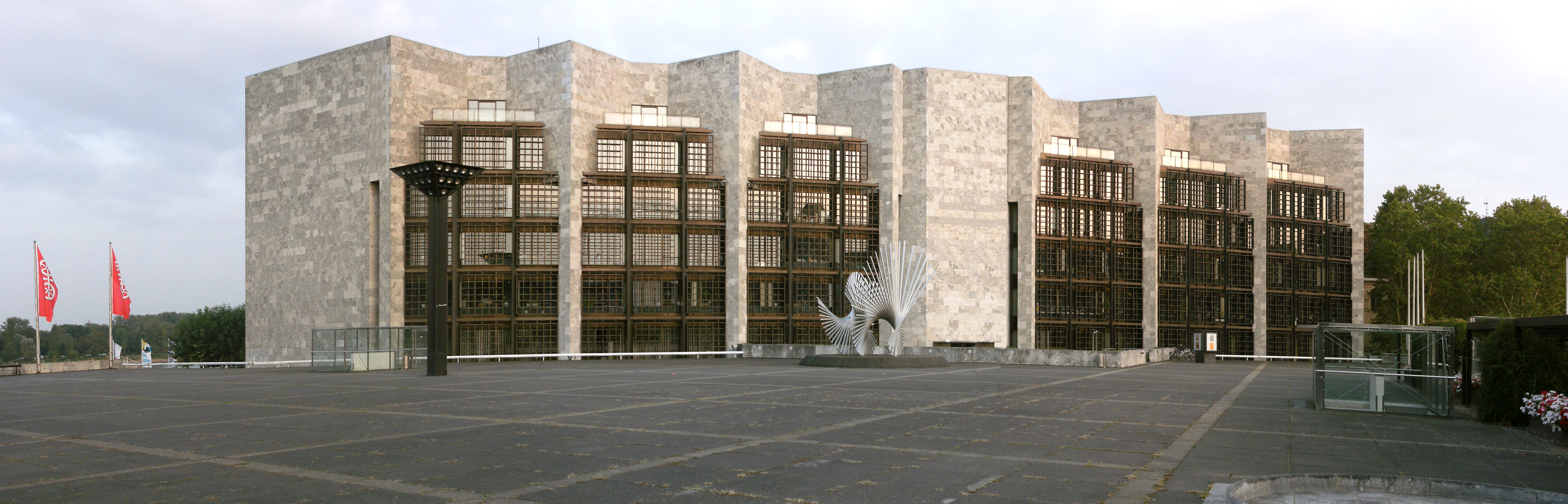
Rathaus von Mainz

### Oberbürgermeister
Bei der Stichwahl am 25. März 2012 wurde Michael Ebling (SPD) mit 58,2 % zum Oberbürgermeister gegen Günter Beck (Grüne) mit 41,8 % gewählt. Die Wahlbeteiligung lag bei 34,3 %. Er folgte damit dem zuvor von 1997 bis Ende 2011 amtierenden Jens Beutel (SPD) im Amt des Oberbürgermeisters. Bei der Stichwahl zwischen Amtsinhaber Ebling und dem von CDU, ÖDP und Freien Wählern nominierten Herausforderer Nino Haase am 10. November 2019 wurde Ebling mit 55,2 % der Stimmen wiedergewählt. Die Wahlbeteiligung lag in der Stichwahl bei 40,2 %.
Am 13. Oktober 2022 wurde Michael Ebling mit sofortiger Wirkung zum neuen rheinland-pfälzischen Innenminister ernannt, nachdem Roger Lewentz am Vortag von diesem Amt zurückgetreten war. Die erforderliche Neuwahl für das Amt des Oberbürgermeisters fand am 12. Februar 2023 statt. Da keine der sieben Bewerbungen die erforderliche Mehrheit erreichte, kam es am 5. März 2023 zu einer Stichwahl zwischen Nino Haase (parteilos, 40,2 % der Stimmen im ersten Wahlgang) und Christian Viering (Grüne, 21,5 %). Nino Haase wurde mit 63,6 % zum Oberbürgermeister gewählt. Die Wahlbeteiligung lag in der Stichwahl bei 40,1 %. Haase wurde am 22. März 2023 in sein Amt eingeführt.
Amtsinhaber seit 1945

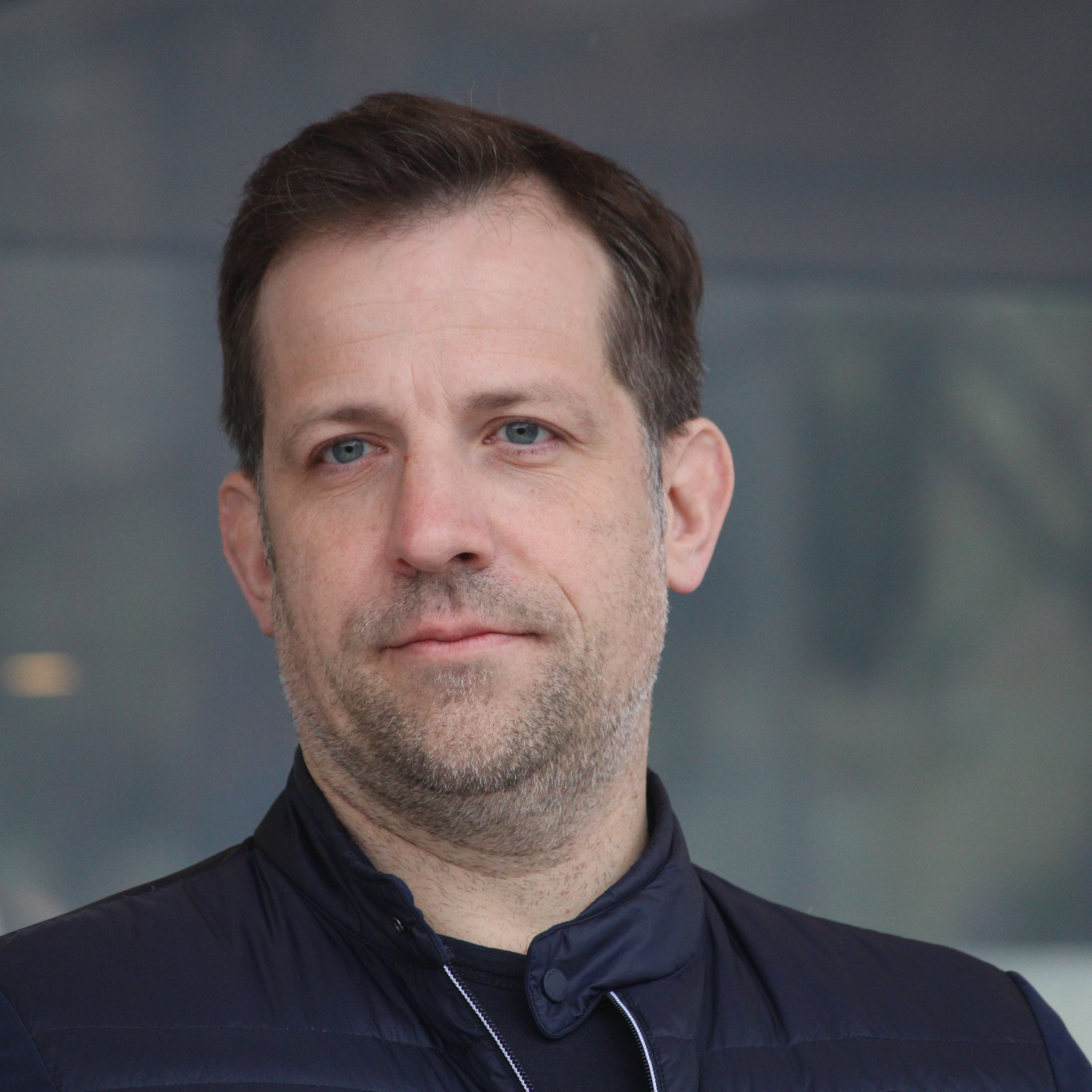
Nino Haase, amtierender Mainzer Oberbürgermeister seit 2023

Folgende Personen waren nach Ende des Zweiten Weltkriegs Oberbürgermeister von Mainz:
- Rudolph Walther (parteilos), 1945
- Emil Kraus (parteilos), 1945–1949
- Franz Stein (SPD), 1949–1965
- Jockel Fuchs (SPD), 1965–1987
- Herman-Hartmut Weyel (SPD), 1987–1997
- Jens Beutel (SPD), 1997–2011
  - Günter Beck (Bündnis 90/Die Grünen), 2012 (kommissarisch)
- Michael Ebling (SPD), 2012–2022
  - Günter Beck (Bündnis 90/Die Grünen), 2022/2023 (kommissarisch)
- Nino Haase (parteilos), seit 2023

### Stadtvorstand
Der Stadtvorstand besteht aus dem Oberbürgermeister Nino Haase (parteilos), dem das Dezernat I unterstellt ist, und den hauptamtlichen Leitern der anderen städtischen Dezernate. Die amtierenden Dezernatsleiter sind der Bürgermeister Günter Beck (Grüne, Dezernat II – Finanzen, Beteiligungen und Sport) sowie die Beigeordneten Manuela Matz (CDU, Dezernat III – Wirtschaft, Stadtentwicklung, Liegenschaften und Ordnungswesen), Jana Schmöller (SPD, Dezernat IV – Soziales, Kinder, Jugend, Schule und Gesundheit), Janina Steinkrüger (Grüne, Dezernat V – Umwelt, Grün, Energie und Verkehr) und Marianne Grosse (SPD, Dezernat VI – Bauen, Denkmalpflege und Kultur). Die Juristin Manuela Matz wurde am 21. November 2018 mit Wirkung zum 8. Dezember überraschend zur neuen Wirtschaftsdezernentin gewählt, da der bisherige Amtsinhaber Christopher Sitte (FDP) seine Kandidatur kurzfristig zurückgezogen hatte und die Ampelkoalition in dieser Zeit keinen neuen Kandidaten aufstellen konnte.
2020 wurde ein neues ehrenamtliches Dezernat für kommunales Fördermittelmanagement geschaffen, um die FDP nach dem Rückzug Christopher Sittes wieder im Stadtvorstand zu haben. Am 18. Dezember 2020 wählte der Stadtrat Volker Hans (FDP) zum ersten Amtsinhaber, ihm folgte nach der Kommunalwahl 2024 Karsten Lange (CDU). Die Schaffung dieses Dezernats war durch monatelange politische Auseinandersetzungen geprägt.

### Hoheitssymbole
Die Stadt Mainz führt ein Dienstsiegel, ein Wappen sowie eine Hiss- und eine Bannerflagge. Ferner verwendet die Stadt ein Logo.

Wappen
Hissflagge
Bannerflagge
Logo

#### Entwicklung des Stadtwappens

Stadtwappen von Mainz als Gute Stadt des französischen Kaiserreiches unter Napoleon Bonaparte

Das Wappen der Stadt Mainz zeigt zwei durch ein silbernes Kreuz verbundene, schräg gestellte, sechsspeichige, silberne Räder auf rotem Untergrund. Die Stadtfarben sind rot-weiß.
Ursprünglich zeigte das Wappen den Patron der Stadt, den Heiligen Martin. Das Ratssiegel der Stadt von 1300 zeigte diesen erstmals in Verbindung mit dem Rad (zur genauen Entstehungsgeschichte siehe den Hauptartikel). Der Erzbischof von Mainz, der zugleich auch Fürst des Kurstaates war, übernahm das Rad auch in das Territorialwappen. Zur Unterscheidung dazu führte die Stadt nun allein das Doppelrad als Wappen, wobei ab dem 16. Jahrhundert das Rad schräg gestellt wurde. Während der Zugehörigkeit der linksrheinischen Gebiete zu Frankreich wurden zunächst alle Wappen in den besetzten Gebieten verboten. Das Siegel der neugeschaffenen Mairie – des französischen Bürgermeisteramts – zeigte die Freiheitsgöttin mit der Jakobinermütze. Nach der Kaiserkrönung Napoleons I. 1804 enthielt das Stadtsiegel den französischen Kaiseradler. Am 13. Juni 1811 wurde das Mainzer Rad wieder zugelassen. Dem Wappen wurden oben in einem Balken die drei Bienen des Hauses Bonaparte hinzugefügt. Die Farben allerdings waren vertauscht. Zwischen 1835 und 1915 trug das Wappen noch ein besonderes Schildhaupt. Damit sollte Mainz als Bundesfestung abgebildet werden. Im Laufe der Geschichte der Stadt änderte sich auch die Gestalt des Rades mehrmals. Es kamen Speichen hinzu, Zusätze wurden angefügt oder auch wieder entfernt. Seit dem 12. Juni 1915 hat das Wappen seine heutige Form, die ab 1992 geringfügig modifiziert wurde und somit auch ohne Probleme als Stadtlogo verwendet werden konnte. Im Mai 2008 wurde diese mit einem leichten Bogen am oberen Wappenschild sowie mit einem etwas kürzeren Kreuz versehen.

Entwicklung der Darstellung des Wappens der Stadt Mainz
Vor 1992
1992 bis 2008
Seit 2008

## Religionen

### Statistik
Nach den Ergebnissen des Zensus 2011 gehörten 37,0 % Einwohner der katholischen Kirche an, 23,6 % Einwohner waren evangelisch und 39,4 % hatten keine oder eine sonstige Konfessionszugehörigkeit. Ende Juni 2025 hatten 25,5 % der Einwohner die katholische Konfession und 16,5 % die evangelische. 58,1 % gehörten entweder einer anderen Glaubensgemeinschaft an oder waren konfessionslos. In Mainz stellt die Gruppe derjenigen die Mehrheit, die einer sonstigen oder keiner öffentlich-rechtlichen Religionsgemeinschaft angehört.
(Auflistung seit 1800)

### Christentum

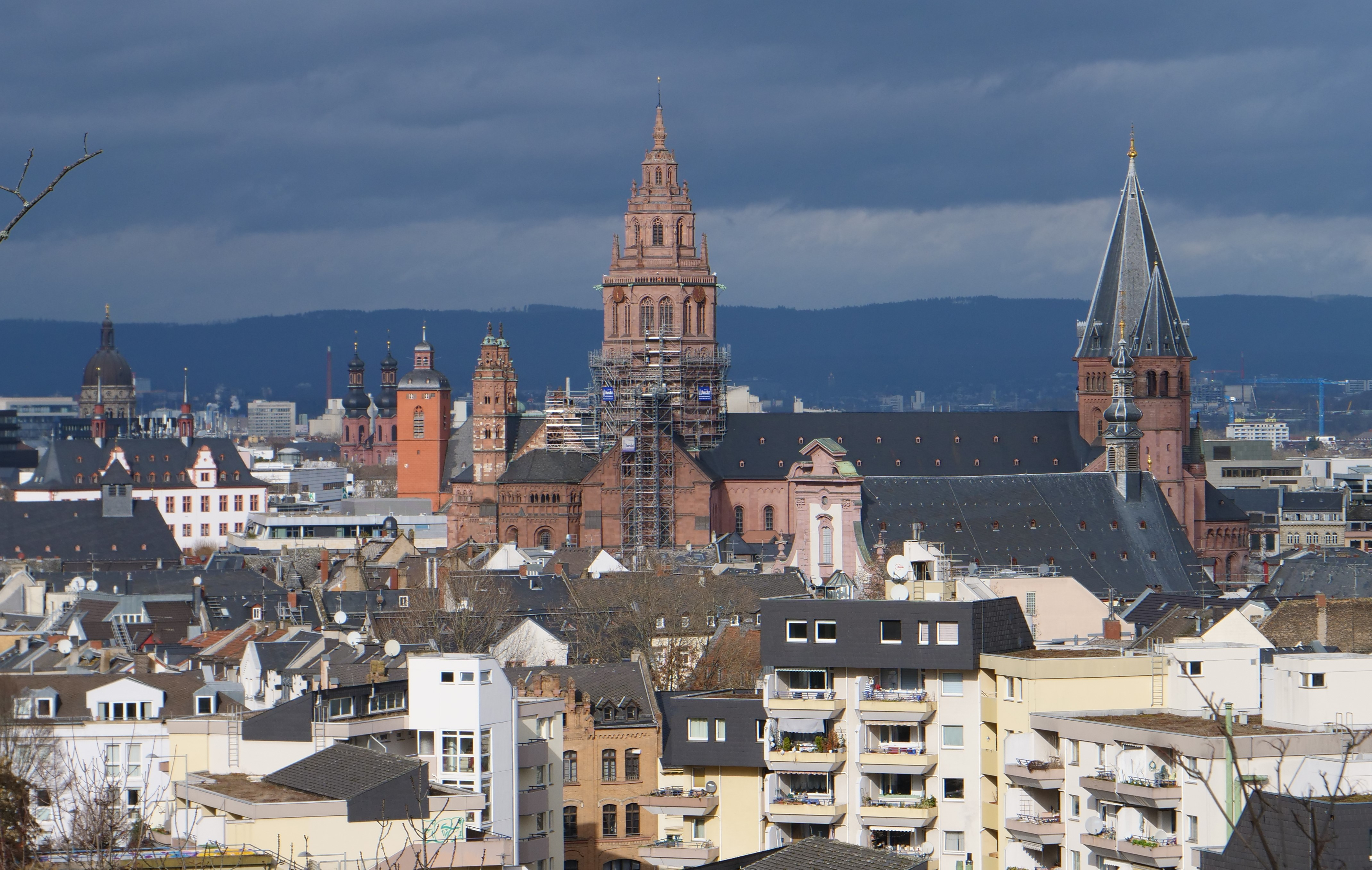
Mainzer Kirchturmpanorama, u. a. mit Christuskirche und Dom

#### Entwicklung bis ins 19. Jahrhundert

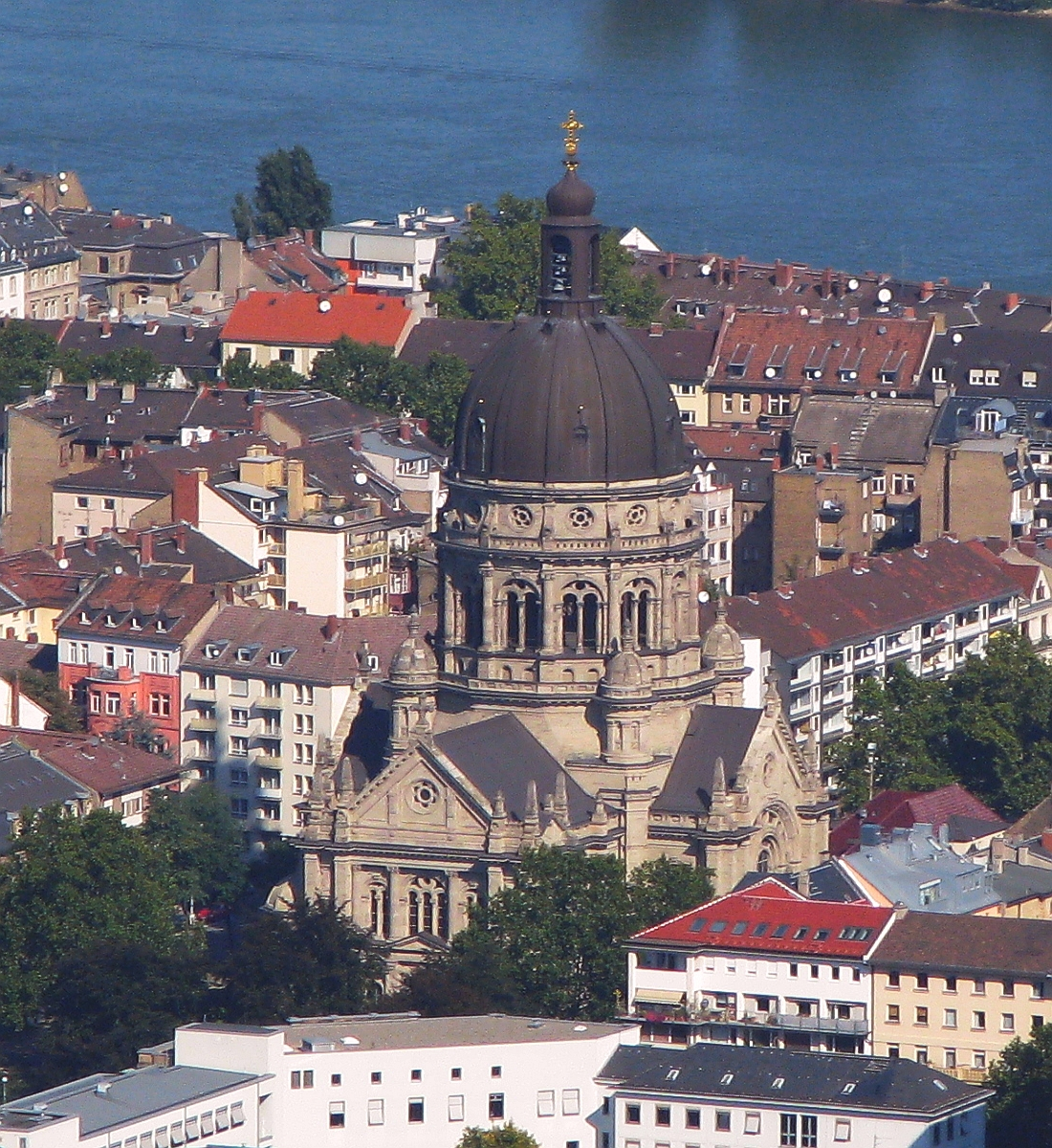
Luftbild der Christuskirche zu Mainz am Rhein

Jahrhundertelang war die Stadt als Sitz eines der höchsten (katholischen) Reichsfürsten immer katholisch geprägt. Mainz verfügt über den einzigen „Heiligen Stuhl“ (sancta sedes Moguntia) außerhalb von Rom. Eine frühchristliche Gemeinde bestand vielleicht schon seit der Spätantike, vielleicht auch bischöflich verfasst. 780/782 wurde Mainz zum Erzbistum erhoben. Erster Erzbischof von Mainz wurde Lullus, der bereits im Jahr 754 Nachfolger von Bonifatius (der als Missionsbischof nur den persönlichen Titel Erzbischof führte) geworden war. Mainz wurde in der Folge Hauptort des größten Metropolitanverbandes jenseits der Alpen (siehe Bistum Mainz). In dem sich im 13. Jahrhundert endgültig konstituierenden Kollegium der sieben Kurfürsten (Königswähler) nahm der Erzbischof von Mainz die führende Stellung ein (siehe auch: Geschichte des Bistums Mainz).
Der 1514 von Papst Leo X. ausgegebene Ablass für den Bau des neuen Petersdoms in Rom wurde Albrecht von Brandenburg (Erzbischof von Mainz) zur Veröffentlichung in Sachsen und Brandenburg anvertraut. Albrecht wies Johann Tetzel an, den Ablass zu predigen. Martin Luther schrieb später einen Protestbrief an Albrecht über das Verhalten von Tetzel.
Zu ersten Berührungen mit dem Protestantismus kam es so erst mit dem Schmalkaldischen Krieg und dessen Auswirkungen auf die Stadt 1552 und im Dreißigjährigen Krieg mit der Besetzung durch schwedische Truppen. Durchsetzen konnte sich die neue Konfession damals aber nicht. Nach dem Zusammenbruch der schwedischen Herrschaft noch während des Dreißigjährigen Krieges gewann wieder der Katholizismus die Oberhand. Einwohnern mit evangelischem Bekenntnis wurden die Bürgerrechte verweigert.
Seit 1715 gab es in Mainz eine kleine lutherische Garnisonsgemeinde. In der zweiten Hälfte des 18. Jahrhunderts wurden vermehrt die inzwischen in die Stadt zugezogenen Protestanten nicht nur geduldet. Der vom Geist der Aufklärung erfasste Kurfürst Emmerich Joseph von Breidbach zu Bürresheim sowie der Großhofmeister Anton Heinrich Friedrich von Stadion beschäftigten sogar protestantische Offiziere und Kammerherren am Hof. Unter Kurfürst Friedrich Karl Joseph von Erthal erhielten sie auch Einfluss auf das Bildungswesen. Eigene Kirchen erhielten sie jedoch zunächst nicht. Erst 1802 nach dem faktischen Zusammenbruch des Kurstaates wurde die erste evangelische Kirchengemeinde als „unierte“ gegründet, das heißt, sie hatte sowohl lutherische als auch reformierte Gemeindemitglieder. Sie war die erste unierte evangelische Gemeinde nicht nur im linksrheinischen, damals an Frankreich abgetretenen Teil Deutschlands, sondern die erste unierte evangelische Gemeinde in ganz Deutschland. Sie galt als Vorbild für die 1822 durchgeführte Union beider Konfessionen in Rheinhessen. Als fördernd erwies sich, dass die Bundesfestung Mainz eine teilweise preußische (und damit überwiegend protestantische) Besatzung hatte.
Die Kirchengemeinden der Evangelischen Kirche in Hessen und Nassau gehören zum Dekanat Mainz in der Propstei Rheinhessen-Nassauer Land.

#### Katholische und evangelische Kirche seit 1803

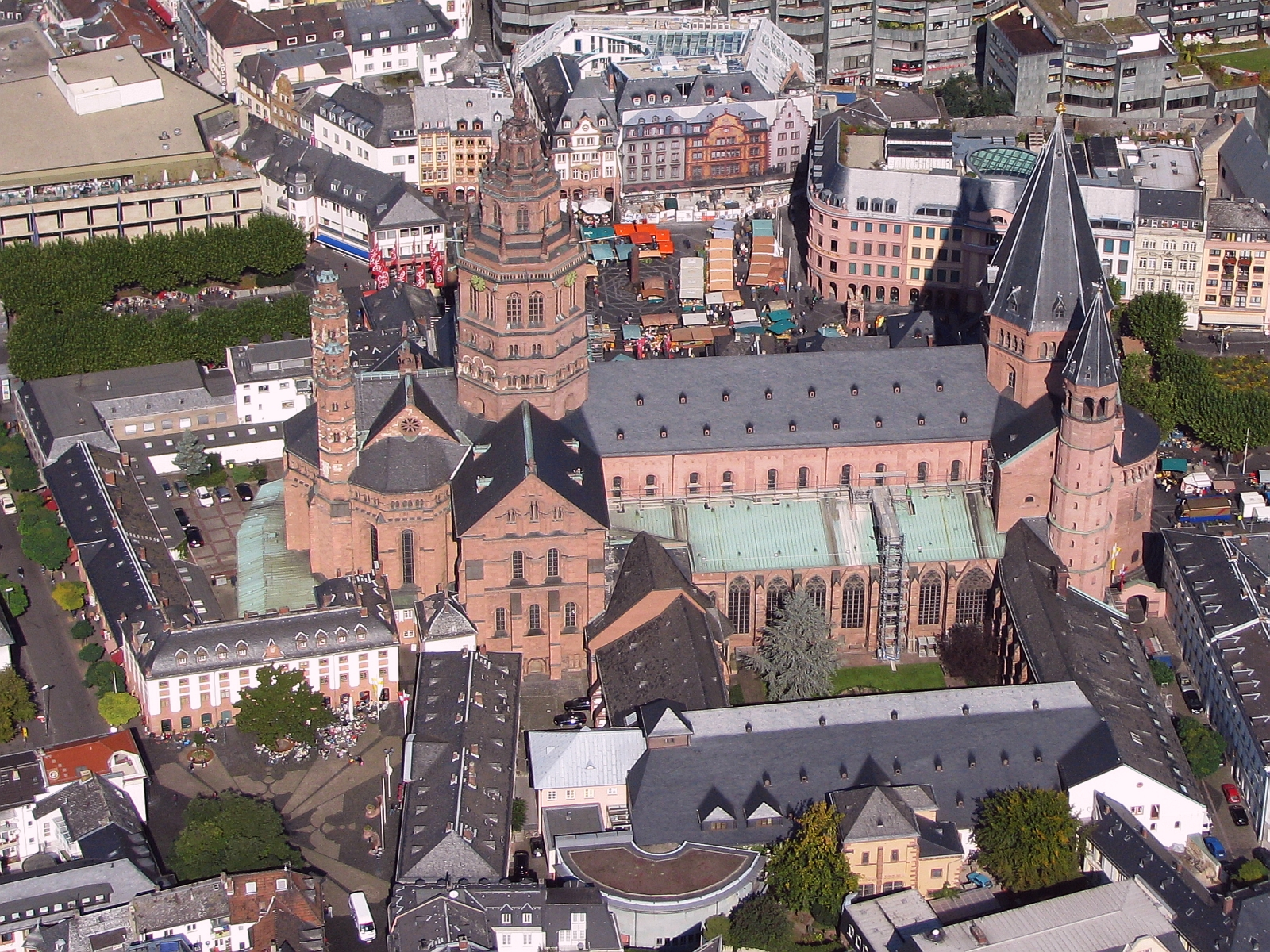
Luftbild von Süden: der Hohe Dom zu Mainz in der Altstadt am Höfchen

Das katholische Bistum, 1803 aufgelöst und unter Napoleon neu umschrieben, wurde 1821 in seinen heutigen Grenzen festgeschrieben und umfasst im Wesentlichen die Grenzen des Großherzogtums Hessen, zu dem Mainz damals gehörte.
1832 wurde Rheinhessen auch kirchlich Bestandteil der evangelischen Kirche im Großherzogtum Hessen, wo Rheinhessen eine eigene Superintendentur bildete. Nach vorübergehender Verlegung des Sitzes der Superintendentur nach Darmstadt 1882 wurde Mainz 1925 erneut Sitz derselben. 1934 wurde aus der Superintendentur die Propstei Rheinhessen, in der nunmehr mit Nassau vereinigten Kirche. Die Kirchengemeinden der Stadt gehören seither – sofern sie nicht einer Freikirche angehören – zum Dekanat Mainz (Propstei Rheinhessen) der Evangelischen Kirche in Hessen und Nassau. Seit 1. Oktober 2017 wurde die Propstei um das Dekanat Nassauer Land erweitert.
1875 wurde das Heinrich-Egli-Haus für Obdachlose gegründet. Dieses steht heute unter Trägerschaft der evangelischen Mission Leben gGmbH und trägt seit 1960 seinen heutigen Namen.
Mit der Industrialisierung wuchs die Mainzer Gemeinde rasch. Gab es 1849 27.633 Katholiken und 5.037 Protestanten, waren es 1901 49.408 Katholiken und 31.151 Protestanten. 1930 gab es in der Stadt 78.500 Katholiken und 48.500 Protestanten. Im Jahr 1997 lebten in Mainz 87.367 Katholiken, 53.254 Protestanten und 203 Juden. Im Jahr 2021 lebten in Mainz 65.434 Mitglieder der katholische Kirche (30,2 % der Gesamtbevölkerung) und 41.555 (19,2 % der Gesamtbevölkerung) Mitglieder der evangelische Kirche.

#### Freikirchen und Sondergemeinschaften

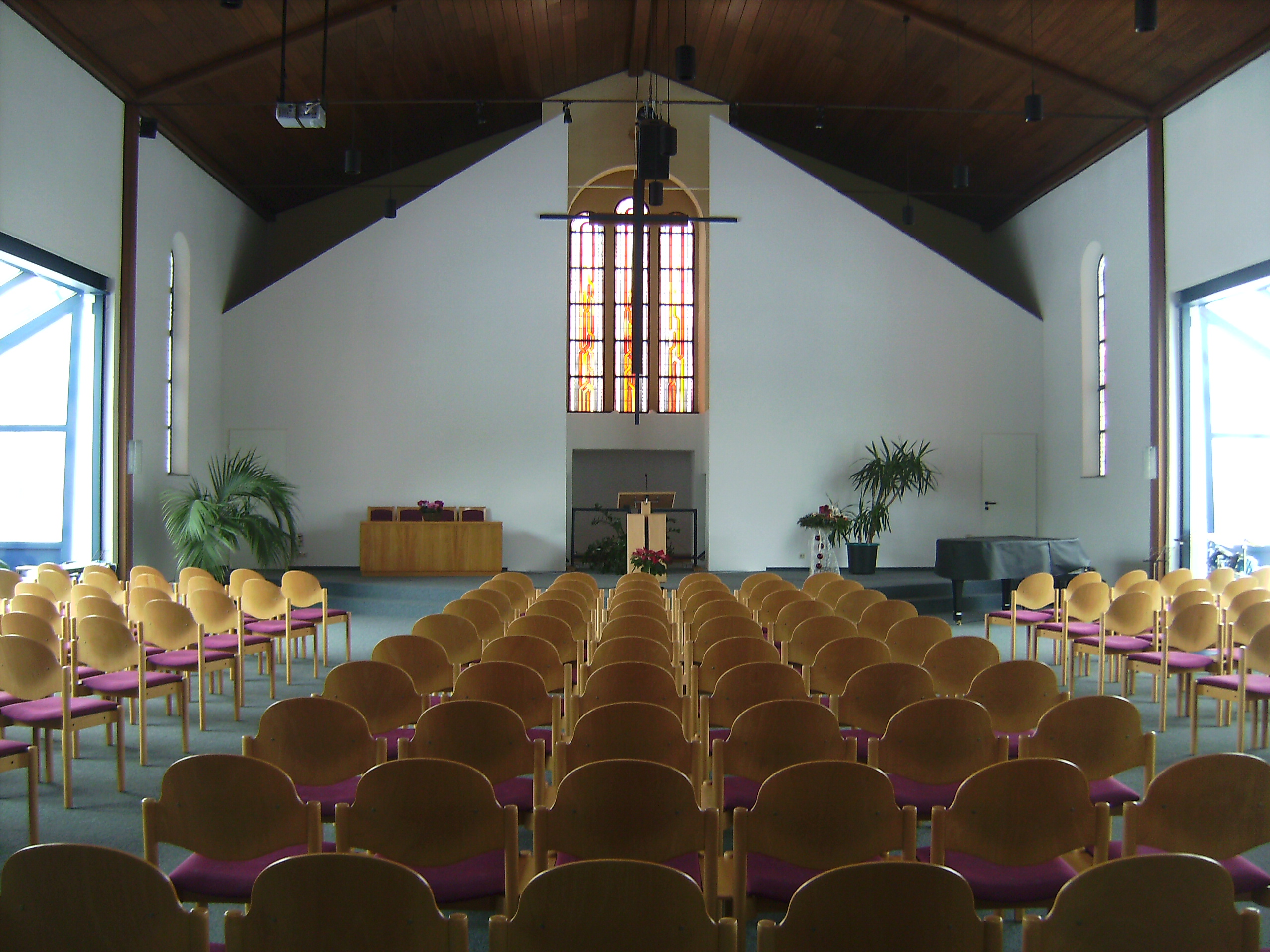
Innenraum der Kreuzkirche der Evangelisch-Freikirchlichen Gemeinde (Baptisten)

Seit 1847 besteht die Freireligiöse Gemeinde Mainz. Sie hat ihr Gemeindezentrum in der Gartenfeldstraße in der Mainzer Neustadt. Das alte Gemeindezentrum in der Großen Bleiche 53 wurde beim Bombenangriff am 27. Februar 1945 total zerstört.
Auch andere christliche Religionsgemeinschaften sind in Mainz vertreten (in zeitlicher Reihenfolge, soweit ein Datum bekannt ist): Die Baptisten (im Bund Evangelisch-Freikirchlicher Gemeinden, seit 1862), die Altkatholische Kirche (seit 1876), die Neuapostolische Kirche (seit etwa 1895), die Evangelisch-methodistische Kirche (seit 1906), die Freikirche der Siebenten-Tags-Adventisten (seit 1907), Die Christengemeinschaft (seit Ende der 1920er), die Bibelgemeinde Mainz (seit 1978), das pfingstlich-charismatische „Christliche Zentrum DER FELS“ (im Bund Freikirchlicher Pfingstgemeinden (BFP)) (seit 1981), die Freie evangelische Gemeinde (seit 1982), die Orthodoxe Kirche (seit 1992) mit einer überwiegend deutschsprachigen Gemeinde, die EnChristo Mainz (gehört Foursquare Deutschland, Freikirchlichen Evangelischen Gemeindewerk e. V. (fegw)) an (seit 1995), das Christliche Familienzentrum Freikirchliche Gemeinde (seit 1998), die Pfingstgemeinde Equippers Rhein-Main e.V. (seit 2007), die Kirche des Nazareners (seit 2008), Freie Baptisten-Gemeinde Mombach sowie die Zeugen Jehovas.
Mitglieder verschiedener christlicher Konfessionen haben sich zur Evangelischen Allianz zusammengeschlossen. Der Großteil der christlichen Kirchen und Gemeinden arbeitet seit 1997 in der örtlichen Arbeitsgemeinschaft Christlicher Kirchen zusammen.
Seit 2015 nutzt die Mazedonisch-Orthodoxe Kirche die Kirche Heiliger Nikolaus (Mainz-Hechtsheim).

### Judentum

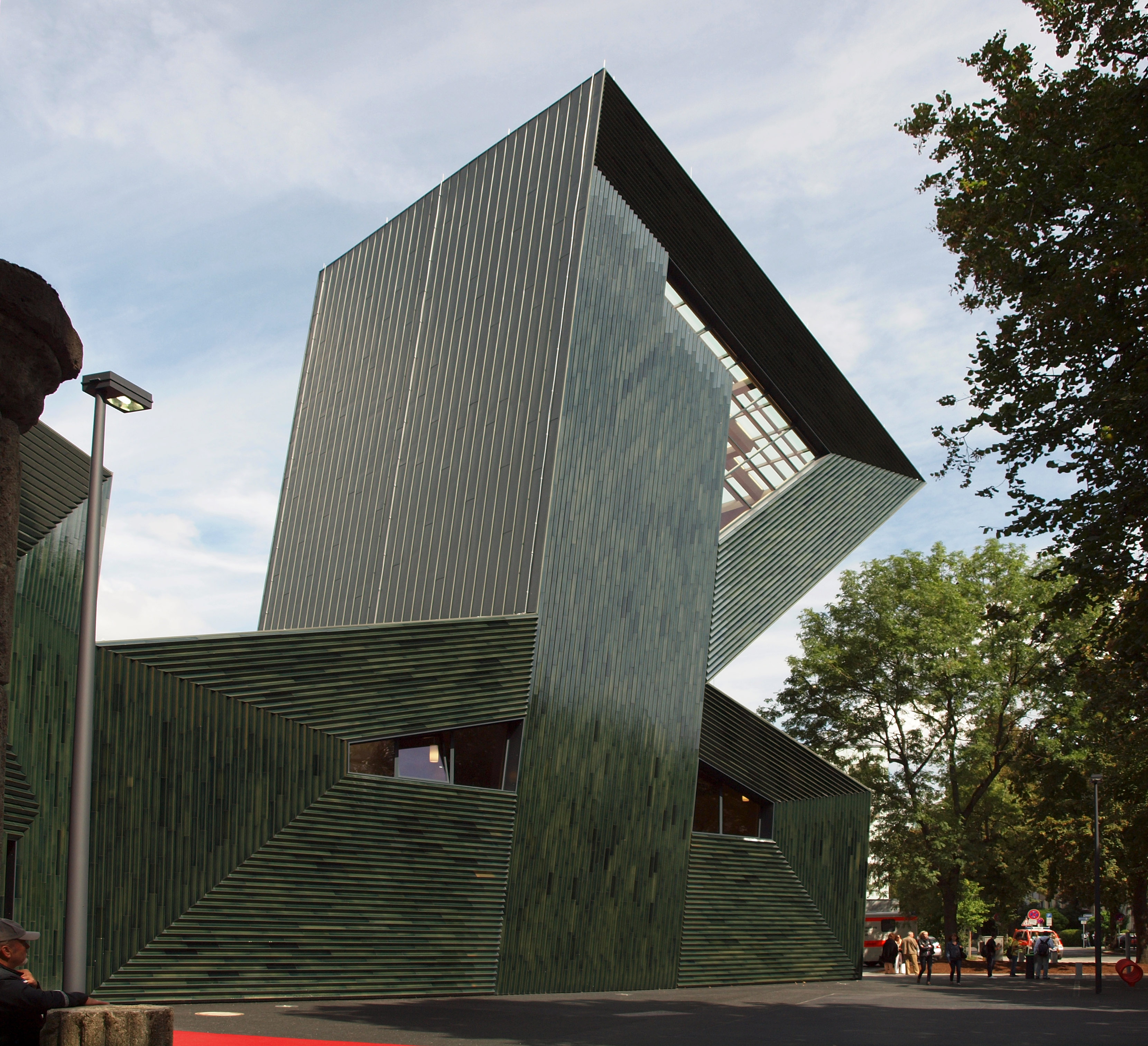
Neue Synagoge der Stadt

Die Ursprünge der Jüdischen Gemeinde Magenza sind nicht restlos geklärt. Für die These, die Juden seien mit den Römern nach Mainz gekommen, spricht sehr viel, ein Beweis ist jedoch bisher nicht gelungen. Die erste sichere Aufzeichnung stammt aus der zweiten Hälfte des 10. Jahrhunderts und ist eine hebräische Überlieferung rabbinischer Rechtsgutachten, die sich mit einer bereits blühenden jüdischen Gemeinde befassen. Im Mittelalter gehörte die jüdische Gemeinde Mainz bis zu den Pestpogromen um das Jahr 1350 zusammen mit Spira und Worms zu den SchUM-Städten, die für das aschkenasische Judentum europaweite Bedeutung erlangten. Die angesehene Familie Kalonymos lebte hier. Bedeutend war auch das Wirken Gerschom ben Jehudas, eines der wichtigsten Gelehrten jener Zeit überhaupt. Auf dem Judensand, dem jüdischen Friedhof von Mainz, finden sich Grabsteine aus dem 11. Jahrhundert. Seit dem 27. Juli 2021 gehört der Friedhof als Teil der Stätten, die von der jüdischen Kultur in den SchUM-Städten zeugen, zum UNESCO-Weltkulturerbe.
Die Gemeinde wurde mehrmals (siehe Geschichte der Stadt Mainz) durch Pogrome während der Zeit der Kreuzzüge und der Pestepidemien dezimiert. Am jüdischen Neujahrsfest wird in jeder Synagoge das Unetaneh tokef gesprochen, das an die erschlagenen Mainzer Juden von 1096 erinnert. 1435 wurden die Juden für Jahrhunderte aus Mainz vertrieben.
Vor 1933 hatte die Gemeinde bis zu 3000 Mitglieder, 1946 gerade noch 59. 1997 gab es 203 Mitglieder, was etwa 0,1 % der Gesamtbevölkerung ausmacht.
Die Anfang des 20. Jahrhunderts errichtete Mainzer Synagoge in der Neustadt wurde während der Zeit des Nationalsozialismus vollständig abgebrannt und zerstört. An der ursprünglichen Stelle wurden einige Säulen als Mahnmal wieder errichtet. 1999 wurde ein Wettbewerb für den Neubau einer Synagoge und eines Jüdischen Gemeindezentrums an dem Ort der alten Mainzer Synagoge durchgeführt, der von dem Architekten Manuel Herz gewonnen wurde. Die von ihm entworfene neue Synagoge Mainz ist seit dem 3. September 2010 der Nachfolgebau früherer Synagogen in Mainz. Die Synagoge in Weisenau überstand den Krieg unbeschadet. Sie wurde Ende der 1990er-Jahre restauriert und am 27. Mai 1996 der jüdischen Gemeinde durch Rabbiner Leo Trepp wieder als Gotteshaus übergeben.

### Islam
Vor allem durch Einwanderung und Einbürgerung hinzugekommen sind muslimische Gemeinschaften. Im Jahr 2002 wurde die Zahl der Muslime auf ca. 15.000 beziffert, gleichzeitig gab es 15 Moscheevereine. Nach einer Berechnung aus den Zahlen des Zensus für die Personen mit Migrationshintergrund lag der Bevölkerungsanteil der Muslime in Mainz am 9. Mai 2011 bei 8,9 Prozent (rund 17.800 Personen).

## Stadtbild

### Überblick

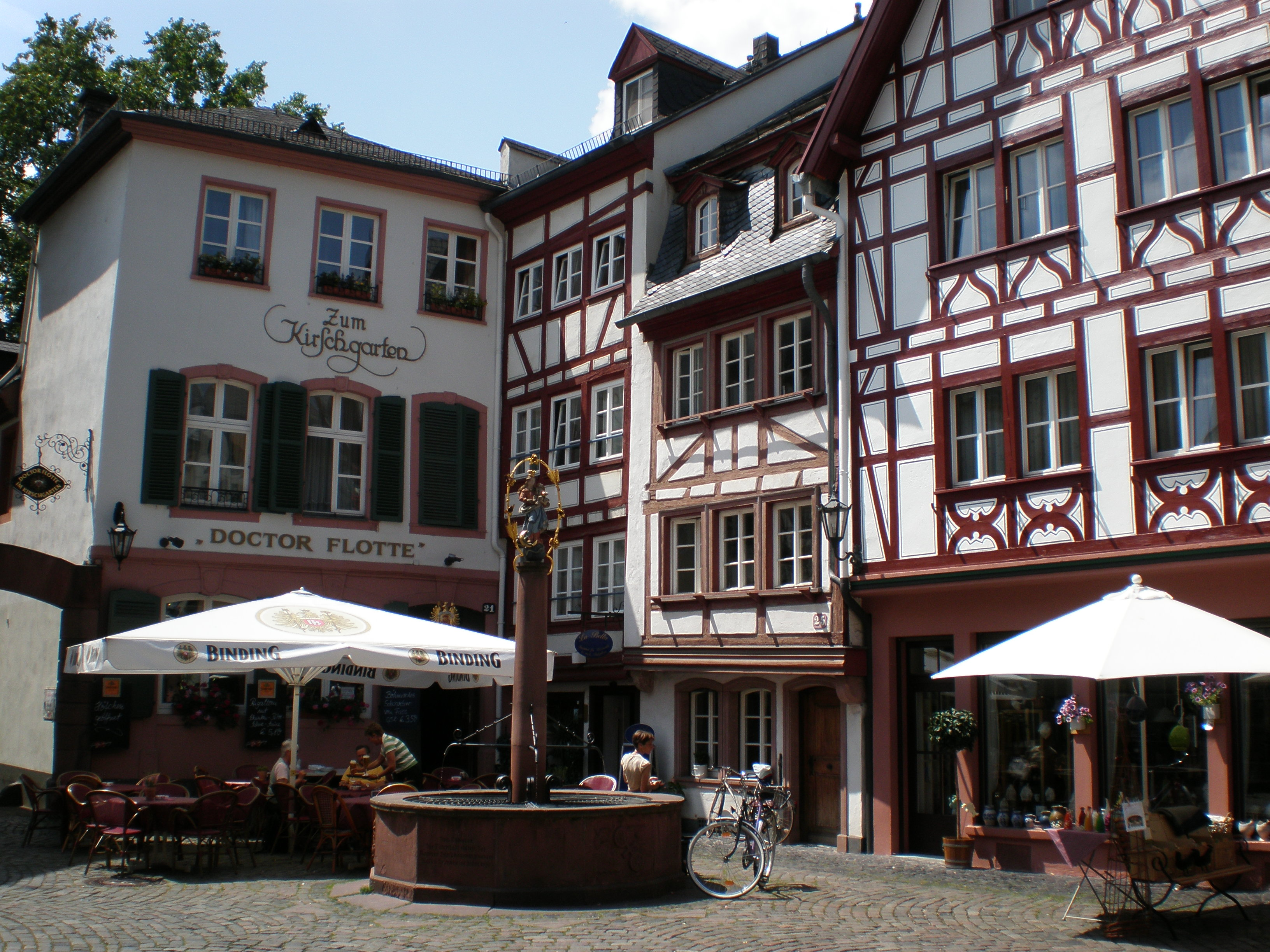
Altstadt: Fachwerkhäuser im Kirschgarten

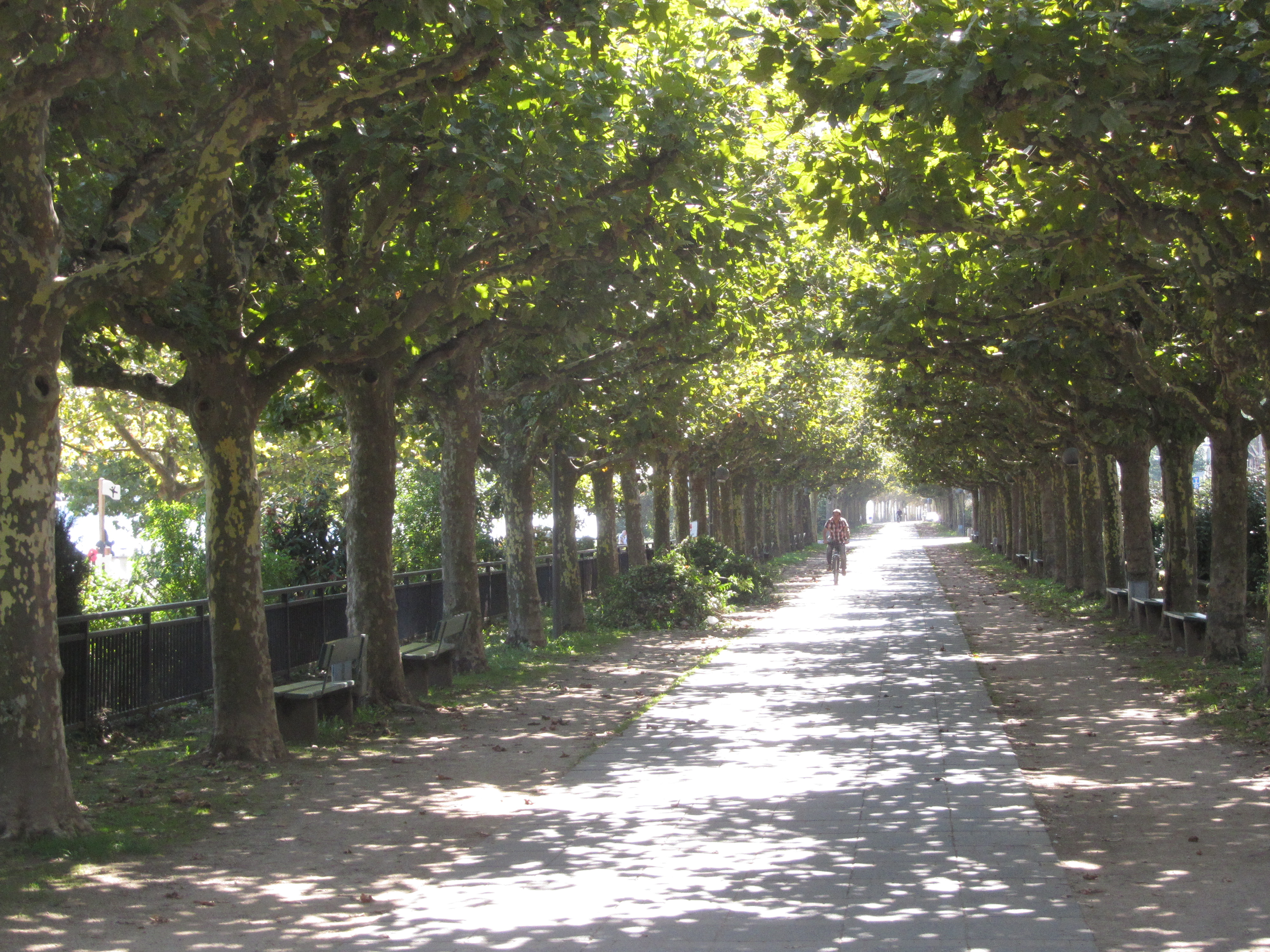
Baumallee an der Rheinpromenade
mit Radfahrern

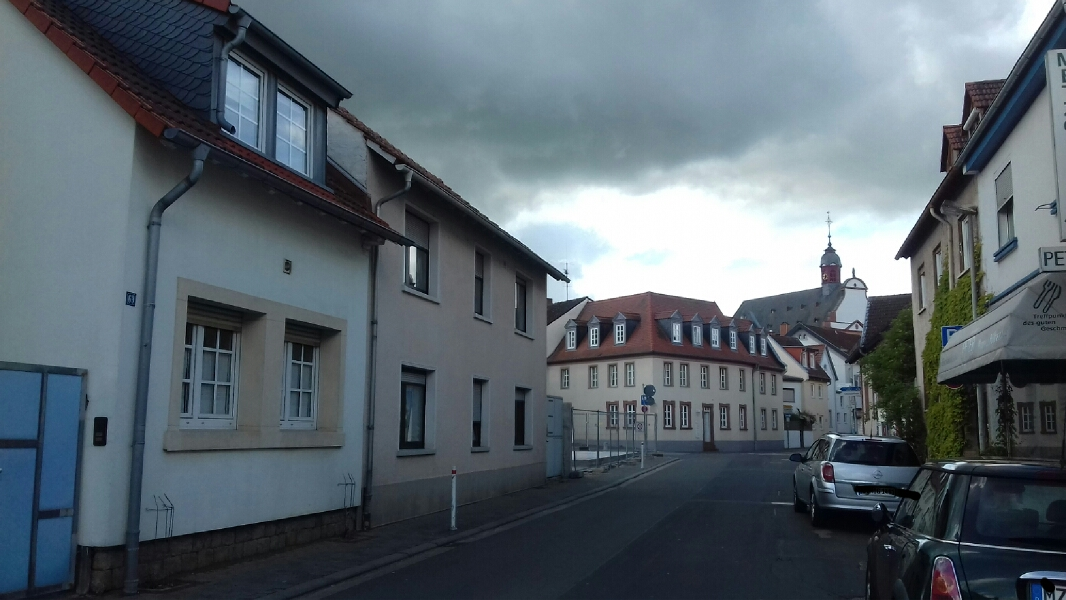
Einzelne Stadtteile, wie hier Marienborn, haben trotz Eingemeindung noch ein dörfliches Erscheinungsbild.

Die Stadt Mainz ist in ihrem weiteren Innenstadtbereich sowie in einzelnen Stadtteilen (vor allem Mombach und Weisenau) zunehmend großstädtisch geprägt. In anderen Stadtteilen (z. B. Drais, Finthen oder Marienborn) blieb der dörfliche Charakter weitgehend bestehen, auch wenn sich in den vergangenen Jahrzehnten das Ortsbild in den Stadtteilen teilweise veränderte (z. B. in Finthen mit den Neubaugebieten Katzenberg und Römerquelle). In der Innenstadt selbst sind jedoch auch viele andere Elemente des Städtebaus erhalten geblieben. Noch klar an das mittelalterliche und frühneuzeitliche Stadtbild erinnert die heutige Altstadt mit ihren verwinkelten Straßen und Gassen rund um die Augustinerstraße. Dort finden sich auch bis heute noch Fachwerkhäuser. Große Teile der nördlichen historischen Altstadt, vor allem nördlich der Ludwigsstraße, wurden durch die britischen Luftangriffe auf Mainz im Zweiten Weltkrieg beschädigt, später abgerissen und modern überbaut.
Die südliche Altstadt ist aber beinahe vollständig erhalten.
Die von Stadtbaumeister Eduard Kreyßig entworfene Neustadt war eines der größten Stadterweiterungsprojekte seiner Zeit, in dem sich die Stadtfläche fast verdoppelte. Die Neustadt entstand in der Gründerzeit um 1900, in der sich Mainz von der provinziell geprägten Festungsstadt zur Großstadt entwickelte.
Das Panorama der Stadt von der Rheinseite wird heute vor allem von Bauten zweier unterschiedlicher Bauepochen geprägt: Dem Rathauskomplex (von Arne Jacobsen und Otto Weitling) mit Hilton-Hotel und Rheingoldhalle aus der Moderne und dem Barock- bzw. Renaissance-Ensemble bestehend aus dem Neuen Zeughaus (heute Staatskanzlei), dem Deutschhaus (heute Landtag) und dem Kurfürstlichen Schloss.
Nachdem die Umsetzung einer ambitionierten Neuplanung der im Zweiten Weltkrieg weitgehend zerstörten Innenstadt durch Marcel Lods gescheitert war, wurden nur die wichtigsten Gebäude wiedererrichtet. Dazu gehören die vielen barocken Adelspaläste, die sich vor allem am Schillerplatz befinden. Ansonsten wurden in Mainz zunächst überwiegend neue Wohnhäuser, beispielsweise die Siedlung Am Fort Elisabeth in der Oberstadt, gebaut. Bedingt durch den erst späten Aufschwung zu Beginn der 1960er-Jahre sind diese Gebäude vor allem in dem Stil jener Dekade gehalten, was damals wie heute von Städtebauern kritisiert wurde. Auch viele Wohnsiedlungen im Umkreis der Stadt sind im Stil der 1960er-Jahre entstanden.
Zu den bedeutendsten heute noch bestehenden Bauten des 19. Jahrhunderts in Mainz zählen die evangelische Christuskirche, der Hauptbahnhof, die Rheinbrücke, Teile des von Georg Moller errichteten Staatstheaters und die Festungsanlagen bzw. deren Reste. Die noch heute häufig im Stadtbild deutlich sichtbaren sonstigen Bau-Zeugnisse jener Zeit sind fast ausschließlich Wohnhäuser mit oder ohne Geschäftszeile. Von den bedeutenderen Bau-Epochen in Mainz, Romanik, Gotik, Renaissance (in Ansätzen) und vor allem Barock sind jedoch noch mannigfaltigere Beispiele erhalten geblieben.

### Romanik und Gotik in Mainz

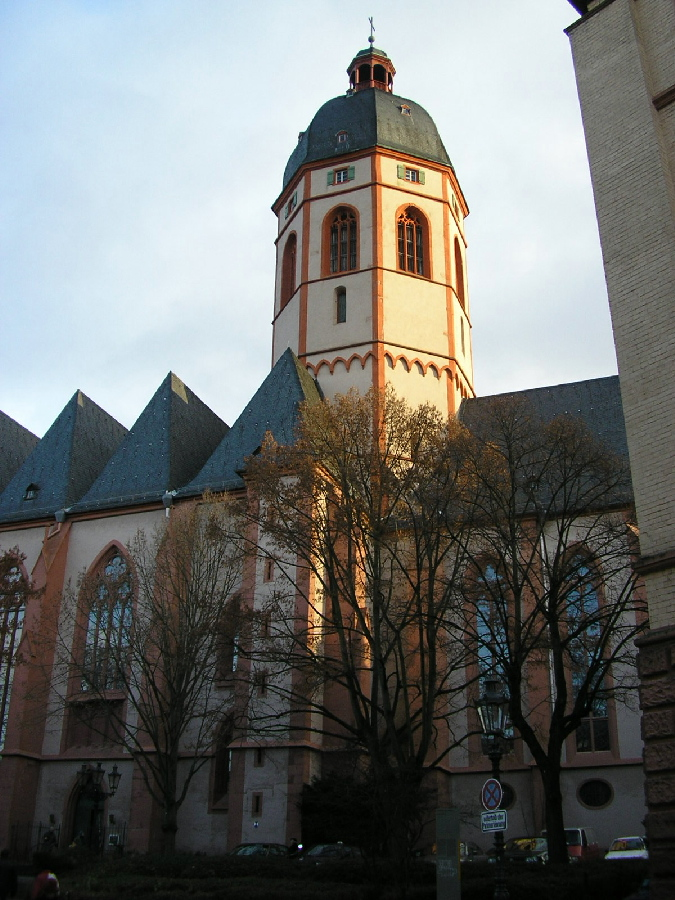
Ehemalige Stiftskirche St. Stephan

Auch heute sind in der Stadt Mainz viele Zeugnisse historischer Baukultur der Romanik und Gotik erhalten, die das Stadtbild prägen.
Bedeutendstes Bauwerk der Romanik in Mainz ist der Mainzer Dom, den Erzbischof Willigis zwischen 975 und 1009 errichten ließ. Da er bereits am Tag seiner Weihe weitgehend abbrannte, wurde er in den Folgejahren immer größer aufgebaut, denn auch 1081 und 1137 brannte der Dom. Er wurde von Erzbischof Bardo, Kaiser Heinrich IV., Erzbischof Konrad I. von Wittelsbach und Erzbischof Siegfried III. von Eppstein durch alle Bauepochen der Romanik weitergeführt. Zu Beginn der Epoche der Gotik wurden auch am Dom gotische Elemente verwirklicht. Unter anderem wirkte der als Naumburger Meister bekannt gewordene Künstler am Dom.
Westlich des Doms liegt die St.-Johannis-Kirche, die vermutlich über dem ersten Dom errichtet wurde und wohl selbst auch einmal Domkirche des Bistums war. Sie wurde 910 von Erzbischof Hatto geweiht und in spätkarolingischen Formen errichtet. Durch Umbauten und nach Zerstörungen vor allem im Zweiten Weltkrieg ist sie jedoch mehrfach überformt worden. Zusammen mit dem Dom und der 1793 zerstörten, dem Dom östlich vorgelagerten Liebfrauenkirche bildete die Johanniskirche einst eine zusammenhängende Einheit und mit den umliegenden Plätzen („Höfchen“) die erzbischöfliche Pfalz.
Nicht erhalten ist das historische Stift St. Alban vor Mainz, im 8. und 9. Jahrhundert wichtigstes geistiges Zentrum des Bistums. Die Kirche verfiel schon im Hochmittelalter. Die Reste wurden im Markgräflerkrieg zerstört.
Ebenfalls von Willigis gegründet ist die Stiftskirche St. Stephan, die jedoch bald durch einen gotischen Bau ersetzt wurde. Sie ist heute die größte gotische Kirche in Mainz und besitzt Fenster, die Marc Chagall Ende des 20. Jahrhunderts gestaltete. Aus der Stilepoche der Gotik stammen auch die Pfarrkirchen St. Emmeran (mit romanischem Turm vom Ende des 12. Jahrhunderts) und St. Quintin (gleichzeitig Pfarrkirche der ältesten Pfarrei von Mainz, Vorgängerbau schon im 8. Jahrhundert) und die Antoniterkapelle. Die im Zweiten Weltkrieg zerstörte gotische Kirche St. Christoph ist heute das Kriegsmahnmal der Stadt.
Als Profanbauten sind ein spätgotischer Wohnturm am Älteren Dalberger Hof erhalten, ferner aus dem 16. Jahrhundert das spätgotische Haus Zum Korb (Am Brand 6). Der Hof zum Homberg (14. bis 16. Jahrhundert) wurde rekonstruiert.

### Renaissance

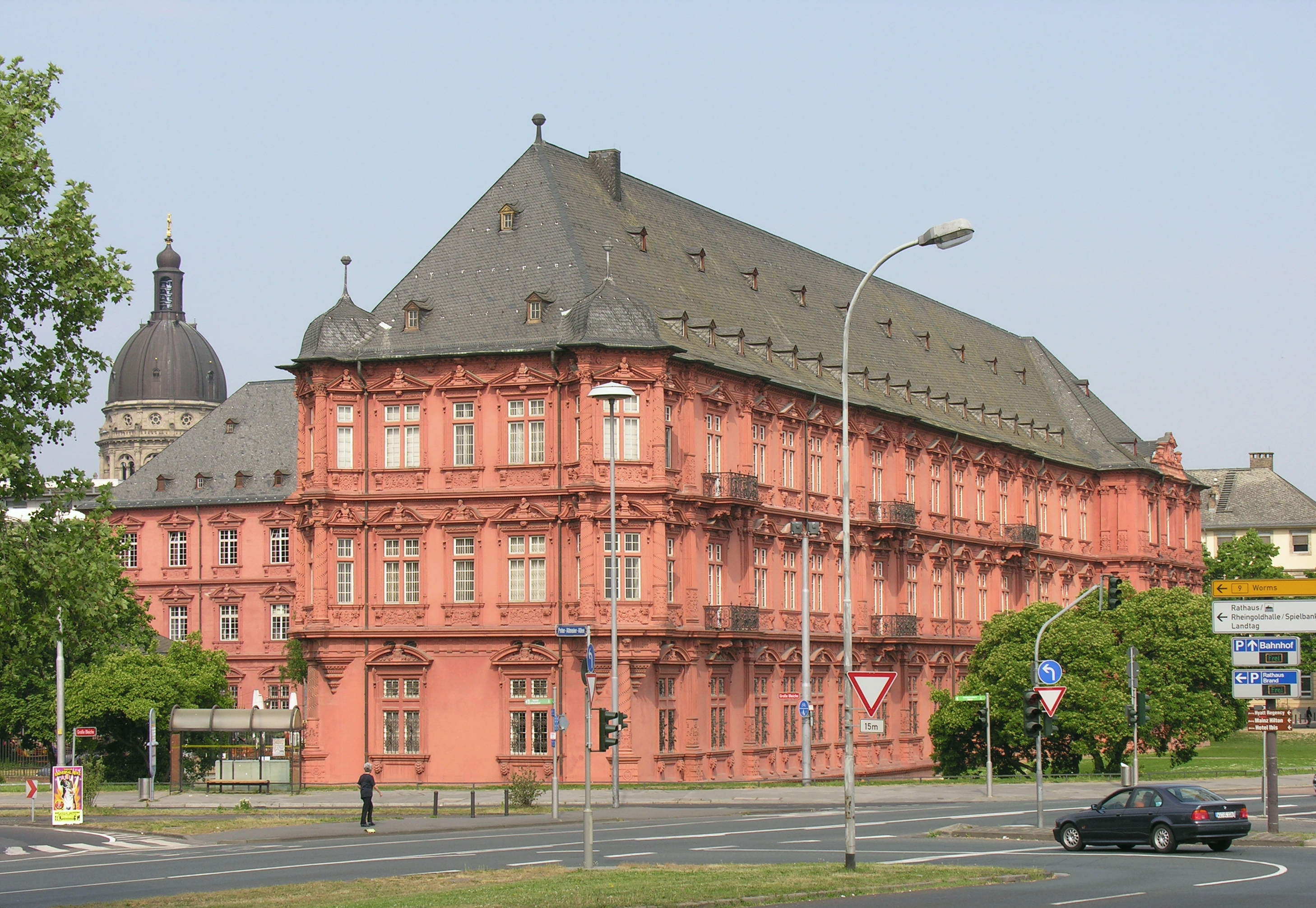
Kurfürstliches Schloss

Bedeutendstes Bauwerk der Renaissance in Mainz ist das Kurfürstliche Schloss. Stilistisch gehört es zur Deutschen Renaissance, deren spätestes Zeugnis dieser Bau ist. Ebenfalls aus der Stilepoche der Renaissance stammt das Haus Zum Römischen Kaiser, das heute das Gutenberg-Museum beherbergt sowie der Ältere Dalberger Hof. Der Leininger Hof ist teils spätgotisch, teils barock. Der Knebelsche Hof (1588–98) wurde 1953–55 unter Wiederverwendung alter Teile rekonstruiert, ähnlich in den 1970er-Jahren der Algesheimer Hof.
Der von Erzbischof Albrecht gestiftete Marktbrunnen gehört zu den prächtigsten Renaissancebrunnen Deutschlands. Das Alte Zeughaus entstand 1604/05. Als weiteres Zeugnis, freilich schon am Übergang zum Barock stehend, kann die ab 1615 in der Nähe des heutigen Gutenbergplatzes errichtete Domus Universitatis angesehen werden, welche für Jahrhunderte höchster Profanbau der Stadt war.

### Barock und Rokoko
Die Barockzeit ließ die Stadt vor allem während des Episkopats Lothar Franz’ von Schönborn (1695–1729) einen beispiellosen Bauboom erleben, dessen Ergebnisse noch heute im Stadtbild zu sehen sind und dieses zum Teil sogar prägen. Am Schillerplatz, an der Großen Bleiche, in der Klarastraße sowie am Rhein finden sich heute etliche Adelshöfe des Mainzer Stiftsadels, beginnend mit der Errichtung des Schönborner Hofes ab 1668 am Schillerplatz, der einen frühen Barockbau darstellt, dessen Dekor noch Renaissanceelemente aufweist. Es folgten der Jüngere Dalberger Hof (bis 1718), der Stadioner Hof (1728–33), der Erthaler Hof (1734–39), der Eltzer Hof (ab 1742), der Osteiner Hof (1747–1752), der Bassenheimer Hof (1750), ferner das Deutschhaus (ab 1730, heute Landtag), das benachbarte Neue Zeughaus (1738–40, heute Staatskanzlei), die Johanniterkommende Zum Heiligen Grab (1740–48, heute Sitz des Bischöflichen Ordinariats) und die Golden-Ross-Kaserne (1766, heute Landesmuseum). Auch diese Gebäude sind oft teilweise oder ganz rekonstruiert.
Auch einige Kirchen finden sich noch, obwohl viele aus dieser Zeit in den Wirren der Geschichte wieder zerstört wurden. Bedeutende Kirchen sind die Augustinerkirche in der gleichnamigen Altstadtstraße und die in den Formen des Rokoko errichtete Peterskirche an der Großen Bleiche. Die ebenfalls zu jener Zeit errichtete Ignazkirche (ab 1763) wie auch der Erthaler Hof (ab 1743) sind jedoch schon frühe Beispiele des Klassizismus.

### Festungsbauten

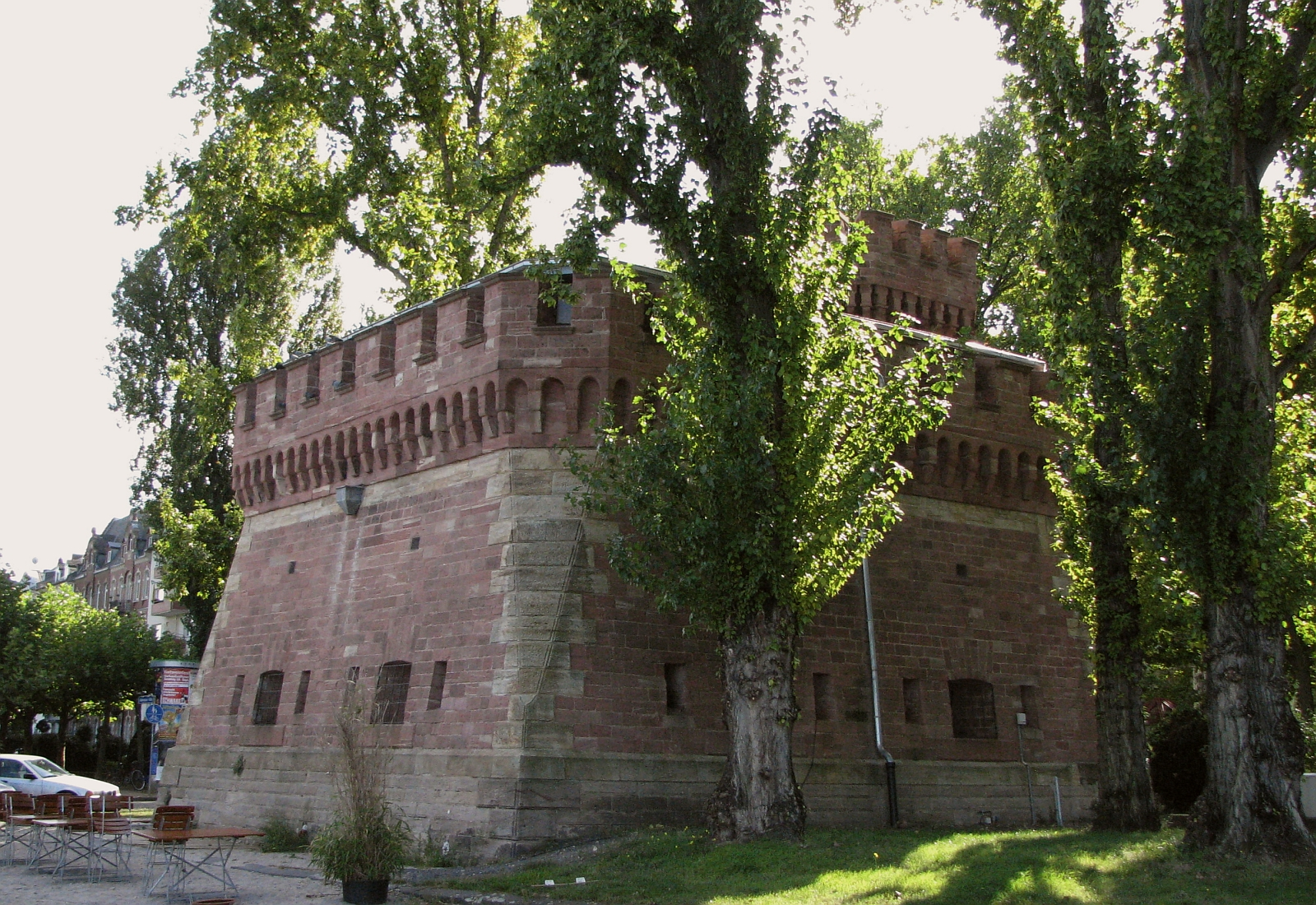
Kaponniere zwischen Feldbergplatz und Rheinufer

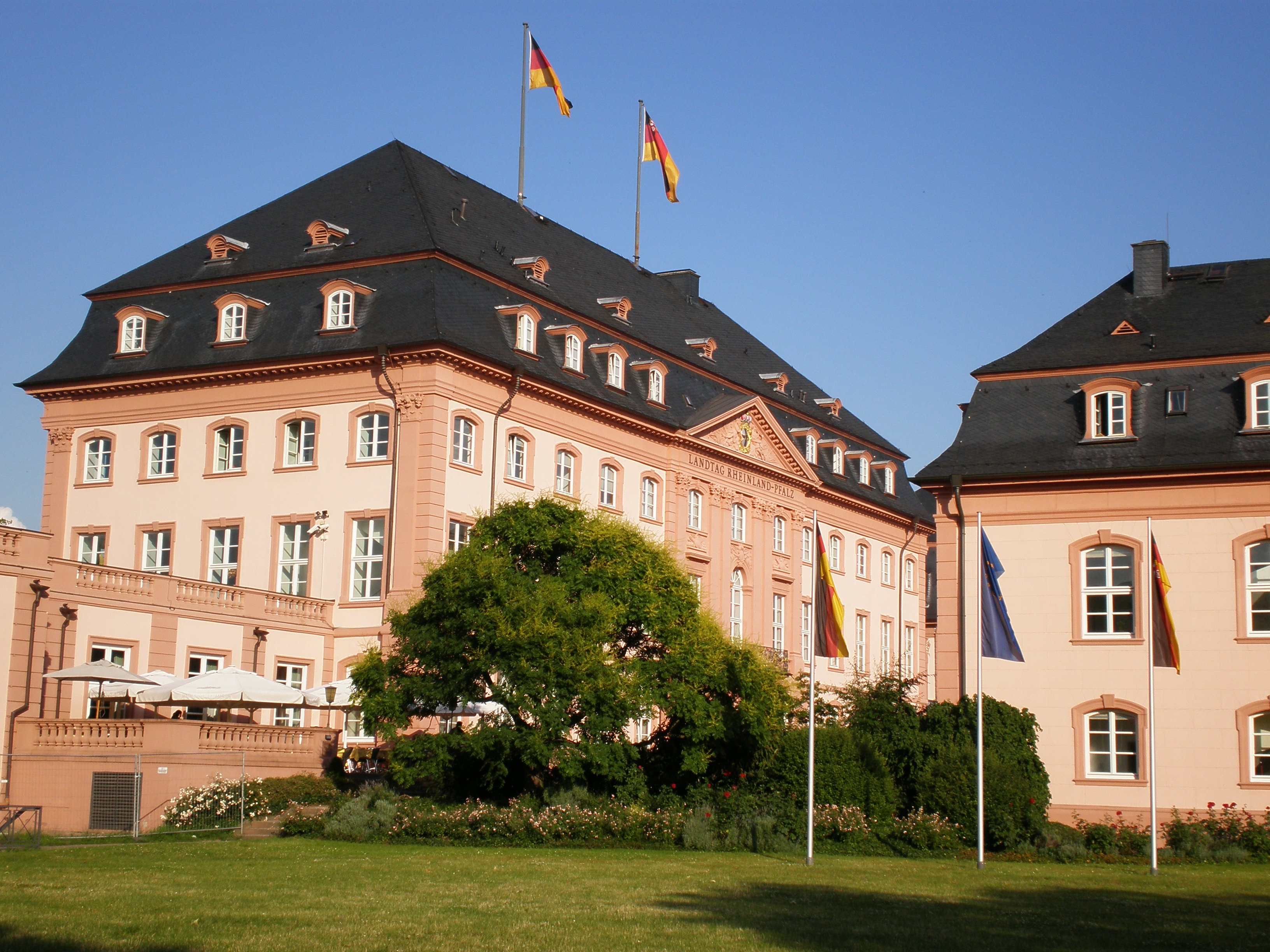
Landtagsgebäude und ehemalige Deutschordenshaus, eines der vielen Beispiele für Mainzer Barockarchitektur

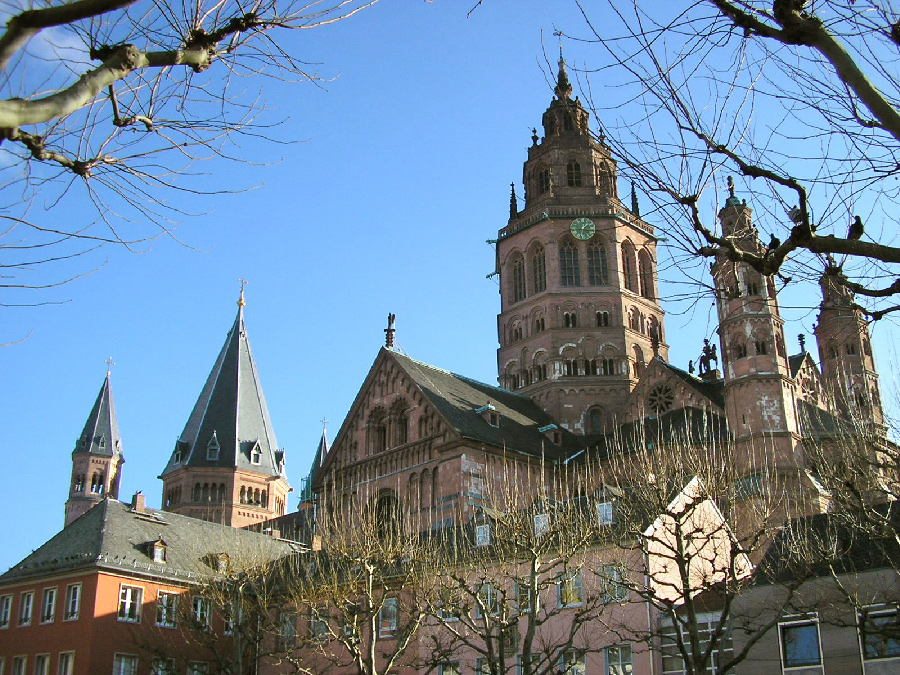
Der fast vollständig umbaute Mainzer Dom ragt von vielen Standpunkten aus den Häusern der Stadt hervor. Hier eine Ansicht von Nordwesten.

Aus der Festungszeit der Stadt sind etliche Relikte vorhanden, die aus verschiedenen Epochen stammen. Exponiertes Beispiel des Barocks ist dabei das Palais des Festungskommandanten, welches mit der Zitadelle über der Stadt thront. Doch auch frühere Teile der alten römischen und mittelalterlichen Stadtbefestigung sind noch vorhanden und zumindest in ihrem Mauerwerk noch original. Am Rhein erheben sich der Holzturm und der Eisenturm, die ihre Torfunktion jedoch durch die Aufschüttung des Rheinufers im 19. Jahrhundert und die dadurch bedingte Erhöhung des Straßenniveaus verloren haben. Im Holzturm war der Kerker des Räuberhauptmanns Schinderhannes.
Spätere Zeugen des Festungsbaus als Bundesfestung sind das Fort Malakoff im Süden der Stadt sowie das große, im Krieg nicht zerstörte, Proviant-Magazin in der Schillerstraße gegenüber dem Erthaler Hof.

### Seit 1945
Die Stadt zeichnet sich heute durch eine Durchmischung verschiedener Bauepochen aus. Die französische Militäradministration berief in den späten 1940er-Jahren den berühmten französischen Städteplaner Marcel Lods, einen neuen Stadtplan auszuarbeiten. Dieser wurde damals als Mainz, modernste Stadt der Welt sehr bekannt. Der radikale Plan ist nie umgesetzt worden, die Akzeptanz war gering, aber auch das Geld ist nicht vorhanden gewesen. Es blieb bei einer evolutionären und behutsamen Änderung des alten Plans. Allgemein wurden die Zerstörungen des Zweiten Weltkrieges von den Kommunalpolitikern der 1960er-Jahre auch als Chance begriffen, alte Fehler bei Bauten und der Generalanlage (Straßennetz, übrige Infrastruktur) der Stadt zu beheben. Im sakralen Bereich wurden neue Kirchen gebaut, deren künstlerische Ausstattung von Peter Paul Etz als beispielhaft gilt, die mit seinen Schülern Alois Plum und Gustel Stein und deren Projekten in ganz Deutschland bis heute wirkt.
Die der militärischen Entspannung folgende Konversion bot Gelegenheit, Krongarten und Gonsbachterrassen zu entwickeln, was im Gegenteil zum Layenhof auch gelang. Das bedeutendste städtebauliche Projekt jüngster Zeit ist die Entwicklung des 22 Hektar großen Geländes des ehemaligen Zoll und Binnenhafens (bis 2011) zu einem Mischgebiet aus Wohnungen, Büros, Gewerbe- und Kultureinrichtungen. 2007 wurde ein entsprechender städtebaulicher Rahmenplan verabschiedet, der Gebäudenutzflächen bis zu 355.000 Quadratmetern vorsieht. Als nächstes größeres Objekt wird die Entwicklung des Heilig-Kreuz-Areals in Weisenau, auf dem ehemaligen IBM-Gelände unter anderen mit innovativen Bau- und Wohnformen in privat organisierter, generationenübergreifender Struktur realisiert. Auf der 30 Hektar großen Fläche sollen 3.000 neue Wohnungen, davon 900 sozial gefördert, für bis zu 4.500 Personen entstehen. Auf dem 8,7 Hektar großen Gelände der Generalfeldzeugmeister-Kaserne in der Oberstadt, zwischen Marienhaus Klinikum und Pariser Straße, sollten ab 2019 circa 500 Wohnungen gebaut werden. Ein im Stadtteil Mainz-Hechtsheim am östlichen Rand des Wohngebiets „Großberghöhe“ gelegenes Areal soll als „Wohnquartier Hechtsheimer Höhe“ erschlossen werden. Dort sollen auf einer Fläche von rund 17 Hektar Ein- und Zweifamilienhäuser mit rund 400 Wohnungen gebaut werden.

### Sehenswürdigkeiten (Auswahl)
| Kirchen | Profanbauten | Plätze und Sonstiges |
| --- | --- | --- |
| - Dom St. Martin - St. Stephan (Chagallfenster) - St. Quintin - Augustinerkirche - St. Peter - St. Ignaz - Christuskirche - St. Johannis - Antoniterkapelle - Karmeliterkirche - St. Emmeran - Auferstehungskirche - Altmünsterkirche - St. Christoph | - Kurfürstliches Schloss - Deutschhaus (heute Landtag) - Neues Zeughaus (heute Staatskanzlei) - Erthaler Hof - Osteiner Hof - Bassenheimer Hof - Schönborner Hof - Zitadelle - Älterer Dalberger Hof - Jüngerer Dalberger Hof - Gästehaus des Bentzelschen Hofs - Algesheimer Hof - Eisenturm - Holzturm - Zum Römischen Kaiser - Rathaus | - Schillerplatz - Kirschgarten - Ballplatz - Karmeliterplatz - Römersteine - Sektkellerei Kupferberg - Stadtpark - Lennebergwald - Naturschutzgebiet Mainzer Sand - Botanischer Garten - Hauptfriedhof Mainz - Römisches Theater Mainz (Ausgrabungen) - Kriegsmahnmal St. Christoph - Dativius-Victor-Bogen - Theodor-Heuss-Brücke - Höfchen - Liebfrauenplatz |

#### Brunnen, Büsten und Denkmäler

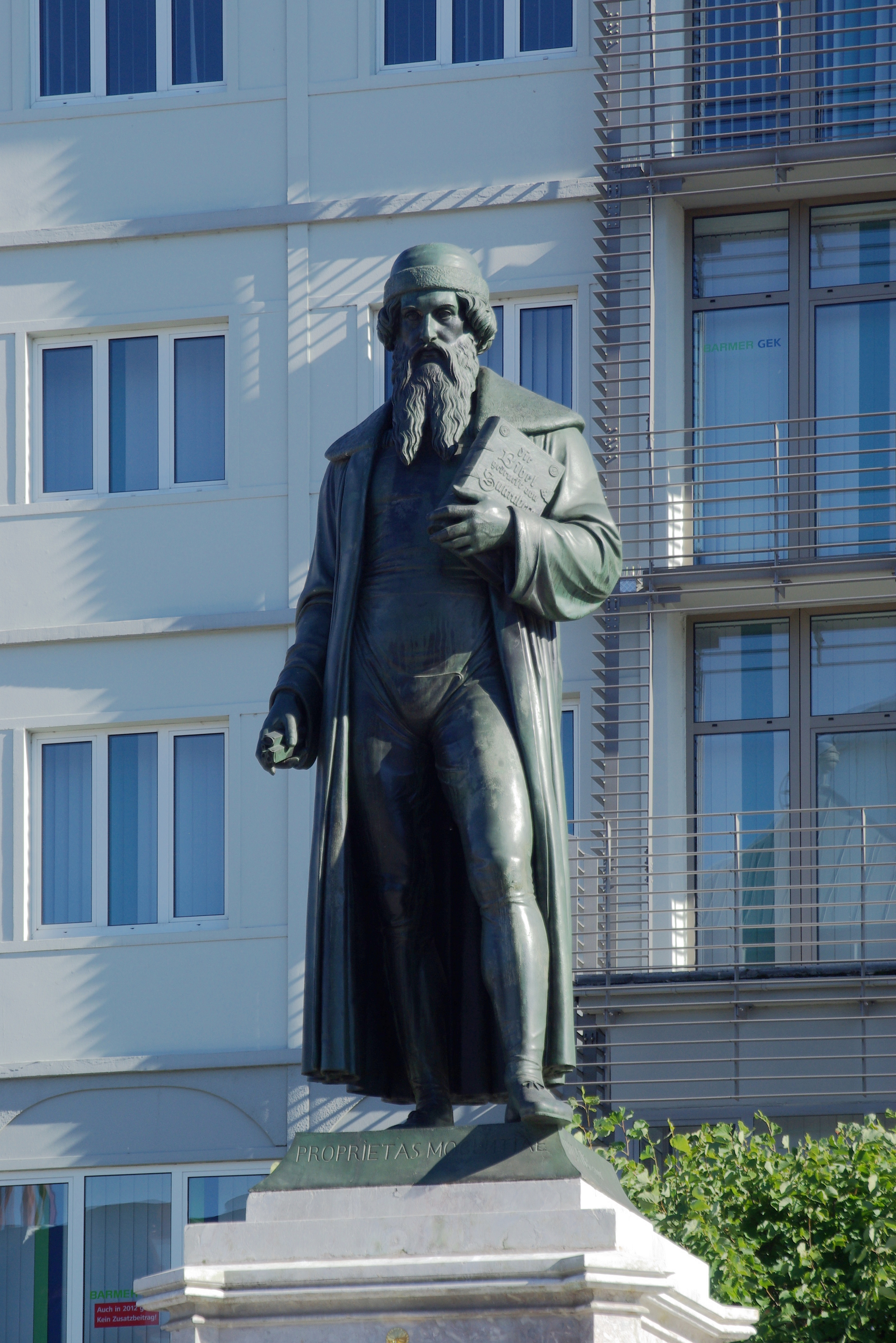
Gutenberg-Denkmal von Bertel Thorvaldsen (1837), Bronze. Standort: Gutenberg-Platz
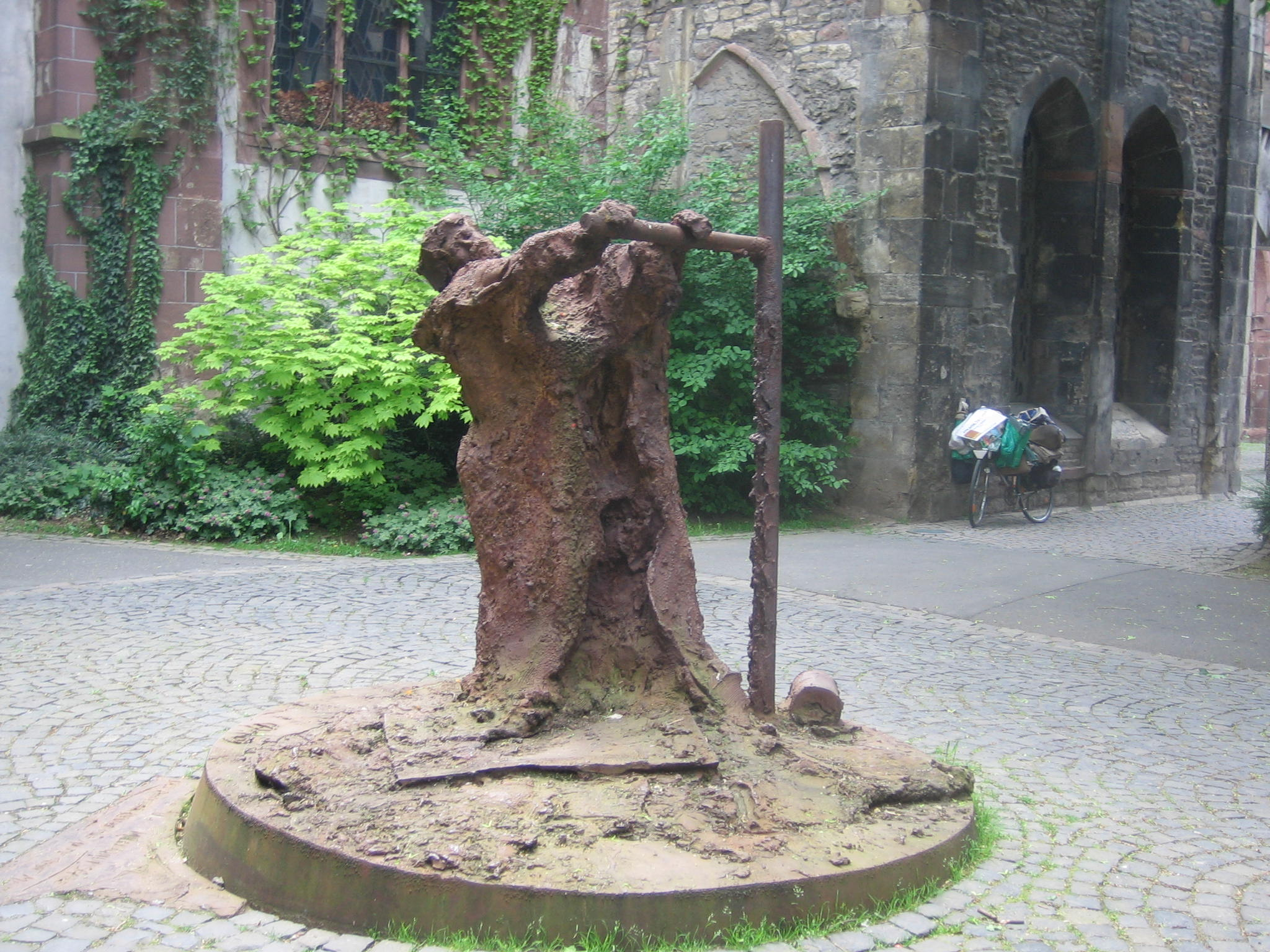
Gutenberg-Denkmal von Karlheinz Oswald, Eisen. Standort: Karmeliterplatz, neben St. Christoph. Geschenk der Landesbank Rheinland-Pfalz an die Stadt Mainz im Gutenberg-Jahr 2000
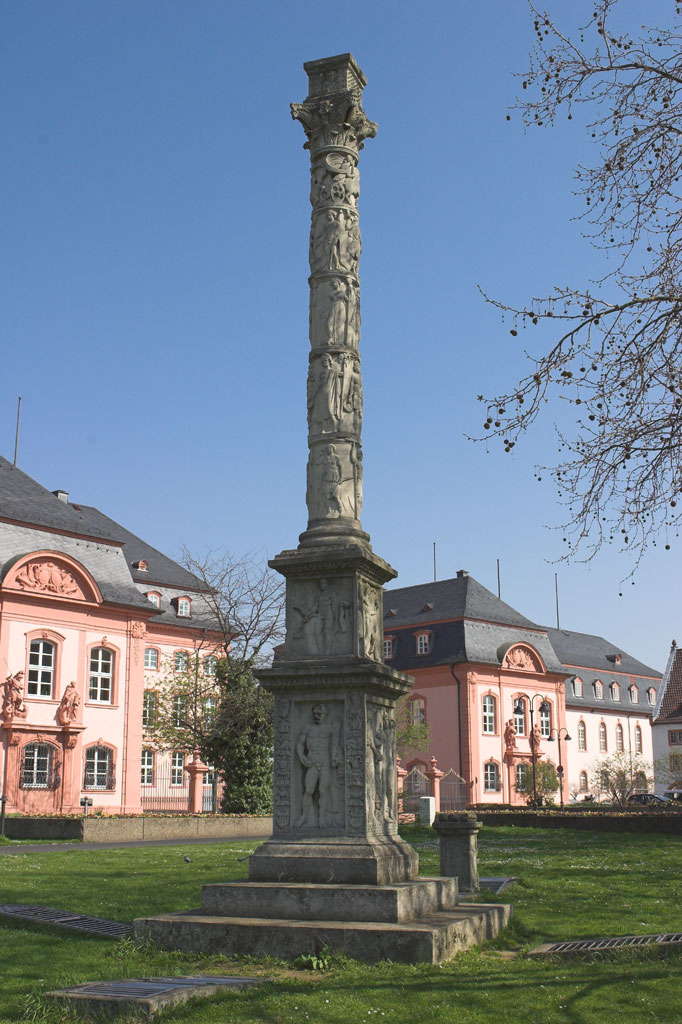
Große Mainzer Jupitersäule, Nachbildung vor dem Landtag Rheinland-Pfalz
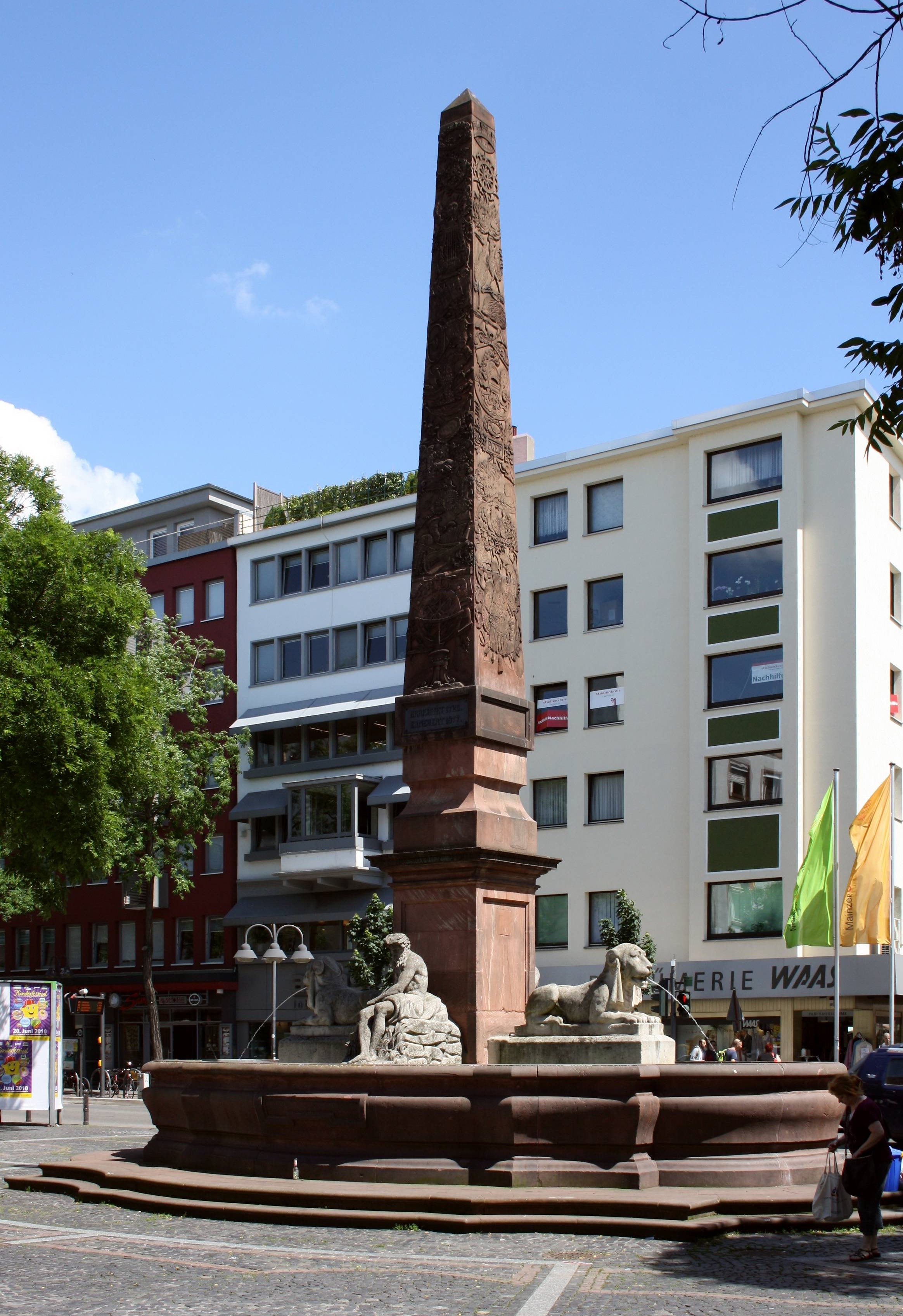
Neuer Brunnen mit Obelisk (1724 bis 1726) von Johannes Weydt, Standort: Neubrunnenplatz, Bleichenviertel
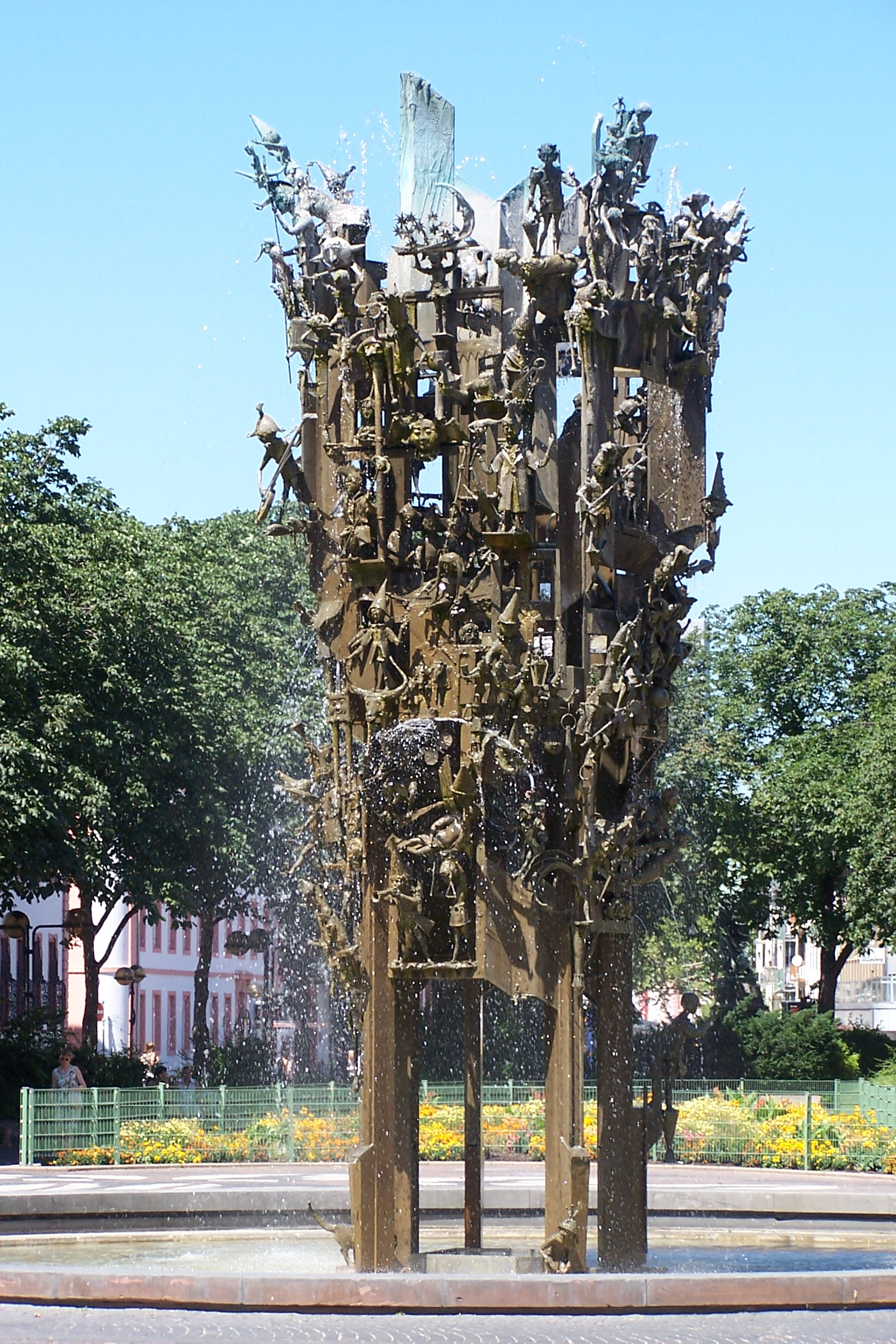
Fastnachtsbrunnen (1967) von Blasius Spreng, Standort: Schillerplatz
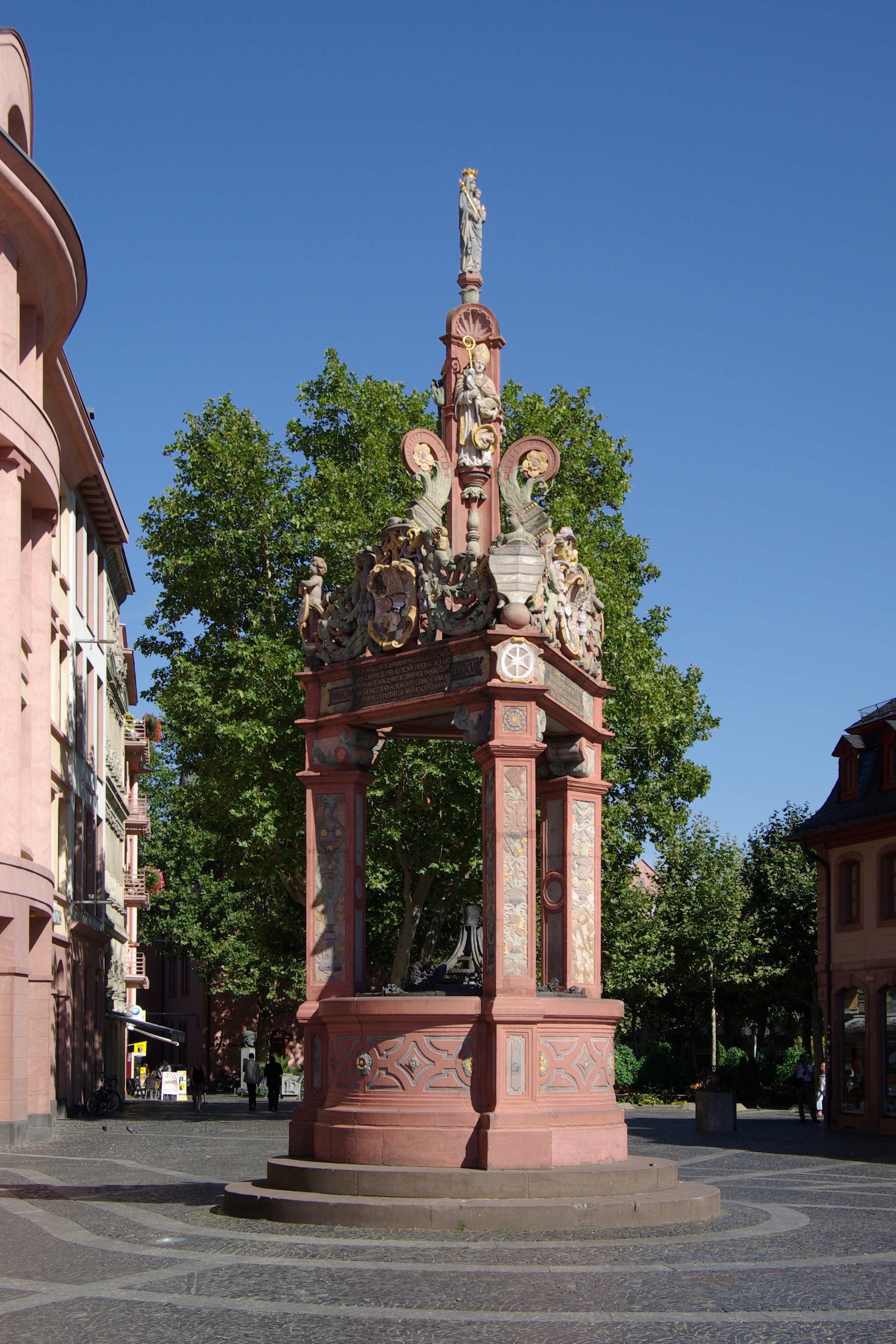
Marktbrunnen (1526), Standort: Markt

#### Kunst im öffentlichen Raum
Mainz kann mit einer Reihe von bedeutenden modernen Kunstwerken im öffentlichen Raum aufwarten.

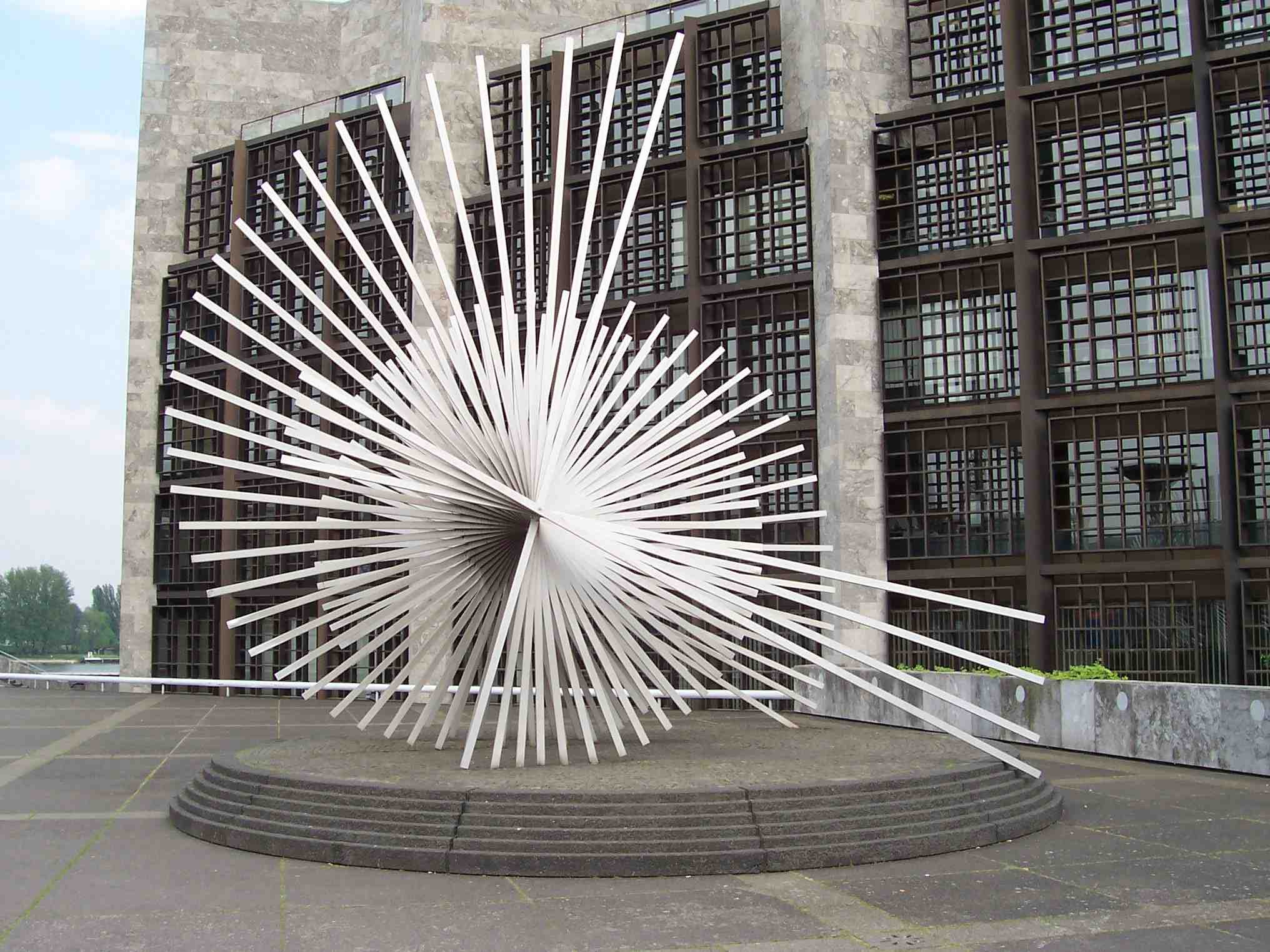
Lebenskraft (1979) des valencianischen Künstlers Andreu Alfaro. Standort: Jockel-Fuchs-Platz vor dem Mainzer Rathaus
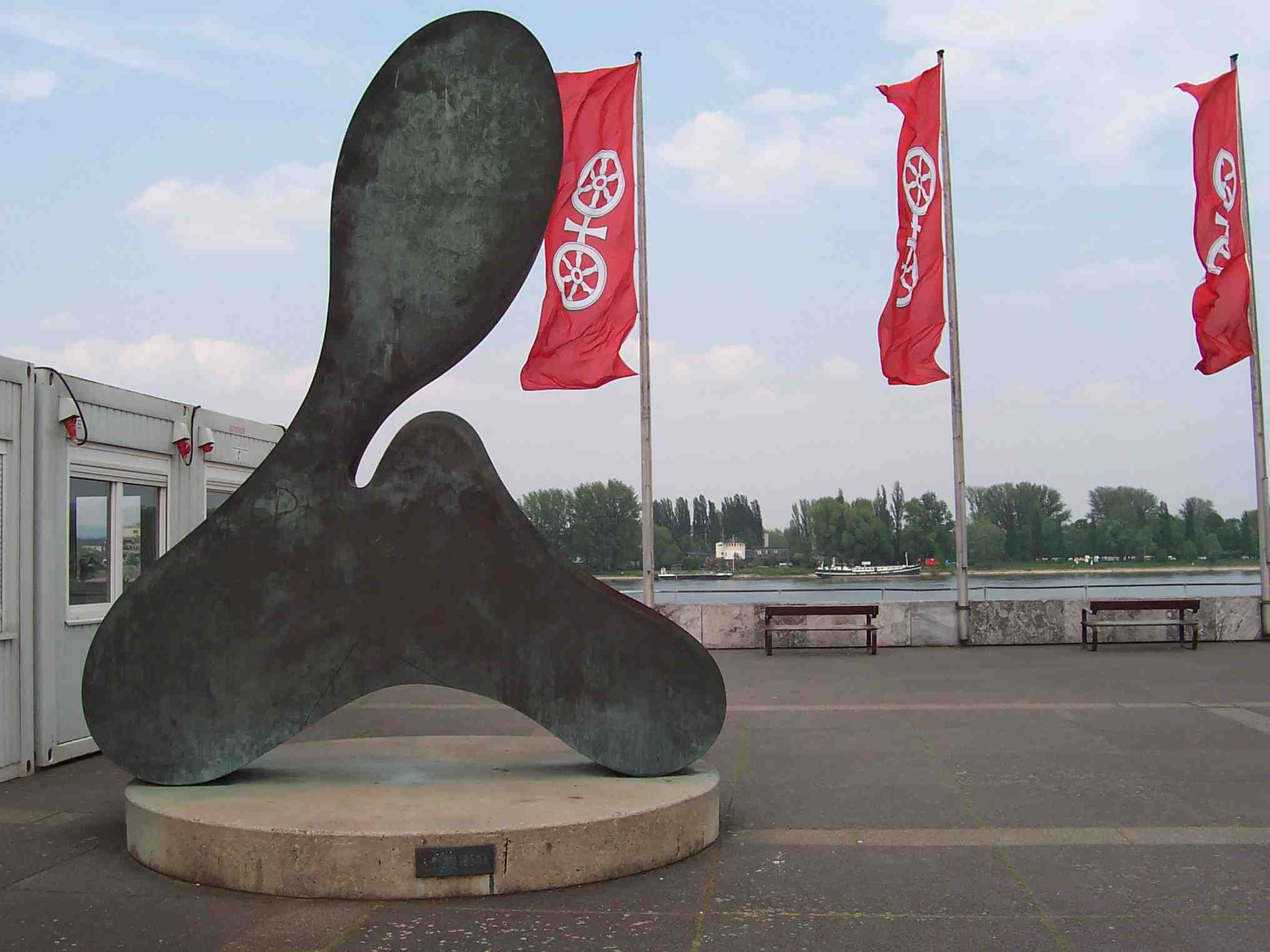
Schlüssel des Stundenschlägers (1974) von Hans Arp. Standort: zurzeit am Zollhafen, sonst Jockel-Fuchs-Platz.
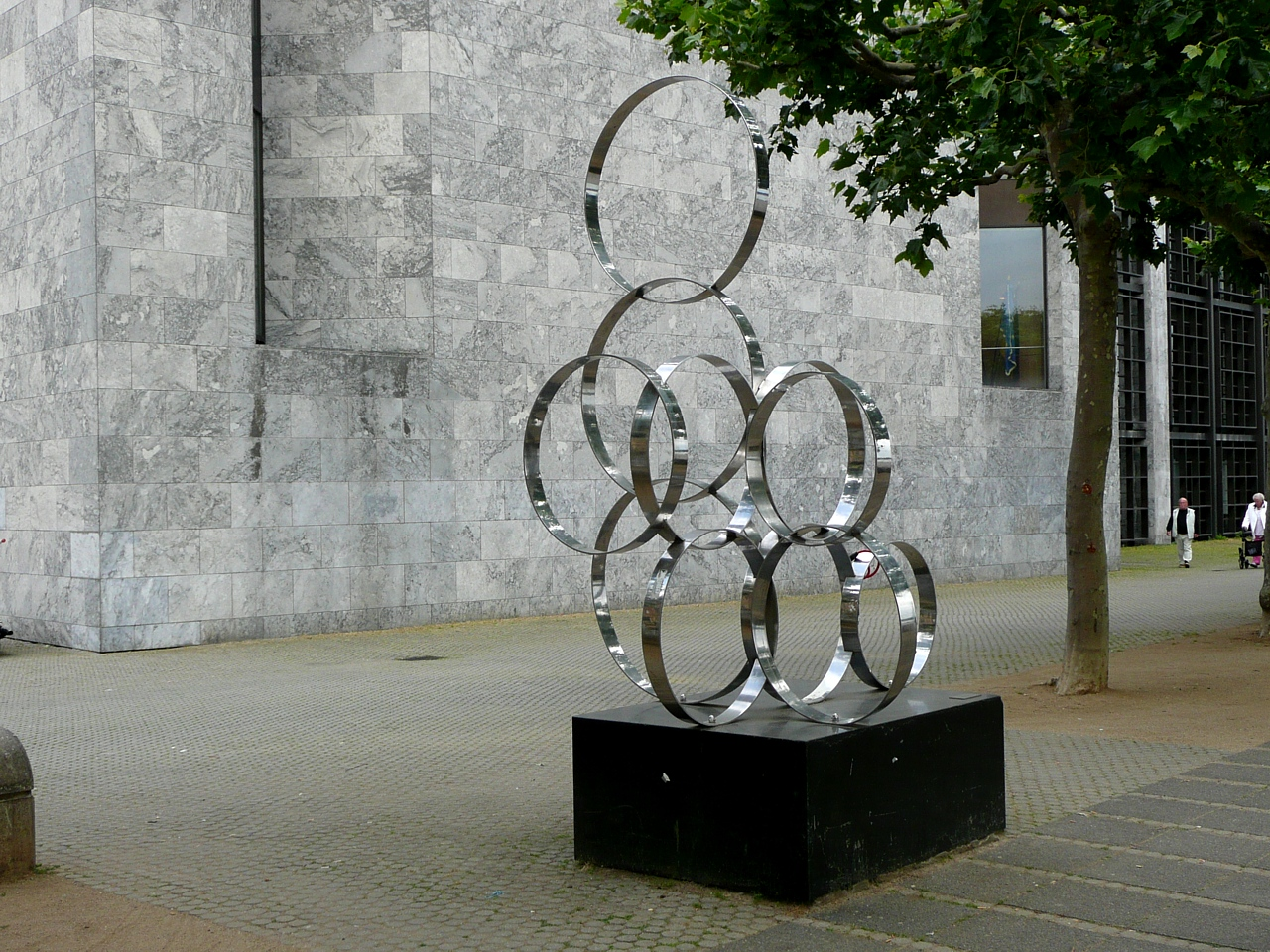
Zirkulationen im Raum II (1974) von Vojin Bakić (Zagreb). Standort: Stresemannufer
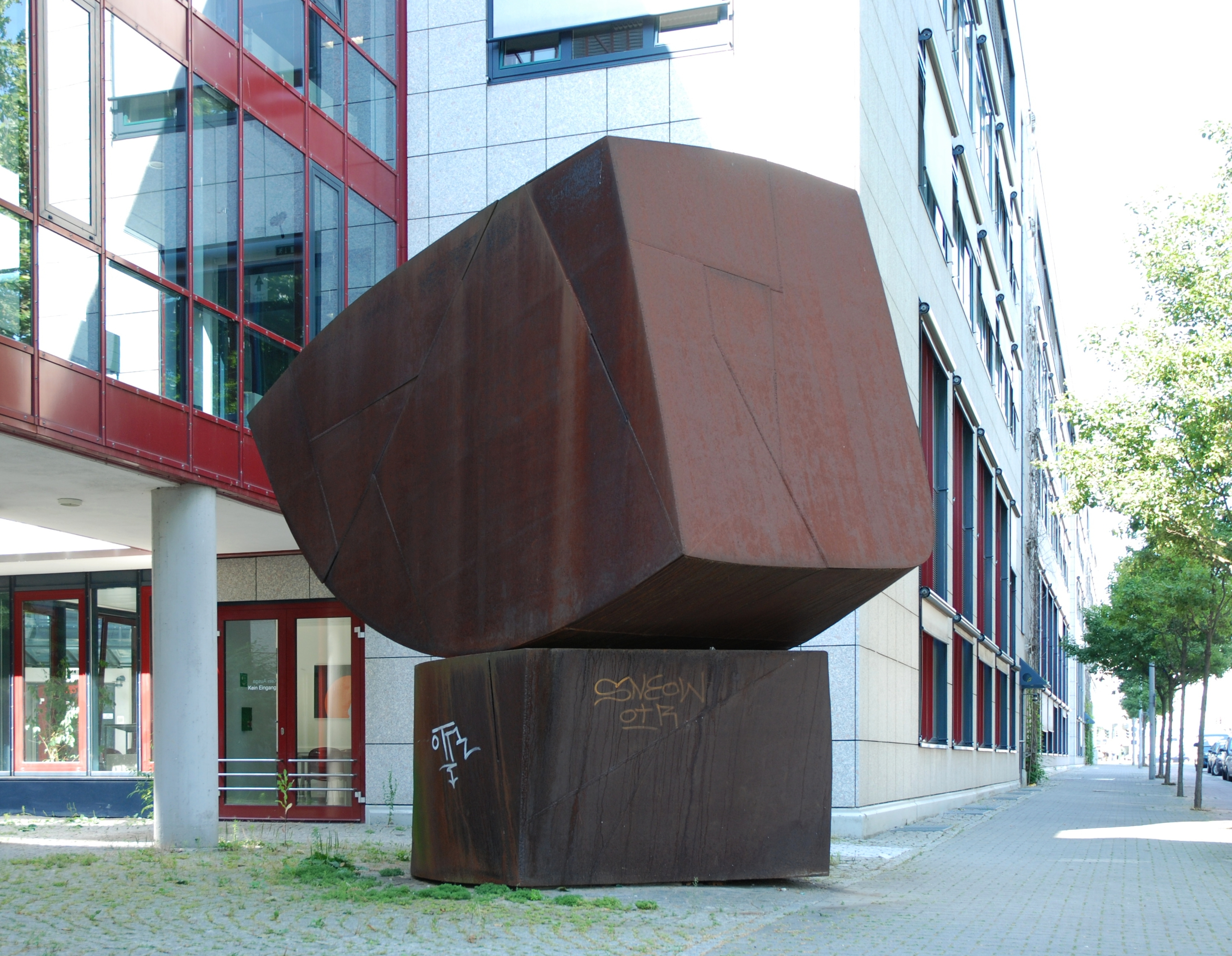
Ausgewogener Kopf (1993) von Franz Bernhard. Standort: Agentur für Arbeit
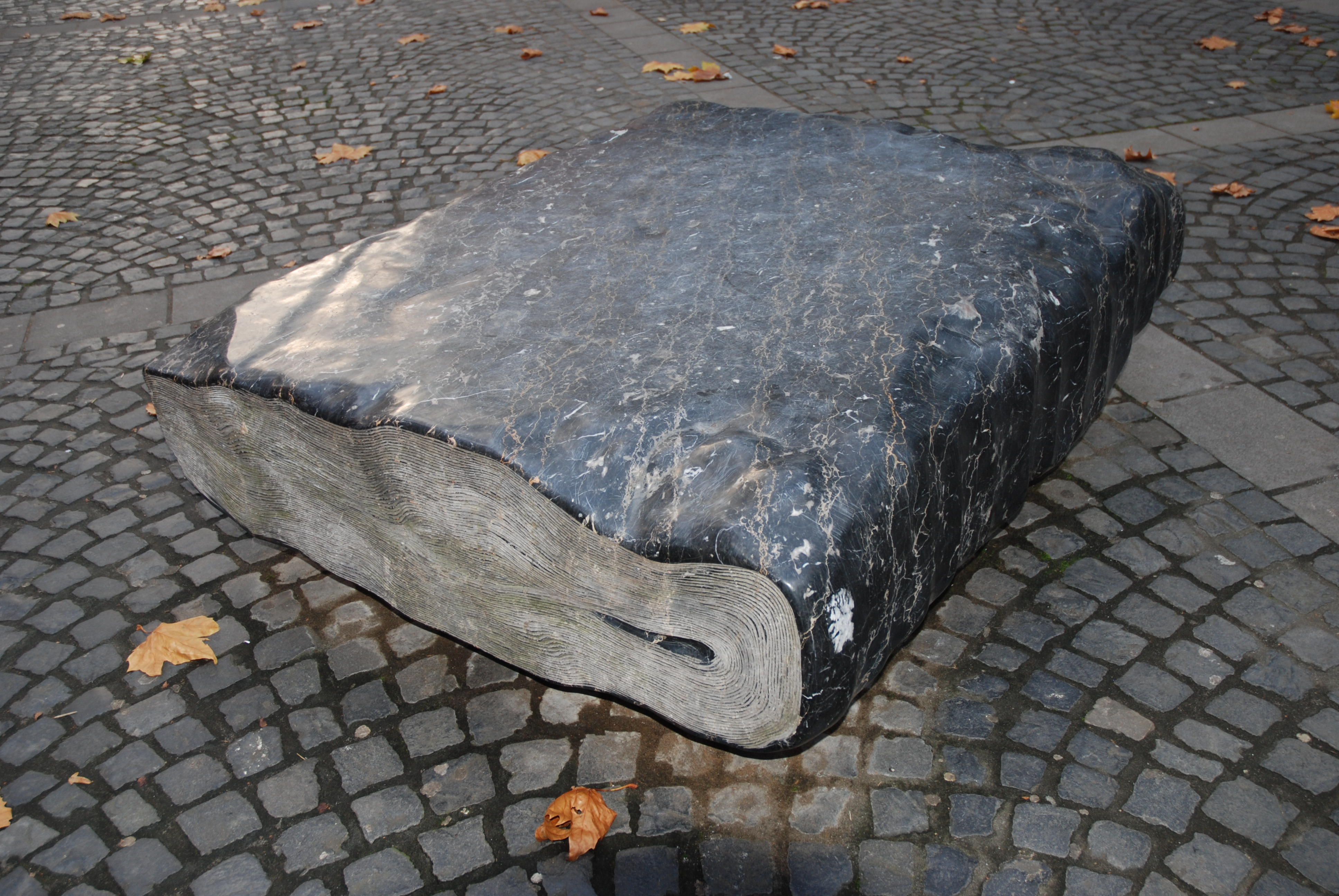
Steinbuch 'Hommage à Gutenberg (1978) von Kubach-Wilmsen. Standort: vor dem Gutenberg-Museum
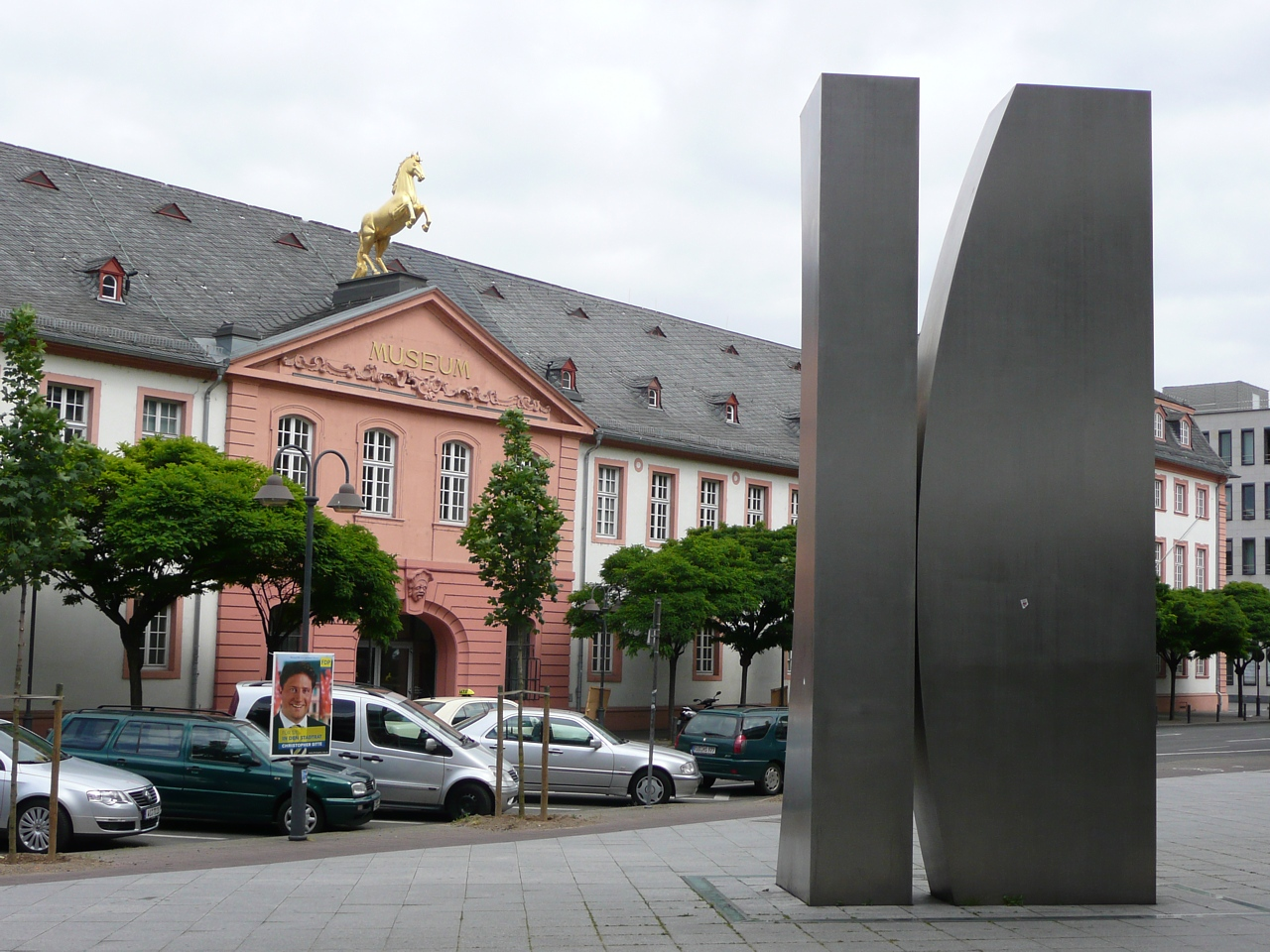
Konstellation Große Bleiche (1995) von Alf Lechner. Standort: Große Bleiche
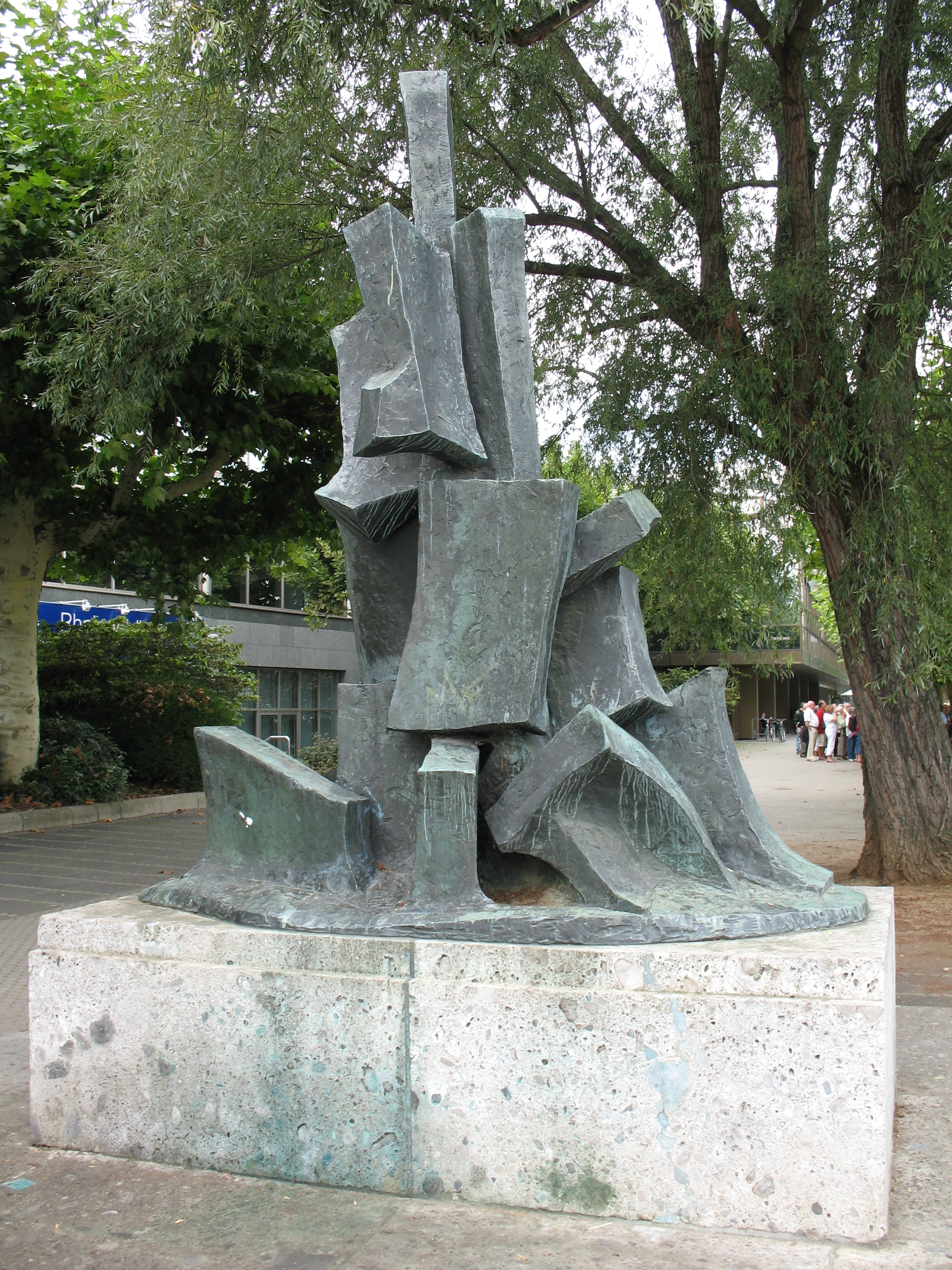
Richard-Wagner-Denkmal (1970) von Fritz Wotruba. Standort: Rheinpromenade, Rheingoldhalle
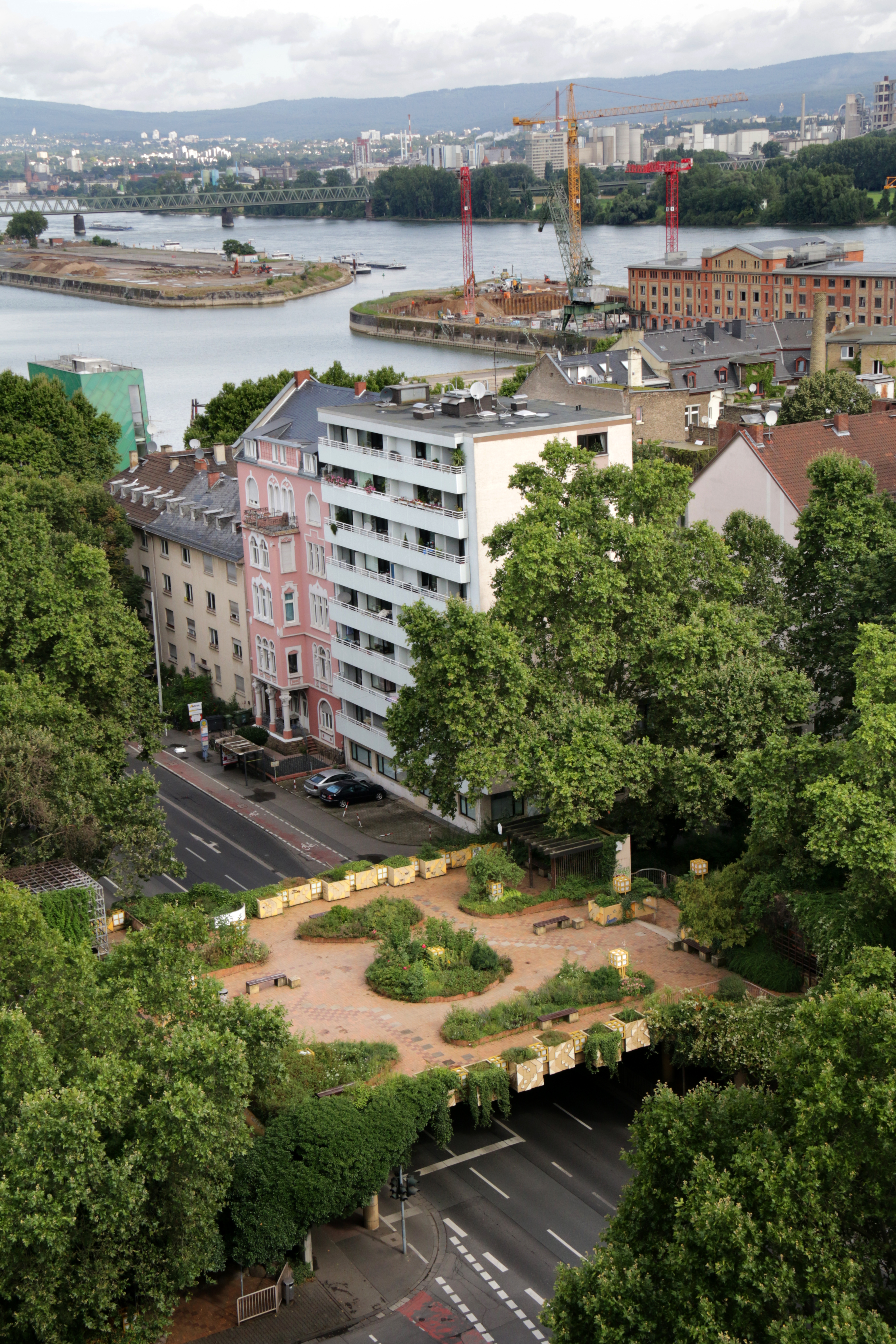
Die Grüne Brücke des Umweltkünstlers Dieter Magnus überspannt als „Kunst- und Naturlandschaft“ die Rheinallee vor dem Zollhafen

## Wirtschaft und Infrastruktur

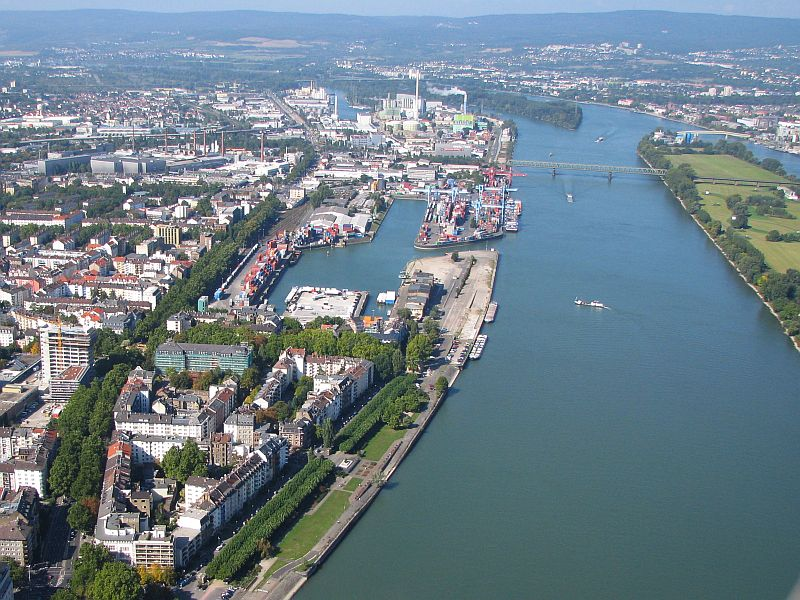
Aufgrund günstiger Infrastruktur haben sich zwischen dem alten Zollhafen (Bildmitte) nahe der Neustadt und dem Industriehafen in Mainz-Mombach verschiedene Wirtschaftszweige angesiedelt.

### Allgemeine Informationen
Mainz gehört zu den Top 3 „European Rising Innovative Cities 2022“ und wurde mit dem zweiten Platz in der Kategorie „European Rising Innovative City 2022“ ausgezeichnet. Im Zukunftsatlas 2025 belegte die kreisfreie Stadt Mainz Platz 7 von 400 Landkreisen und kreisfreien Städten in Deutschland und zählt damit zu den Orten mit „hohen Zukunftschancen“.
Wirtschaft und Infrastruktur sind in Mainz von der Zugehörigkeit zum Ballungsraum Frankfurt/Rhein-Main geprägt. Bei Rankings, die sich an der Wirtschaftsleistung der Städte orientieren, belegte die Stadt seit den 2000er-Jahren vordere Plätze. So erreichte Mainz in einer Studie der Wirtschaftswoche von 2005 im Vergleich von 50 deutschen Städten den vierten Rang, bei der Wiederholung 2006 den fünften Rang. Geprüft wurden innerhalb der Studie ökonomische und strukturelle Indikatoren wie Produktivität, Bruttoeinkommen und Investitionen. Im 2023er Städteranking von wiwo.de lag Mainz auf Platz 2, vor Frankfurt am Main (8) und nur hinter München. Mit einer Kaufkraft von 25.035 Euro pro Einwohner (2018) liegt die Stadt um 7,3 Prozent über dem Bundesdurchschnitt. Das Einkommensteueraufkommen betrug in Mainz 2016 89 Mio. Euro, das Gewerbesteueraufkommen lag bei 112,8 Mio. Euro. Bei den Gewerbeanmeldungen im Verhältnis zu den Gewerbeabmeldungen belegte Mainz in der Studie, die am 30. Juni 2006 veröffentlicht wurde, den dritten Platz. Im Jahre 2016 erbrachte Mainz, innerhalb der Stadtgrenzen, ein Bruttoinlandsprodukt (BIP) von 11,577 Milliarden EUR und belegte damit Platz 33 innerhalb der Rangliste der deutschen Städte nach Wirtschaftsleistung und den zweiten Platz in Rheinland-Pfalz. Das BIP pro Kopf lag im selben Jahr bei 54.696 EUR (Rheinland-Pfalz: 34.118 EUR, Deutschland 38.180 EUR) und damit über dem regionalen und nationalen Durchschnitt. Das BIP je Erwerbsperson betrug 2021 141.590 EUR und liegt damit recht hoch. In der Stadt waren 2021 ca. 160.000 Erwerbstätige beschäftigt. Die Arbeitslosenquote lag im Dezember 2018 bei 5,2 % und damit über dem Durchschnitt von Rheinland-Pfalz von 4,1 % (im benachbarten Landkreis Mainz-Bingen betrug sie 3,2 %).

### Verschuldung der Stadt Mainz

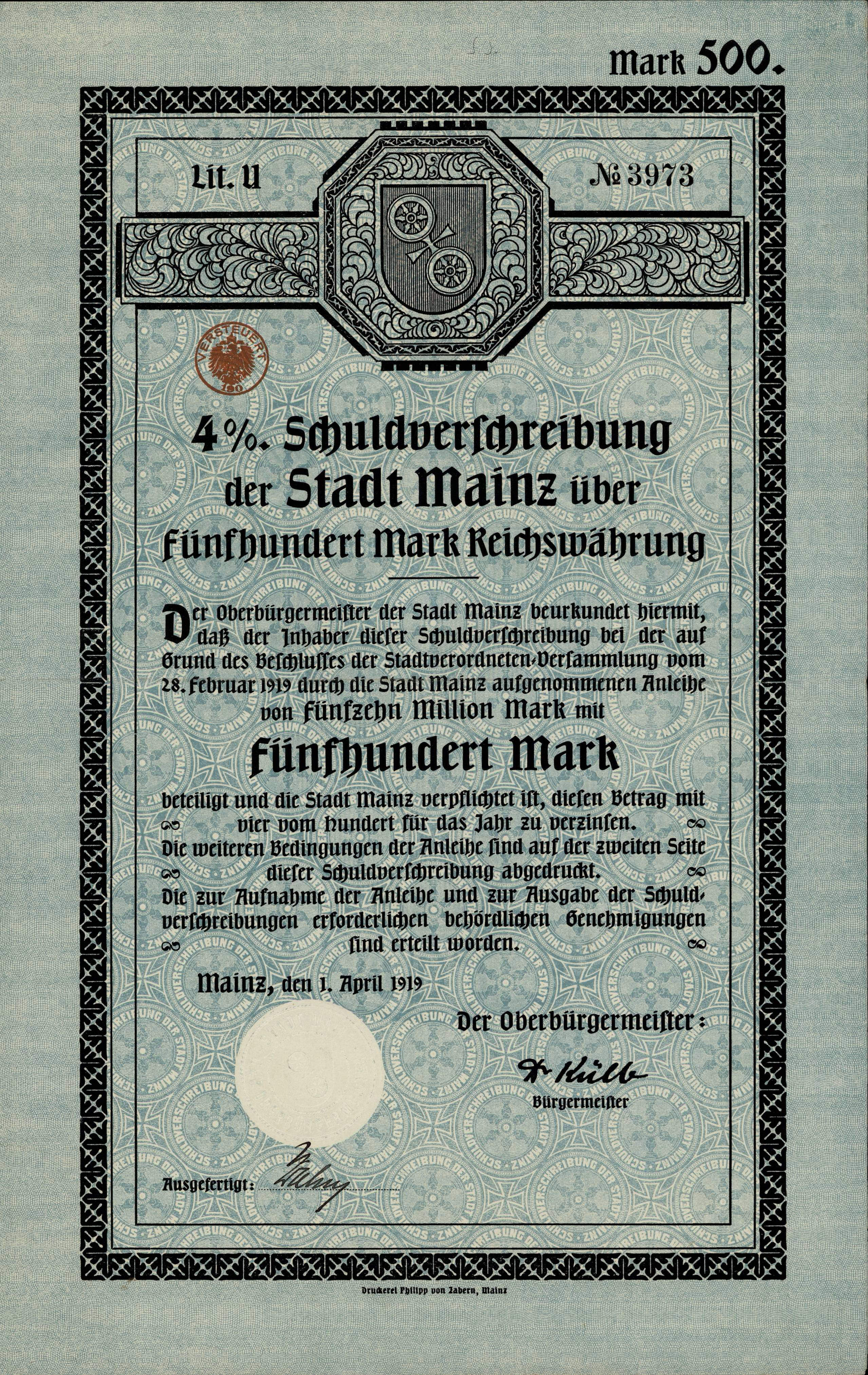
Schuldverschreibung über 500 Mark der Stadt Mainz vom 1. April 1919

Binnen 23 Jahren stieg die Verschuldung der Stadt Mainz von 25 Millionen Euro (1994) auf über 1.200 Millionen Euro (2017).
In der Pro-Kopf-Verschuldung war Mainz 2014 hinter Darmstadt und Kaiserslautern die am dritthöchsten verschuldete kreisfreie Stadt in Deutschland. 2012 war die Stadt per Stadtratsbeschluss vom 14. Dezember 2011 dem Kommunalen Entschuldungsfonds Rheinland-Pfalz (KEF-RP) beigetreten. Die Stadt musste im Jahr 2011 rund 25 Millionen Euro Zinsen zahlen, bis 2014 stieg die Zinslast auf 54 Millionen Euro. Durch günstige Umschuldungen betrug die Zinslast 2017 25,9 Millionen Euro.
Die Stadt Mainz nahm in den Steuerjahren 2021 und 2022 jeweils mehr als eine Milliarde Euro an Steuerzahlungen ein. Dies lag vor allem an der durch die Entwicklung eines COVID-19-Impfstoff bedingte Gewinnlage des Biotechnologieunternehmens Biontech, deren Stammsitz Mainz ist. Diese Mehreinnahmen wurden von der Stadt zur Schuldentilgung und Umschuldung verwendet. Seit 2023 haben sich die Steuereinnahmen wieder deutlich verringert. Im laufenden Jahr 2024 wies der Stadthaushalt bereits im August des Jahres ein Defizit von 90 Millionen Euro auf; ein Nachtragshaushalt der Stadt Mainz wurde von der Aufsichts- und Dienstleistungsdirektion in Trier nicht genehmigt.
Laut den jährlichen Schuldenberichten der Stadt Mainz lag die Pro-Kopf-Verschuldung 2020 bei 5.397 Euro, 2021 bei 4.227, 2022 bei 2.937 Euro und 2023 bei 2.128 Euro (jeweils zum 31. Dezember).

### Verkehrsinfrastruktur

#### Fernstraßenverkehr

Karte des Mainzer Rings

Ein Autobahnhalbring, auf dem sich zwei Autobahnbrücken über den Rhein nach Hessen befinden, trennt die äußeren (Finthen, Drais, Lerchenberg, Marienborn, Hechtsheim, Ebersheim und Laubenheim) von den inneren Stadtteilen und dem Stadtkern. Dabei durchquert in West-Ost-Richtung die A 60 vom Dreieck Nahetal zum Rüsselsheimer Dreieck. Nach Wiesbaden zweigt die A 643 ab. Richtung Süden führt die A 63 über Alzey nach Kaiserslautern. Ferner führen die Bundesstraßen 9 und 40 durch das Stadtgebiet.
In den 1960er-Jahren bestanden in Mainz Pläne zur Errichtung zweier Stadtautobahnen. Dabei waren einerseits eine Nord-Süd-Strecke geplant, welche von der Anschlussstelle Mainz-Mombach auf der Schiersteiner Brücke durch das Industriegebiet Mombach vorbei am Hauptbahnhof, durch einen Tunnel unter der Oberstadt hindurch und über eine Hochstraße vorbei an Weisenau bis zur Anschlussstelle Mainz-Laubenheim an der A 60 führen sollte und andererseits ein Abzweig von besagter Nord-Süd-Strecke nordwestlich vom Hauptbahnhof, um an die nur zwei Kilometer westlich gelegene Anschlussstelle Mainz-Gonsenheim an der A 643 anschließen zu können. Über eine mögliche Weiterführung dieser kurzen Ost-West-Strecke, möglicherweise über den Rhein, gibt es heute keine gesicherten Erkenntnisse mehr. Von beiden Planungen wurden nur kleine Einzelbestandteile umgesetzt, welche niemals als Autobahn genutzt wurden. Dazu zählen die Führung der Mombacher Straße als Hochstraße im Bereich des Hauptbahnhofs (mit autobahngerecht ausgebauten Zufahrtsrampen, die 1998 teilweise abgerissen wurden); die etwa 1,5 Kilometer lange Hochstraße in Mombach, die die Mombacher Straße in Hartenberg-Münchfeld mit der Rheinallee in Mombach verband und bis heute vorbereitete Abfahrtsstümpfe für die Ost-West-Anbindung aufweist (wurde 2021 gesperrt und zum Abriss freigegeben) sowie ein 270 Meter langes, voll ausgebautes Autobahnstück am Ende der Anschlussstelle Mainz-Gonsenheim, welches nie in Betrieb ging.
In Mainz und Wiesbaden werden die europaweit geltenden Grenzwerte für Luftschadstoffe regelmäßig überschritten. Um dem entgegenzuwirken, wurde zum 1. Februar 2013 zusammen mit der Nachbarstadt Wiesbaden eine Umweltzone eingerichtet. Es ist damit die erste Umweltzone in Rheinland-Pfalz, und gleichzeitig die erste länderübergreifende Umweltzone. Damit sollen die vom motorisierten Straßenverkehr ausgehenden ökologischen und gesundheitlichen Belastungen verringert werden. Aufgrund einer Klage der Deutsche Umwelthilfe (DUH) musste sich Mainz auf ein Dieselfahrverbot vorbereiten. Die Stadt Mainz war zuversichtlich, bis Ende 2019 den NO2-Grenzwert von 40 Mikrogramm je Kubikmeter Luft an der am meisten belasteten Messstelle Parcusstraße nahe dem Hauptbahnhof einhalten zu können, um dieses Verbot zu vermeiden.

#### Straßenschilder in Mainz

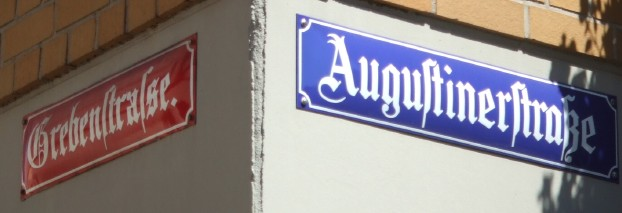
Rote und blaue Straßenschilder

Eine Besonderheit des Mainzer Stadtbilds sind seit 1853 die Straßenschilder: Straßen mit roten Schildern verlaufen vorwiegend senkrecht zum Rhein (in den südlichen Stadtteilen und in der Innenstadt ist das die West-Ost-Richtung, in Mombach aufgrund des nach Westen biegenden Flussverlaufs dann schon eher Süd-Nord), während Straßen parallel zum Rhein mit blauen Straßenschildern versehen werden. Dabei steigen die Hausnummern in den Straßen mit roten Schildern in Richtung Rhein, in den Straßen mit blauen Schildern mit der Flussrichtung des Rheins, jeweils ungerade Zahlen links und gerade rechts. Die Anregung dazu gab bereits 1849 Josef Anschel durch einen Antrag auf „Umänderung der Häusernummern“, bei der er ebenfalls den einheitlichen Verlauf der Hausnummern vorschlug. Kleinere Straßen, insbesondere in den vom Rhein weiter entfernt liegenden Ortsteilen, und Straßen, deren Verlauf nicht eindeutig ist, sind mit weißen Schildern versehen.
Nach den letzten umfangreichen Eingemeindungen in den 1960er-Jahren stand die Stadt Mainz vor dem Problem, dass es nunmehr zahlreiche namensgleiche Straßen im Stadtgebiet gab, was nicht nur bei der Postzustellung zu Verunsicherung und Verwechslungen führte. Daher entschloss man sich in den 1970er-Jahren, alle Straßennamen nur noch einmalig zu vergeben, was zu zahlreichen Umbenennungen, nicht nur in den neu eingemeindeten Stadtteilen führte. So wurde zum Beispiel aus der Hollagasse die Holdergasse, aus der Mainzer Straße die Alte Mainzer Straße, aus der Adlergasse die Ölgasse und viele andere Umbenennungen mehr. Darüber hinaus achtete man damals sogar darauf, keine Straßennamen neu zu vergeben, die sich in den ehemaligen rechtsrheinischen Stadtteilen von Mainz befinden, um bei einer eventuellen Rückgliederung dieser Stadtteile nicht noch einmal vor dem gleichen Problem zu stehen. Das erklärt, dass es in Mainz bislang keine Wiesbadener Straße, Darmstädter Straße oder Frankfurter Straße gibt. Jedoch wurden keine in Mainz und seinen ehemaligen Stadtteilen doppelt vorkommende Namen extra umbenannt. So gibt es zum Beispiel nach wie vor die Eleonorenstraße, die Friedrichstraße in Mainz ebenso wie in den ehemaligen rechtsrheinischen Stadtteilen. Dieser Grundsatz wurde später aufgeweicht, und auch in Kastel, Amöneburg und Kostheim vorkommende Straßennamen werden wieder im Mainzer Stadtgebiet verwendet. Als Beispiele seien genannt in Bretzenheim und Kastel die Marie-Juchacz-Straße, in Ebersheim und Kastel die Römerstraße und in Drais und Kostheim Am Mainzer Weg.

#### Schienenpersonenfernverkehr

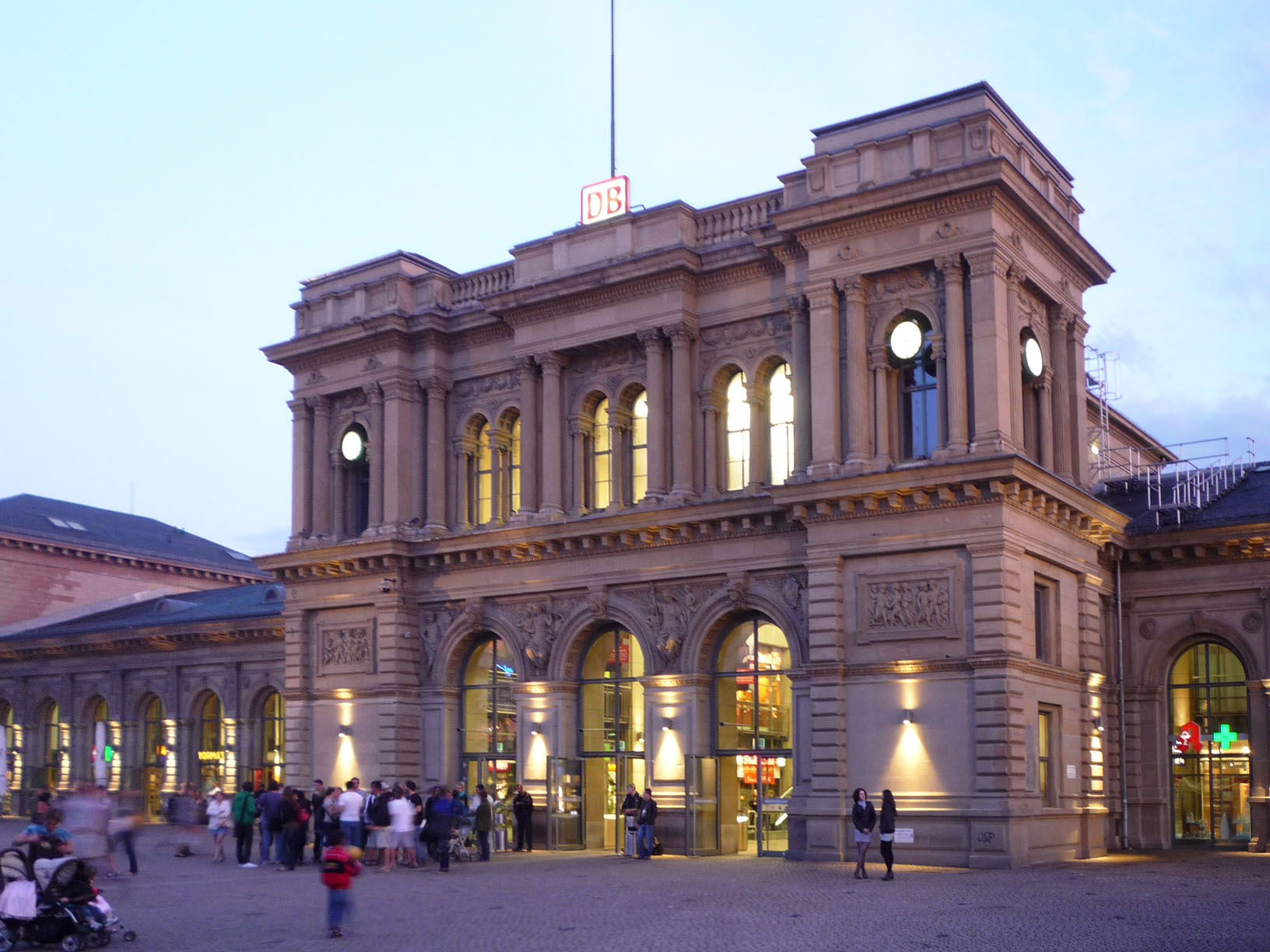
Haupteingang des Hauptbahnhofes

Am Mainzer Hauptbahnhof halten täglich 104 Fernverkehrszüge. Dabei wird er täglich von 60.000 Personen genutzt.
Mainz ist an das Intercity-Express-, Intercity- und Eurocity-Netz der Deutschen Bahn angebunden. Fernzüge erreichen die Stadt dabei aus Nordwest über die linksrheinische Strecke aus Richtung Köln über Koblenz und zwei Züge am Tag über den Wiesbadener Abzweig der Hochgeschwindigkeits-Neubaustrecke Köln–Frankfurt. Nach Süden fahren die Fernzüge über Mannheim bis Basel und Interlaken und über Frankfurt Flughafen nach Frankfurt Hauptbahnhof.
Seit Dezember 2005 existiert eine zweistündliche ICE-Anbindung von Wiesbaden über Mainz, Frankfurt Flughafen, Fulda, Erfurt und Leipzig nach Dresden.
Nachdem von 1998 bis 2004 zwischen Mainz Hauptbahnhof und dem Bahnhof Mainz Römisches Theater ein zweiter Tunnel gebaut und der alte Tunnel aufgeweitet worden waren, wurden im westlichen Gleisvorfeld des Hauptbahnhofes die Gleisanlagen umgebaut, um eine kreuzungsfreie Einfädelung des Wiesbadener Abzweigs zu ermöglichen.

#### Öffentlicher Personennahverkehr

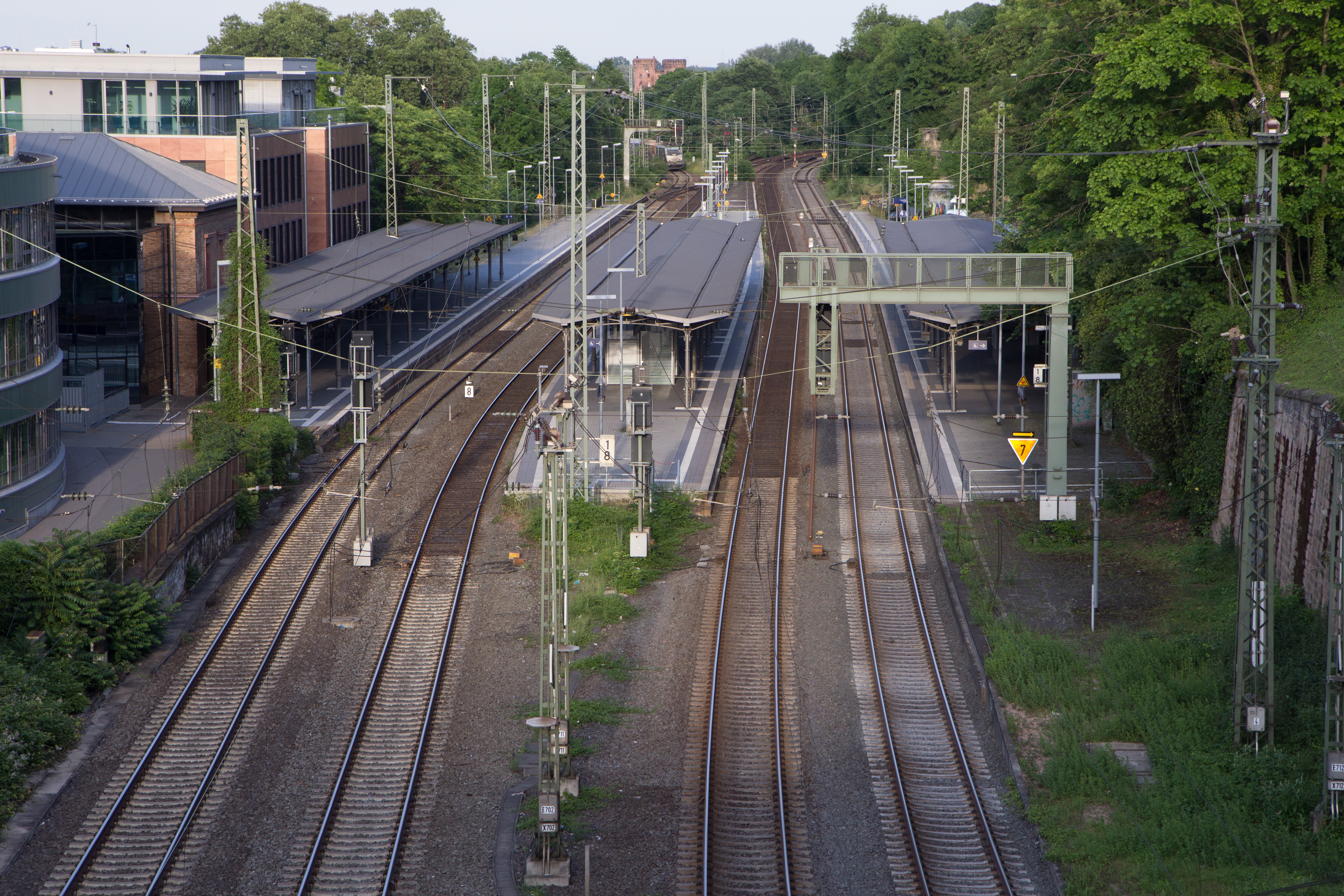
Bahnhof Mainz Römisches Theater

Rückgrat des Öffentlichen Personennahverkehrs sind fünf Mainzer Straßenbahnlinien, mit einer Liniennetzlänge von 29,7 km, und 31 Buslinien der Mainzer Verkehrsgesellschaft (MVG), Verkehrsbetriebe der Stadtwerke Mainz, sowie anderer Verkehrsunternehmen, wie ESWE Verkehrsgesellschaft und Kommunalverkehr Rhein-Nahe. Die MVG verfügt über 41 Straßenbahn-Linienfahrzeuge und 150 Omnibusse, wobei sie mit ihrem Wiesbadener Kooperationspartner, der ESWE, ein gemeinsames Netz mit fortlaufenden Liniennummern bildet. Wiesbadener Buslinien beschränken sich auf den Bereich bis einschließlich 49, Mainzer Bus- und Straßenbahnlinien werden mit Zahlen ab 50 nummeriert. Mit den Buslinien sind von Mainz aus auch benachbarte kleinere Städte wie Ingelheim am Rhein und Nieder-Olm erreichbar. Um die Kooperation beider Verkehrsbetriebe besser zu organisieren, wurde der Verkehrsverbund Mainz-Wiesbaden gegründet. Mit den Bussen und Bahnen der MVG werden werktäglich etwa 180.000 Fahrgäste (Stand 2024) befördert.

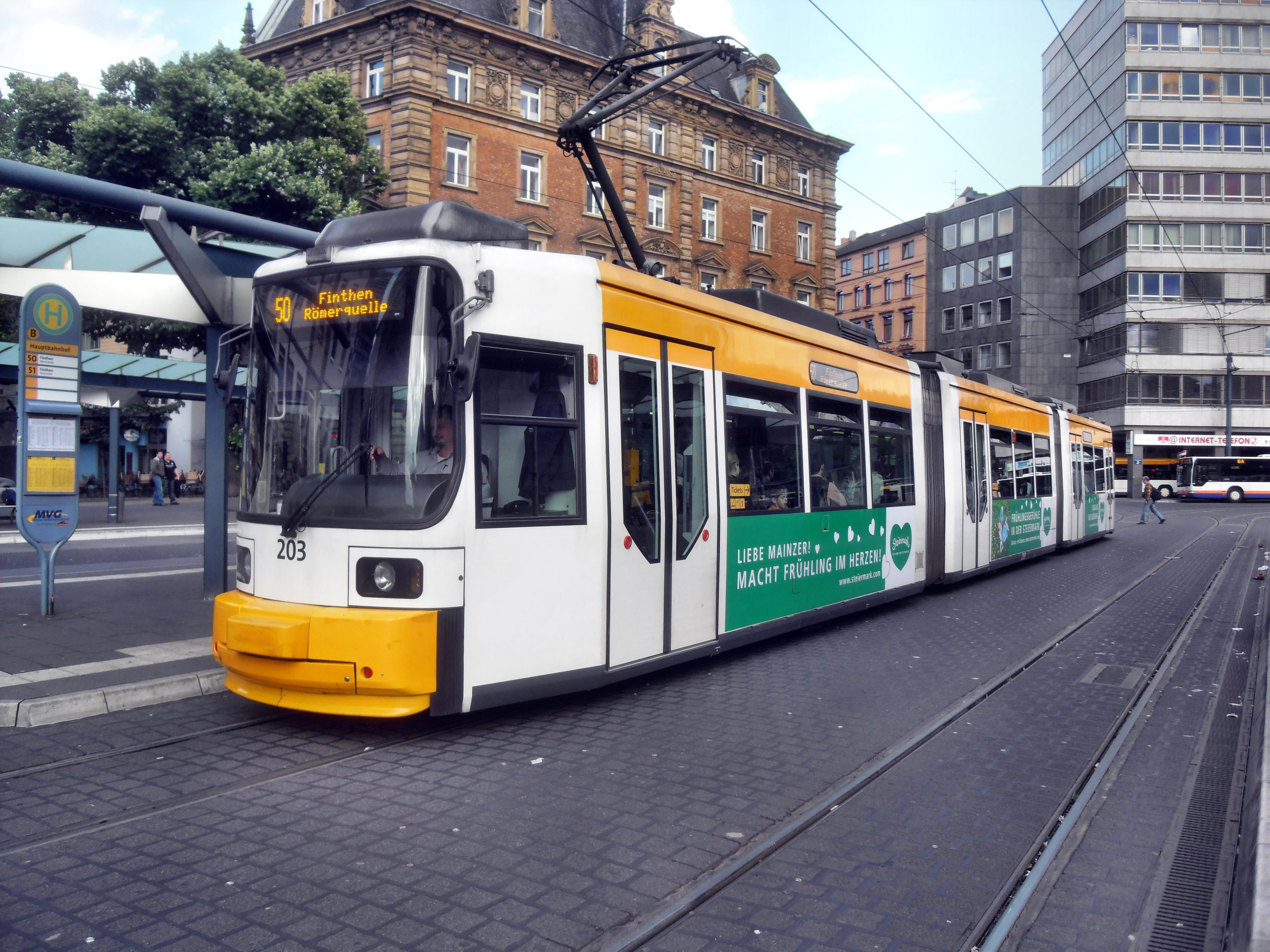
Straßenbahn des Typs GT6M vor dem Hauptbahnhof

Alle Linien im Mainzer und Wiesbadener Stadtgebiet innerhalb des Rhein-Main-Verkehrsverbunds (RMV) sind zu einheitlichen Preisen benutzbar, wobei die Stadt Mainz dem RMV angeschlossen ist und mit Wiesbaden eine Tarifzone bildet. Der Landkreis Mainz-Bingen gehört zum Rhein-Nahe-Nahverkehrsverbund (RNN). Für Verbindungen aus dem und in das Gebiet des Rhein-Nahe-Nahverkehrsverbunds (RNN) wird der RNN-Tarif auch bis Mainz und Wiesbaden angewendet.
Zwischen beiden Verbünden gibt es Übergangstarife, die in allen Bussen und Straßenbahnen der MVG, in allen Bussen der ESWE Verkehrsgesellschaft und der KRN und in allen Nahverkehrszügen (Regional-Express, Regionalbahn, S-Bahn) von allen Eisenbahnverkehrsunternehmen, beispielsweise Süwex, Vlexx, Hessische Landesbahn oder trans regio, gelten. Im Stadtverkehr der Stadt Mainz und der Stadt Wiesbaden, bei Fahrten zwischen Mainz und Wiesbaden (bzw. umgekehrt) sowie bei Fahrten in das übrige RMV-Gebiet gilt ausschließlich der Tarif des RMV.
Der Mainzer Hauptbahnhof wird täglich von 311 Nahverkehrszügen angefahren. Regionale Züge fahren nach Alzey, Frankfurt, Wiesbaden, Koblenz über Bingen, Saarbrücken (entlang der Nahe über Bad Kreuznach), Mannheim über Worms, Aschaffenburg (über Groß-Gerau und Darmstadt).
Ferner ist die Stadt an das Netz der S-Bahn Rhein-Main angeschlossen, die neben dem Hauptbahnhof die Bahnhöfe Mainz Nord und Mainz Römisches Theater bedient. Diese Bahnhöfe werden von der S-Bahn-Linie S8 aus Richtung Hanau, über Offenbach, Frankfurt Hbf und Frankfurt Flughafen sowie Wiesbaden in einem 30-Minuten-Takt, bedient. Weitere Bahnhöfe im Mainzer Stadtgebiet sind Mainz-Mombach, Mainz-Waggonfabrik, Mainz-Gonsenheim, Mainz-Marienborn und Mainz-Laubenheim. Das Mainzer Rheinufer in der Innenstadt ist über die Theodor-Heuss-Brücke vom S- und Regionalbahnhof Mainz-Kastel aus am schnellsten erreichbar. Die Strecke Mainz–Ludwigshafen wurde im Zuge der neuen Linie S 6 am 10. Juni 2018 in das S-Bahn-System RheinNeckar integriert. Die Züge der Linie S6 verkehren von Bensheim über Weinheim, Mannheim, Ludwigshafen am Rhein und Worms zum Mainzer Hauptbahnhof.

#### Fernbusverkehr
Seit der 2013 erfolgten Liberalisierung des Fernbusverkehrs in Deutschland wird Mainz von verschiedenen Fernbus-Unternehmen angefahren. Die Fernbushaltestellen befinden sich unweit des Hauptgebäudes des Mainzer Hauptbahnhofes am Kaiser-Wilhelm-Ring. Eine Verlegung der Haltestellen aus der Innenstadt heraus ist in der Diskussion, da es durch die Fernbusse zu starken Verkehrsbehinderungen kam.

#### Binnenschiffsverkehr

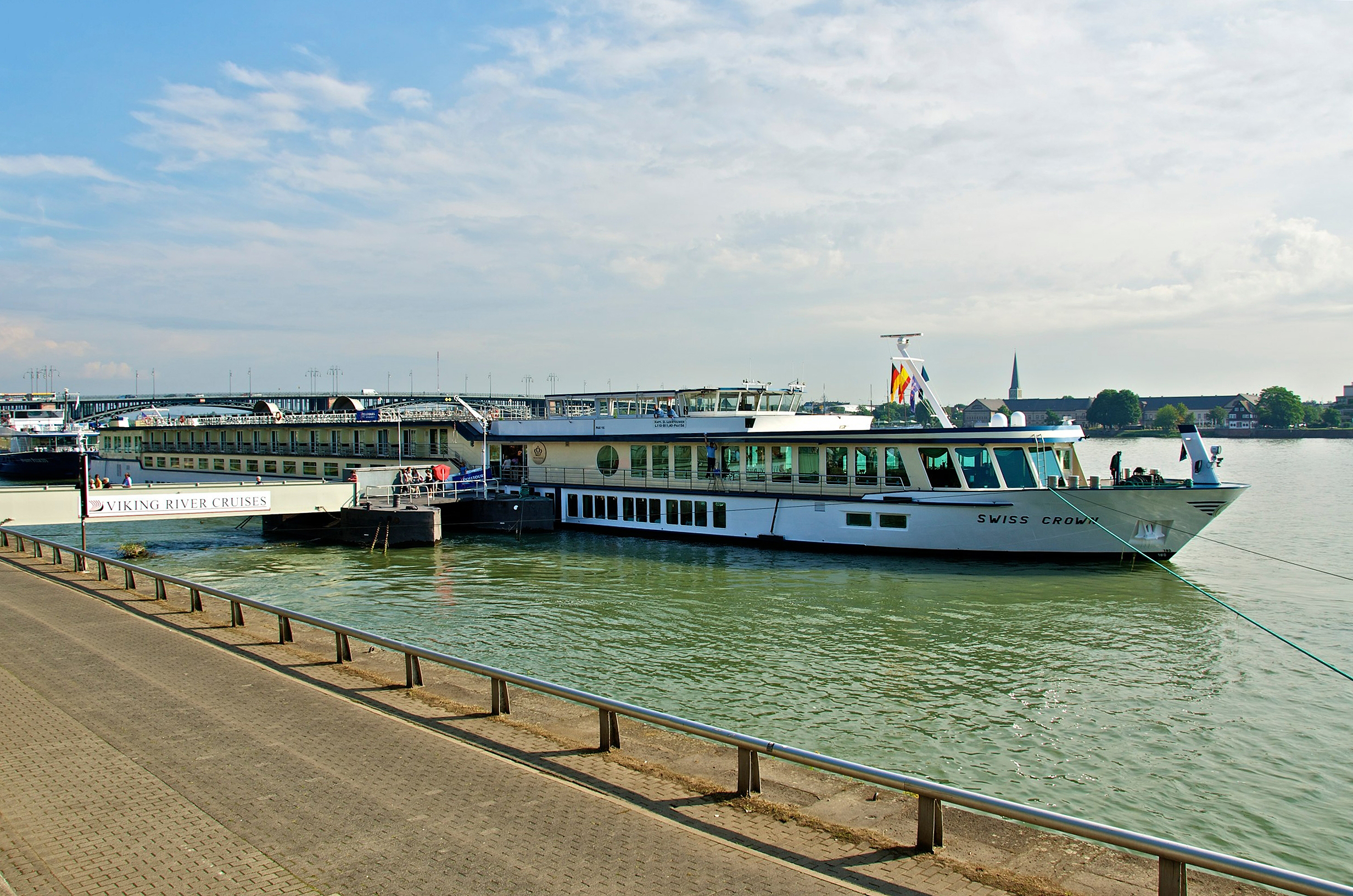
Kabinenfahrgastschiff in Mainz

Mainz war von 1886 bis 1936 Endpunkt der Kettenschifffahrt auf dem Main. Mit Einsetzen der Rheinromantik wurde Mainz auch zum Ziel romantischer Flussreisen auf Flusskreuzfahrtschiffen. Die Preußisch-Rheinische Dampfschiffahrtsgesellschaft als Vorläuferin der Köln-Düsseldorfer Deutsche Rheinschiffahrt unternahm am 1. Mai 1827 eine Jungfernfahrt auf dem Rhein von Mainz nach Köln. Zahlreiche Schiffsanlegestellen befinden sich noch heute am Rheinufer zwischen Schloss und Winterhafen.
Der alte Mainzer Zoll- und Binnenhafen hat eine Fläche von 30 ha, er wurde und wird in ein zentrumsnahes Baugebiet konvertiert. Der Bebauungsplan „Neues Stadtquartier Zoll- und Binnenhafen (N 84)“ ist seit Juni 2015 rechtskräftig. Die bei der Umwidmung des Gebietes weggefallenen Liegeplätze für Binnenschiffe wurden nicht ersetzt. Auch weitere Liegeplätze außerhalb des Zollhafens wurden entfernt. Mit einem Güterumschlag von 1,3 Millionen Tonnen wurde der alte Hafen jährlich von 2.200 Schiffen angefahren (2003). Die neue Containerentladestelle liegt an Rheinkilometer 501 flussabwärts der Kaiserbrücke. Die Frankenbach Container Terminals GmbH betreibt das Container-Terminal an der die Stadtwerke eine Minderheitsbeteiligung von 25,2 % halten.

#### Flugverkehr
Mainz verfügt im Stadtteil Finthen über einen ganzjährig geöffneten Verkehrslandeplatz mit 1000 m Asphaltbahn (ICAO-Code EDFZ), das ehemalige US Airfield Finthen.
Zum 25 km entfernten Flughafen Frankfurt fahren mehrmals in der Stunde Züge des Fern- und Nahverkehrs.
Der Flughafen Hahn, der etwas über 80 km von Mainz entfernt liegt, wird mit einer direkten Busverbindung angefahren.

#### Rheinbrücken
Im Mainzer Raum überqueren fünf Brücken den Rhein: zwei Autobahnbrücken (Weisenauer Brücke A 60 und Schiersteiner Brücke A 643), zwei Eisenbahnbrücken (die Südbrücke Richtung Frankfurt Flughafen und die Kaiserbrücke Richtung Wiesbaden) sowie als Straßenbrücke die Theodor-Heuss-Brücke (zwischen der Mainzer Innenstadt und Mainz-Kastel), in deren unmittelbarer Nähe auch die alte Römerbrücke gestanden hatte. Die nächste Rheinbrücke im Unterlauf ist die Koblenzer Südbrücke und im Oberlauf die Nibelungenbrücke Worms. An die den Rhein überspannende Schiersteiner Brücke schließt sich die 950 m lange Hochstraße Lenneberg an, ein Brückenbauwerk aus Spannbeton mit 31 Feldern, das das Mombacher Oberfeld seit 1964 überspannt und die Rheinbrücke mit der Hochterrasse am Lenneberg verbindet. Trotz langjähriger Sanierungsarbeiten und Reduzierung der Höchstgeschwindigkeit auf 60 km/h mit Radarkontrolle musste die Autobahnbrücke wegen Verschleiß abgerissen werden. Seit dem 20. November 2017 rollt der Verkehr in beide Richtungen über eine neue Brückenhälfte.

### Industrie

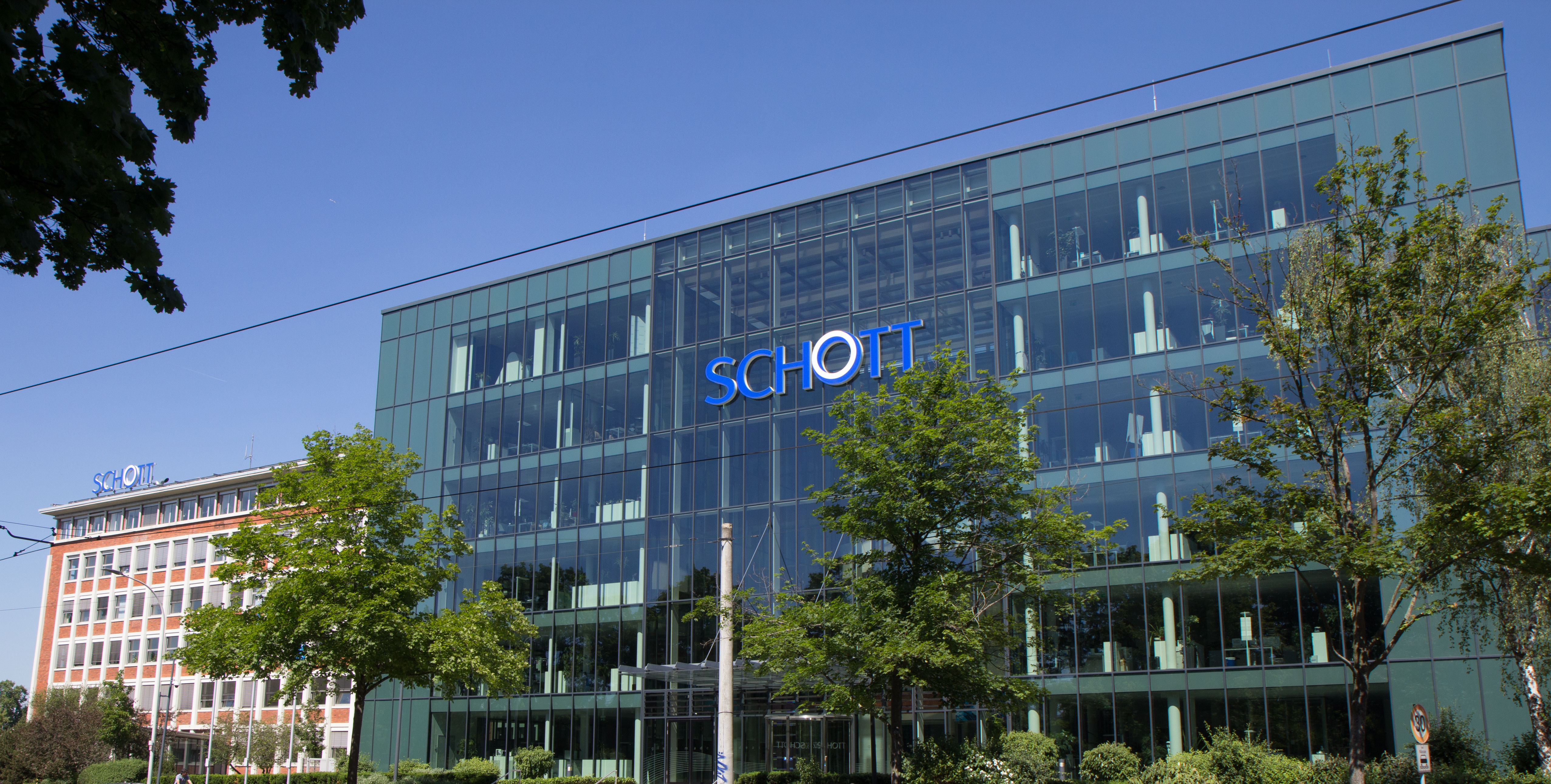
Zentrale der Schott AG am Rand der Mainzer Neustadt

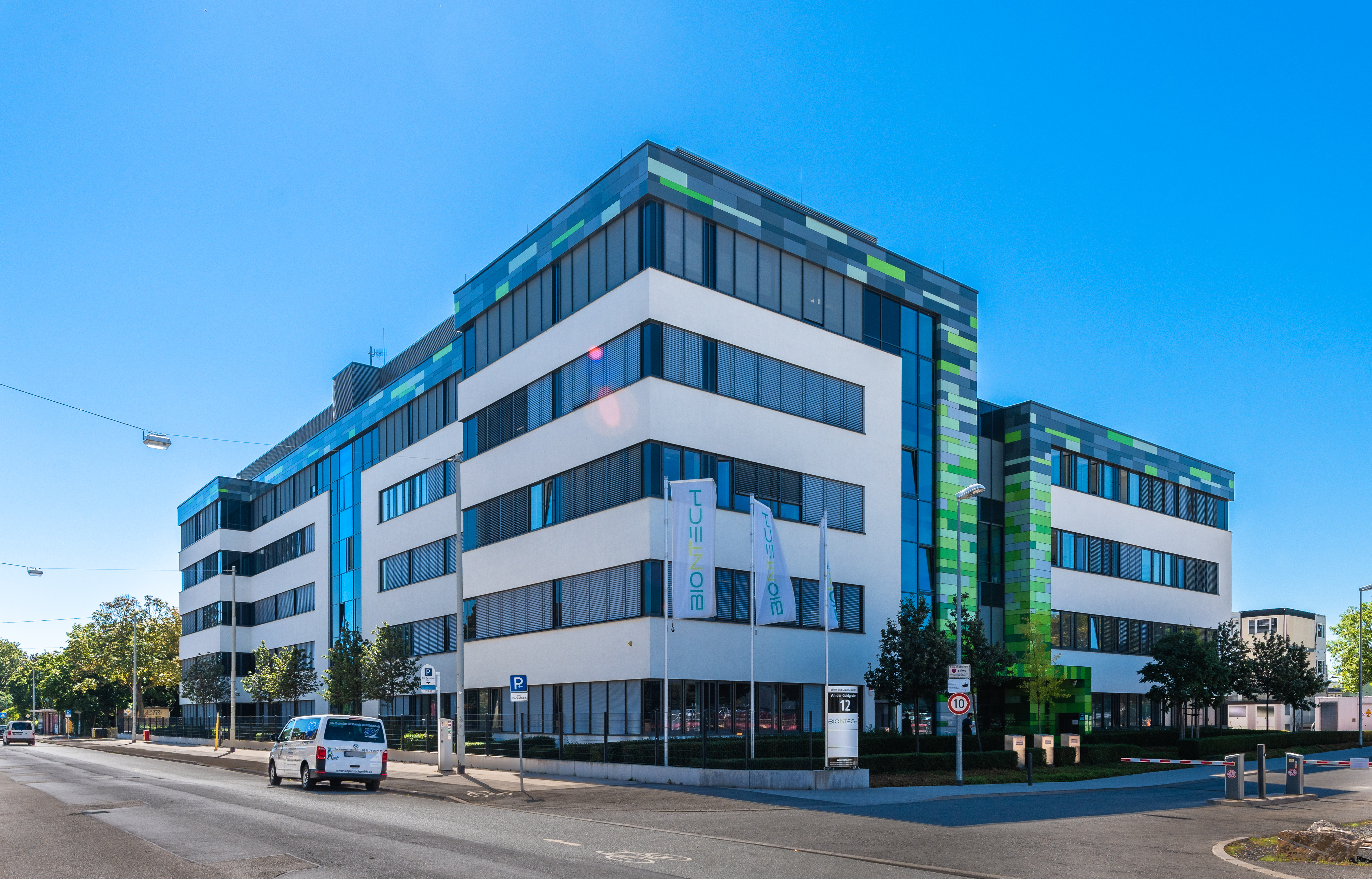
Hauptsitz der BioNTech SE in der Mainzer Oberstadt

In Mainz gab es 2003 74 Betriebe des verarbeitenden Gewerbes mit mindestens 20 Angestellten. Insgesamt sind in den Betrieben über 11.000 Menschen beschäftigt, die einen Gesamtumsatz von über 2,2 Milliarden Euro erwirtschaften. Dazu gab es 2002 79 kleinere Betriebe mit weniger als 20 Angestellten. Industrielle Ansiedelungen finden sich vor allem zwischen der Innenstadt und dem Stadtteil Mombach. Größere dort angesiedelte Unternehmen sind das Mainzer Traditionsunternehmen Werner & Mertz („Erdal“), die Schott AG sowie die DWK Life Sciences. Die Wepa Papierfabrik hat 2006 das hier gelegene einstige Hakle-Werk von dem amerikanischen Hersteller Kimberly-Clark Corporation übernommen und fertigt am Standort Mainz Hygienepapiere.
Die Schott AG (früher Schott Glaswerke) hat ihren Hauptsitz in Mainz seit der Umsiedlung von Jena nach dem Zweiten Weltkrieg. In der Mainzer Neustadt steht seit den 1950er-Jahren das Hauptwerk. 1988 wurde in Mainz-Marienborn das Schott-Forschungs- und Laborzentrum in Betrieb genommen. 2002 wurde in der Nähe des Hauptwerks in Mainz-Mombach auf dem Gelände der ehemaligen Rheinwerft ein weiterer Zweigbetrieb mit Schwerpunkt Ceran fertiggestellt. Derzeit arbeiten 2.400 der 15.500 Schott-Angestellten weltweit am Standort Mainz.
Im Jahr 1965 begann IBM, in Mainz-Hechtsheim ein Werk für Speichersysteme zu errichten. Später wurden hier vor allem Festplatten hergestellt. 2002 wurde mit dem Verkauf des Festplattengeschäfts an Hitachi das Mainzer Werk geschlossen. An dem IBM-Standort arbeiteten aber weiterhin etwa 1700 Mitarbeiter im Bereich der Unternehmensberatung und Softwareentwicklung, deren Zahl bis auf 750 im Jahr 2015 sank. Der Mietvertrag für das Mainzer Areal endete im September 2016; die Verlagerung der bestehenden Arbeitsplätze an die Frankfurter IBM-Standorte Kelsterbach und Sossenheim ist abgeschlossen. Das nun als „Heilig-Kreuz-Areal“ bezeichnete Gelände wird als Baugebiet vermarktet.

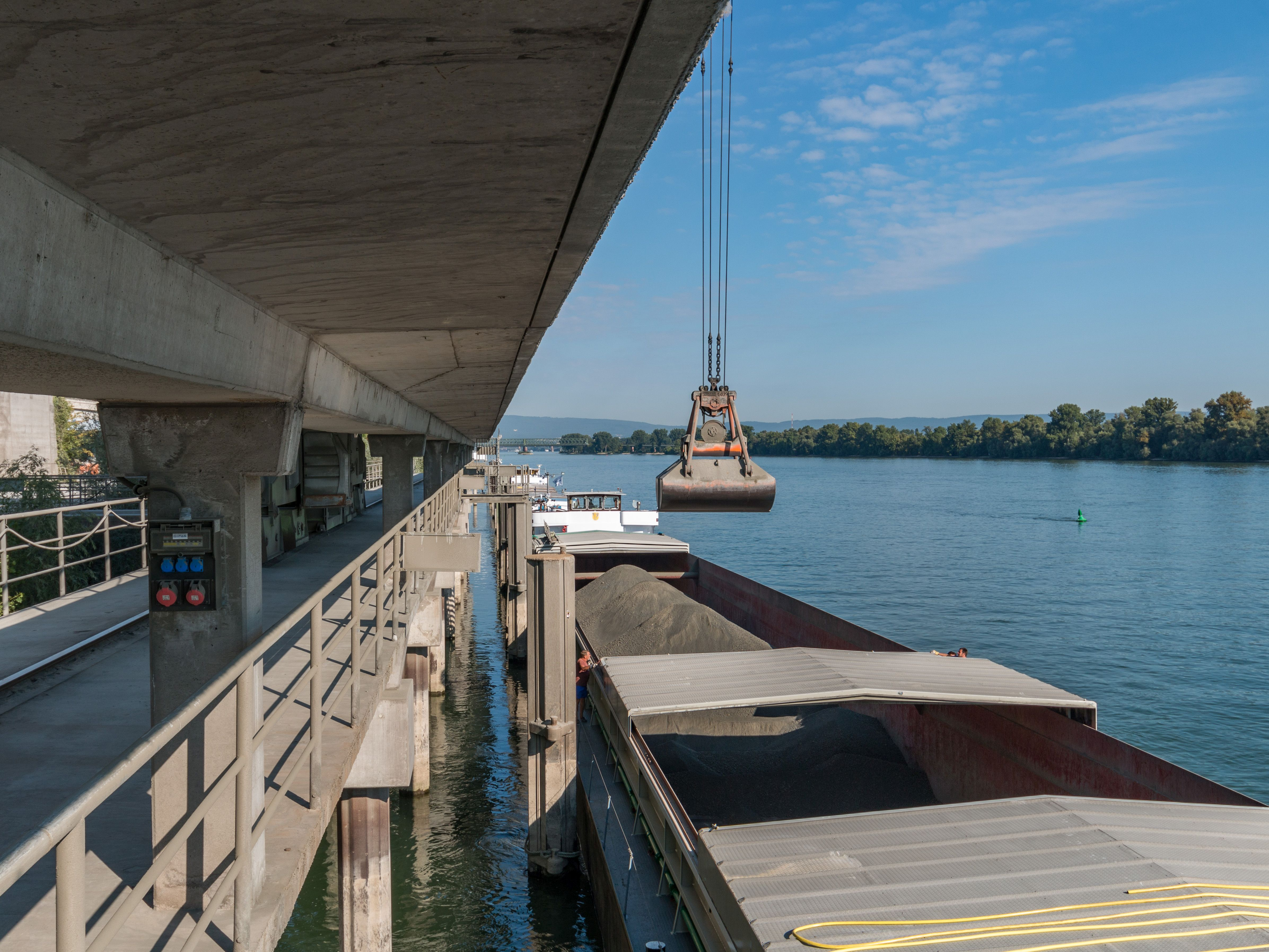
Rheinreede des Zementwerks

Als weiteres Unternehmen im Bereich der Hochtechnologie ist das Pharmaunternehmen Novo Nordisk seit 1958 in der Stadt ansässig. Anfang 2008 arbeiteten dort ca. 450 Menschen. In der Oberstadt konnte 2008 mit Biontech eine expansive Biotechfirma auf dem Gelände der GFZ-Kaserne angesiedelt werden. Auf ältere Wurzeln kann die Niederlassung von Siemens zurückblicken. Sie entstand schon nach der Übernahme des ersten in Mainz errichteten Elektrizitätswerks (erbaut 1898) im Jahr 1903. Ebenfalls im Jahr 1903 wurde die Gewürzmühle Moguntia gegründet, die bis 2001 bestand.

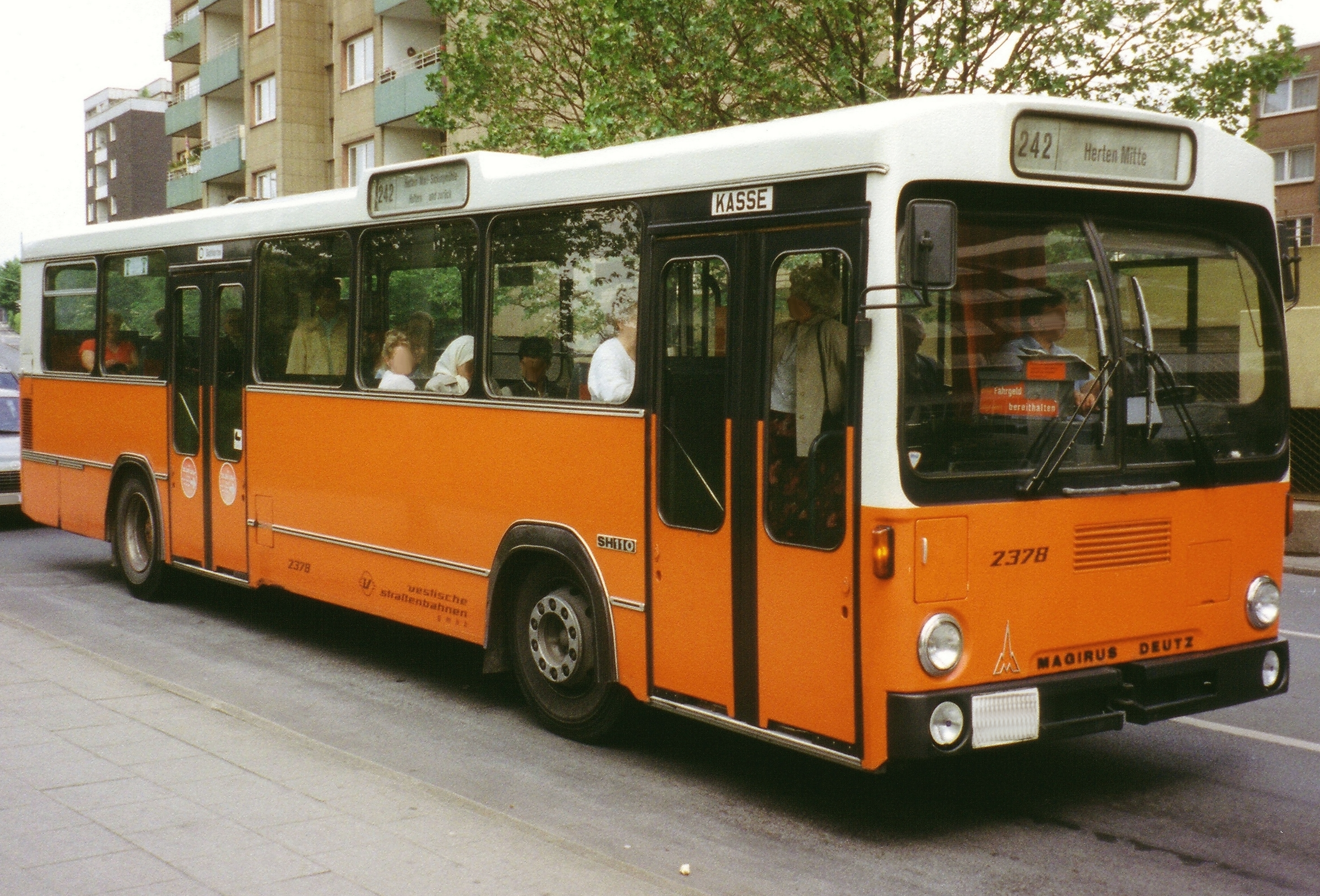
In Mainz produzierter Omnibus von Magirus-Deutz

In Mombach gab es die Waggonfabrik Gebrüder Gastell, in der später Straßenbahnen von Westwaggon und Omnibusse von Magirus-Deutz und Iveco gebaut wurden. In Weisenau befindet sich neben der Autobahnbrücke über den Rhein ein mittlerweile stillgelegter Steinbruch der HeidelbergCement, die Produktion wird im Zementwerk Weisenau mit Schiffstransporten weiterversorgt. Daneben befindet sich eine Anlage der ADM Mainz GmbH (früher ADM Soya Mainz) mit Biodiesel-Herstellung.
Im Jahr 1919 wurde in Mainz die Brezelbäckerei Ditsch gegründet, die im September 2012 an die Schweizer Valora-Gruppe veräußert wurde.
Mit dem Zukunftsprojekt „BioTechHub“ will die Stadtspitze Mainz zum bedeutenden Biotechnologie-Standort machen. 30 Hektar Fläche sollen für neue Unternehmen im Stadtbereich bereitgestellt werden. Weitere Flächen von 50 Hektar werden seit April 2022 beplant.

### Weinhauptstadt Mainz/Rheinhessen
Seit Mai 2008 sind Mainz und Rheinhessen Mitglied des 1999 gegründeten Great Wine Capitals Global Network (GWC) – einem Zusammenschluss bekannter Weinbaustädte weltweit. Neben Mainz befinden sich in diesem Verbund Städte und Regionen wie Bilbao: Rioja, Bordeaux: Bordeaux (Weinbaugebiet), Florenz: Toskana, Lausanne, Mendoza: Mendoza, Christchurch: South Island von Neuseeland, Porto: Dourotal sowie San Francisco: Napa Valley. Jedes Jahr präsentiert sich einer dieser Partner beim Mainzer Weinmarkt mit Weinen aus der jeweiligen Region und kulinarischen Spezialitäten.

### Energieversorgung

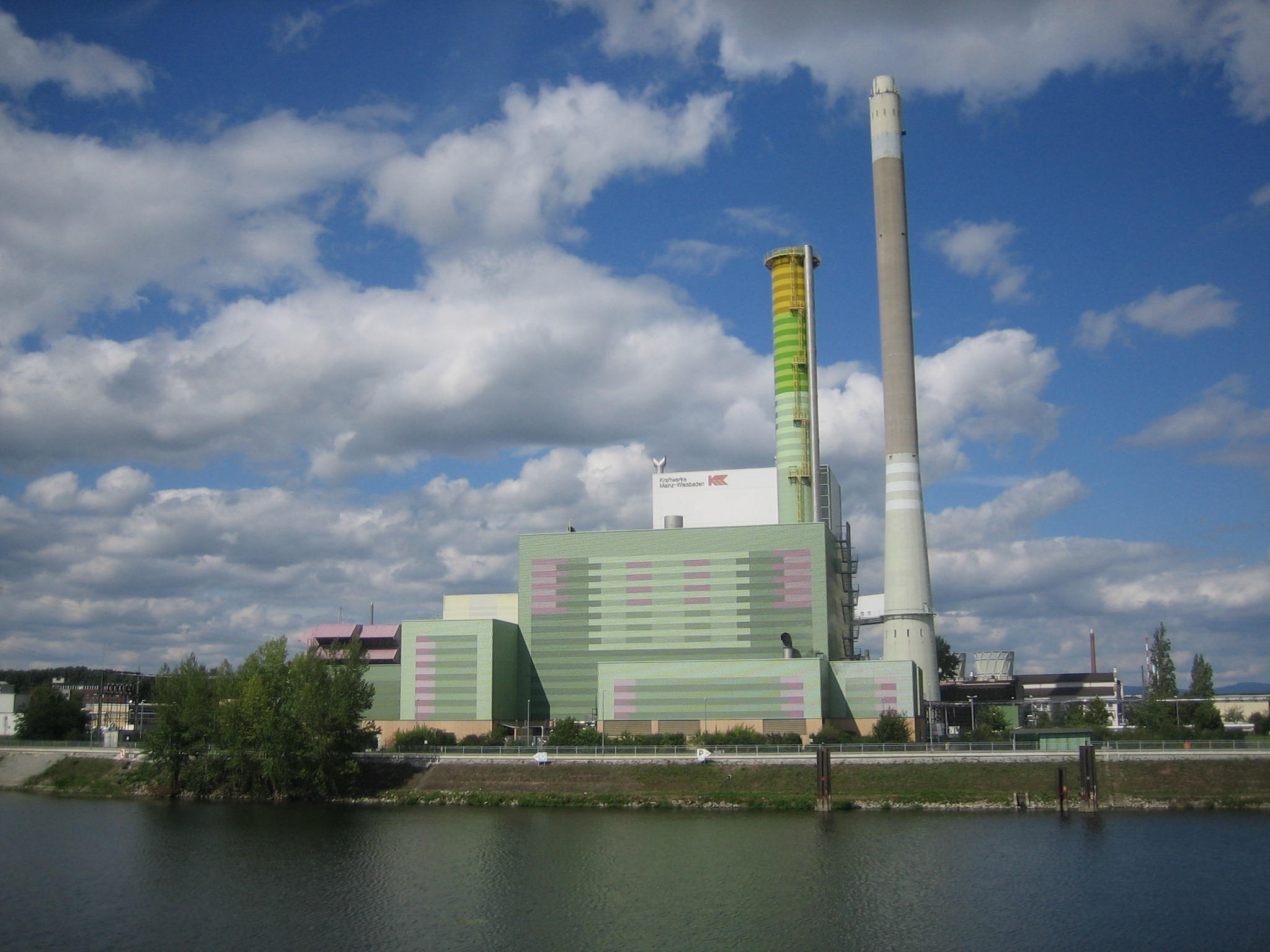
KMW Komplex im Jahr 2011

In Mainz wird Strom von den Kraftwerken Mainz-Wiesbaden (KMW), die ein GuD-Kraftwerk und Kraft-Wärmekopplungs-Kraftwerk auf der Ingelheimer Aue betreiben. Das Unternehmen plante dort ab Mitte der 2000er-Jahre den Bau eines neuen Kohleheizkraftwerks (KHKW) mit einer elektrischen Bruttoleistung von 820 Megawatt (MW). Obwohl der Bau des Kraftwerks anfangs von den Mainzer und Wiesbadener Stadtparlamenten mehrheitlich befürwortet wurde, scheiterte das Projekt aber an der Akzeptanz in der Bevölkerung. Nach einem Baustopp kurz nach Baubeginn 2009 wurde es im Juni 2012 offiziell beendet.
Die Kraftwerke Mainz-Wiesbaden betreiben gemeinsam mit Remondis und der Stadt Mainz auch eine thermische Abfallverwertungsanlage neben dem GuD-Kraftwerk. Diese Entsorgungsgesellschaft ließ im Zeitraum von Juni 2001 bis November 2003 eine Anlage zur Müllverbrennung errichten, welche 2008 um einen dritten Ofen ergänzt wurde. Als weitere „Investition in die Zukunft“ wurde von 2017 bis 2021 eine Klärschlammverbrennungsanlage in Mainz-Mombach errichtet. Die Betreibergesellschaft der Anlage, die Thermische Verwertung Mainz (TVM) GmbH, setzt sich zusammen seit dem Beginn des Planungsprozesses 2011 aus den beteiligen Gebietskörperschaften, deren Klärschlamm zentral in Mainz verwertet wird, Mainz, Kaiserslautern und der Zweckverband Unterer Selz aus Ingelheim. Inzwischen hat sich auch die benachbarte Landeshauptstadt Wiesbaden entschieden, Klärschlamm in Mainz verbrennen zu lassen. Dieses Projekt rief ebenso wie die Müllverbrennungsanlage Widerstand in der Mombacher Bevölkerung hervor.
Bei den erneuerbaren Energien ist Mainz mit verschiedenen Technologien vertreten. Neben einigen Windenergieanlagen rund um die Stadtteile Ebersheim und Hechtsheim werden immer mehr Photovoltaikanlagen errichtet. Beispiele sind das Staatstheater, das Abgeordnetenhaus, das Bruchwegstadion oder Aussiedlerhöfe bei Bretzenheim. Zukünftig will sich die Stadt, die auf Platz 1515 unter den Großstädten in der Solarbundesliga liegt (Stand April 2023), noch stärker als bisher als Solarstadt profilieren.
Der Bau eines großen Blockheizkraftwerks in Kombination mit einem Fernwärmespeicher auf dem KMW-Gelände sollte bis Frühjahr 2019 fertiggestellt werden. Die Inbetriebnahme fand tatsächlich am 12. Februar 2021 statt.
Im Energiepark in Mainz-Hechtsheim wurde 2015 eine Anlage zur Wasserelektrolyse in Betrieb genommen. Als erstes Strom-zu-Gas-Projekt dieser Größenordnung in Deutschland wird hier mittels überschüssigem Strom Wasser in Wasserstoff und Sauerstoff gespalten. Seit 2017 befindet es sich im kommerziellen Testbetrieb. Seine Energie bezieht es von den nahe gelegenen Windkraftanlagen zwischen Hechtsheim und Klein-Winternheim. Im Energiepark kann den Strom von bis zu drei 2-MW-Windrädern unter Volllast umgewandelt werden.

### Medien

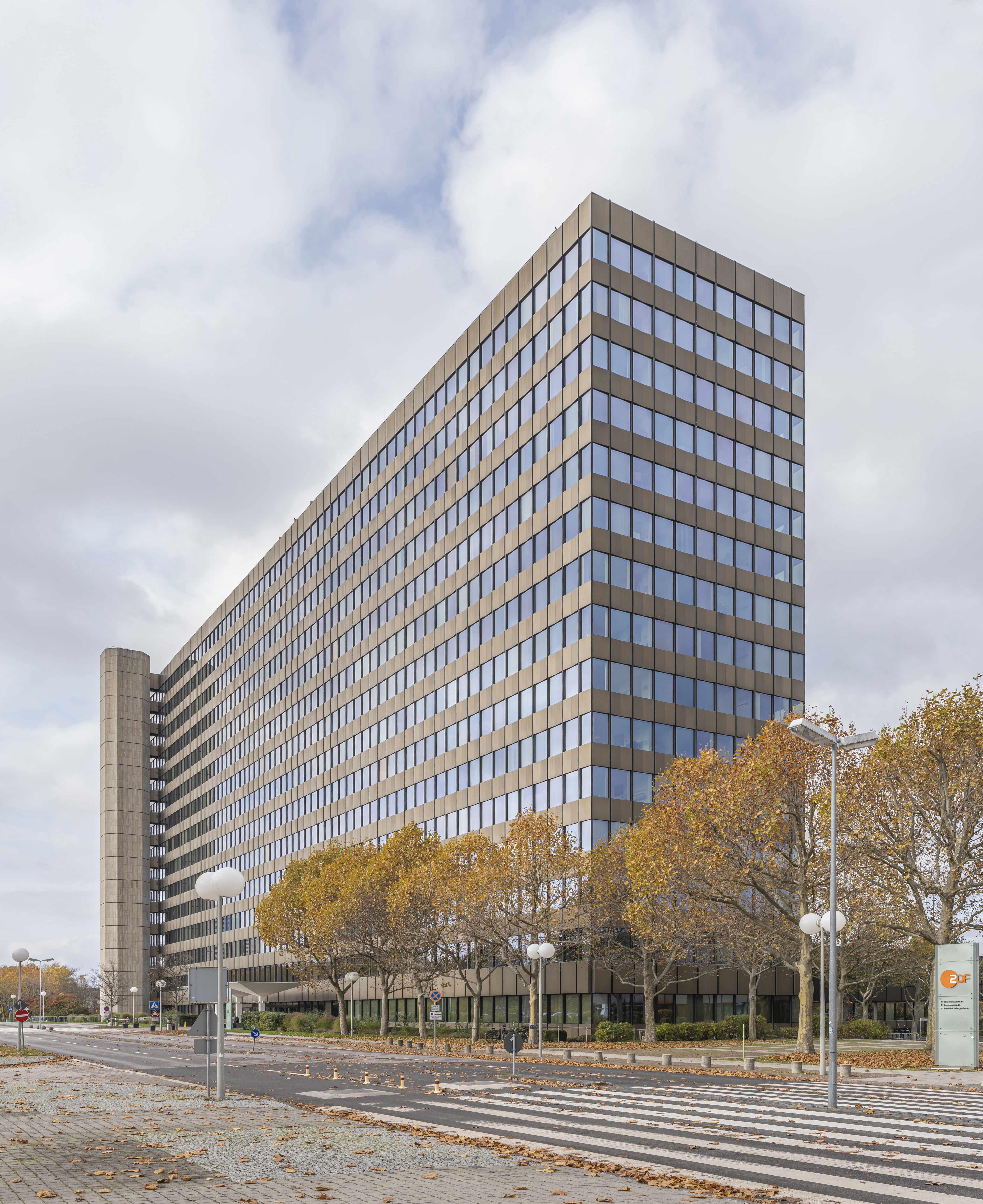
ZDF-Hochhaus im Sendezentrum in Mainz-Lerchenberg

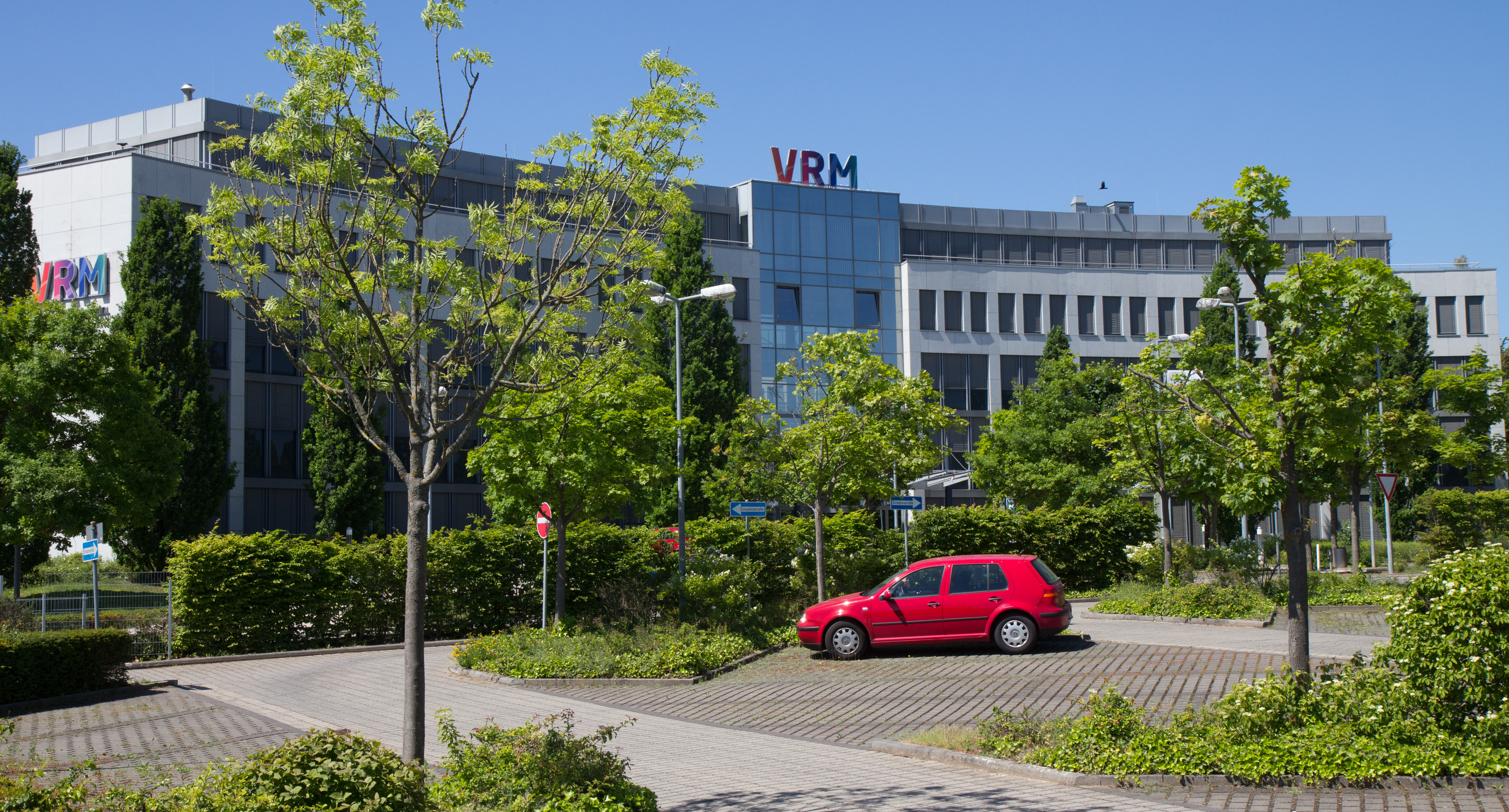
Zentrale der VRM

Die Stadt Mainz ist Sitz des Zweiten Deutschen Fernsehens (ZDF), des Landesfunkhauses Rheinland-Pfalz des Südwestrundfunks (SWR), des Sendezentrums des Fernsehsenders 3sat, des privaten Radio Rockland Pfalz GmbH & Co. KG (seit Mai 2008) sowie des Studios Rhein-Main der privaten Rheinland-Pfälzischen Rundfunk GmbH & Co KG RPR. Seit Oktober 2011 sendet Antenne Mainz als erster privater Stadtradiosender für Mainz. An regionalen Fernsehangeboten gibt es neben einem Offenen Kanal auch den Sender gutenberg.tv, der sich als „Kultur- und Wissenschaftssender für und in Rheinland-Pfalz“ vorstellt; er wird auf den Kabelkanälen des ehemaligen Mainzer Senders K3 Kulturkanal verbreitet, dessen Sendelizenz im Jahr 2010 auslief. Seit März 2012 sendet gutenberg.tv aus finanziellen Schwierigkeiten nicht mehr.
Weitere Medienunternehmen sind die BFE Studio und Medien Systeme GmbH, die komplette Studioeinrichtungen und Einrichtungen für Übertragungswagen produziert, und die VRM, die mit 21 täglich erscheinenden Druckerzeugnissen jeden Tag eine halbe Million Leser in Rheinland-Pfalz und Hessen erreicht.
Als Tageszeitung erscheint die Allgemeine Zeitung Mainz. Ende 2013 wurde der Ableger der Koblenzer Rhein-Zeitung, die Mainzer Rhein-Zeitung, eingestellt, da der Verleger Walterpeter Twer die Ausgabe für nicht mehr profitabel genug hielt. Weitere Printmedien sind die Mainzer Vierteljahreshefte für Kultur, Politik, Wirtschaft und Geschichte sowie verschiedene Stadtmagazine wie z. B. die STUZ, der Sensor oder Der Mainzer.
Mainz war bis Ende 2010 Sitz des traditionsreichen Verlages Philipp von Zabern. 1802 in Mainz gegründet, ist der Zabern-Verlag international auf den Gebieten der Archäologie, Geschichte und Kunstgeschichte führend und seit 2011 in Darmstadt ansässig.
Mainz ist ferner Sitz des Musikverlags Schott Music.
Seit 2001 findet in Mainz mit dem FILMZ – Festival des deutschen Kinos das erste Langfilmfestival des Landes Rheinland-Pfalz statt.
Die Medienunternehmen gehören zu den größten Arbeitgebern der Stadt. Allein das ZDF beschäftigte 2019 rund 3.500 feste Mitarbeiter, die Verlagsgruppe Rhein-Main 1.200 (2005).

### Sonstige Dienstleistungsunternehmen (Auswahl)
In Mainz als Kongressstadt, die durch ihre Sehenswürdigkeiten und Veranstaltungen viele Besucher anlockt, sind zahlreiche Hotels ansässig. Im Transportsektor war die Stadt Sitz der Spedition G.L. Kayser, deren Gründung auf das Jahr 1787 zurückgeht. Das ehemalige Familienunternehmen ging in der Firma Kühne + Nagel auf, deren Mainzer Niederlassung in Mainz-Hechtsheim liegt. Ebenfalls in Mainz-Hechtsheim befindet sich der Sitz der J. F. Hillebrand Group. Der Logistikspezialist mit 48 Tochtergesellschaften ist Weltmarktführer für den Transport von Wein und Spirituosen.
Mainz verfügt als Weinstadt über bedeutende Selbsthilfeeinrichtungen der Weinwirtschaft und auch sonst spielt Wein als Wirtschaftsfaktor und Tourismusattraktion eine große Rolle in der Stadt.
Im Mainz befinden sich die Volksbank Darmstadt Mainz als größte rheinland-pfälzische Volksbank sowie die Investitions- und Strukturbank Rheinland-Pfalz (ISB). Die Berufsgenossenschaft Holz und Metall hat ihre Hauptverwaltung in Mainz-Weisenau. Die Lederindustrie-Berufsgenossenschaft hatte ihre Hauptverwaltung ebenfalls in Mainz. Zum 1. Januar 2010 schloss sie sich mit fünf weiteren Berufsgenossenschaften zur Berufsgenossenschaft Rohstoffe und chemische Industrie zusammen, die in Mainz mit ihrer Bezirksdirektion für Hessen, Rheinland-Pfalz und Saarland vertreten ist. Darüber hinaus hat die Verwaltungs-Berufsgenossenschaft eine Bezirksverwaltung im Gonsenheimer Gewerbegebiet Kisselberg.
Im Gewerbegebiet Kisselberg haben neben der Verwaltungs-Berufsgenossenschaft Coface Deutschland und die Aareon AG ihren Sitz.

### Organisationen (Auswahl)

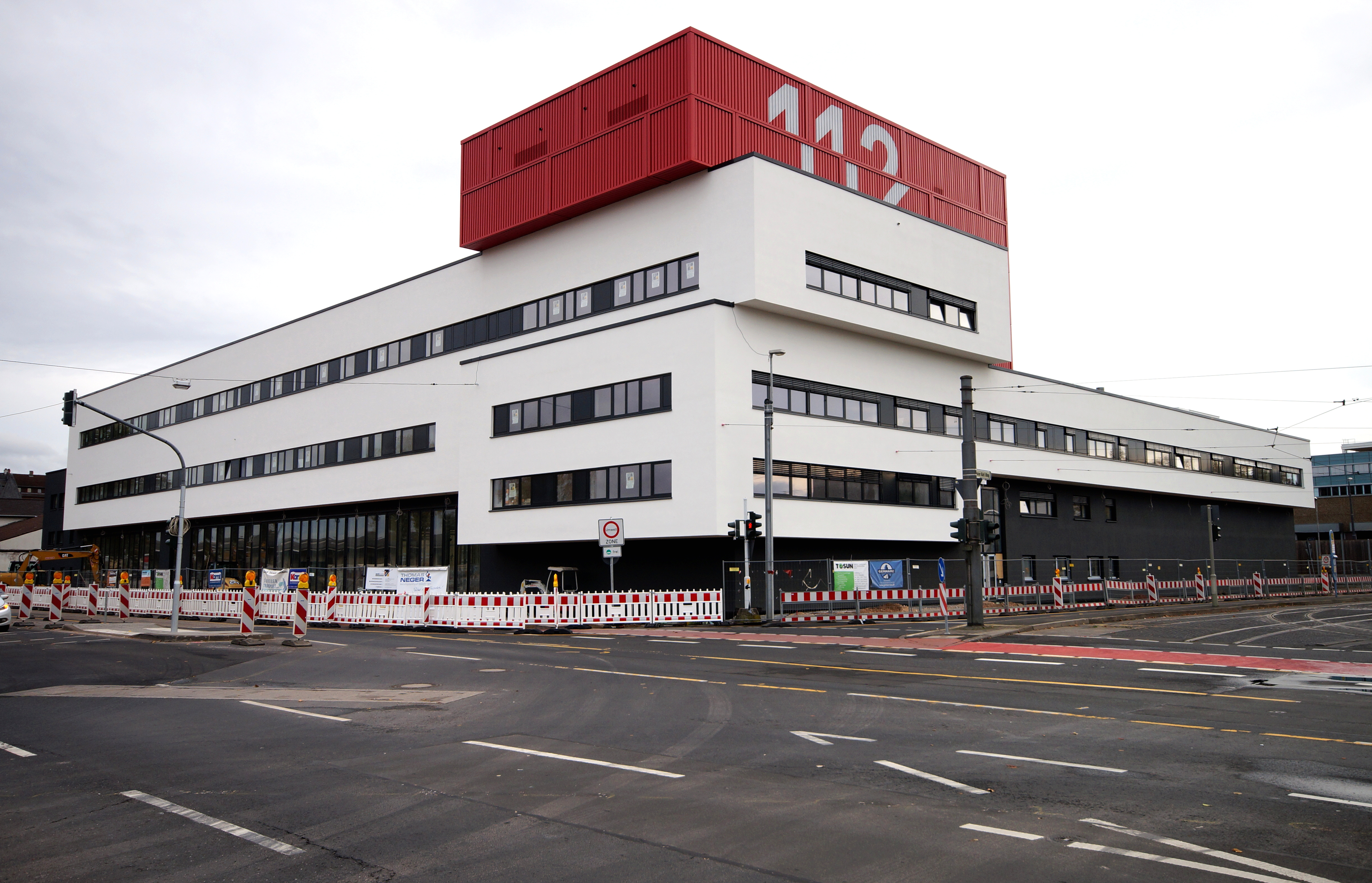
Neue Feuerwache 2 der Feuerwehr Mainz und der Freiwilligen Feuerwehr Mainz-Stadt in Mainz-Neustadt an der Rheinallee

- Mainz ist Sitz des Landgerichts Mainz und des Amtsgerichts Mainz. Mainz gehörte seit 1803 zum Gerichtsbezirk des Friedensgerichts Mainz I.[139] Dieses wurde 1879 durch das Amtsgericht Mainz abgelöst.[140]
- Mainz ist Sitz des Landesverbandes Hessen, Rheinland-Pfalz und Saarland (THW LV HERPSL) sowie des Ortsverbandes Mainz (THW OV MZ) des Technischen Hilfswerks (THW).
- Die Bundesnetzagentur für Elektrizität, Gas, Telekommunikation, Post und Eisenbahnen hat einen Dienstsitz in Mainz.
- Mainz verfügt über eine Berufsfeuerwehr mit zwei Wachen sowie mehreren Freiwillige Feuerwehren in den Stadtteilen.

### Behörden und Einrichtungen (Auswahl)
Neben der Landesregierung von Rheinland-Pfalz befinden sich unter anderem folgende Behörden und Einrichtungen in Mainz:
- Landesamt für Soziales, Jugend und Versorgung Rheinland-Pfalz
- Landeszentrale für politische Bildung Rheinland-Pfalz
- Zollamt Mainz
- IHK für Rheinhessen
- Handwerkskammer Rheinhessen
- Landesärztekammer Rheinland-Pfalz
- Städtetag Rheinland-Pfalz
- Landkreistag Rheinland-Pfalz
- Polizeipräsidium Mainz
- Polizeipräsidium Einsatz, Logistik und Technik
- Landeskriminalamt Rheinland-Pfalz
- Polizeidirektion Mainz

### Bildung und Forschung

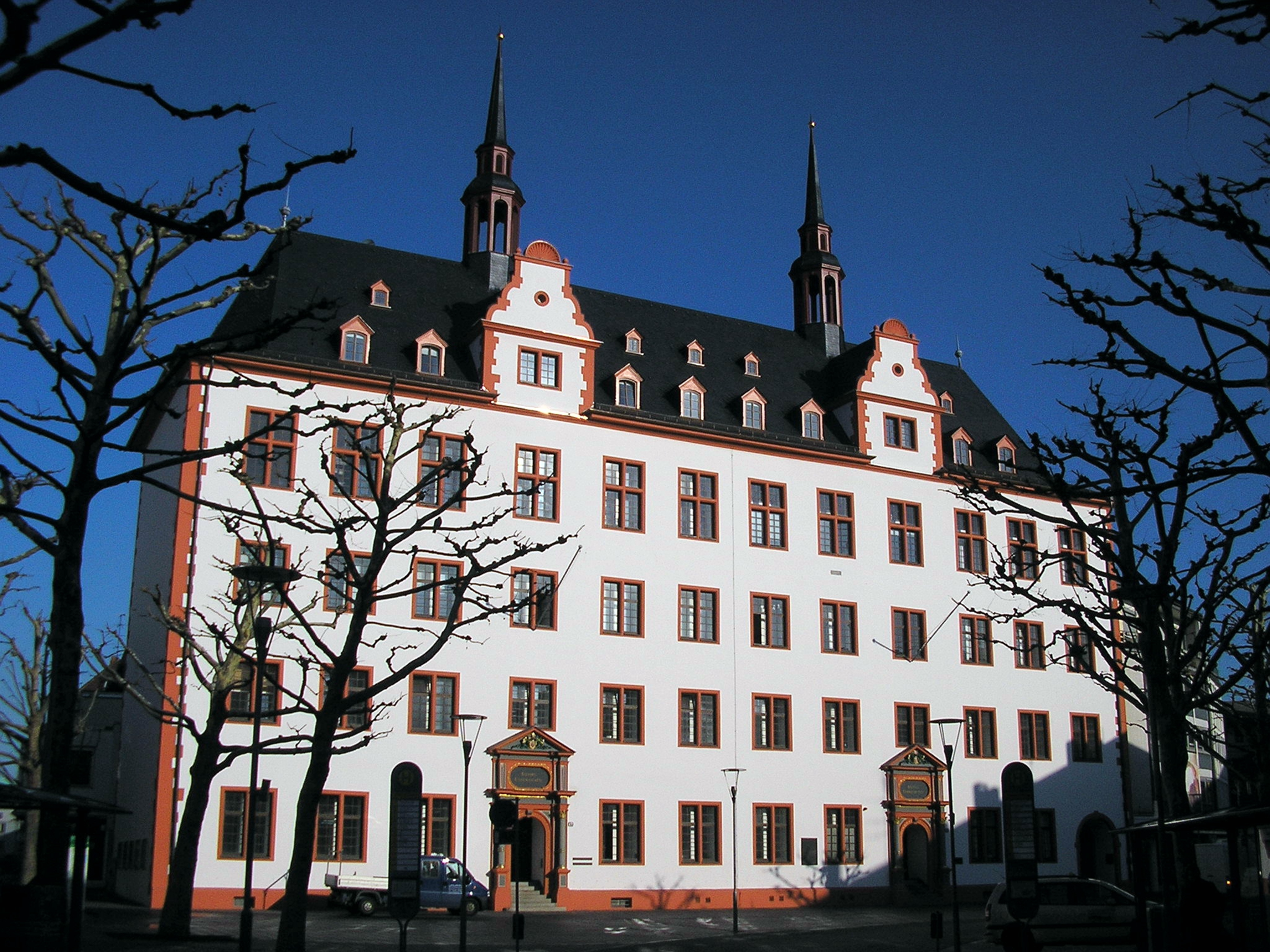
Domus Universitatis

Mainz war schon in früher Zeit eine Stadt der Bildung. Erstes Zentrum war das Stift St. Alban vor Mainz, dessen Ruhm als Klosterschule auf den Alkuin-Schüler und Mainzer Erzbischof Rabanus Maurus († 856) zurückgeht. 1477 wurde Mainz Universitätsstadt. Nach Aufhebung Ende des 18. Jahrhunderts nahm die neue Johannes Gutenberg-Universität Mainz am 15. Mai 1946 wieder ihren Lehrbetrieb auf. Für die Studienrichtung Medizin ist die Medizinische Fakultät der Johannes Gutenberg-Universität die einzige Studienmöglichkeit in Rheinland-Pfalz. Ihr steht das Universitätsklinikum Mainz zur Verfügung, das ebenfalls die einzige Einrichtung dieser Art in Rheinland-Pfalz ist. Einmalig in der bundesdeutschen Hochschullandschaft ist die Integration der Hochschule für Musik, der Akademie der Bildenden Künste und des Sports in die Universität. Die Johannes Gutenberg-Universität gehört mit knapp 11.000 Beschäftigten, davon alleine 7700 bei der Universitätsmedizin, zu den größten Arbeitgebern der Stadt.
In Kooperation mit der Universität stehen das Helmholtz-Institut Mainz, das Max-Planck-Institut für Chemie (Otto-Hahn Institut) und das Max-Planck-Institut für Polymerforschung. Die Stadt Mainz ist außerdem „Korporativ Förderndes Mitglied“ der Max-Planck-Gesellschaft.
1971 wurde die Hochschule Mainz als Teil der Fachhochschule Rheinland-Pfalz gegründet, die sich über mehrere Standorte verteilt. Vorgängereinrichtungen der Hochschule Mainz waren unter anderem Bildungseinrichtungen für Bauingenieure, Kunsthandwerker und Künstler. 1996 wurde sie als eigenständige Fachhochschule mit drei Fachbereichen neu gegründet (Architektur, Bauingenieurwesen, Geoinformatik und Vermessung; Gestaltung; Wirtschaftswissenschaften).
Ein Jahr später wurde die Katholische Hochschule (KH Mainz) für Sozialarbeit, Sozialpädagogik und Praktische Theologie gegründet. Sie wird von den Bistümern Mainz, Limburg, Fulda, Speyer, Trier und Köln getragen.
Das Peter-Cornelius-Konservatorium bietet Musikstudium (Orchesterfach, Künstlerische Reife, Diplom, auch in Kooperation mit der Hochschule für Musik der Universität) sowie eine umfangreiche Musikschulabteilung.
Daneben gibt es in Mainz noch die Akademie der Wissenschaften und der Literatur, die hier 1949 gegründet wurde, das von Land Rheinland-Pfalz und Bund getragene Leibniz-Institut für Europäische Geschichte (Mitglied der AHF) und die Volkshochschule Mainz, die auch eine Sternwarte betreibt. Zudem sind in Mainz auch das Leibniz-Institut für Resilienzforschung sowie das Fraunhofer-Institut für Mikrotechnik und Mikrosysteme ansässig.
Das Bildungswerk der Diözese Mainz wurde am 1. Mai 1963 gegründet. Es fördert „… die kirchliche Erwachsenenbildung im Bistum von der Gemeinde- bis zur Bistumsebene …“. Das Bildungswerk ist u. a. Mitglied der Katholischen Erwachsenenbildung Hessen – Landesarbeitsgemeinschaft.
Mit dem Thema Zeit Reise gehörte Mainz zu den zehn deutschen Städten zum Treffpunkt der Wissenschaft im Wissenschaftsjahr 2009. 2011 war Mainz Stadt der Wissenschaft.

### Medizinische Versorgung

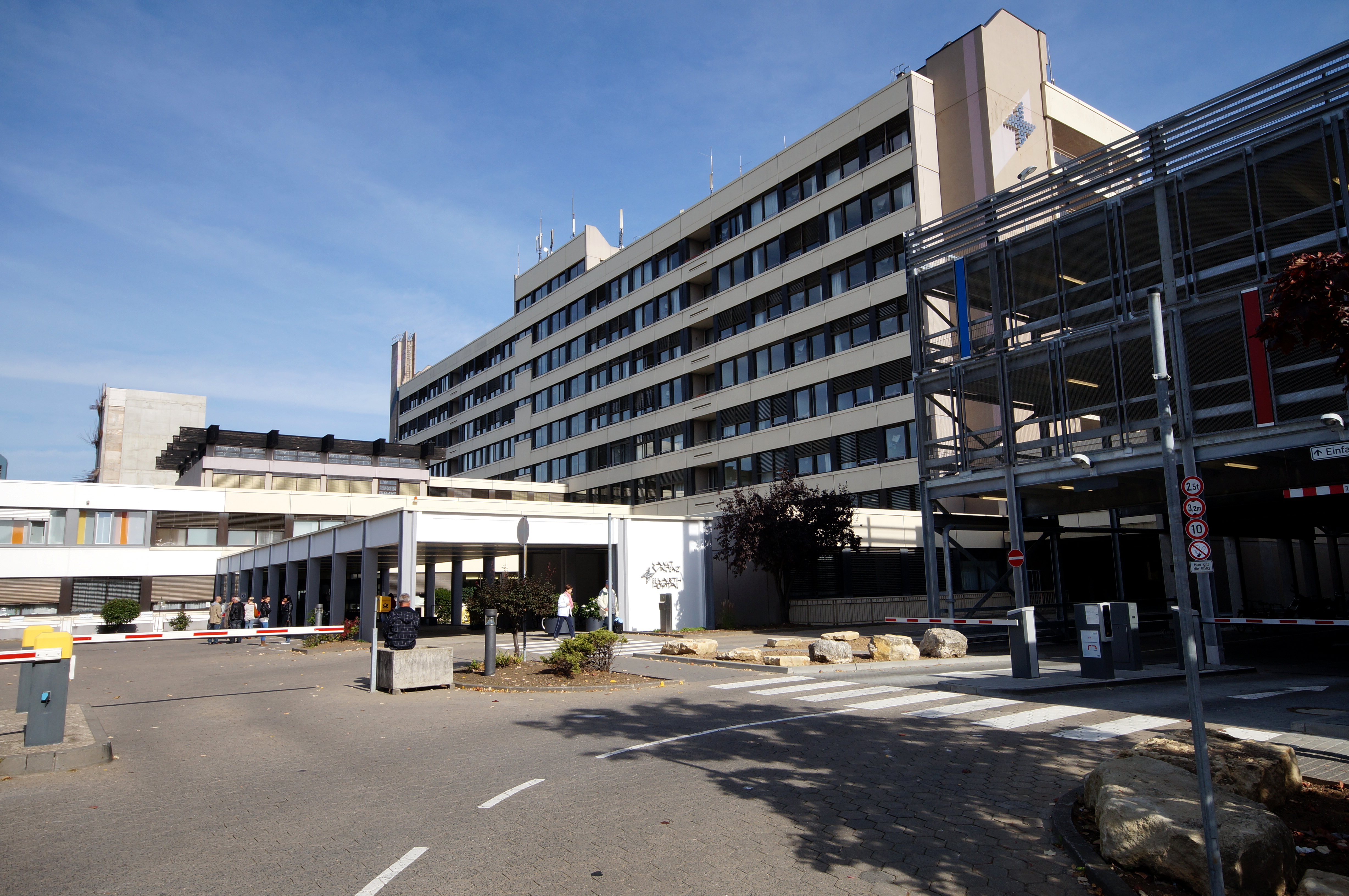
St. Vincenz- und Elisabeth-Hospital, Teil des Marienhaus Klinikums Mainz vor dem Ausbau (2013)

Die medizinische Versorgung in Mainz übernehmen insgesamt sechs Krankenhäuser mit unterschiedlichen Verwaltungsträgern sowie 713 niedergelassene Ärzte und 62 Apotheken. (Stand: 30. Juni 2014). Das Klinikum der Johannes Gutenberg-Universität als Körperschaft des öffentlichen Rechts ist die größte Einrichtung zur medizinischen Versorgung in Mainz. Es teilt sich in 60 verschiedene Fachkliniken, Institute und Abteilungen auf. Mit einer Ausstattung von 1500 Betten werden pro Jahr circa 325.000 Personen behandelt, davon circa 65.000 ambulant. Zusätzlich dient das Klinikum der universitären Ausbildung der rund 3300 Studierenden der medizinischen Wissenschaft.
Das Marienhaus Klinikum Mainz (bis 2021 Katholisches Klinikum Mainz, kurz „kkm“) fasste 2017 das St. Hildegardis-Krankenhaus und das St. Vincenz- und Elisabeth-Hospital am Standort „An der Goldgrube“ zusammen. Als Träger fungiert die Marienhaus Gruppe. In der Einrichtung gibt es spezielle Fachzentren für Brust-, Darm-, Lungen- und Schilddrüsenerkrankungen sowie weiteren 19 Fachabteilungen. Mit insgesamt 717 Betten ausgestattet, werden pro Jahr circa 45.000 Patienten ambulant und stationär behandelt. Für das Klinikum in der Mainzer-Oberstadt wurde das Programm „kkm 2025“ aufgesetzt, welches einen Zuwachs von ca. 4.500 auf mehr als 50.000 Patienten jährlich bedeutet.
Das DRK Schmerz-Zentrum Mainz steht unter der DRK Trägergesellschaft Südwest und ist eine Spezialklinik zur Abklärung und Behandlung akuter und chronischer Schmerzen. Mit 80 stationären Betten, 24 teilstationären Plätzen und einer Ambulanz mit 5.000 Patienten im Jahr gehört sie zu den größten Schmerzkliniken Europas. Die FONTANA-Klinik GmbH für Plastische Chirurgie in Mainz-Finthen sowie die Römerwallklinik GmbH als Klinik für HNO-Erkrankungen befinden sich beide in privater Trägerschaft.
Zu den genannten Einrichtungen kommt noch das überregional tätige Kinderneurologisches Zentrum Mainz, ein ambulantes Behandlungszentrum für Sozialpädiatrie mit Spezialambulanz für Spina bifida und Hydrocephalus. Es befindet sich in Trägerschaft des Landeskrankenhauses Rheinland-Pfalz.

### Bundeswehr

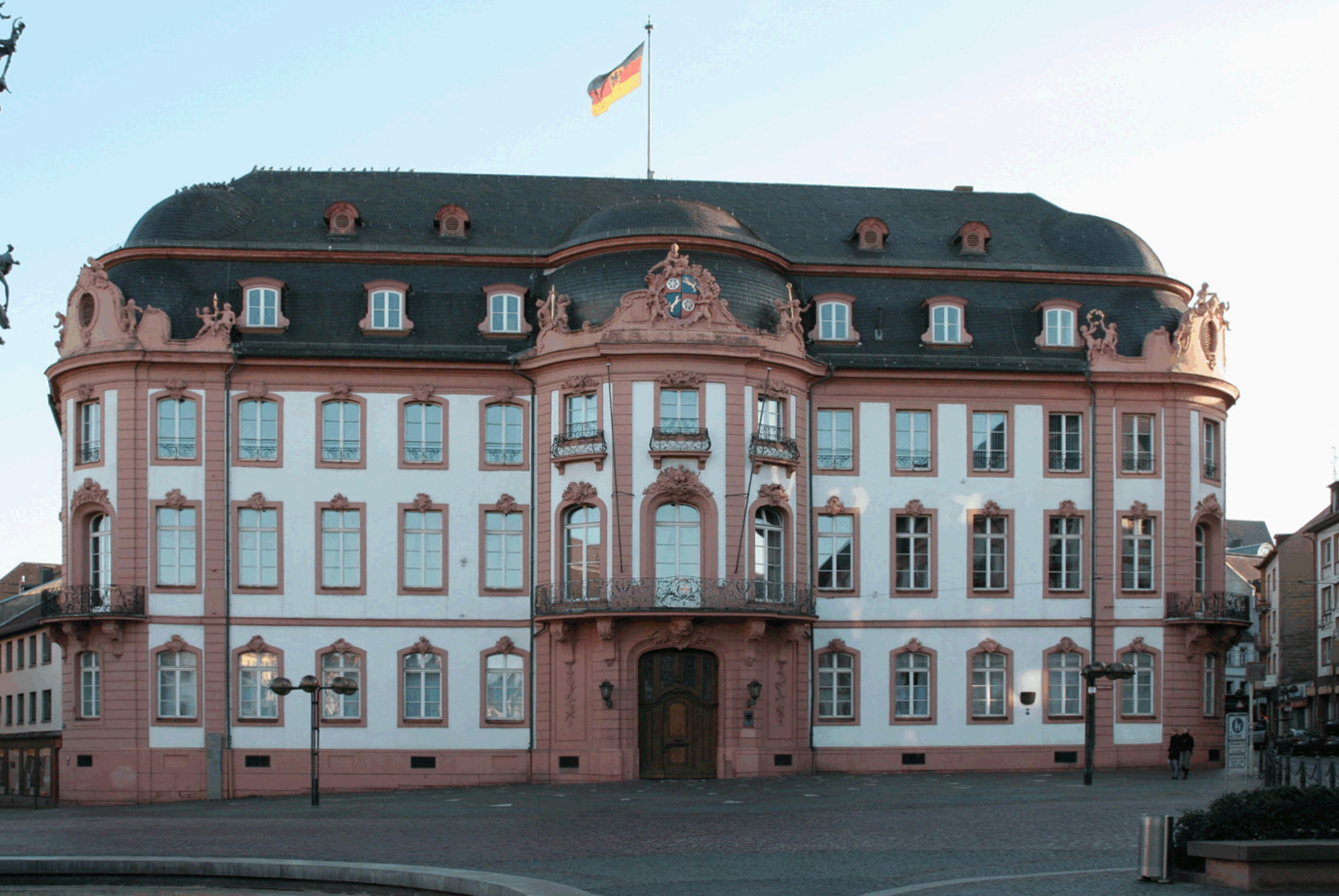
Osteiner Hof, ehemaliger Sitz des Befehlshabers des Wehrbereichskommandos II und des Offizierskasinos

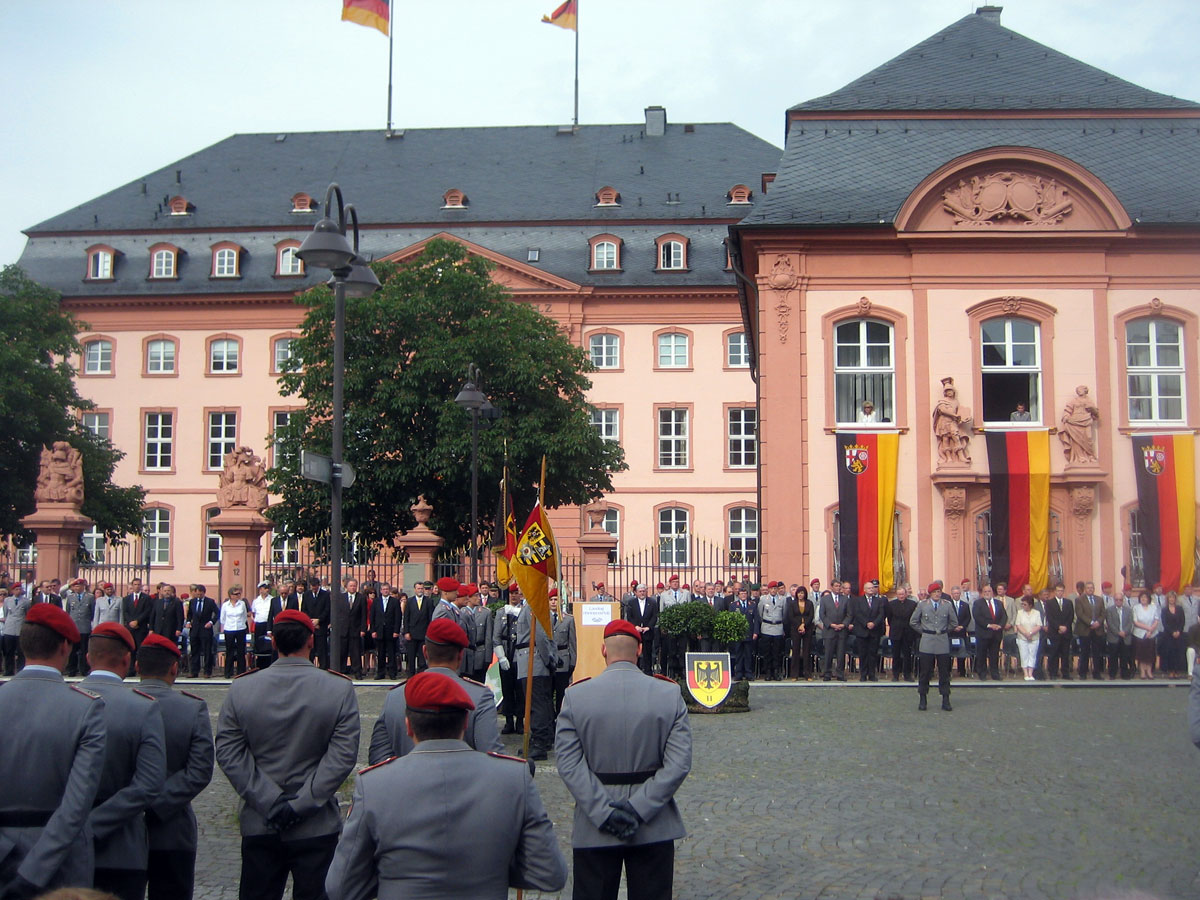
Feierliches Gelöbnis vor dem Landtag, 2008

Mainz ist seit 1956 Standort der Bundeswehr. Im Stadtgebiet befinden sich derzeit zwei Liegenschaften, in denen insgesamt rund 400 Soldaten und zivile Mitarbeiter beschäftigt sind.
Der größte Standort ist die Kurmainz-Kaserne (KMK) in Hechtsheim, gefolgt von der Generalfeldzeugmeister-Kaserne (GFZ) in der Oberstadt, deren Räumung bis 2021 noch nicht abgeschlossen war. In den Kasernen sind zahlreiche Dienststellen untergebracht, unter anderem die 8./ Feldjägerregiment 2, das Karrierecenter der Bundeswehr Mainz, das Landeskommando Rheinland-Pfalz sowie eine Sanitätsstaffel. Mainz ist außerdem Standort einer Sportfördergruppe sowie einer Außenstelle der MAD-Stelle 4.
Im ehemaligen Neuen Proviantamt an der Rheinallee, auch „Militärbrotbäckerei“ genannt, befand sich bis zu dessen Auflösung das Bundeswehr-Dienstleistungszentrum Mainz; durch die Wohnbau Mainz wir hier Wohnen und Kultur realisiert. In der Kapellenstraße in Gonsenheim hatte zudem das Kreiswehrersatzamt Mainz bis 2006 seinen Sitz.
Der prominenteste Standort in Mainz war der Osteiner Hof, von dessen Balkon alljährlich die Fastnacht ausgerufen wird. In dem historischen Gebäude am Schillerplatz befand sich der Dienstsitz des Befehlshabers des Wehrbereichskommandos II sowie das Offizierskasino. Der Osteiner Hof diente bis 31. März 2014 auch als Standortkommandantur der Bundeswehr. Die Standorte Osteiner Hof, Rheinallee und Kapellenstraße wurden mittlerweile durch die Bundeswehr aufgegeben und an private Investoren veräußert.
Aus Kosten- und Effizienzgründen gibt es Pläne, den Standort Mainz weiter umzustrukturieren. Alle Truppenteile aus der Generalfeldzeugmeister-Kaserne sollen zukünftig in die erweiterte und modernisierte Kurmainz-Kaserne umziehen.
Die Verbundenheit der Stadt zur Bundeswehr sollte auch durch ein öffentliches Feierliches Gelöbnis am 27. Mai 2008 gezeigt werden. Obwohl in Mainz selbst keine Grundausbildung durchgeführt wird, legten 130 Rekruten des Feldjägerbataillons 251 am 176. Jahrestag des Hambacher Fests vor dem Deutschhaus, dem Sitz des Rheinland-Pfälzischen Landtags, ihr Gelöbnis ab. Bereits 2000 fand in Mainz ein öffentliches Gelöbnis statt.
In Mainz gibt es zudem vier Reservistenkameradschaften (RK), die RK Mainz, die RK Kurmainz, RK Fürst Blücher sowie RK Finthen mit zusammen rund 400 Mitgliedern. Mainz ist auch Sitz der Landesgeschäftsstelle RLP + Kreisgeschäftsstelle Mainz des Vereins Verband der Reservisten der Deutschen Bundeswehr e. V.
Die Reservistenkameradschaften sind der Kreisgruppe Rheinhessen angegliedert.

## Kultur

### Überblick
Als Stadt in der Großregion nahm Mainz am Programm des Europäischen Kulturhauptstadtjahres 2007 teil.

### Film

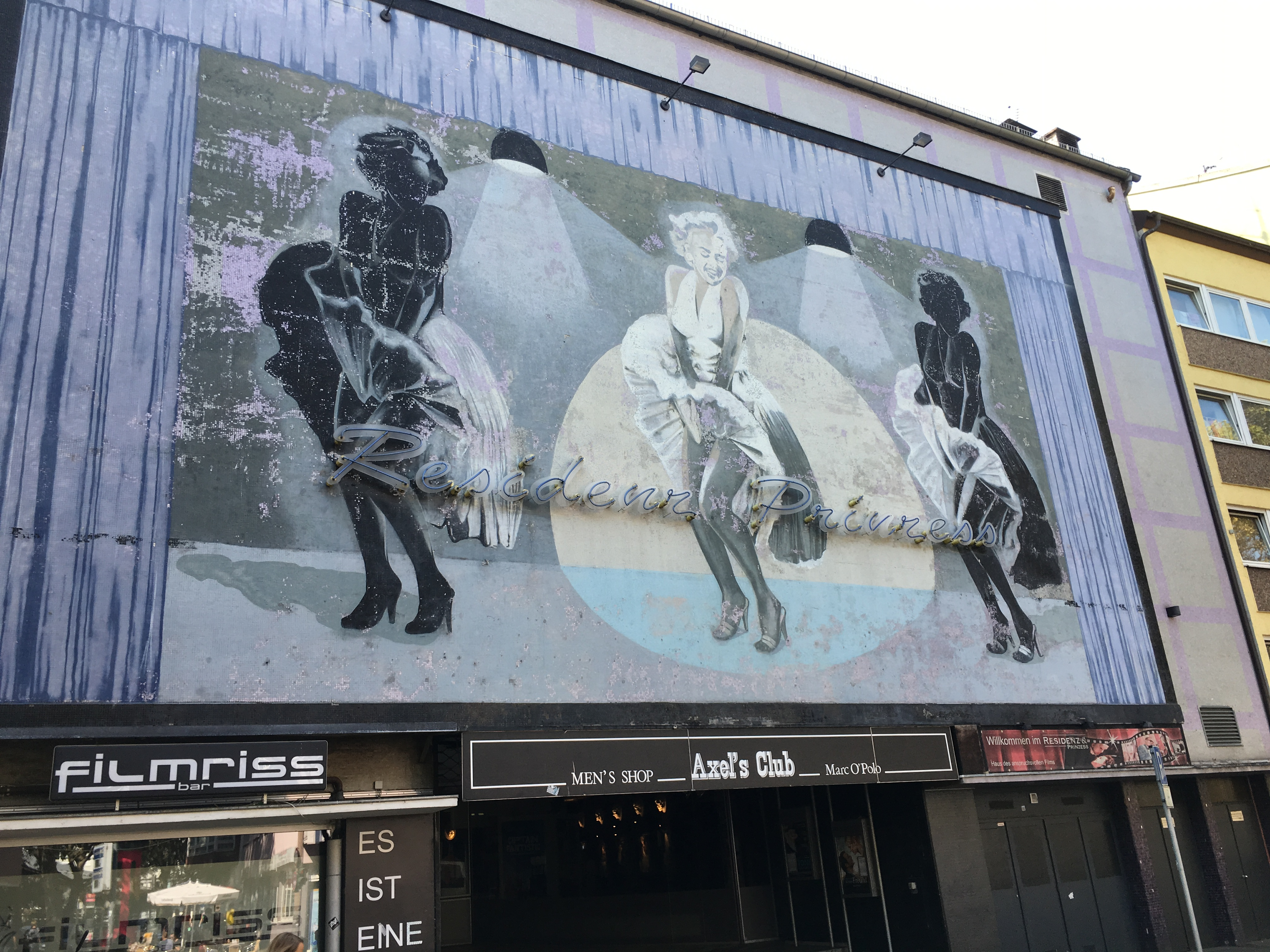
Ehemalige Kinos Residenz und Prinzess

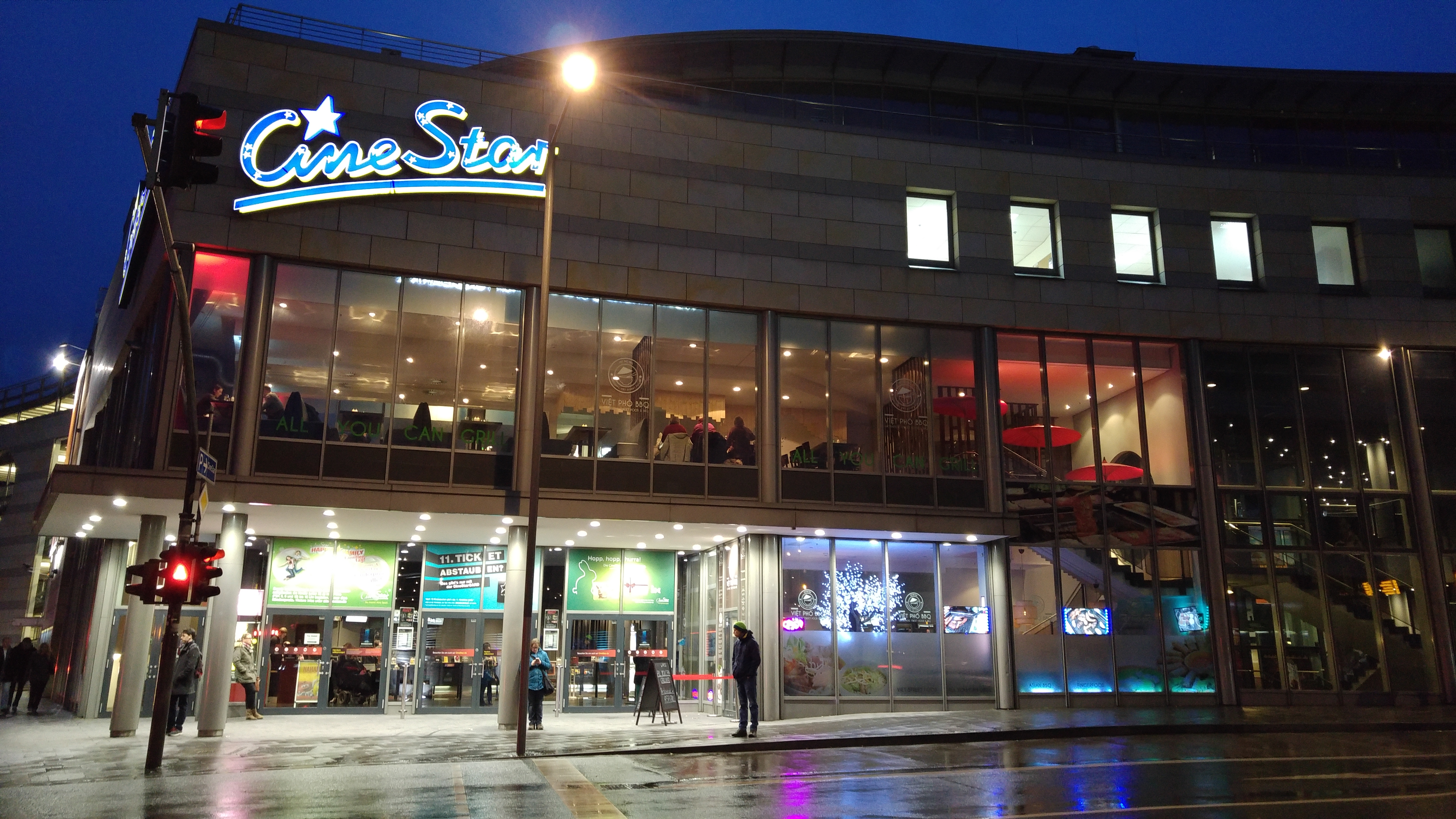
Cine Star

Mit dem FILMZ – Festival des deutschen Kinos wurde im Jahr 2001 das erste Langfilmfestival in Rheinland-Pfalz gegründet. Das Festival gibt einen Überblick über die aktuellen deutschsprachigen Produktionen und die Bandbreite der jungen Filmentwicklung. Anfang Dezember jeden Jahres verleiht FILMZ Preise für Lang- und Kurzfilme. Die Regisseure, Schauspieler und weitere Teammitglieder der Filme sind als Gäste anwesend. Neben dem Filmfestival Max Ophüls Preis in Saarbrücken, den Hofer Filmtagen und dem Festival des deutschen Films in Ludwigshafen ist das Mainzer FILMZ eines der wichtigsten Festivals, das die aktuelle Entwicklung des jungen deutschen Films verfolgt.

### Theater

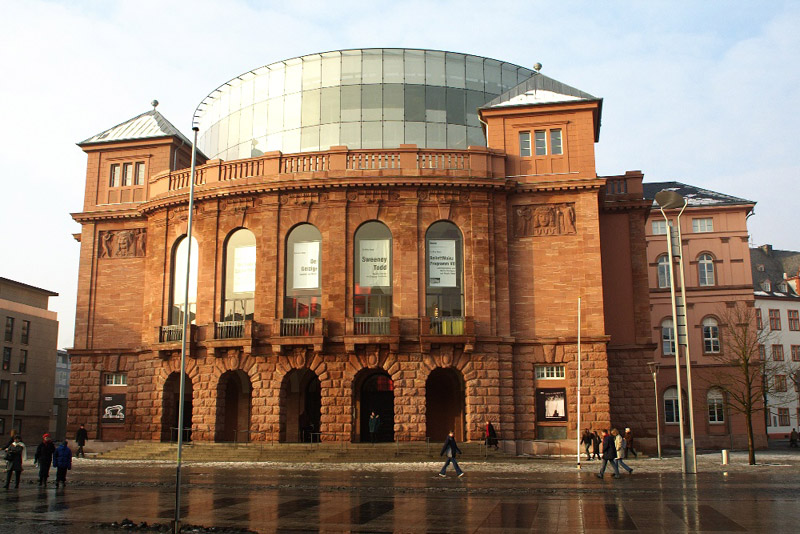
Staatstheater Mainz nach der Renovierung

In Mainz gibt es mehrere Bühnen, auf denen Theateraufführungen und Konzerte stattfinden. Das größte und das Stadtbild am meisten prägende Theater ist das Staatstheater am Gutenbergplatz. Das Staatstheater ist unterteilt in das Große Haus (siehe Bild), das Kleine Haus, das Glashaus sowie die Studiobühne U17.
Der nicht nur als Theater fungierende „Frankfurter Hof“ existiert bereits seit 1800 und kann auf eine bewegte Geschichte zurückblicken. Ursprünglich handelte es sich um ein Gasthaus mit Festsaal. Ab 1842 fanden hier die ersten Fastnachtssitzungen der gerade entstehenden Fastnacht statt. Während der Revolution von 1848 trafen sich hier die Demokraten der Stadt und bereiteten die Wahlen zur Nationalversammlung vor. Danach wurde der Hof mehrmals Schauplatz kirchlicher Veranstaltungen wie z. B. der Katholikentage von 1851 und 1871. 1944 wurde in den Sälen ein Kino eingerichtet. 1972 kaufte die Stadt das mittlerweile weitgehend ungenutzte und verfallene Gebäude. Nach einer Initiative zur Rettung des Hofes wurde er 1991 als „Kulturelles Zentrum“ renoviert und seiner heutigen Bestimmung zugeführt.
Neben diesen größeren Häusern gibt es mehrere kleinere Häuser wie die Mainzer Kammerspiele, das Mainzer Forumtheater unterhaus (mit dem „unterhaus im unterhaus“) oder das Theater im Loft des Tournéetheaters Teatro d’Arte Scarello sowie die 2005 gegründete Showbühne Mainz. In ihnen findet auch Kabarett, Comedy und Boulevardtheater statt. Auch wird hier jungen und unbekannten Künstlern eine Bühne geboten. Außerdem bietet das im Kulturzentrum M8-Bühne (im Haus der Jugend Mainz) beheimatete freie Jugendtheater Junge Bühne Mainz ein vielseitiges Programm für Kinder, Jugendliche, junge Erwachsene und Theaterinteressierte aller Altersstufen.

### Orchester
- Das Philharmonische Staatsorchester Mainz, gegründet 1876, hat seinen festen Sitz im Theatergebäude. Hauptaufgabe des Orchesters ist die musikalische Begleitung von Musiktheaterstücken wie Opern und Operetten am Theater. Daneben bildet die Aufführung von Sinfoniekonzerten einen weiteren wichtigen Bereich.
- UniOrchester der Johannes Gutenberg-Universität Mainz[147]
- Mainzer Kammerorchester
- Bläser-Ensemble Mainz – Das Ensemble wurde 1967 von Klaus Rainer Schöll gegründet und widmet sich der Musik von Gabrieli bis zur Moderne.
- Akkordeon-Orchester Mainz
- Sinfonisches Blasorchester des Peter-Cornelius-Konservatoriums, 1991 gegründet von Gerhard Fischer-Münster
- Bläserensemble des Peter-Cornelius-Konservatoriums, 1981 gegründet von Gerhard Fischer-Münster
- Sinfonietta Mainz
- Rheinische Orchesterakademie Mainz e. V. (ROAM)
- Landespolizeiorchester Rheinland-Pfalz

### Chöre
- Der Mainzer Domchor geht auf eine Gründung des Bischofs Wilhelm Emmanuel von Ketteler im Jahr 1866 zurück. Er bildet sich aus Knaben- und Männerstimmen und umfasst über 160 Mitglieder. Hauptaufgabe des Chores ist die Begleitung der Stifts- und Pontifikalämter im Mainzer Dom.
- UniChor der Johannes Gutenberg-Universität Mainz[148]
- Die Domkantorei St. Martin ist ein 1987 gegründeter gemischter Chor. Neben der Begleitung der Domgottesdienste tritt er auch zu regulären Konzerten auf.
- Der Mädchenchor am Dom und St. Quintin, Mainz wurde 1994 gegründet. Hauptaufgabe des Chores ist die musikalische Gestaltung der Gottesdienste im Hohen Dom zu Mainz und in der Pfarrkirche St. Quintin.
- Bachchor Mainz
- Der Mainzer Figuralchor wurde 1979 von Stefan Weiler gegründet und bis zu seiner Auflösung im Jahr 2014 geleitet. Er führte geistliche und weltliche A-cappella-Werke aller Stil-Epochen sowie oratorische Kompositionen auf. Ein besonderer Akzent lag auf den Werken Johann Sebastian Bachs und zeitgenössischer Komponisten.
- Johanniskantorei Mainz
- Das Ensemble Chordial wurde 2008 von Mainzer Studenten gegründet und probt in der Evangelischen Studierenden-Gemeinde. Das Repertoire des Chores reicht von Werken des Barocks über romantische und impressionistische Stücke bis hin zur Moderne.
- Mainzer Singakademie
- Colours of Gospel sind ein 1998 gegründeter und von Collins Nyandeje geleiteter Gospelchor
- Die Uferlosen wurden 1997 als gemischter lesbischwuler Chor gegründet.[149]
- Das Ensemble Vocale Mainz wurde 1984 von Wolfgang Sieber als kleines Vokalensemble gegründet und hat sich innerhalb kurzer Zeit zu einem Kammerchor entwickelt, der sich vor allem A-cappella-Literatur widmet und mit der Pfarreikirche St. Bonifaz kooperiert.
- convivium musicum mainz (Junger Chor am Musikwissenschaftlichen Institut der Johannes Gutenberg-Universität Mainz)
- Capella Moguntina ist ein im Jahr 2006 gegründetes junges Ensemble für Kirchenmusik an St. Quintin. Der Chor besteht derzeit aus 20 Mitgliedern, die sich dem Studium und der Aufführung geistlicher Vokalmusik der Renaissance und des Barocks zur Aufgabe gemacht haben. Das Repertoire ist sowohl in die Liturgie an der Pfarrkirche St. Quintin als auch in verschiedene Konzerte eingebettet und umfasst Werke bis in die Moderne.
- Die Kinder- und Jugendkantorei St. Alban, welche 1971 von ihrem Chorleiter Heinz Lamby gegründet wurde, zählt heute rund 40 Mitglieder.
- Die 1988 gegründete Chorabteilung des Peter Cornelius Konservatoriums umfasst einen Kinder- und einen Jugendchor sowie den Peter-Cornelius-Chor.
- Der 1978 gegründete Mainzer Madrigalchor ist ein gemischter Kammerchor und auf vokale Arrangements aus Renaissance und Barock spezialisiert.[150]

### Museen

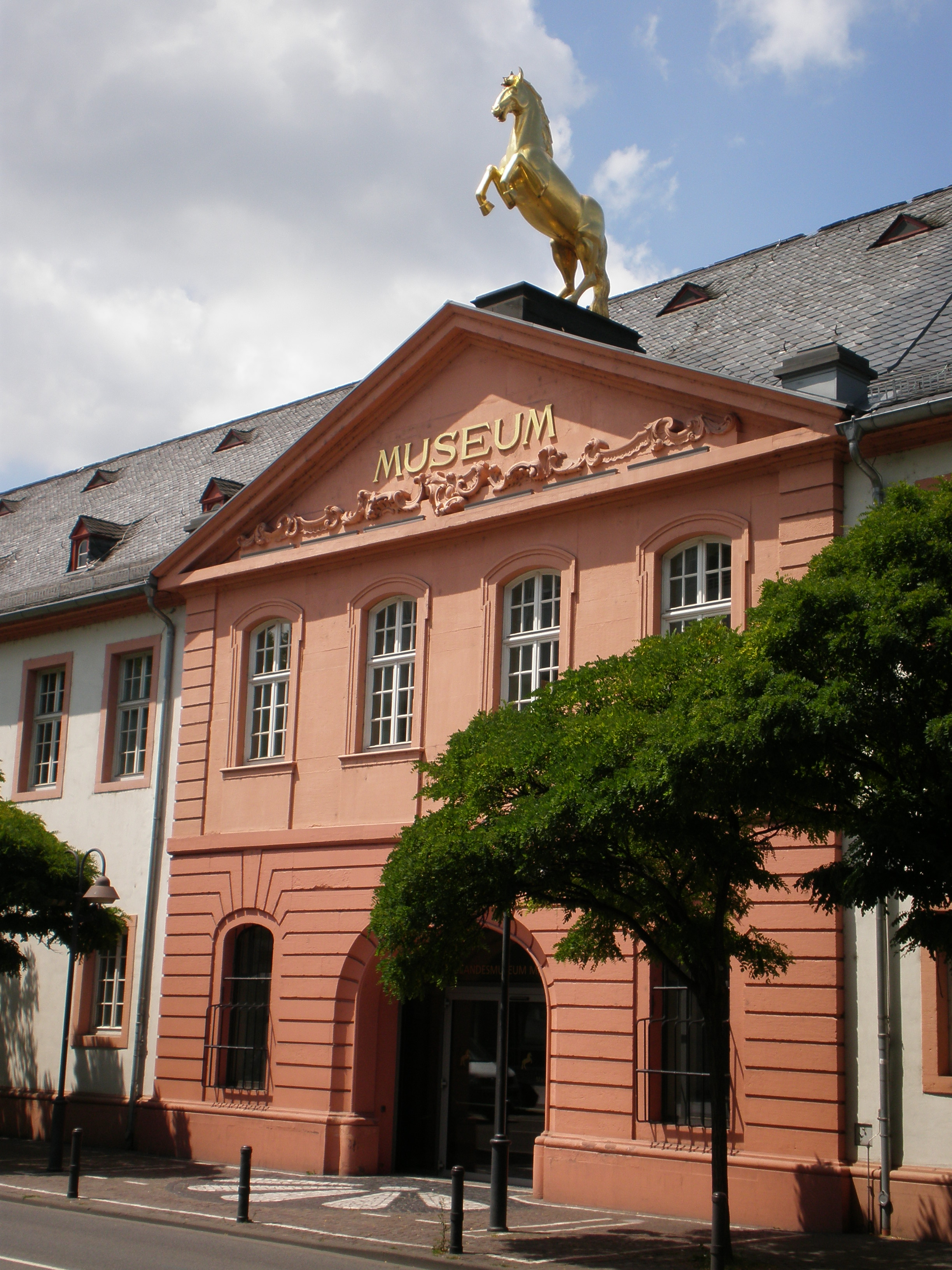
Landesmuseum in der Golden-Ross-Kaserne

Die Mainzer Museenlandschaft ist von historischen Museen geprägt. Das bereits 1852 gegründete Römisch-Germanische Zentralmuseum (RGZM) war im Kurfürstlichen Schloss untergebracht und wird als Leibniz-Zentrum für Archäologie in einem Neubau in der südlichen Mainzer Altstadt in direkter Nachbarschaft zum Museum für antike Schifffahrt Ende 2024 neu eröffnet werden. Neben Sammlungen zur Vor- und Frühgeschichte, zur römischen Geschichte und zum frühen Mittelalter besitzt das Museum umfangreiche Restaurierungswerkstätten. Diese gehören zu den weltweit größten Einrichtungen ihrer Art und genießen internationalen Ruf. Sie werden mit der Konservierung und Restaurierung weltweit bedeutender archäologischer Funde wie z. B. des Gletschermanns aus Südtirol oder des Goldschatzes von Sipán (Grabbeigaben eines vorinkazeitlichen Fürsten aus Peru) beauftragt.
Eine breiter angelegte Sammlung von der Steinzeit bis in die Moderne bietet das Landesmuseum Mainz. Das Landesmuseum Mainz wurde 1803 gegründet und ist somit eines der ältesten Museen in Deutschland. Es ist im Zentrum von Mainz in der Großen Bleiche im ehemaligen kurfürstlichen Marstall, der „Golden-Ross-Kaserne“, beheimatet und beherbergt die bedeutendste Kunstsammlung des Landes Rheinland-Pfalz. Aus der Zeit des römischen Mogontiacum wird eine Vielzahl von Exponaten ausgestellt. Beeindruckend sind vor allem die zum Teil monumentalen Steindenkmäler in der sogenannten Steinhalle, unter anderem auch die Originalfunde der Große Mainzer Jupitersäule und des Dativius-Victor-Bogens. Ebenfalls bedeutend sind der „Mainzer Römerkopf“, das qualitativ hochwertige Porträt eines Angehörigen des Julisch-Claudischen Kaiserhauses und der Bronzekopf einer Frau, möglicherweise der Kopf der keltischen Göttin Rosmerta. Die umfangreiche Gemäldesammlung des Museums geht auf eine Schenkung von 36 Bildern durch Napoleon zurück, die auch Anlass der Gründung des Museums war.
Einen weiteren tiefen Einblick in die Geschichte des römischen Mainz ermöglicht das Museum für Antike Schifffahrt, in dem die Römerschiffe ausgestellt sind, die 1980/81 bei den Bauarbeiten für einen Hotelkomplex am Rheinufer gefunden wurden, sowie das Heiligtum der Isis und Mater Magna, das ebenfalls bei Bauarbeiten entdeckt wurde und im Untergeschoss der heutigen Römerpassage zu besichtigen ist. Die im Heiligen Bereich gemachten Funde werden dort zusammen mit den baulichen Überresten seit 2003 in einer nach modernsten museumspädagogischen Aspekten multimedial inszenierten Ausstellung gezeigt.

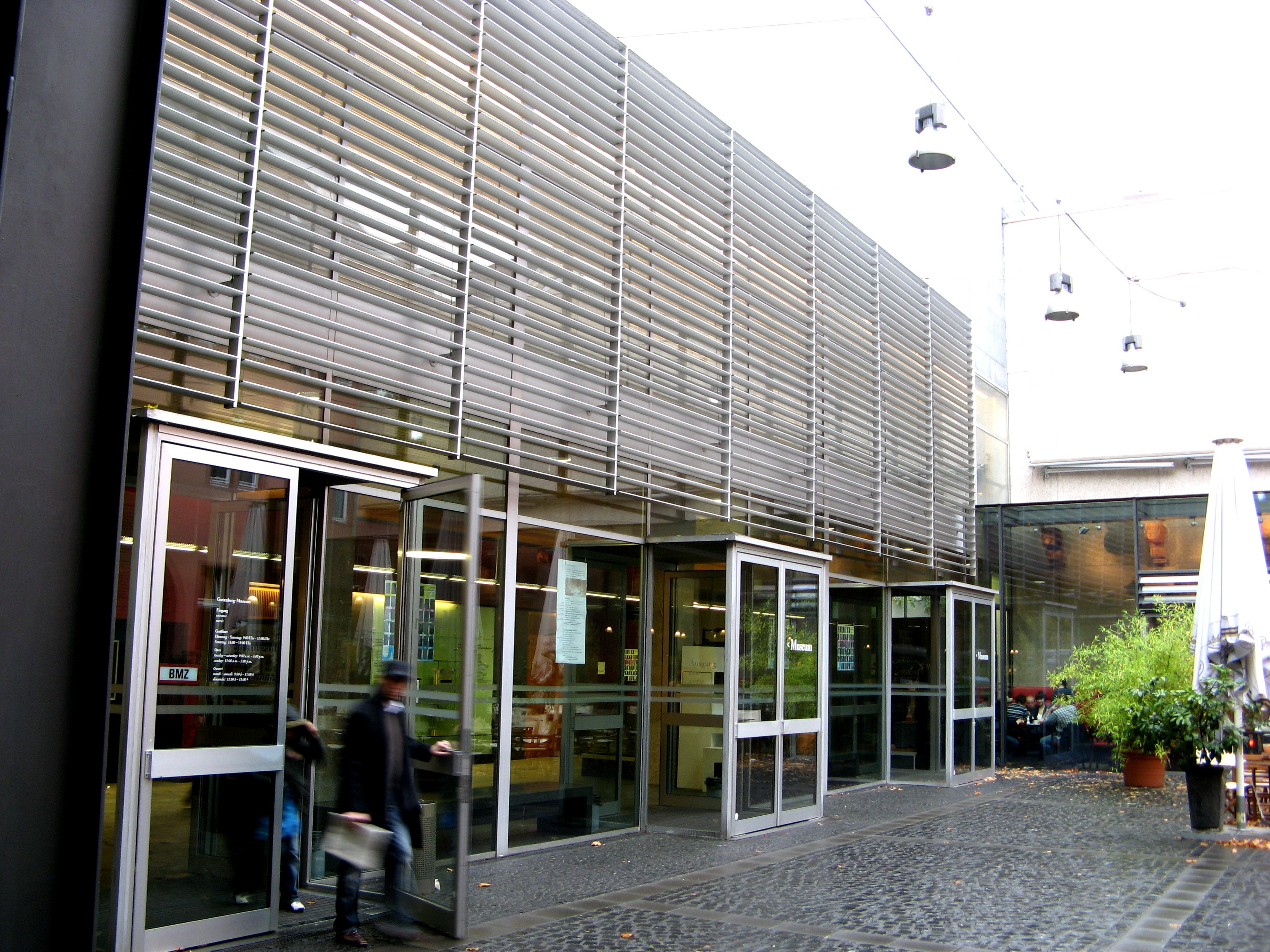
Hauptausstellungsbau des Gutenbergmuseums (Entwurf von Rainer Schell, 1962 vollendet)

Im weltweit einmaligen Museum für Druckkunst, dem Gutenberg-Museum, erhält man einen Einblick in die von Johannes Gutenberg in Mainz erfundene Drucktechnik. Das Museum verfügt zudem über zwei der 49 erhaltenen Gutenbergbibeln. Umfangreiche Exponate zur Geschichte der Drucktechnik, der Typographie und des mechanischen Drucks ergänzen die Sammlungen des Museums.
Das Bischöfliche Dom- und Diözesanmuseum im Kreuzgang des Mainzer Doms informiert über die Geschichte der romanischen Bischofskirche und des Bistums Mainz. Der närrischen Historie der Stadt ist das Mainzer Fastnachtsmuseum gewidmet. Daneben gibt es für einen allgemeinen Überblick auch noch das Stadthistorische Museum auf dem Gelände der Zitadelle Mainz. Das Naturhistorische Museum ist das größte seiner Art in Rheinland-Pfalz. Schwerpunkte der Museumsarbeit liegen in den Bio- und Geowissenschaften. Das Mainzer Garnisonsmuseum ist stilgerecht auf der Zitadelle in drei Kasematten zwischen dem Kommandantenbau und der Bastion Germanicus untergebracht und zeigt die über 2000-jährige Geschichte der Festungsstadt Mainz. Zeitgenössische Kunst zeigt die Kunsthalle Mainz im Mainzer Zollhafen.

### Bibliotheken
Mainz kann als Geburtsstadt der Druckkunst auf eine lange Tradition von Bibliotheken und Büchersammlungen zurückblicken. Den Anfang machte die Bibliotheca Universitatis Moguntinae der 1477, also im Spätmittelalter, gegründeten Kurfürstlichen Universität. Diese bildete 1805 den Grundstock für die auf direkte Anordnung des französischen Innenministers Champagny gegründete Mainzer Stadtbibliothek. Weitere bis heute erhaltene Altbestände an Büchern der nunmehr städtischen Bibliothek resultieren aus den Büchersammlungen der Ende des 18. Jahrhunderts aufgelösten Klöster wie z. B. Kartause, Reichklara und Altmünster sowie der 1773 nach Aufhebung des Jesuitenordens aufgelösten Niederlassung des Ordens in Mainz.
Zu Beginn des 20. Jahrhunderts fand die Mainzer Stadtbibliothek ihre dauerhafte Bleibe in einem neu errichteten Jugendstilgebäude an der Mainzer Rheinallee in direkter Nachbarschaft zum Kurfürstlichen Schloss. Die Mainzer Stadtbibliothek gliedert sich heute in die Wissenschaftliche Stadtbibliothek und in die Öffentliche Bücherei mit breitem Angebot, das sich an alle Mainzer Bürger richtet. Diese fand Anfang der 1980er-Jahre als „Öffentliche Bücherei – Anna Seghers“ ihren dauerhaften Platz in einem der beiden Hochhaustürme am Bonifaziusplatz in der Nähe des Mainzer Hauptbahnhofs. Teile der Öffentlichen Bücherei sind in Form von fünf Stadtteilbüchereien ausgelagert.
Der Aufbau der heutigen Universitätsbibliothek Mainz begann 1946 im Zuge der Wiedereröffnung der Mainzer Universität. Am Anfang der Nachkriegsgeschichte in Mainz stand der Aufbau von dezentralen Bibliotheken. Erst danach wurde die Universitätsbibliothek/Zentralbibliothek gegründet, die 1964 ein eigenes neues Gebäude bezog. Ihr Bestand umfasst in der Hauptsache Werke der letzten hundert Jahre. Das letzte Jahrzehnt stand im Zeichen des Aufbaus von fachübergreifenden Bereichsbibliotheken als Bestandteilen der Universitätsbibliothek und der Bereitstellung eines breiten elektronischen Angebots.
Die Martinus-Bibliothek im Arnsburger Hof in der Mainzer Altstadt ist die wissenschaftliche Diözesanbibliothek des Bistums Mainz. Sie ist mit etwa 300.000 Bänden und 200 dauernd gehaltenen Zeitschriften ausgestattet. Dazu kommen 900 Inkunabeln und 120 Handschriften, die bis ins 9. Jahrhundert zurückreichen. Sie ist eine der größten öffentlichen Spezialbibliotheken für Philosophie und Theologie.

### Clubs und Diskotheken
Die Clubs werden insbesondere von den zahlreichen Studierenden der Stadt besucht. Mittwochs ist der Eintritt in den Clubs vielerorts frei oder günstiger.

### Regelmäßige Veranstaltungen

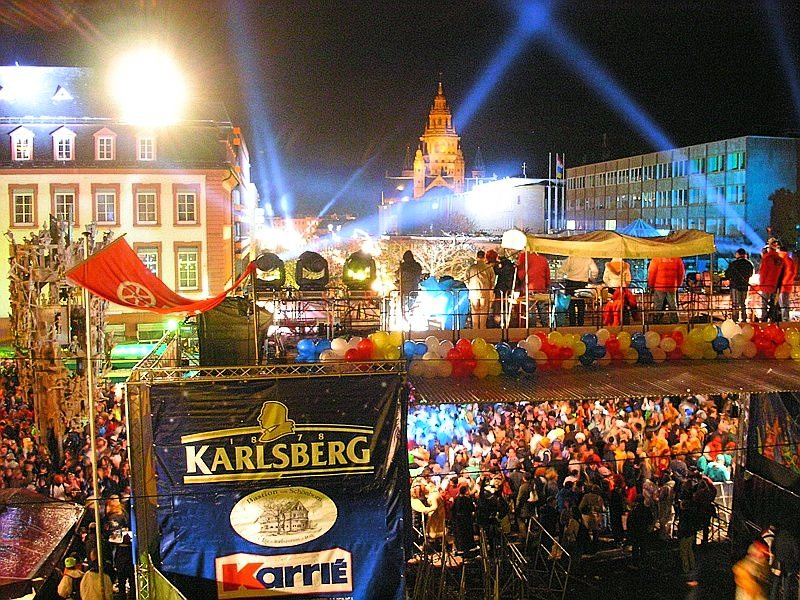
Rosenmondnacht auf der Lu' (2004)

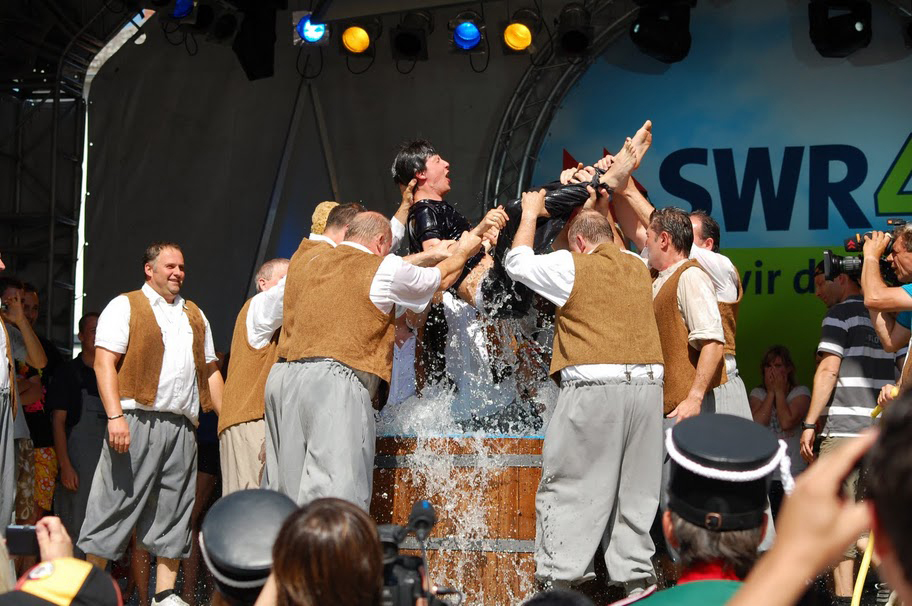
Buchdruckertradition auf dem Johannisfest: Das Gautschen der neuen Buchdruckergesellen (2010)

- Januar/Februar/März: Mainzer Fastnacht mit zahlreichen Prunksitzungen (darunter Mainz bleibt Mainz, wie es singt und lacht), Mainzer Rosenmontagszug und Fastnachtsbällen (z. B. der Prinzengardenball)
- Februar: Verleihung des deutschen Kleinkunstpreises im unterhaus
- März: Rheinland-Pfalz Ausstellung bis 2004 im Volkspark, seit 2005 im Gewerbepark Hechtsheim-Süd
- März: Mainzer-Tanztage (9-Tage-Programm zu Bewegung, Rhythmus und Tanz in Mainz und Umgebung bzw. Rheinhessen)
- Mai: Mainzer Minipressen-Messe; Gutenberg-Marathon
- Mai/Juni: Open-Ohr-Festival in der Zitadelle
- Mai bis September: Kulturprogramm „Mainz lebt auf seinen Plätzen“
- Juni: Johannisnacht (Volksfest)
- Juni: Run for children – Benefiz-Veranstaltung für Kinderhilfsprojekte
- Juli: Mainzer Bierbörse
- Letzter Samstag im Juli: Sommerschwüle – lesbisch-schwules Fest mit überregionalem Publikum (jährlich seit 1993; bis 2003 in der Alten Ziegelei, ab 2004 im KUZ)
- Juli/August: Skate Nights
- August/September: Mainzer Weinmarkt
- September: Interkulturelle Woche; Mainzer Museumsnacht
- Oktober: Mainzer Oktoberfest
- Oktober: Mantelsonntag[154]
- Oktober: Stijlmarkt[155]
- November/Dezember: FILMZ – Festival des deutschen Kinos, Mainzer Büchermesse; Weihnachtsmarkt; ein- bis zweijährlich Akut-Festival für Jazz

### Kulinarische Spezialitäten

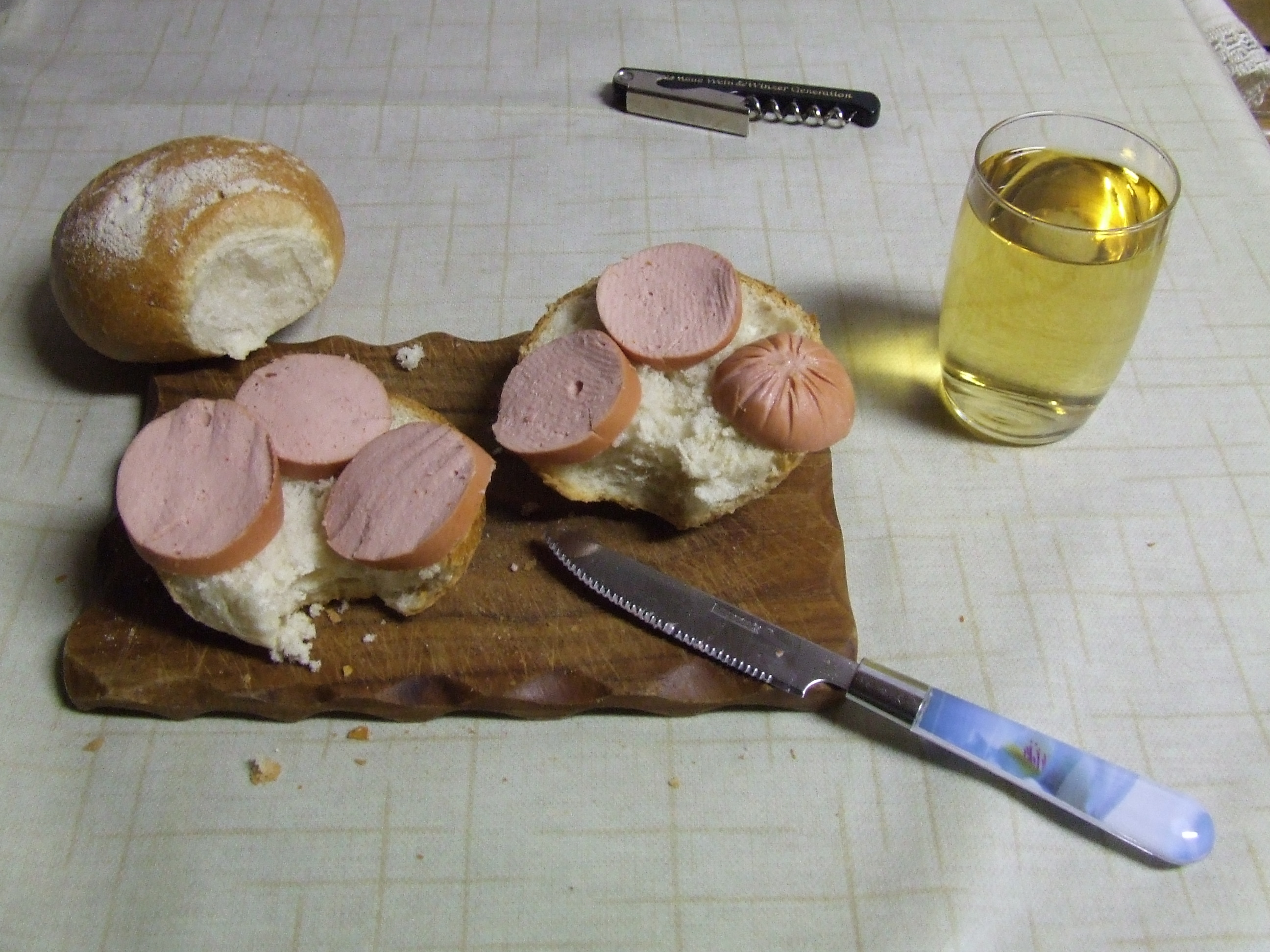
Mainzer Nationalgericht: Weck, Worscht und Woi (natürlich aus der Mainzer Stange)

Mainz ist sowohl aufgrund der Historie wie auch der geografischen Lage eng mit dem Weinanbau verbunden. Im Stadtgebiet von Mainz gibt es verschiedene Weinlagen, aus denen hochprämierter Mainzer Wein gewonnen wird. Der Wein wird dabei noch oft in der Mainzer Stange als „Schoppen“ serviert. Wer den Wein lediglich probieren will, trinkt aus einem Piffche. Aus der Weinkultur stammen auch einige der traditionellen Gerichte, die im Mainzer Raum seit langem nachzuweisen sind: Spundekäs, Handkäs mit Musik und der Mainzer Käse sind Gerichte, die in Weinstuben zum Wein gereicht werden. Auch die Kombination von Pellkartoffeln (im Dialekt Quellmänner), Butter, Leberwurst und Salz hat als früheres Mainzer Gericht für arme Bevölkerungsschichten noch überlebt. Auch Nierenspieße oder Nierenragout sind in der Mainzer Küche zu finden. Ebenfalls als typisches Mainzer Gericht gilt in dieser Kombination auch Weck, Worscht un Woi. Die Nähe zu Rheinhessen sorgt dafür, dass auch die kulinarischen Spezialitäten des Umlandes gerne gegessen werden und eine echte Abgrenzung nicht existiert. Durch die lange Tradition der Mainzer jüdischen Gemeinde haben sich auch Spezialitäten aschkenasischer Juden (miminhagei jehudei ashkenas) erhalten, die erstmals von Jakob ben Moses haLevi Molin beschrieben wurden. Dazu zählt beispielsweise die Grüne Sauce.
Zu den bekanntesten Sektkellereien gehört die Kupferberg-Sektkellerei. Aber auch Bier wurde früher in Mainz gebraut. Bis zu Anfang des 20. Jahrhunderts gab es zahlreiche Gasthaus- und Großbrauereien. Zu den bekanntesten, heute nicht mehr existierenden Brauereien zählten die Mainzer Aktien-Bierbrauerei und die früh auf die Frankfurter Binding-Brauerei übergegangene Schöfferhof-Brauerei. Heute gibt es neben der Gasthausbrauerei Eisgrub auch die zwei Brauereien KuehnKunzRosen und Eulchen Brauerei, die für den lokalen und überregionalen Markt Bier herstellen.
Das Dom-Café wurde 1792 als erstes Kaffeehaus in Mainz und eines der ältesten überhaupt im heutigen Deutschland eröffnet. Franz-Anton Aliski erhielt vom Mainzer Domkapitel im Frühjahr 1792 die Konzession, in einem der gerade von Franz Neumann geschaffenen Domhäuser am Marktportal des Domes ein Kaffeehaus mit handwerklich produzierten Torten, Kuchen, Pralinés, Petits Fours, Speiseeis und Pâtisserie nach Wiener Art einzurichten. Mainz war zu diesem Zeitpunkt ein Zentrum der Konterrevolutionäre und beherbergte viele heimatlose Adelige. Die spätere österreichische Garnison nahm dieses heimatliche Angebot gerne an. Seitdem besteht in Mainz eine florierende Kaffeehausszene. Aus dieser Tradition heraus stammt auch noch die Beliebtheit von Brezeln und Salz-/Kümmelstangen.
Der Mainzer Schinken war eine Spezialität der Mainzer Metzger, die vor allem in Frankreich sehr populär war. Bis zum Ersten Weltkrieg exportierte Mainz die Delikatesse in die Markthallen von Paris. Von François Rabelais wird diese Spezialität in seinem mehrbändigen humoristischen Romanzyklus um die beiden Riesen Gargantua und Pantagruel mit dem Bayonner Schinken qualitativ gleichgestellt. In Frankreich wird der Jambon de Mayence nach wie vor in einem Kinderlied besungen und im heutigen Mainz als alte Mainzer Spezialität gerade wiederentdeckt und hergestellt.

## Natur
Bei einem bundesweiten Vergleich der Deutschen Umwelthilfe (DUH) im Jahr 2024 zum Grad der Versiegelung von Städten, schnitt Mainz am fünftschlechtesten ab, es fehle an Grün. Trotz aller Gefährdungen habe sich aber in der vom Menschen stark geprägten Region die Natur schützenswerte Räume und Rückzugsgebiete erhalten, mitunter mitten in der Stadt, so Christian Henkes vom NABU Mainz und Umgebung. Bereits im Jahr 2020 hatte die Stadt Mainz die Umsetzung einer Biodiversitätsstrategie beschlossen, um den Artenreichtum in der Stadt zu fördern. In dem zugehörigen Papier wird ein Überblick über die vorhandenen Naturschutzgebiete etc. gegeben:

„In Mainz gibt es 5 NATURA 2000-Gebiete (802 ha), 8 Naturschutzgebiete (NSG, 735 ha), 4 Landschaftsschutzgebiete (LSG, 3903 ha), 13 Geschützte Landschaftsbestandteile (GLB, 28 ha) sowie 27 Naturdenkmäler (ND, ca. 11 ha); NATURA 2000-Gebiete sind z. T. auch als Naturschutzgebiete ausgewiesen, weshalb sich diese Flächen überlagern können. […] Da sich das Stadtgebiet über zehn Naturräume erstreckt, ist die Vielfalt der Lebensräume in Mainz besonders groß. So gibt es bspw. Feuchtgrünland, Teiche und Röhrichte im Laubenheimer Ried, trockene Sandheiden und Binnendünen im Mainzer Sand sowie Streuobstwiesen im Höllenberg. Zu den Höhepunkten zählen die über 170 Stechimmen-Arten der Zitadelle, die große Storchenkolonie im Laubenheimer Ried und die vom Aussterben bedrohten Steppenpflanzen im Mainzer Sand. Hinzu kommen ‚gesetzlich geschützte Biotope‘, die per se ohne Ausweisungsverfahren nach § 30 BNatSchG und § 15 LNatSchG unter Schutz stehen, sowie ökologisch wertvolle ‚Biotopflächen‘ im Eigentum der Stadt. […] Der Zustand der Schutzgebiete ist unterschiedlich. So gibt es einige Erfolge in der Ausbreitung streng geschützter Arten. Als problematisch erweisen sich hingegen invasive Neophyten, der große Naherholungsdruck, freilaufende Hunde, Baumaßnahmen, Kulturschutzeinrichtungen, die Artenverarmung durch Nährstoffeinträge sowie die begrenzten Kapazitäten in Betreuung und Vollzug.“

Besondere Aufmerksamkeit fand in den letzten Jahren das Pilotprojekt einer ökologischen Mauersanierung der Zitadelle Mainz, bei der Kompromisse zwischen dem Schutz der z. T. seltenen Mauerbewohner und den Fragen des Denkmalschutzes gefunden werden mussten. Beispielhaft war die Renaturierung des Gonsbaches ab 2014, weitere innerstädtische Bäche wie der Aubach sollen folgen. Da in der Stadt wegen verschiedener Baumaßnahmen Bäume bedroht sind und immer wieder gefällt werden, haben sich 2024 sechs Gruppen und Institutionen zu einem „Baumbündnis“ zusammengeschlossen, das „unnötige Fällungen“ verhindern will.

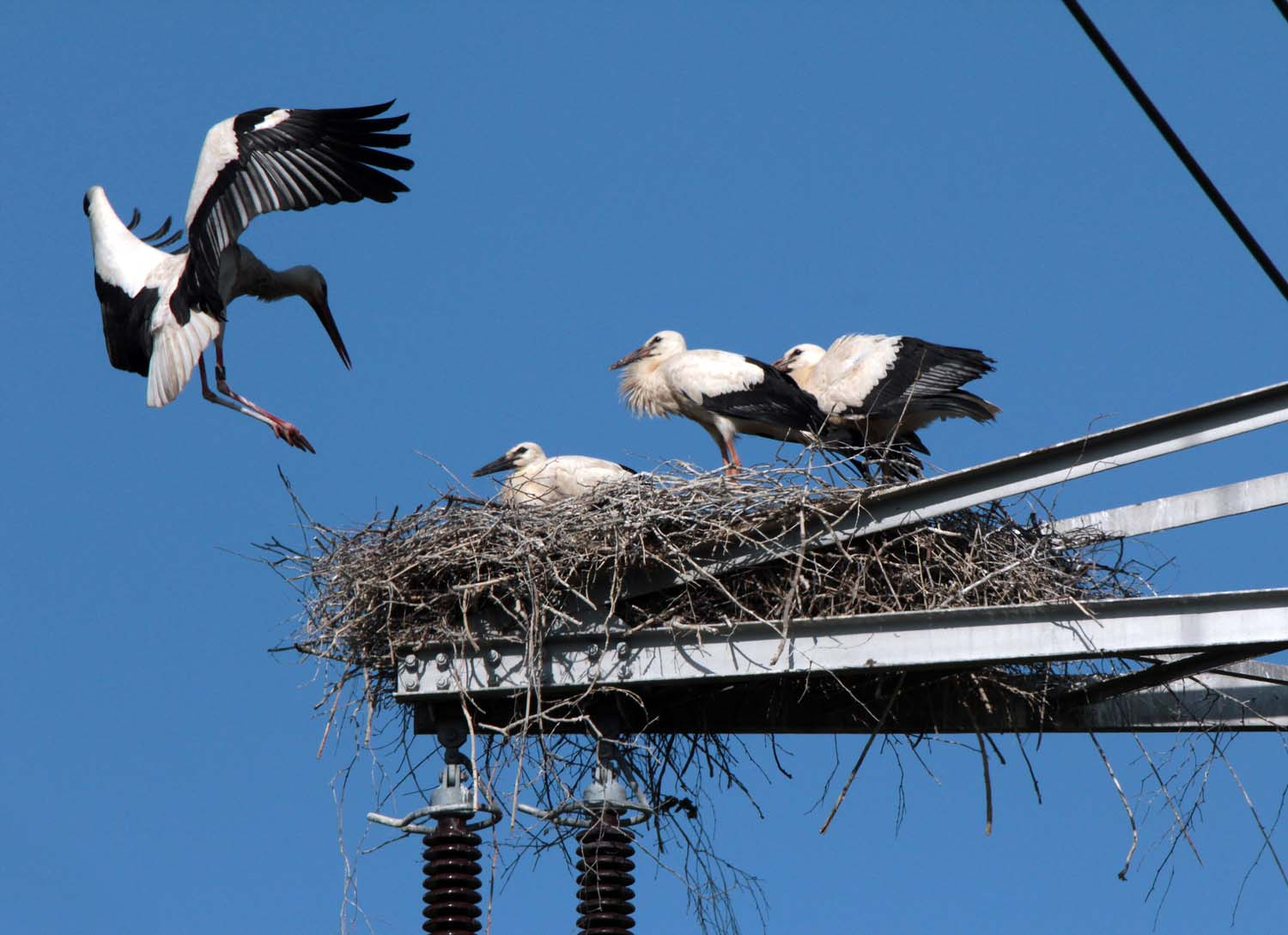
Eines der zahlreichen Storchennester auf der Stromtrasse im Laubenheimer Ried
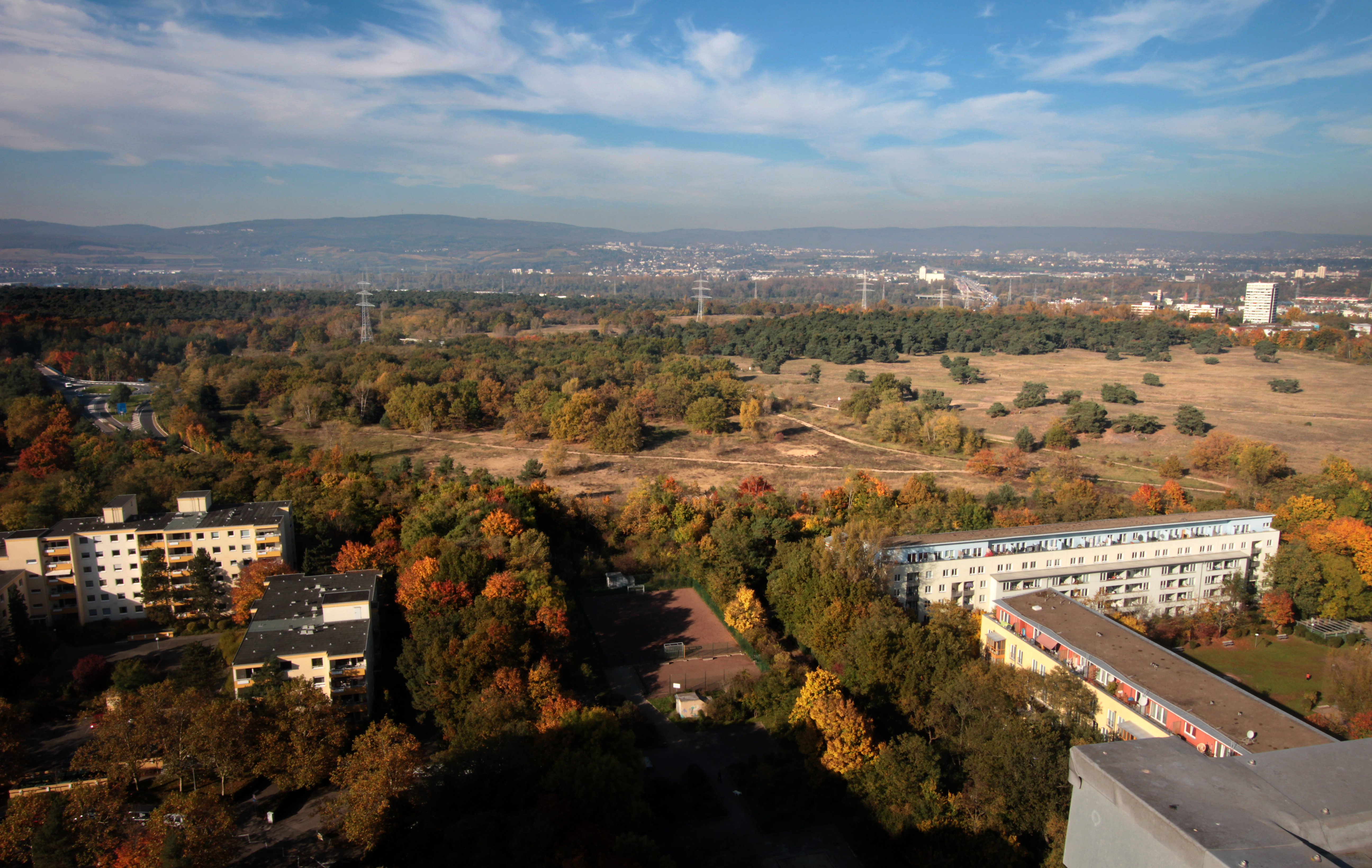
Naturschutzgebiet Mainzer Sand, ein Steppengebiet von europäischer Bedeutung, aufgenommen vom Hochhauskomplex Elsa
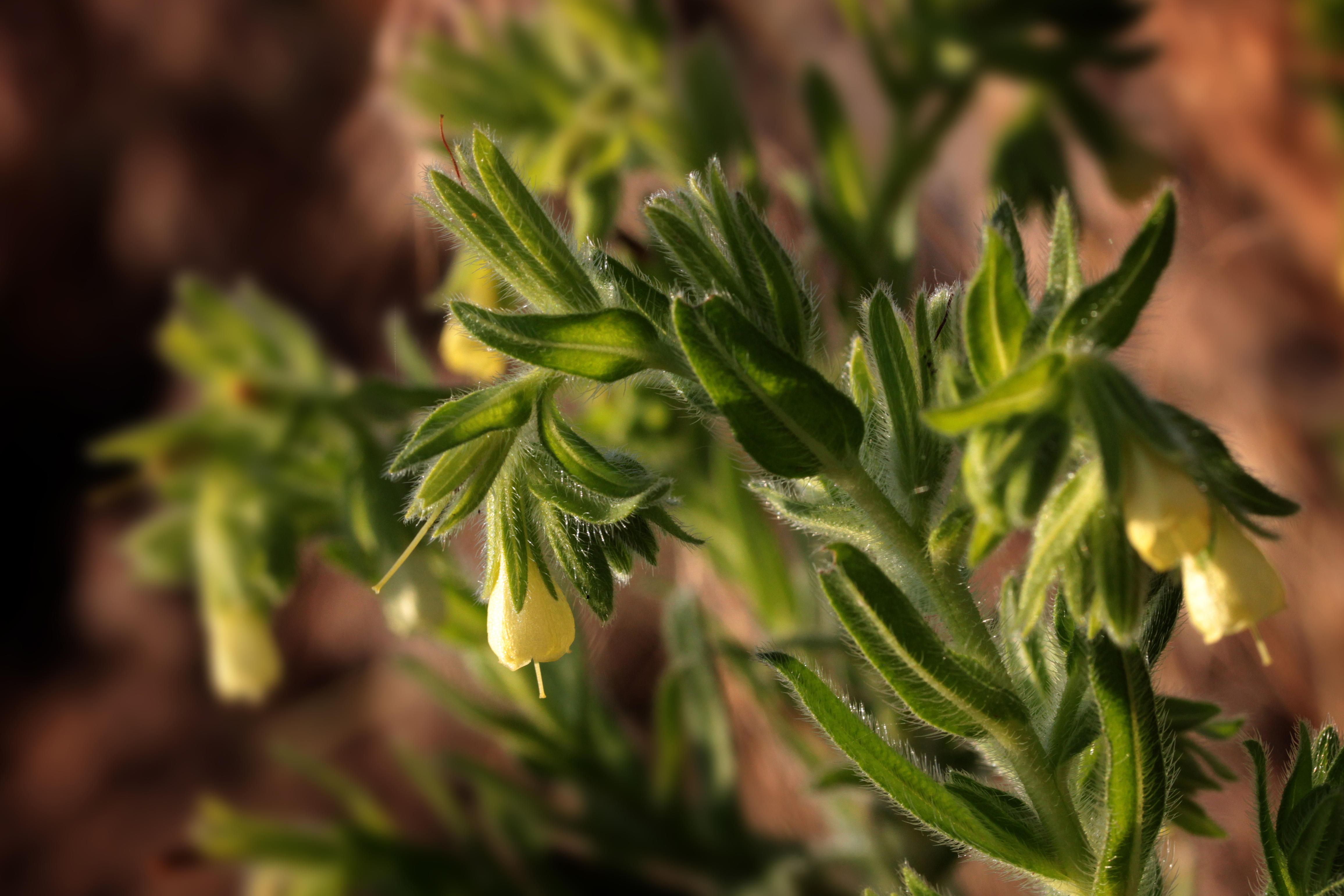
Das vom Aussterben bedrohte Sand-Lotwurz, das nur noch in wenigen hundert Exemplaren im Mainzer Sand vorkommt
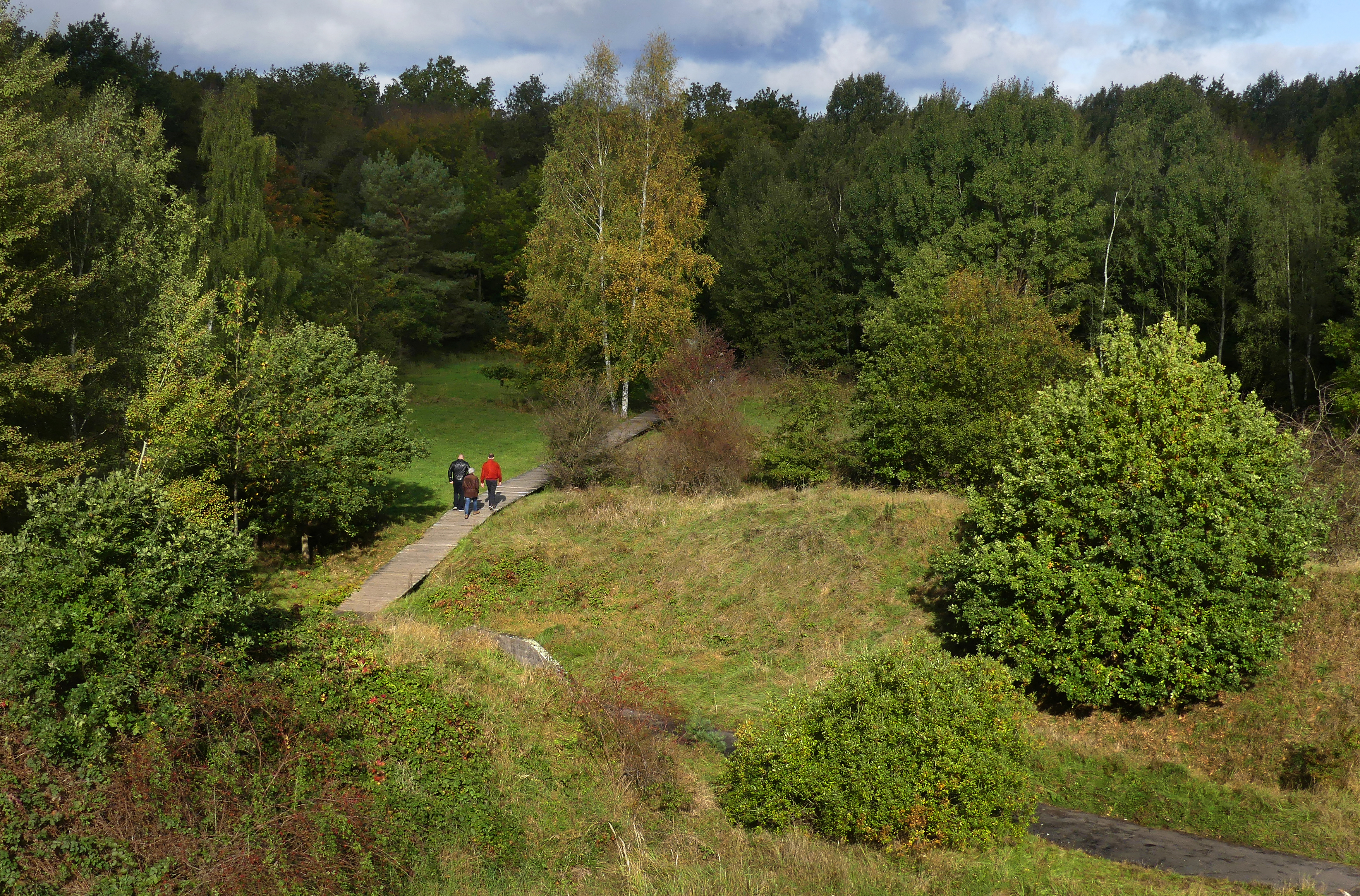
Unterschiedliche Landschaftstypen im Ober-Olmer Wald
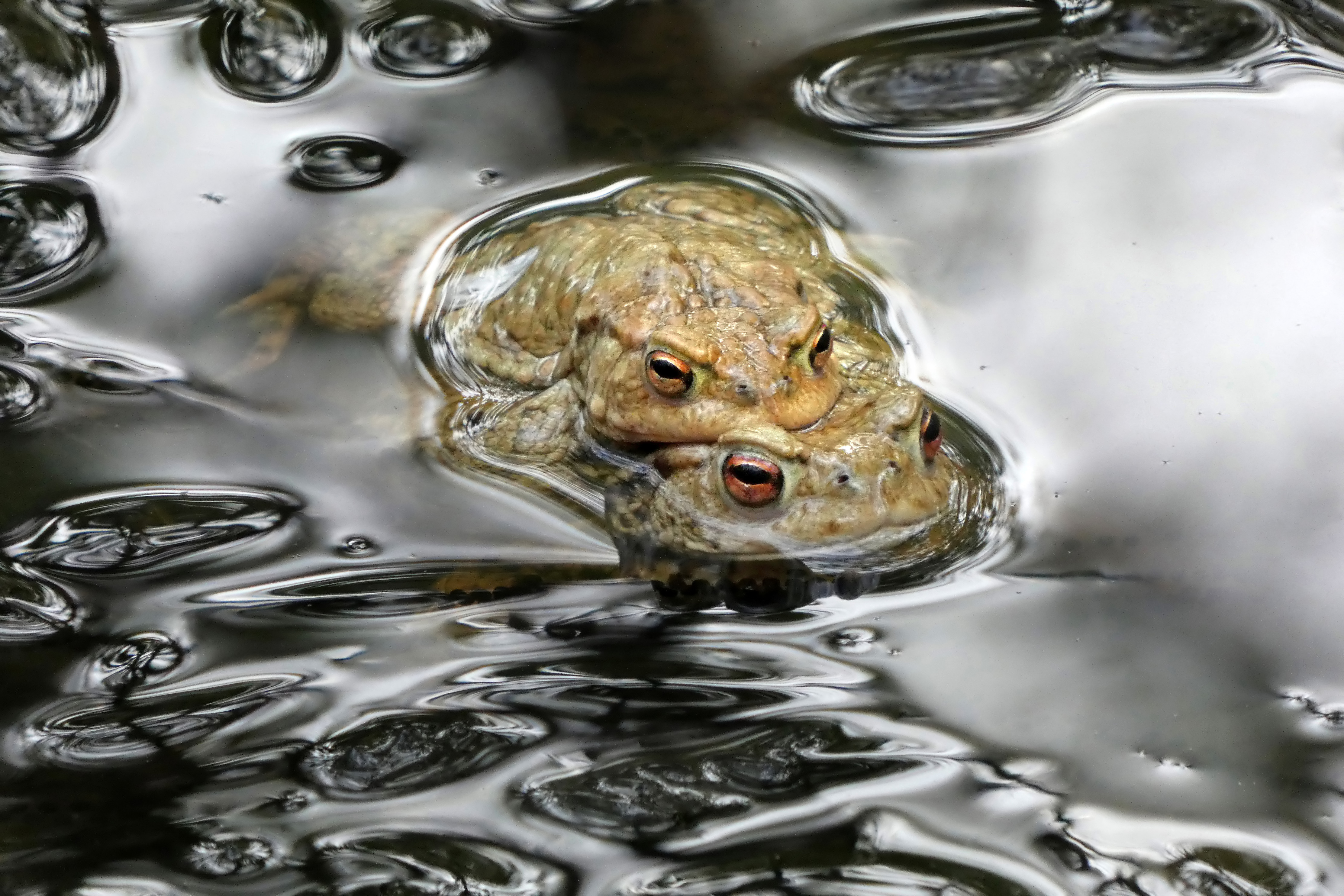
Im Naturschutzgebiet Wiesen am Layenhof – Ober-Olmer Wald sind kleine Tümpel ein Paradies für geschützte Amphibien
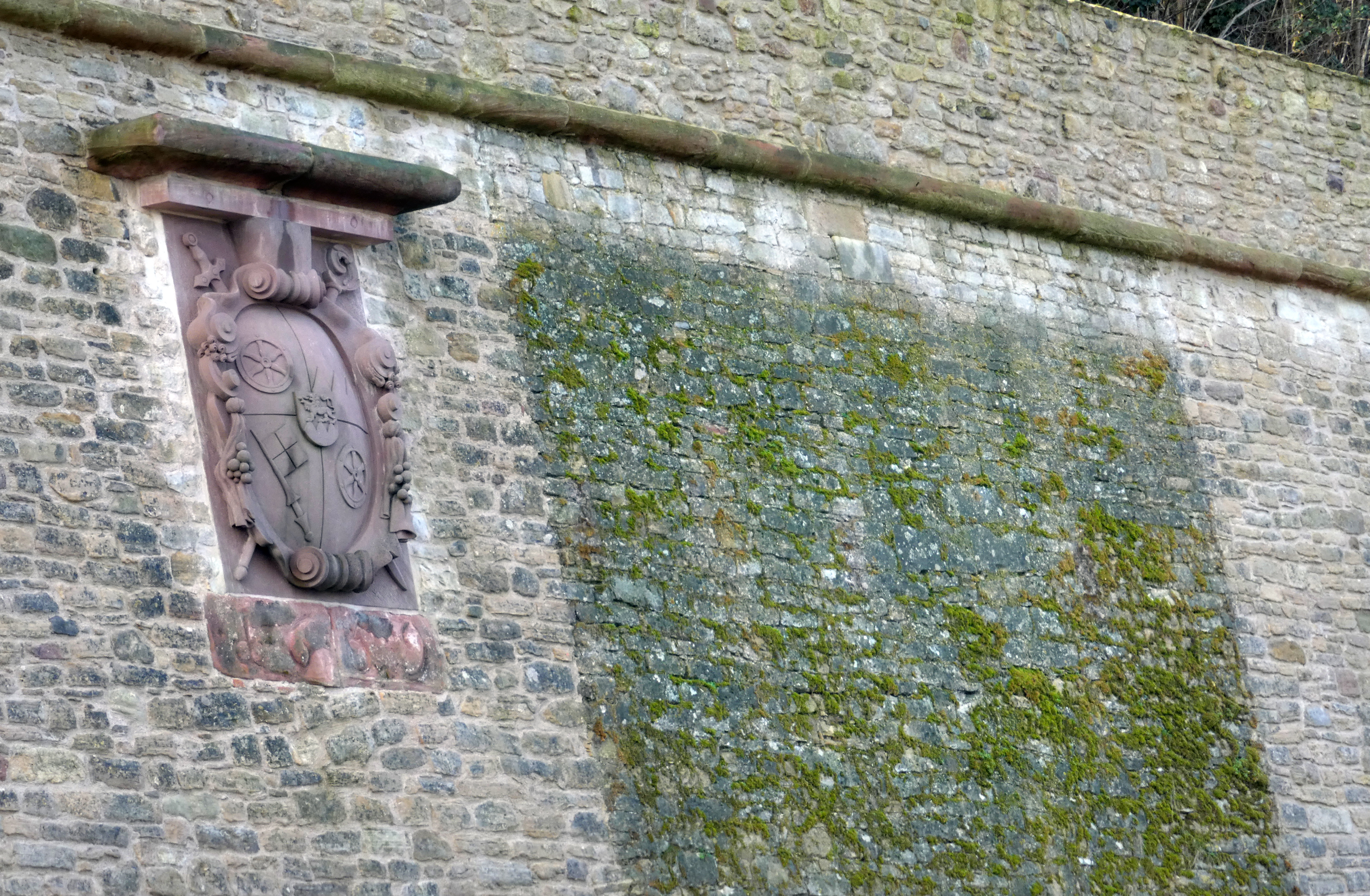
Ökologisch sanierter Mauerteil der Mainzer Zitadelle, bei dem Flächen mit vorhandenem Bewuchs und Unterschlupfmöglichkeiten für Tiere erhalten bleiben

## Sport

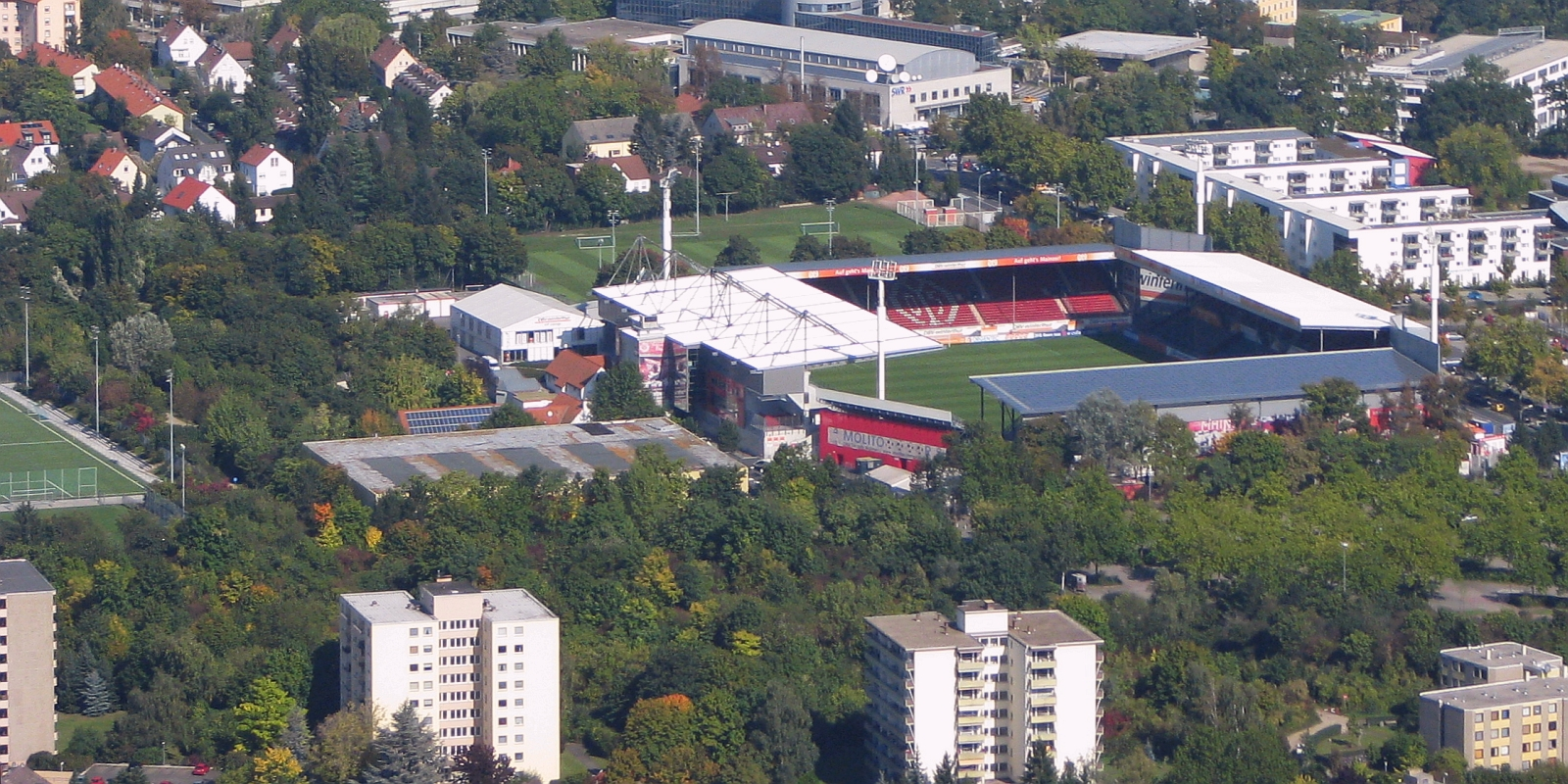
Mainz verfügt über viele Sportstätten: Bruchwegstadion (Mitte) und Eissporthalle (links)

### Sportveranstaltungen und Wettkämpfe (Auswahl)
- Seit dem Jahr 2000 findet in Mainz alljährlich der Gutenberg-Marathon statt.
- Von 2001 bis 2010 fand in Mainz die zuvor in Frankfurt durchgeführte Veranstaltung Chess Classic statt, bei der in der Rheingoldhalle der inoffizielle Titel des Schnellschachweltmeisters vergeben wurde.
- Seit 2002 richtet der TriathlonClub EisheiligenChaos Triathlonwettkämpfe in Mainz aus, seit 2003 unter dem Namen Mainzer City-Triathlon. Seit dem Jahr 2004 werden außerdem Kinder- und Schülerwettkämpfe organisiert.

### Mannschaftssport (Auswahl)

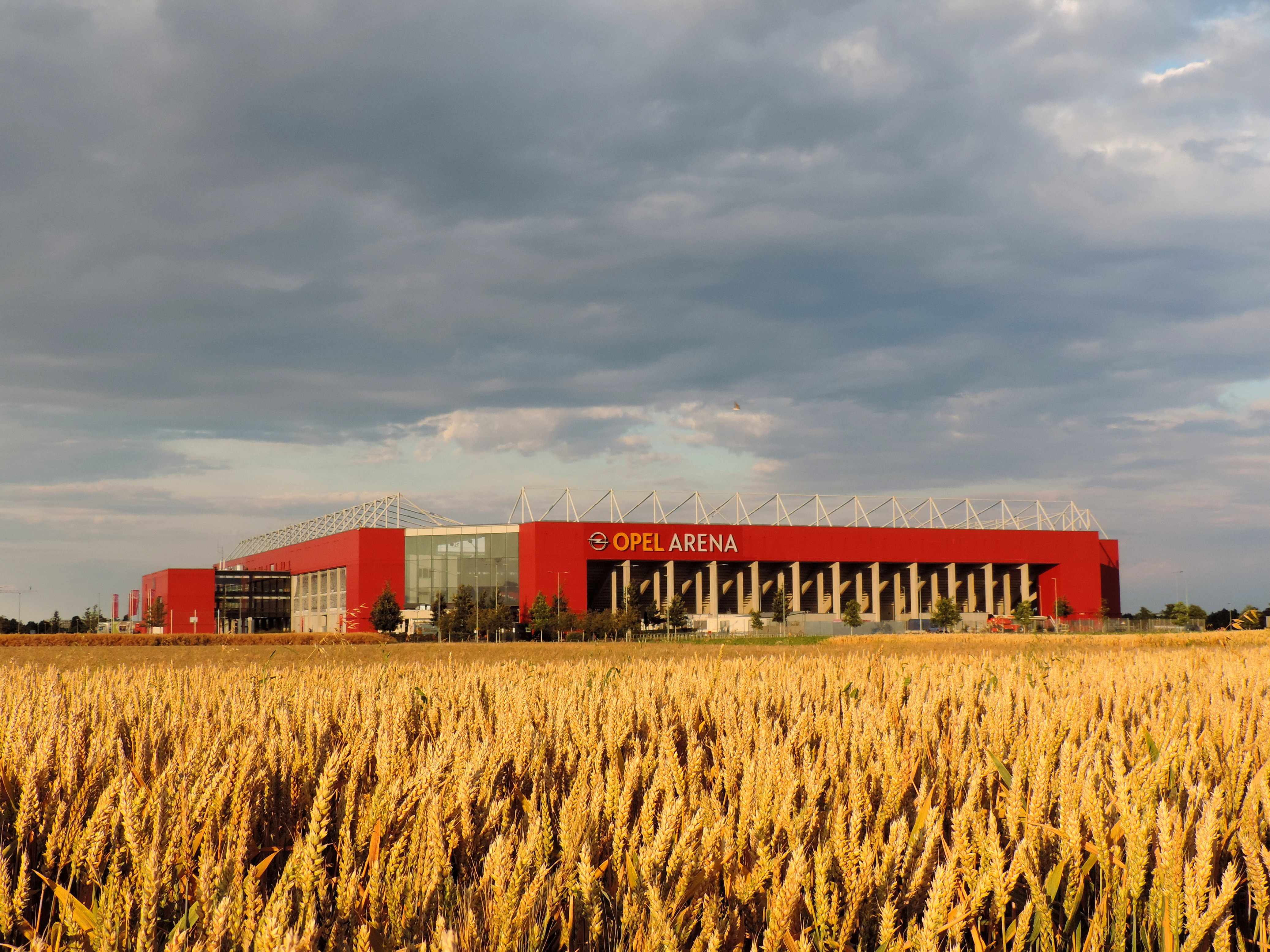
Mewa Arena, Spielstätte des 1. FSV Mainz 05

Mainz weist im sportlichen Bereich vor allem in den Stadtteilen und Vororten eine Vielfalt von Vereinen auf, so auch im Fußball. Der erfolgreichste Fußballverein der Stadt Mainz ist der 1. FSV Mainz 05. Die erste Mannschaft spielte seit ihrer Gründung nie tiefer als in der dritthöchsten Liga. Von 2004 bis 2007 gehörte sie der ersten Bundesliga an, in die sie 2009 wieder aufstieg. 2005 konnte sie sich zwar sportlich nicht für einen europäischen Wettbewerb qualifizieren, nahm aber über die Fairplay-Wertung und ein Losverfahren am UEFA-Cup teil. In der Saison 2010/2011 erreichte der 1. FSV Mainz 05 zum ersten Mal in seiner Vereinsgeschichte die sportliche Qualifikation zu einem europäischen Wettbewerb, in der sie jedoch am rumänischen Verein Gaz Metan Mediaș scheiterte. Die Mannschaft trägt ihre Heimspiele in der im Jahr 2011 eingeweihten Mewa Arena aus. Die zweite Mannschaft spielt derzeit in der Fußball-Regionalliga Südwest. In den Saisons 2004/05 und 2014/15 spielten alle Mannschaften der 05er in der höchstmöglichen Spielklasse. Zum Abschluss der Saison 2015/2016 der Ersten Bundesliga belegten die Mannschaft den 6. Tabellenplatz und konnte sich damit direkt für die Gruppenphase der UEFA Europa League qualifizieren, der zurzeit beste sportliche Erfolg der 05er.
Die erste Damenmannschaft des Basketballvereins ASC Theresianum Mainz spielte schon ein Jahr nach ihrer Gründung in der ersten Bundesliga, nun wieder in der zweiten Bundesliga, während die erste Herrenmannschaft in der neu formierten ersten Regionalliga spielt. Die unteren Mannschaften spielen unter anderem in der Regionalliga, Oberliga (Damen) und Landes- und Bezirksliga (Herren). Auch im Jugendbereich ist der ASC einer der erfolgreichsten Vereine in Rheinland-Pfalz.
Die Mainz Athletics zählen zu den süddeutschen Spitzenmannschaften des Baseballs. Seit 1994 sind sie jedes Jahr in der Play-off-Runde um die deutsche Meisterschaft vertreten. 2007 und 2016 wurden sie Deutscher Meister. Im Juni 2011 zog der Verein ins neue Stadion im Gonsbachtal um.
Der TSV Schott ist der größte Mainzer Breitensportverein, er hat ca. 3700 Mitglieder und bietet 25 verschiedene Sportarten an. Die American-Football-Spieler des TSV Schott, die „Mainz Golden Eagles“, wurden 2007 Meister in der Oberliga und spielten zwei Jahre in der Regionalliga Mitte. Zurzeit spielt die Mannschaft wieder in der Oberliga. Die zur Saison 2009 erstmals angetretene Damenmannschaft gewann direkt in der Debütsaison die Meisterschaft der 2. Bundesliga. Gleichzeitig stellten sie für die Saison 2010 sechs Mitglieder der aktuellen deutschen Damen-Football-Nationalmannschaft. Auch die Jugendmannschaften der Golden Eagles errangen einige Erfolge, unter anderem die Qualifikation zu den deutschen Meisterschaften im Hallen-Flag-Football.
Der Rugby Club Mainz wurde 1999 als eigenständiger Verein gegründet. Seit dem Beginn der Saison 2012/2013 spielt die Herrenmannschaft in der 1. Bundesliga. Zuvor war der RCM in der 2. Bundesliga Süd vertreten. Die Reservemannschaft tritt in der rheinland-pfälzischen Regionalliga an. Größter Erfolg der bisherigen Vereinsgeschichte sind der Gewinn der deutschen Hochschulmeisterschaft 2009 in Zusammenarbeit mit der Johannes Gutenberg-Universität Mainz und der vorzeitige Erstliga-Klassenerhalt in der Saison 2012/2013. Die Damenabteilung des RC Mainz nimmt in mehreren Spielgemeinschaften am Ligabetrieb teil: In der SG Rhein-Main wird gemeinsam mit Eintracht Frankfurt Bundesliga-Rugby gespielt, die SG Mainz-Aachen tritt in der 7er-Regionalliga West an.
Das Sport-Netz Mainz, Abteilung Lacrosse (Mainz Musketeers), ist seit 2007 in der Westdeutschen Lacrosse-Liga WDLL, jetzt 1. Bundesliga West, vertreten.
Die 1. Herrenmannschaft der Hockeyabteilung des TSV Schott Mainz spielt in der 2. Bundesliga, Gruppe Süd.
Floorball Mainz spielte in der Vergangenheit in der zweiten Liga.

### Sonstige Sportarten (Auswahl)
Der USC Mainz stellte bereits mehrere Teilnehmer an Olympischen Spielen, darunter Ingrid Mickler-Becker, Olympiasiegerin mit der 4 × 100-m-Staffel 1972, Lars Riedel, Diskus-Olympiasieger 1996, Marion Wagner, Niklas Kaul, Dekathlon-Weltmeister 2019, und Florence Ekpo-Umoh.
Der Mainzer Turnverein von 1817 ist der zweitälteste noch existierende Sportverein Deutschlands. Der MTV besteht aus den Sparten Turnen-Gymnastik, Badminton, Basketball, Fechten, Fußball, Handball, Kegeln, Modern Sports Karate, Ski, Tennis und Volleyball.
Die 1. Herrenmannschaft der Schachabteilung des TSV Schott Mainz spielt in der 2. Schachbundesliga, Gruppe West. Der 1. Damenmannschaft gelang in der Saison 2006/2007 der Aufstieg in die 1. Bundesliga, die 2. Damenmannschaft stieg in die 2. Bundesliga auf.
Der ASV Mainz 1888 errang in den Jahren 1973, 1977, 2012 und 2023 den Titel „Deutscher Mannschaftsmeister“ im Ringen, 1975 war er Vizemeister und 1969 Pokalsieger. Durch das Erreichen der Meisterschaft in der 2. Ringer-Bundesliga West 2006/07 tritt der Verein seit der Saison 2007 wieder in der 1. Ringer-Bundesliga an.
Der Mainzer Ruder-Verein von 1878 (MRV) ist seit 1912 im internationalen Spitzensport vertreten und ist einer der erfolgreichsten deutschen Rudervereine. Der erste internationale Titel konnte 1913 bei der Europameisterschaft in Gent errudert werden. Nach der Anzahl der Mitglieder (ca. 600) gehört er seit Jahren zu den größten deutschen Rudervereinen. Seit 2003 ist das Bootshaus des MRV am Winterhafen Sitz eines Landesleistungszentrums des Landesruderverbandes Rheinland-Pfalz, außerdem Olympiastützpunkt Rheinland-Pfalz/Saarland und seit 2013 Bundesstützpunkt Nachwuchs Mainz/Frankfurt. Im Jahr 2020 qualifizierte sich Jason Osborne in seiner Bootsklasse für eine Teilnahme an den Olympischen Spielen in Tokio. Das Bootshaus der Mainzer Ruder-Gesellschaft 1898 befindet sich linksrheinisch auf der Ingelheimer Aue. Der Verein widmet sich dem Wanderrudern, Breitensport und Leistungssport.
Die SG EWR Rheinhessen-Mainz ist ein Zusammenschluss aus insgesamt sechs Schwimmvereinen.
Die 1. Herrenmannschaft schwimmt seit der Saison 2006/07 in der 1. Bundesliga, die Damenauswahl in der 2. Bundesliga Süd. Darüber hinaus starten regelmäßig Sportler der Startgemeinschaft bei Europa- und Weltmeisterschaften sowie Olympischen Spielen. Bekannte Sportler der Trainingsgruppe von Nikolai Evseev sind Christian Hein, Angela Maurer und Johanna Manz.
Zu den leistungsstärksten und erfolgreichsten deutschen Hallenradsportvereinen gehören der Radsportverein 1925 Ebersheim, der Radfahrerverein 1905 Finthen und der Radfahrerverein 1910 Hechtsheim. Als Leistungssport, der seine nationalen und internationalen Erfolge einer guten Jugendarbeit verdankt, pflegen diese Vereine das Kunstradfahren (Einer-, Zweier-, Vierer- und Sechser-Kunstfahren) sowie den Radball. Bei den Weltmeisterschaften im Zweier-Radball knüpften Thomas Abel und Christian Hess 2006 und 2007 an die Titelgewinne Hechtsheimer Radsportler seit den frühen 1950er-Jahren an; Katrin Schultheis und Sandra Sprinkmeier (RV Ebersheim) errangen seit 2004 drei Weltmeister-Titel und vier Vizeweltmeisterschaften und sind Inhaberinnen des aktuellen Weltrekordes. Julia und Nadja Thürmer (RV Finthen) gehören als Junioreneuropameisterinnen 2007 und Vizeweltmeisterinnen 2009 zur nationalen und internationalen Spitze im Zweier-Kunstfahren.
Der Tanz-Club Rot-Weiss Casino Mainz wurde im Jahr 1949 gegründet. Er gehört zu den zehn größten Tanzsportclubs in Deutschland und ist der zweitgrößte Tanzsportverein in Rheinland-Pfalz nach dem Tanzclub Rot-Weiss Kaiserslautern. Aushängeschilder des Clubs sind das Ehepaar Kiefer, amtierender Weltmeister der Senioren II Standard Klasse, und die Standardformationen, von denen das A-Team seit sechs Jahren in der ersten Bundesliga tanzt. Als einziger Verein in Deutschland hatte der Club in der Saison 2006/2007 drei Standardmannschaften am Start.
Der MGC Mainz, ein Minigolfverein, spielt in der ersten Bundesliga und ist mit vielen Nationalspielern besetzt.
Die 1. Herrenmannschaft des TriathlonClub EisheiligenChaos (TCEC) startete im Jahr 2013 in der Regionalliga.

### Weitere Sportvereine (Auswahl)
- TSV Schott Mainz (u. a. Fußball, Hockey, Leichtathletik, Kegeln, Schach, American Football, Tennis, Eishockey)
- Mombacher Turnverein 1861, der drittgrößte Mainzer Verein
- DLRG Mainz e. V.
- Sektion Mainz des Deutschen Alpenvereins – Bergsteigen, Klettern, Wandern, Hochtouren, Expeditionen, Skisport
- Luftfahrtverein Mainz e. V.
- Budo-Sportclub Mainz 92 e. V.
- Polizei-Sportverein Mainz e. V.
- Postsportverein Mainz e. V.
- Rugby Club Mainz 1997 e. V.
- Schachfreunde Mainz 1928 e. V.
- Segelclub Mainspitze e. V.
- SVW Mainz e. V.
- TriathlonClub EisheiligenChaos 1988 e. V. (abgekürzt: TCEC)
- TC Manta Mainz e. V. – Tauchclub
- YCM Yacht-Club Mainz e. V.
- SC Moguntia 1896 e. V.
- Taekwon-Do Armare Mainz e. V.
- Weißer Kranich, Freunde des Taijiquan und Wushu e. V.
- KSV Mainz 08 e. V.

Hinweis: Sportvereine, die sich einem Stadtteil zuordnen lassen, befinden sich in den jeweiligen Stadtteilartikeln.

## Namenspatenschaften

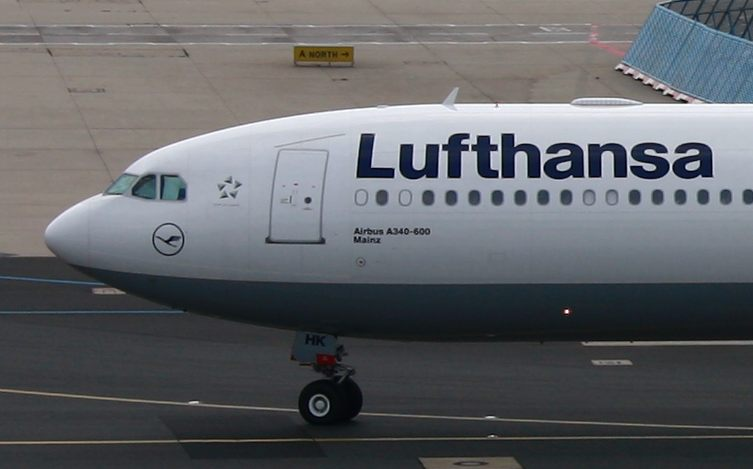
Airbus 340-600 der Lufthansa, die Mainz

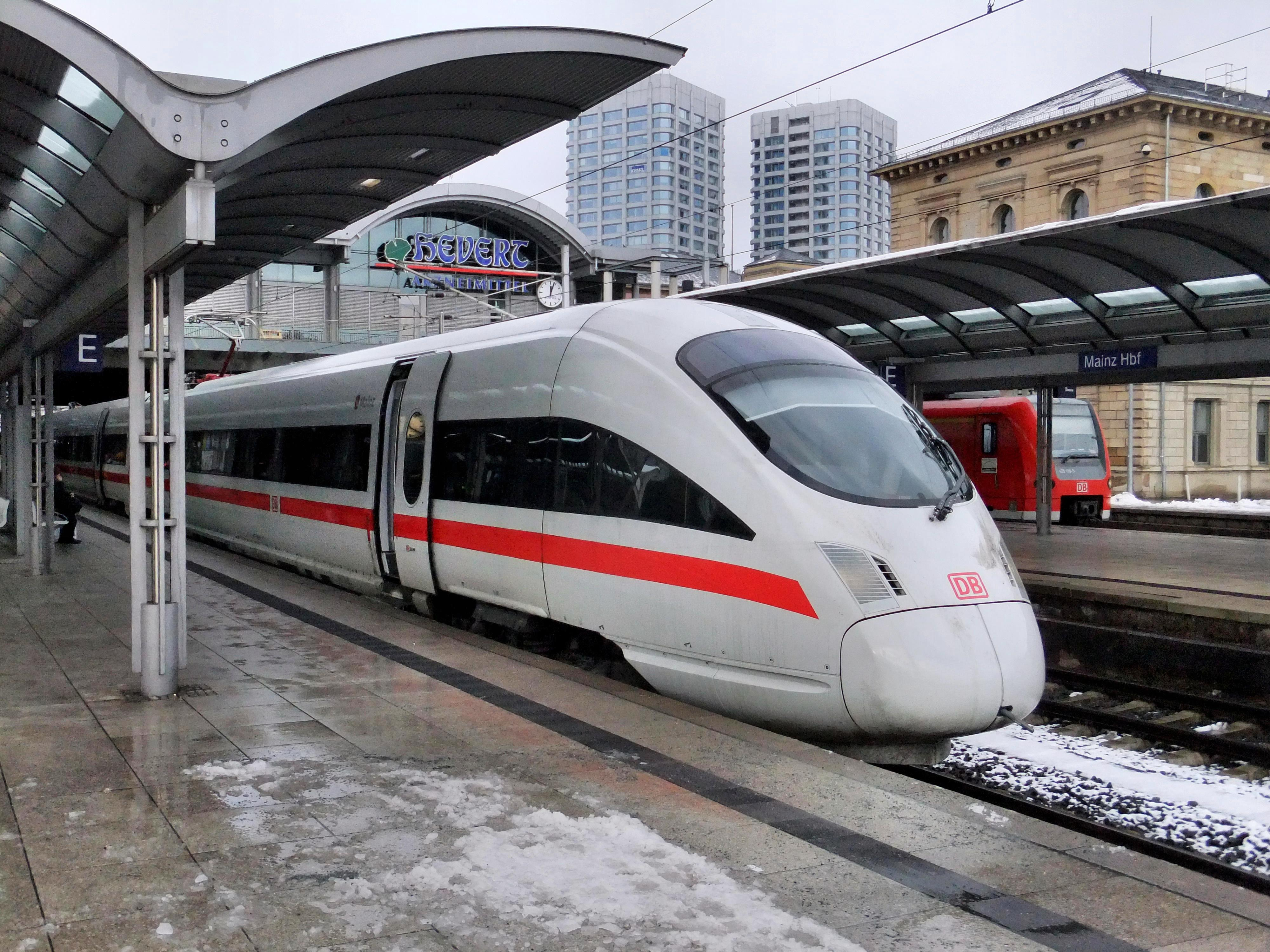
Der ICE T namens Mainz (Tz 1182) im Mainzer Hauptbahnhof, im Hintergrund die Mainzer Bonifazius-Türme

Die Stadt Mainz war in der Geschichte schon mehrfach Namenspate:
- Auswanderer im 18. und 19. Jahrhundert gründeten in den Vereinigten Staaten die Städte Mentz (New York)[165] und Mentz (Texas).
- Die Mainz war ein Kleiner Kreuzer der deutschen Kaiserlichen Marine, der im Ersten Weltkrieg zum Einsatz kam.
- Die Mainz war ein Raddampfer der 1928/29 für die Köln-Düsseldorfer Deutsche Rheinschifffahrt gebaut wurde.
- Die Mainz ist ein Bereisungsschiff, das 1943 gebaut wurde und heute vorrangig für Veranstaltungen der Bundesregierung genutzt wird, darunter Staatsbesuche und internationale Konferenzen.
- Der Mainzer Schinken war eine Bezeichnung der Metzger in und um Mainz für einen nach einem bestimmten Rezept hergestellten Schinken.
- Als Mainzer Modell bezeichnet man eine Form des Lohnkostenzuschusses.
- Die Lufthansa hat einen Airbus A340-600 (Kennung D-AIHK) nach der Stadt benannt.
- Die Deutsche Bahn hat seit Herbst 2006 einen ICE T der Baureihe 411 (Tz 1182) mit Zulassung für die Schweiz nach der Stadt benannt. Zuvor gab es seit dem 17. Januar 2003 ebenfalls einen ICE T, allerdings aus der Baureihe 415 (Tz 1582), der den Namen der Stadt trug.
- Der hochalpine Mainzer Höhenweg in den Ötztaler Alpen wird von der DAV Sektion Mainz betreut. Um die Stadt Mainz herum befindet sich der Kleine Mainzer Höhenweg.
- Der Name des Asteroiden (766) Moguntia ist abgeleitet von der lateinischen Bezeichnung der Stadt Mainz, Mogontiacum.

## Partnerstädte
- Watford (Vereinigtes Königreich), seit 1956
- Dijon (Frankreich), seit 1958
- Zagreb (Kroatien), seit 1967
- Valencia (Spanien), seit 1978
- Haifa (Israel), seit 30. März 1987[166]
- Erfurt (Thüringen, Deutschland), seit 20. Februar 1988
- Louisville (Kentucky, Vereinigte Staaten), seit Mai 1994
- Odessa (Ukraine), seit 2024[167]

Partnerstädte der Mainzer Stadtteile:
- Longchamp (Frankreich), seit 1966 mit Mainz-Laubenheim
- Rodeneck (Südtirol, Italien), seit 1977 mit Mainz-Finthen

Freundschaftliche Beziehungen:
- Kigali (Ruanda), seit 1982[168]
- Baku (Aserbaidschan), seit 1984[169]

## Persönlichkeiten
Zu Personen, die in Mainz geboren sind oder in dieser Stadt gewirkt haben, siehe:
- Liste Mainzer Persönlichkeiten
- Liste von Söhnen und Töchtern der Stadt Mainz
- Liste der Ehrenbürger von Mainz
- Liste der Bischöfe von Mainz
- Liste der Mainzer Weihbischöfe
- Liste der Stadtoberhäupter von Mainz
- Liste der Gouverneure der Festung Mainz
- Liste der Klassischen Philologen an der Johannes Gutenberg-Universität Mainz
- Liste der Künstler am Mainzer Dom

### Allgemeine Schriften
(nach Erscheinungsjahr geordnet)
- Martin Zeiller: Meyntz. In: Matthäus Merian (Hrsg.): Topographia Archiepiscopatuum Moguntinensis, Trevirensis et Coloniensis (= Topographia Germaniae. Band 6). 1. Auflage. Matthaeus Merian, Frankfurt am Main 1646, S. 4–10 (Volltext [Wikisource]).
- Karl Anton Schaab: Geschichte der Stadt Mainz. vier Bände, Mainz 1841–1851. Davon direkt zu Mainz Band 1 (1841) und Band 2 (1844).
- Johann Heinrich Hennes: Bilder aus der Mainzer Geschichte, Verlag Franz Kirchheim Mainz 1857.
- Städtebuch Rheinland-Pfalz und Saarland. Bd. 4,3. Deutsches Städtebuch. Handbuch städtischer Geschichte. Teilband. Im Auftrage der Arbeitsgemeinschaft der historischen Kommissionen und mit Unterstützung des Deutschen Städtetages, des Deutschen Städtebundes und des Deutschen Gemeindetages, hrsg. von Erich Keyser. Kohlhammer, Stuttgart 1964.
- Vierteljahreshefte für Kultur, Politik, Wirtschaft, Geschichte. Hrsg. v. d. Stadt Mainz. Krach, Mainz 1981ff. ISSN 0720-5945
- Franz Dumont (Hrsg.), Ferdinand Scherf, Friedrich Schütz: Mainz – Die Geschichte der Stadt. Zabern, Mainz 1999 (2. Aufl.), ISBN 3-8053-2000-0.
- Wilhelm Huber: Das Mainz-Lexikon. Hermann Schmidt, Mainz 2002, ISBN 3-87439-600-2.
- Michael Matheus, Walter G. Rödel (Hrsg.): Bausteine zur Mainzer Stadtgeschichte. Mainzer Kolloquium 2000 (Geschichtliche Landeskunde 55). Franz Steiner, Stuttgart 2002, ISBN 3-515-08176-3.
- Peter C. Hartmann: Kleine Mainzer Stadtgeschichte. Pustet, Regensburg 2005, ISBN 978-3-7917-1970-2.
- Wolfgang Dobras, Frank Teske: Kleine Geschichte der Stadt Mainz. Braun Verlag, Karlsruhe 2010, ISBN 3-7650-8555-3.
- Franz Xaver Bischof, Maria Lehner-Helbig: Mainz. In: Historisches Lexikon der Schweiz.
- Mechthild Dreyer/Jörg Rogge (Hrsg.): Mainz im Mittelalter. von Zabern, Mainz 2009, ISBN 978-3-8053-3786-1.
- Jörg Koch: Mainz. 55 Meilensteine der Geschichte. Menschen, Orte und Ereignisse, die unsere Stadt bis heute prägen. Sutton, Erfurt 2022, ISBN 978-3-96303-373-5.

### Einzelthemen

#### Personen
(nach Autoren/Herausgebern alphabetisch geordnet)
- Wolfgang Balzer: Mainz, Persönlichkeiten der Stadtgeschichte. Kügler, Ingelheim 1985–1993.
  - Bd. 1: Mainzer Ehrenbürger, Mainzer Kirchenfürsten, militärische Persönlichkeiten, Mainzer Bürgermeister. ISBN 3-924124-01-9.
  - Bd. 2: Personen des religiösen Lebens, Personen des politischen Lebens, Personen des allgemein kulturellen Lebens, Wissenschaftler, Literaten, Künstler, Musiker. ISBN 3-924124-03-5.
  - Bd. 3: Geschäftsleute, epochale Wegbereiter, Baumeister, Fastnachter, Sonderlinge, Originale. ISBN 3-924124-05-1.
- Hans Berkessel, Hedwig Brüchert, Wolfgang Dobras, Ralph Erbar, Frank Teske (Hrsg.): Leuchte des Exils. Zeugnisse jüdischen Lebens in Mainz und Bingen, Mainz 2016, ISBN 978-3-945751-69-5.

#### Architektur
Denkmaltopographien
 nach Erscheinen geordnet 
- Angela Schumacher, Ewald Wegner: Denkmaltopographie Bundesrepublik Deutschland. Denkmale in Rheinland-Pfalz 2.1 = Stadt Mainz. Stadterweiterungen des 19. Und frühen 20. Jahrhunderts:
  - 1. Auflage: 1986. ISBN 978-3-590-31032-2.
  - 2. Auflage: Wernersche Verlagsgesellschaft, Worms 1997. ISBN 978-3-88462-138-7.
- Ewald Wegner: Denkmaltopographie Bundesrepublik Deutschland. Denkmale in Rheinland-Pfalz 2.2 = Stadt Mainz. Altstadt.
  - 1. Auflage: Schwann, 1988. ISBN 978-3-491-31036-0.
  - 2. Auflage: Schwann, 1990. ISBN 3-491-31036-9.
  - 3. Auflage: Wernersche Verlagsgesellschaft, Worms 1997. ISBN 978-3-88462-139-4.
- Dieter Krienke: Denkmaltopographie Bundesrepublik Deutschland. Denkmale in Rheinland-Pfalz 2.3 = Stadt Mainz. Vororte mit Nachträgen zu Band 2.1 und Band 2.2. Wernersche Verlagsgesellschaft, Worms 1997. ISBN 978-3-88462-140-0.

Kinderbücher
- Gisela Cölle: Komm, ich zeig dir Mainz: Eine Mainzer Stadtführung für Kinder.2. Auflage TZ-Verlag & Print GmbH, Roßdorf 2017, ISBN 978-3-945782-33-0
- Gisela Cölle: Komm, ich zeig dir Mainz II. TZ-Verlag & Print GmbH, Roßdorf 2019, ISBN 978-3-945782-46-0
- Melanie Freund: Mein kleines Stadt-Wimmelbuch Mainz. Willegoos, Potsdam 2024, ISBN 978-3-944445-25-0
- Margot Klee: Linus aus Mogontiacum. Geschichten aus einer römischen Stadt für Kinder und Junggebliebene. 1. Auflage, Philipp von Zabern, Mainz 2005, ISBN 3-8053-3474-5.

Weitere Literatur
 nach Autoren / Herausgebern alphabetisch geordnet 
- Hedwig Brüchert (Hrsg.): Die Neustadt gestern und heute. Festschrift 125 Jahre Mainzer Stadterweiterung. Sonderheft der Mainzer Geschichtsblätter. Veröffentlichungen des Vereins für Sozialgeschichte, Mainz 1997.
- Heinz Duchhardt: „Römer“ in Mainz. Ein Doppelporträt aus der Frühgeschichte der „neuen“ Mainzer Universität. In: Quellen und Forschungen aus italienischen Archiven und Bibliotheken. Band 94, 2015, S. 292–310 (Digitalisat).
- Günther Gillessen (Hrsg.): Wenn Steine reden könnten – Mainzer Gebäude und ihre Geschichten. Philipp von Zabern, Mainz 1991, ISBN 3-8053-1206-7.
- Ernst Stephan: Das Bürgerhaus in Mainz. Das deutsche Bürgerhaus. Bd. 18. Wasmuth, Tübingen 1974, 1982, ISBN 3-8030-0020-3.
- Petra Tücks: Zur urbanistischen und architektonischen Gestaltung der Stadt Mainz während der napoleonischen Herrschaft. Die Entwürfe von Jean Fare Eustache St. Far. In: INSITU. Zeitschrift für Architekturgeschichte 1 (2/2009), S. 7–26.
- Claus Wolf: Die Mainzer Stadtteile. Emons, Köln 2004, ISBN 3-89705-361-6.

#### Weitere Themen
(nach Autoren/Herausgebern alphabetisch geordnet)
- Gustav Adolf Benrath: Die erste unierte evangelische Kirchengemeinde in Deutschland: Mainz 1802. In: Reformation – Union – Erweckung. Beispiele aus der Kirchengeschichte Südwestdeutschlands, hrsg. von Klaus Bümlein, Irene Dingel, Wolf-Friedrich Schäufele. Göttingen 2011, bei DNB ISBN 3-525-10110-4, S. 119–144. Digitalisat
- Gustav Adolf Benrath: Mainz im Jahrhundert der Reformation. In: Reformation – Union – Erweckung. Beispiele aus der Kirchengeschichte Südwestdeutschlands, hrsg. von Klaus Bümlein, Irene Dingel, Wolf-Friedrich Schäufele. Göttingen 2011, bei DNB ISBN 3-525-10110-4, S. 93–106. Digitalisat
- Friedhelm Jürgensmeier: Das Bistum Mainz. Knecht, Frankfurt/Main 1988, ISBN 3-7820-0570-8.
- Jörg Schweigard: Die Liebe zur Freiheit ruft uns an den Rhein – Aufklärung, Reform und Revolution in Mainz. Casimir Katz, Gernsbach 2005, ISBN 3-925825-89-4.